# Łuków
Łukówⓘ é um município no leste da Polônia. Pertence à voivodia de Lublin, no condado de Łuków. É a sede das autoridades do condado de Łuków e da comuna rural de Łuków. Um entroncamento ferroviário com uma estação de entroncamento, indústrias de calçados, carnes e alimentos, um centro de serviços agrícolas local.
Estende-se por uma área de 35,8 km², com 29 170 habitantes, segundo o censo de 31 de dezembro de 2021, com uma densidade populacional de 814,8 hab./km². A população de Łuków coloca-a no 155.º lugar entre 954 cidades da Polônia em termos de número de habitantes (1 de janeiro de 2021). Em termos de área, a cidade ocupa o 138.º lugar. A cidade representa 2,6% da área do condado e 27,7% da sua população.
Łuków era uma cidade real da Coroa do Reino da Polônia, no distrito de Łuków na Terra de Łuków da voivodia de Lublin, na parte nordeste da Pequena Polônia. No século XIII, Łuków estava localizada na Terra de Sandomierz, onde era uma castelania e uma das principais fortalezas.

## Localização

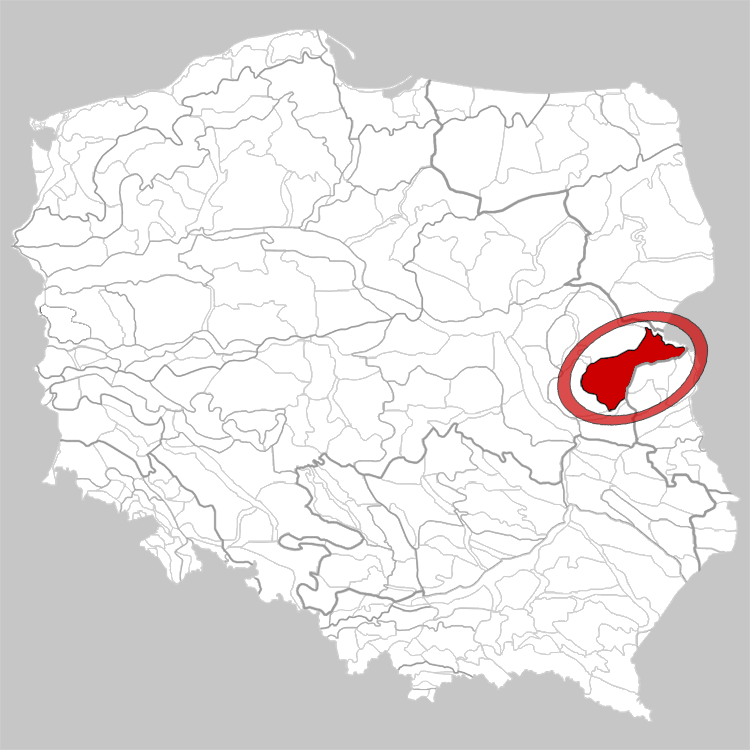
Localização da planície de Łuków no mapa da Polônia

Łuków está localizada na parte ocidental da planície de Łuków, que faz parte da planície da Podláquia Meridional.
Conforme a divisão em regiões históricas da Polônia, toda a Terra de Łuków (incluindo Siedlce e Radzyń) pertence à Pequena Polônia.
Łuków foi a capital da Terra de Łuków, que por mais de 500 anos esteve localizada na fronteira nordeste da Pequena Polônia. Antes de pertencer à voivodia de Lublin a partir de 1474, estava associada à voivodia de Sandomierz. Após as partições da Polônia, desde a criação da voivodia da Podláquia, o condado de Łuków, ao contrário dessa longa tradição, é frequentemente incluído na Podláquia. Nos anos 1975−1998, a cidade pertenceu administrativamente à voivodia de Siedlce.
Segundo dados de 31 de dezembro de 2021, a área da cidade é de 35,8 km².
Através dos conjuntos habitacionais Sienkiewicza e Nowy Łuków II passa o paralelo central do território polonês. A cidade fica perto da fronteira oriental do fuso horário da Europa Central.
Łuków faz fronteira com 10 aldeias e um complexo de Florestas de Łuków. Estradas nacionais em três direções e estradas provinciais em três direções levam a cidades próximas.

## Condições naturais

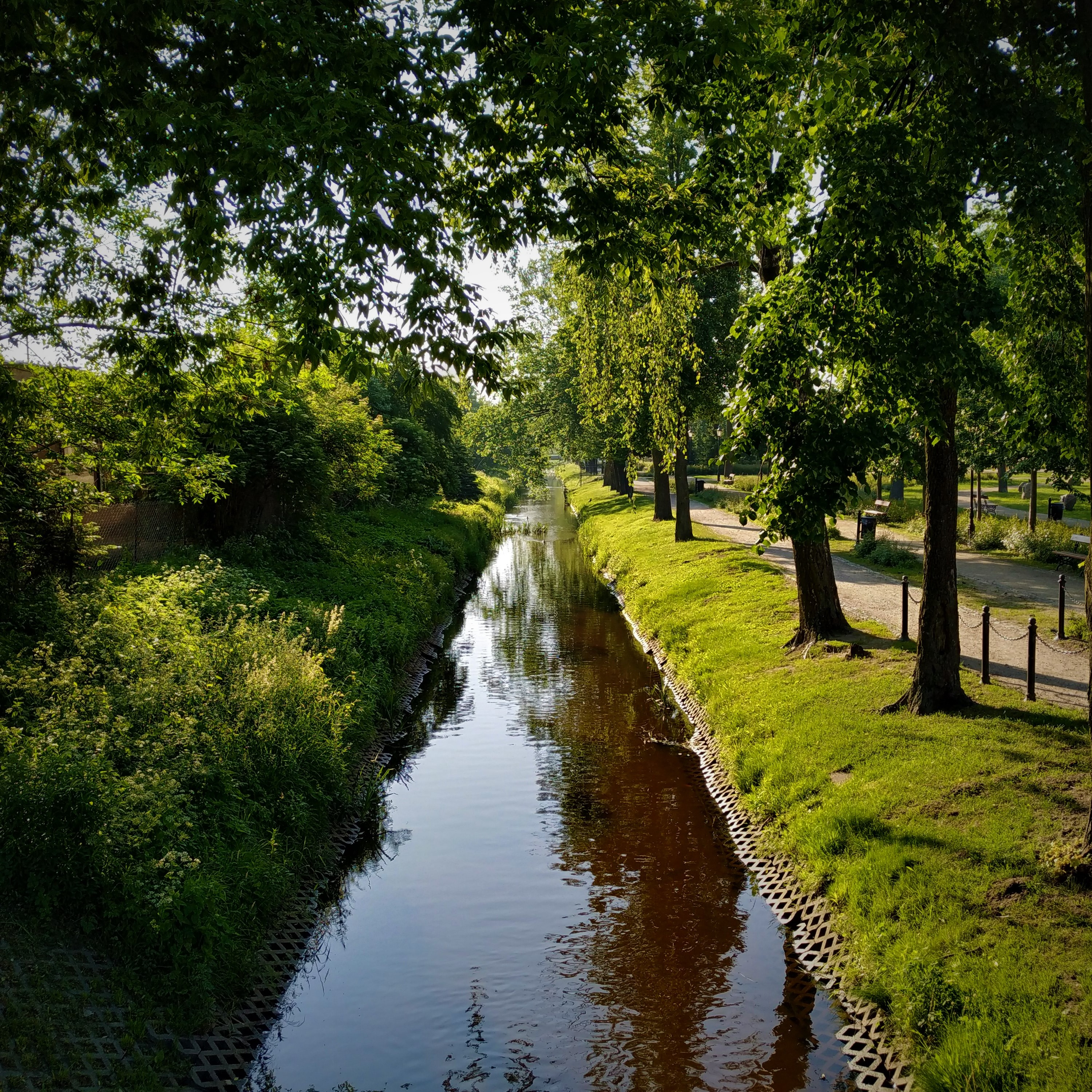
Rio Krzna do Sul visto da ponte na rua Warszawska

### Localização topográfica
A fortaleza de Łuków estava localizada em uma curva do rio Krzna do Sul e estava 160 m acima do nível do mar. A antiga praça do mercado da cidade (atualmente Praça Solidarności i Wolności) fica a uma altitude de 161 m, e a Praça Narutowicza, no centro da cidade nova − 162 m. Nas fronteiras administrativas existem áreas com alturas absolutas de 157 a 170 m acima do nível do mar.
Segundo dados de 2002, Łuków tem uma área de 35,8 km², incluindo:
- Terras agrícolas: 62%
- Área florestal: 13%

No vale do Krzna do Sul, há o reservatório de Zimna Woda, prados, hortas, uma avenida, um parque, um estádio esportivo e uma estação de tratamento de esgoto no leste. Áreas construídas são cercadas por campos aráveis e terrenos baldios. Há florestas ao longe em muitos lados da cidade.

### Clima
Conforme a classificação climática de Köppen-Geiger, Łuków situa-se na zona Cfb − clima temperado oceânico. Na cidade de Łuków, a temperatura média anual é de 8,8° C. Nesta área, a precipitação média anual é de 689 mm. Está localizada no Hemisfério Norte. Os meses de verão são: junho, julho, agosto, setembro. O mês mais seco é fevereiro, com 41 mm de precipitação. O mês mais quente do ano é julho, com temperatura média de 20,0 °C. A temperatura média mais baixa do ano ocorre em janeiro e é de aproximadamente -2,7 °C.
A diferença de precipitação entre o mês mais seco e o mais úmido é de 45 mm. A variação de temperatura durante o ano é de 22,7 °C. O mês com a maior umidade relativa é novembro (86%). O mês com a menor umidade relativa é junho (65%). O mês com o maior número de dias de chuva é julho (10 dias). O mês com o menor número é outubro (8 dias).
| Dados climatológicos para Łuków | Dados climatológicos para Łuków | Dados climatológicos para Łuków | Dados climatológicos para Łuków | Dados climatológicos para Łuków | Dados climatológicos para Łuków | Dados climatológicos para Łuków | Dados climatológicos para Łuków | Dados climatológicos para Łuków | Dados climatológicos para Łuków | Dados climatológicos para Łuków | Dados climatológicos para Łuków | Dados climatológicos para Łuków | Dados climatológicos para Łuków |
| Mês | Jan                             | Fev                             | Mar                             | Abr                             | Mai                             | Jun                             | Jul                             | Ago                             | Set                             | Out                             | Nov                             | Dez                             | Ano                             |
| --- | ------------------------------- | ------------------------------- | ------------------------------- | ------------------------------- | ------------------------------- | ------------------------------- | ------------------------------- | ------------------------------- | ------------------------------- | ------------------------------- | ------------------------------- | ------------------------------- | ------------------------------- |
| Temperatura máxima média (°C) | −0,4                            | 1,4                             | 6,6                             | 13,6                            | 18,9                            | 22,2                            | 24,4                            | 23,7                            | 18,4                            | 12,1                            | 6,5                             | 1,8                             | 12,4                            |
| Temperatura média (°C) | −2,7                            | −1,6                            | 2,5                             | 8,8                             | 14,3                            | 17,8                            | 20,0                            | 19,2                            | 14,2                            | 8,7                             | 4,2                             | −0,2                            | 8,8                             |
| Temperatura mínima média (°C) | −5,3                            | −4,7                            | −1,7                            | 3,5                             | 8,8                             | 12,5                            | 15,0                            | 14,3                            | 10,0                            | 5,4                             | 1,9                             | −2,4                            | 4,8                             |
| Precipitação (mm) | 46                              | 41                              | 48                              | 52                              | 71                              | 73                              | 86                              | 69                              | 62                              | 48                              | 46                              | 47                              | 689                             |
| Dias com chuva | 8                               | 8                               | 9                               | 8                               | 9                               | 9                               | 10                              | 8                               | 8                               | 8                               | 8                               | 8                               | 101                             |
| Umidade relativa (%) | 84                              | 82                              | 76                              | 68                              | 66                              | 65                              | 68                              | 68                              | 73                              | 79                              | 86                              | 85                              | 75,0                            |
| Insolação (h) | 2,2                             | 3,1                             | 5,4                             | 8,8                             | 10,3                            | 11,2                            | 11,0                            | 10,3                            | 7,1                             | 4,9                             | 3,0                             | 2,1                             | 79,4                            |
| Fonte: Climate-Data.org Dados: 1991−2021: temperatura mínima (°C), temperatura máxima (°C), precipitação (mm), umidade, dias chuvosos. Dados: 1999−2019: horas de sol |                                 |                                 |                                 |                                 |                                 |                                 |                                 |                                 |                                 |                                 |                                 |                                 |                                 |

### Florestas e proteção da natureza

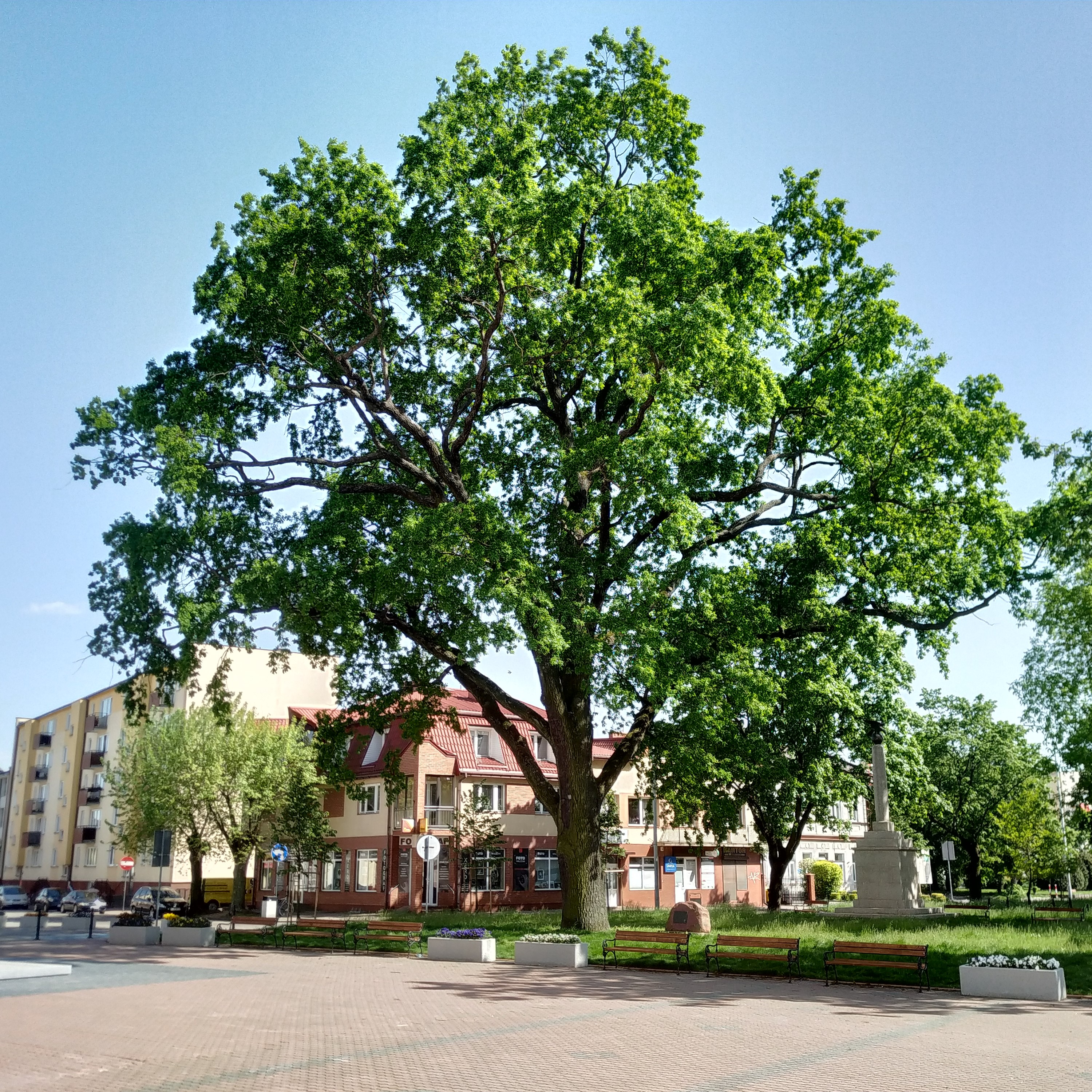
Carvalho da Liberdade na Praça Gabriel Narutowicz (plantado em novembro de 1918), um monumento natural

Existem florestas nos limites da cidade:
- Zimna Woda (no lado noroeste)
- Montanhas (no nordeste)
- Zapowiednik (leste)
- Floresta a oeste da aldeia de Podgaj
- Floresta chamada Kierkut (sul)
- Florestas na fronteira com a aldeia de Świdry (sudoeste)
- Floresta no final da rua Strzelnicza (oeste)

Além disso, no sudoeste, na fronteira de Łuków, há a Floresta Ryżkowski e Sochacz.
Monumentos naturais
- Dąb Wolności − carvalho pedunculado plantado em novembro de 1918[14]
- Bloco errático (com uma placa 1233–1983. 750 anos de Łuków)[15]

Ambos os objetos naturais protegidos também são monumentos históricos.
Parte da floresta Zimna Woda, que está nos limites da cidade, pertence à Área de Paisagem Protegida de Łuków.

## Toponímia
O nome Łuków aparece pela primeira vez em notas de 1233. Em um documento emitido por Boleslau, o Casto, emitido ao bispo de Płock, o príncipe libertou a propriedade Kock da jurisdição da Castelani nostri de Lucow. O nome Łuków vem da palavra raiz eslava łuk, compreensível com base na análise do material onomástico de toda a região eslava. Na época pré-histórica da língua polonesa, o radical łuk tinha formas alternativas łęki e ług. O nome Łuków originalmente se referia a um local localizado em um pântano. Portanto, pertence ao tipo de nomes topográficos. O nome do habitante da cidade é łukowianin (forma do segundo plural: łukowian), e o nome do habitante é łukowianka.

## História

### Idade Média

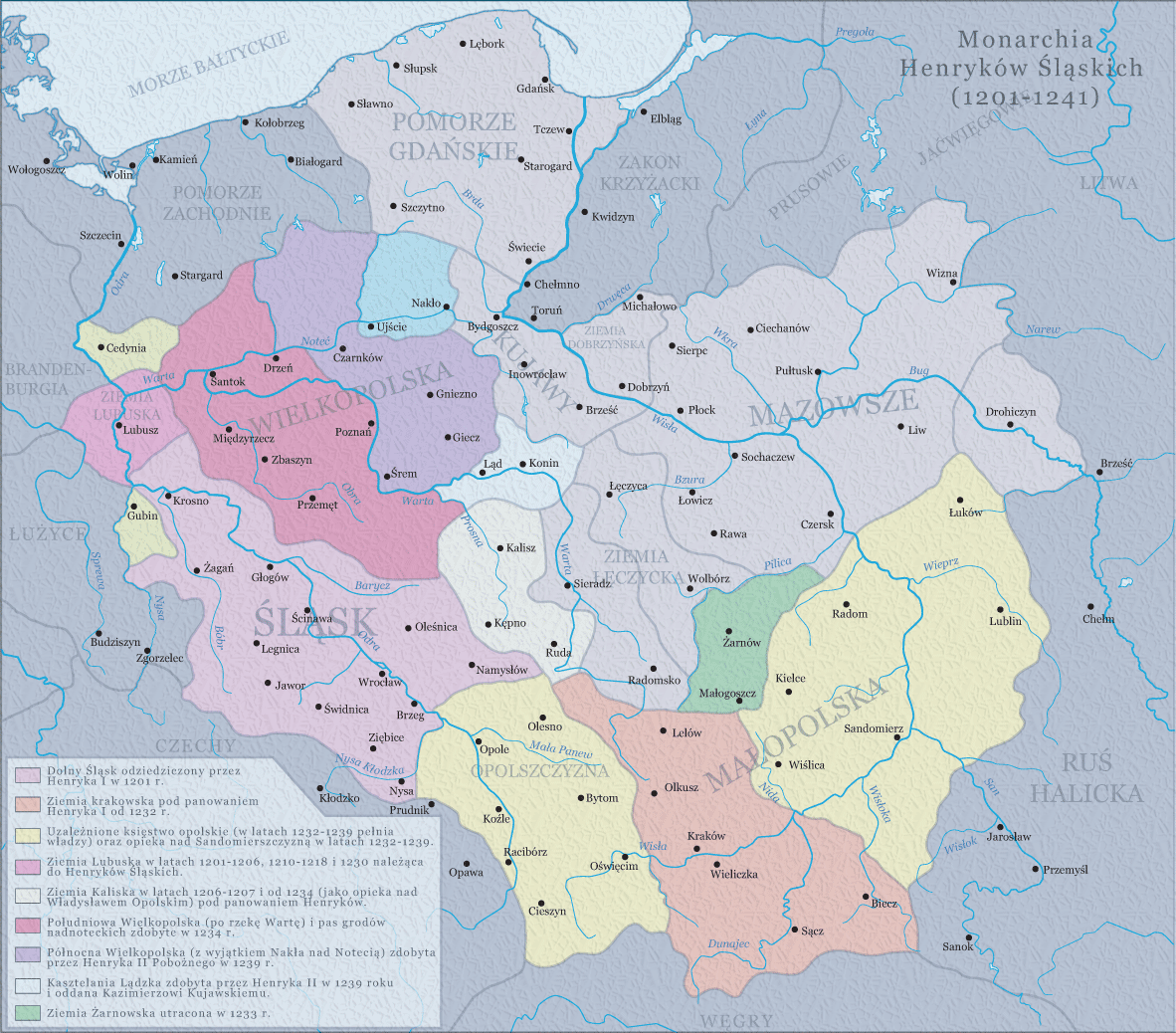
Terras polonesas nos anos 1201−1241. Łuków era uma cidade fronteiriça naquela época

Mencionada pela primeira vez em 1233, Łuków era uma castelania na Pequena Polônia de importância estratégica e fronteiriça. Em meados do século XIII, o Duque Boleslau, o Casto, instalou os Templários em Łuków e solicitou a criação de um bispado missionário − mencionado na bula do Papa Inocêncio IV de 1 de fevereiro de 1257. A tarefa dos cavaleiros monásticos era defender o castelo contra as invasões de tribos pagãs e criar uma base para sua cristianização. No entanto, como resultado da intervenção dos Cavaleiros Teutônicos, a diocese de Łuków existiu formalmente apenas nos anos 1254–1257 − o papa retirou a procuração do recém-nomeado bispo, Bartolomeu de Praga.

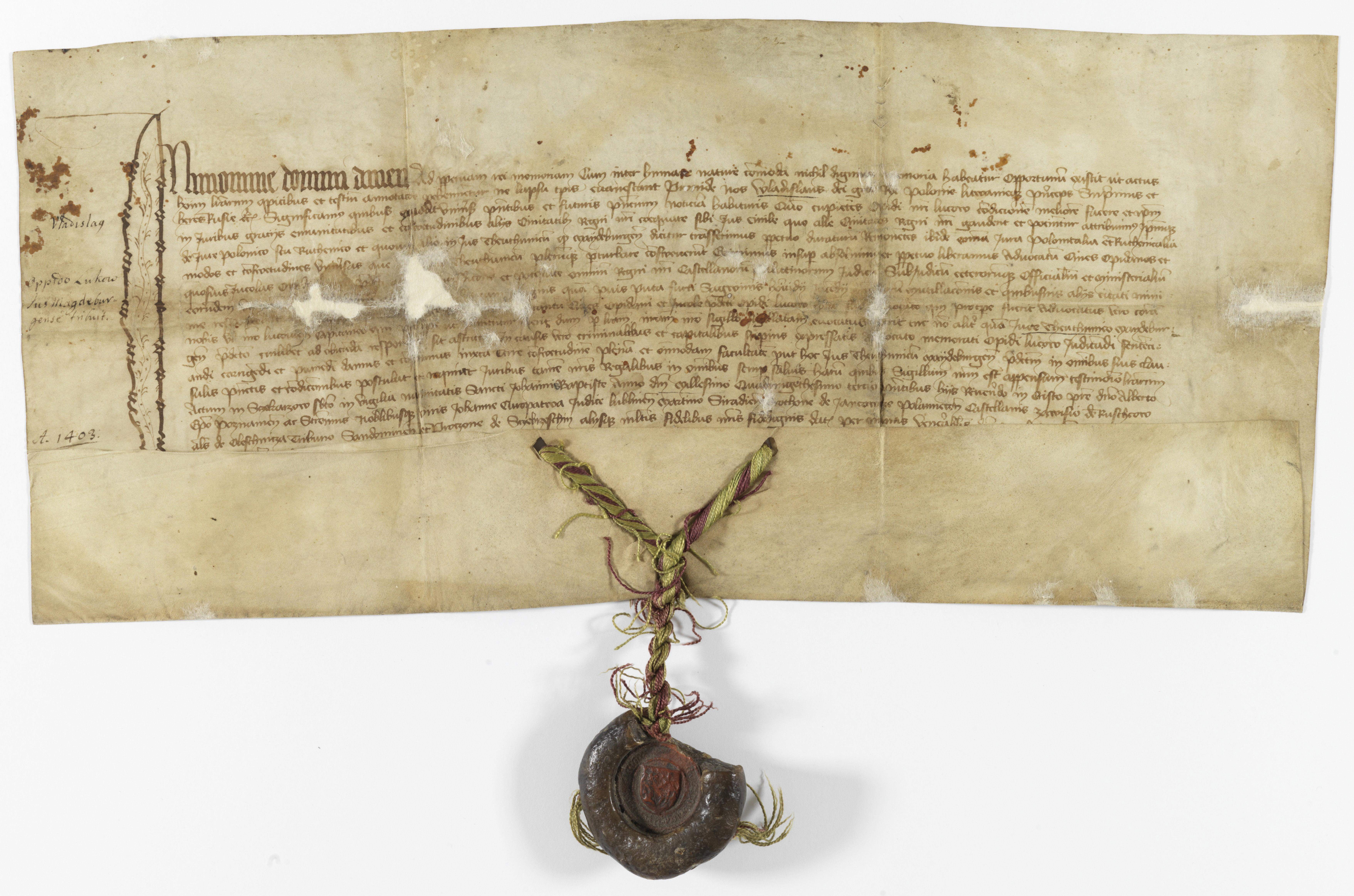
Ladislau II Jagelão, rei da Polônia, transfere a cidade de Łuków da lei polonesa e rutena para a lei de Magdeburgo (Szczekarzew, 23 de junho de 1403)

Já no século XIII havia um castelo de madeira em Łuków, administrado por uma guarnição permanente. Ele estava localizado na curva do rio Krzna do Sul em sua margem esquerda, entre as ruas Kanalowa de hoje, Laskowskiego e uma parte da rua Wyszyński. O castelo ainda existia no século XVII; foi finalmente destruído durante a invasão das tropas da Transilvânia em 1657. Essas áreas também são a parte mais antiga da cidade; no entanto, nenhum edifício histórico ou seus restos sobreviveram até os dias atuais.
O castro foi destruído várias vezes: pelos prussianos, tártaros, iotvíngios e lituanos, incluindo os anos de 1241 (primeira invasão mongol da Polônia), 1244, 1260, 1282 ou 1283, 1283 e 1350. Os ataques frequentes prejudicaram significativamente o desenvolvimento do assentamento. Conforme a pesquisa de Tadeusz Ładogórski, no início do reinado de Casimiro, o Grande, toda a paróquia de Łuków tinha 192 habitantes (Łuków e vilarejos vizinhos). Apenas a conclusão da União de Krewo em 1385 trouxe um relativo apaziguamento da situação. Em 1369, Casimiro, o Grande, concedeu a Łuków os direitos de uma cidade livre. Com o privilégio de 23 de junho de 1403, Ladislau II Jagelão transferiu Łuków da lei polonesa para a lei de Magdeburgo. Em maio de 1455, Casimiro IV Jagelão deu à cidade um mercado semanal, a ser realizado todas as segundas-feiras.

### Séculos XVI–XVIII

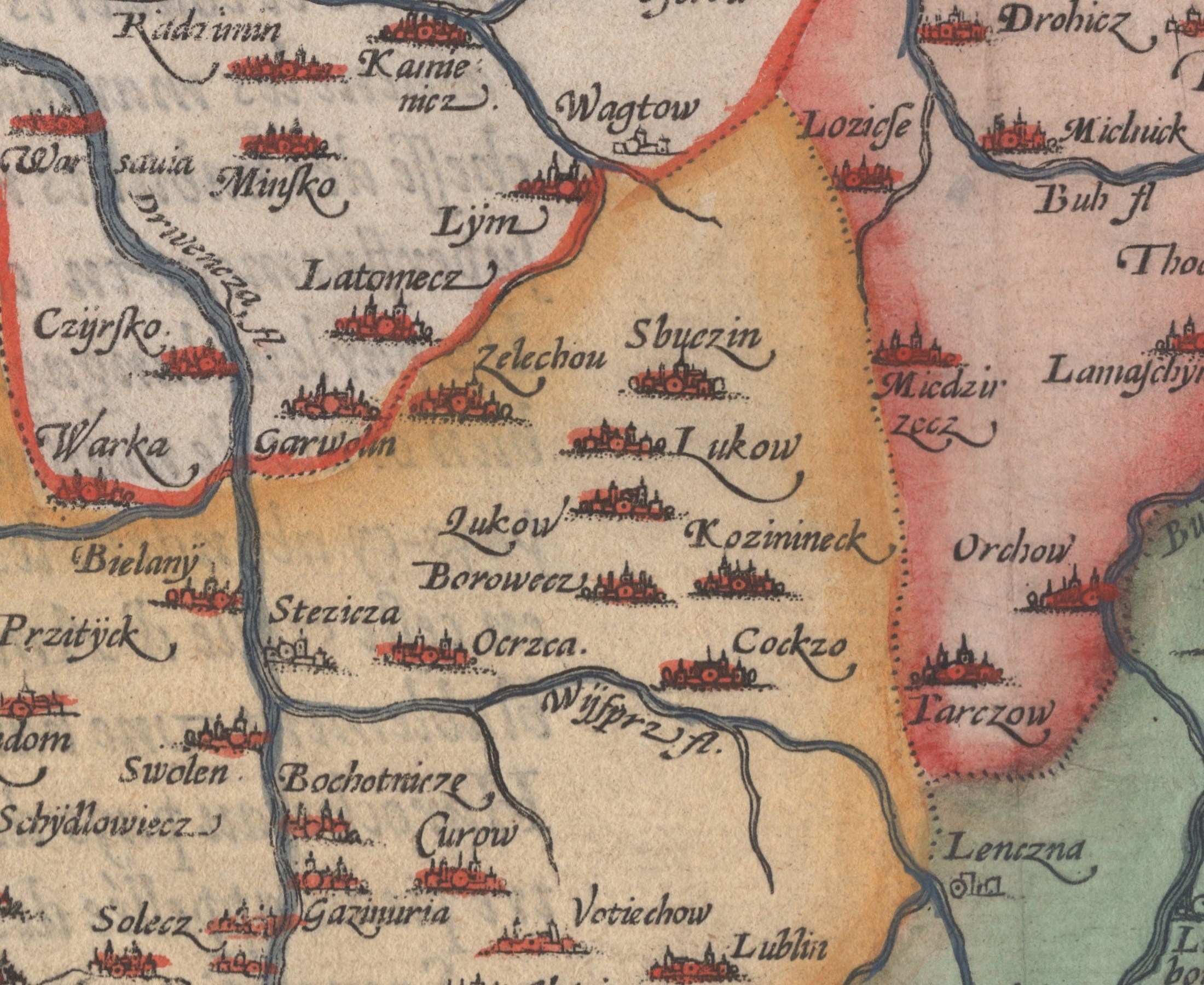
Łuków no mapa de Wacław Grodziecki de 1570. Duas aldeias chamadas Łuków estão marcadas uma ao lado da outra − uma refere-se à cidade de Łuków, a outra ao castelo de Łuków

Em 16 de abril de 1505, Alexandre Jagelão concedeu um privilégio permitindo a construção de uma prefeitura na cidade e um edifício para abrigar as balanças, que eram usadas pelos comerciantes, com os instrumentos relacionados à medição no comércio, incluindo padrões de escala e pesos. Este edifício não sobreviveu e não se sabe exatamente onde estava localizado.
Um grande obstáculo ao desenvolvimento de Łuków foram os frequentes incêndios, cuja ocorrência foi facilitada pelo fato de que a grande maioria dos edifícios era feita de madeira; além disso, a proximidade dos prédios facilitava a propagação do fogo entre os edifícios vizinhos. Das fontes preservadas até os dias atuais, sabe-se que a cidade foi seriamente danificada nos anos de 1517, 1528, 1533 e 1601. O incêndio de 1533 causou perdas tão graves que em 1534 Sigismundo, o Velho, liberou os habitantes da cidade de Łuków de pagar pedágios em estradas e impostos prediais por 18 anos, bem como da obrigação de fornecer uma carroça de guerra, com a condição de que pelo menos a maioria das casas fosse reconstruída dentro de cinco anos e as fortificações destruídas restauradas como antes do incêndio. O mesmo governante concedeu a Lei de Propinação da Vodca para uso geral da cidade em 1543. As leis de propinação eram um privilégio concedido à szlachta polonesa que dava aos proprietários de terras o monopólio sobre os lucros do álcool consumido por seus camponeses. A propinação é um direito histórico de destilar bebidas alcoólicas.
No período do século XV ao XVIII, Łuków foi o local onde se realizaram as sessões dos tribunais da nobreza: os tribunais de terra e os tribunais municipais. No século XVI e na primeira metade do século XVII, a cidade floresceu. Em 1629, por iniciativa do starosta de Łuków, Erazm Domaszewski, os padres bernardinos foram trazidos para a cidade. Uma igreja de madeira da Exaltação da Santa Cruz e um mosteiro foram construídos no terreno destinado aos monges; então, em 1655, começou a construção de uma igreja de tijolos e edifícios do mosteiro. A construção do templo prolongou-se com interrupções até 1770. Na primeira metade do século XVII, os bernardinos fundaram uma fábrica de tecidos, que sobreviveu até ao início do século XIX, bem como uma grande horta e um pomar. Esta Ordem contribuiu para o desenvolvimento econômico de Łuków.

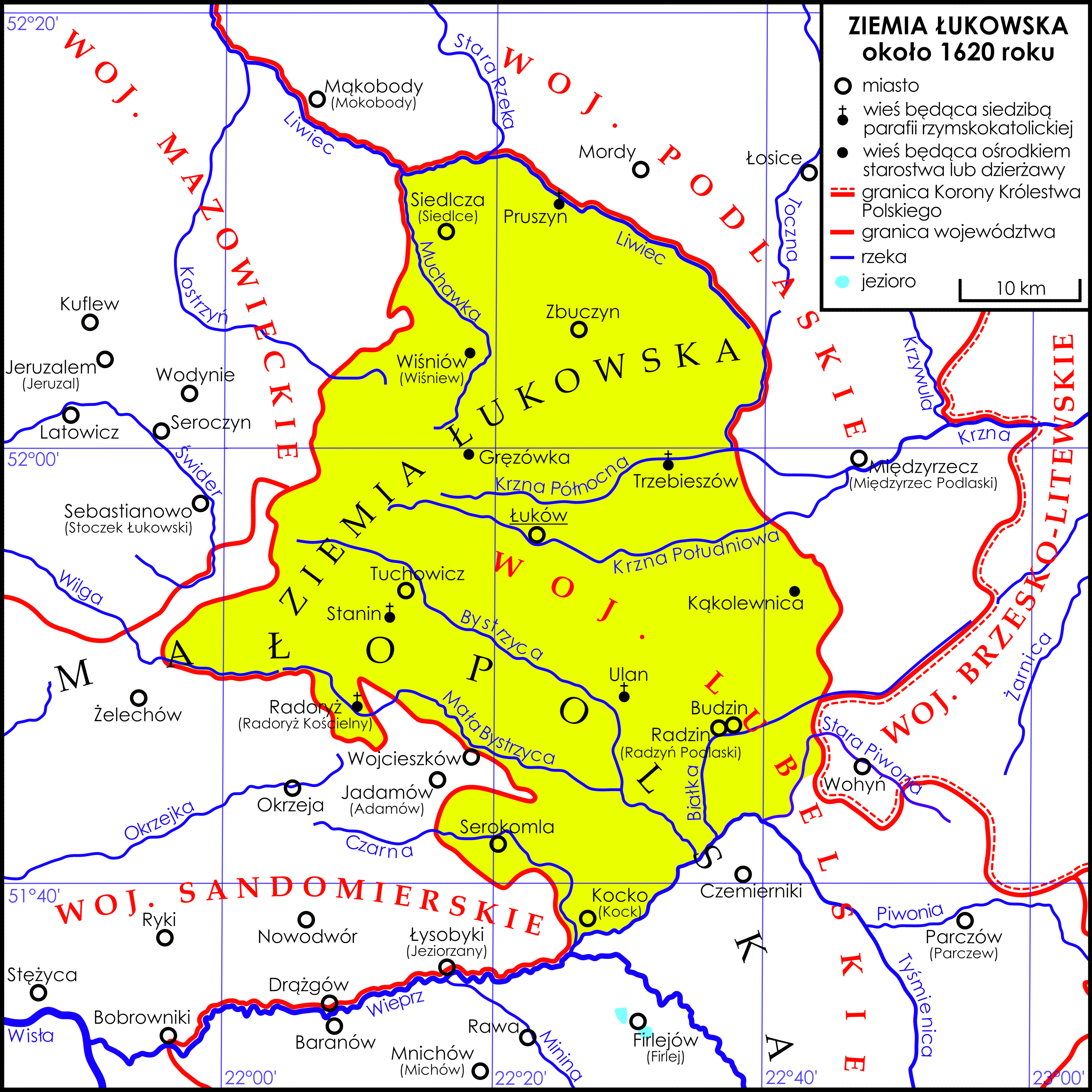
Mapa da Terra Łuków (amarelo) e as áreas adjacentes nas fronteiras por volta de 1620

A cidade foi severamente danificada primeiro pelos cossacos durante a Revolta de Khmelnitski, depois pela invasão dos exércitos sueco e da Transilvânia em 1657 — naquela época, o castelo, a prefeitura e a igreja foram incendiados e o número de casas diminuiu de duzentas para 37 em 1659. Em 1676, Łuków tinha apenas 304 habitantes. A escala da devastação é evidenciada pelo fato de que antes do período de conflagração, muito mais do que 1 000 judeus poderiam ter vivido na cidade, e em 1676 − 74 pessoas. A diminuição do número deste grupo deveu-se principalmente aos pogroms: pelos cossacos em 1648, russos em 1655 e pelos suecos e transilvanos em 1657 (também cerca de mil mortos). Os acontecimentos de meados do século XVII causaram o declínio econômico da cidade.
O renascimento econômico foi trazido apenas no século XVIII − em 1775, Łuków tornou-se novamente uma castelania. Em 1760, a cidade tinha uma população de cerca de 2 500 habitantes, incluindo 1 563 judeus, enquanto em 1780 tinha uma população de cerca de 3 000 habitantes, incluindo cerca de 2 000 judeus. A numerosa comunidade judaica construiu uma sinagoga de tijolos por volta de 1764 (ela existiu até 1944). A série favorável foi interrompida por um incêndio em 1783, que destruiu a maioria da cidade. Em 1787, a população já era de apenas 1 644 habitantes, incluindo 772 judeus. Entre 1764 e 1780, o cargo de vice-gerente do castelo de Łuków foi ocupado por Grzegorz Chromiński, do brasão de Lubicz.
Łuków pode se orgulhar de tradições educacionais centenárias. Em 1696, os escolápios se instalaram na cidade com base na nobreza local e, em 1701, fundaram um colégio de alto nível educacional. Em 1733, a escola foi ampliada por um internato (internato Szaniawski); a escola foi uma das primeiras do país a apresentar reformas à Comissão Nacional de Educação. Os alunos do colégio foram Franciszek Salezy Jezierski, Bronislaw Ferdynand Trentowski e Jan Krzysztof Kluk. No local de uma igreja escolápia de madeira que existiu entre 1704 e 1725, uma igreja de tijolos, da Transfiguração do Senhor, foi erguida entre 1733 e 1762. Ela foi projetada pelo arquiteto real, Antonio Solari, em colaboração com Paweł Antoni Fontana.

### 1795–1918

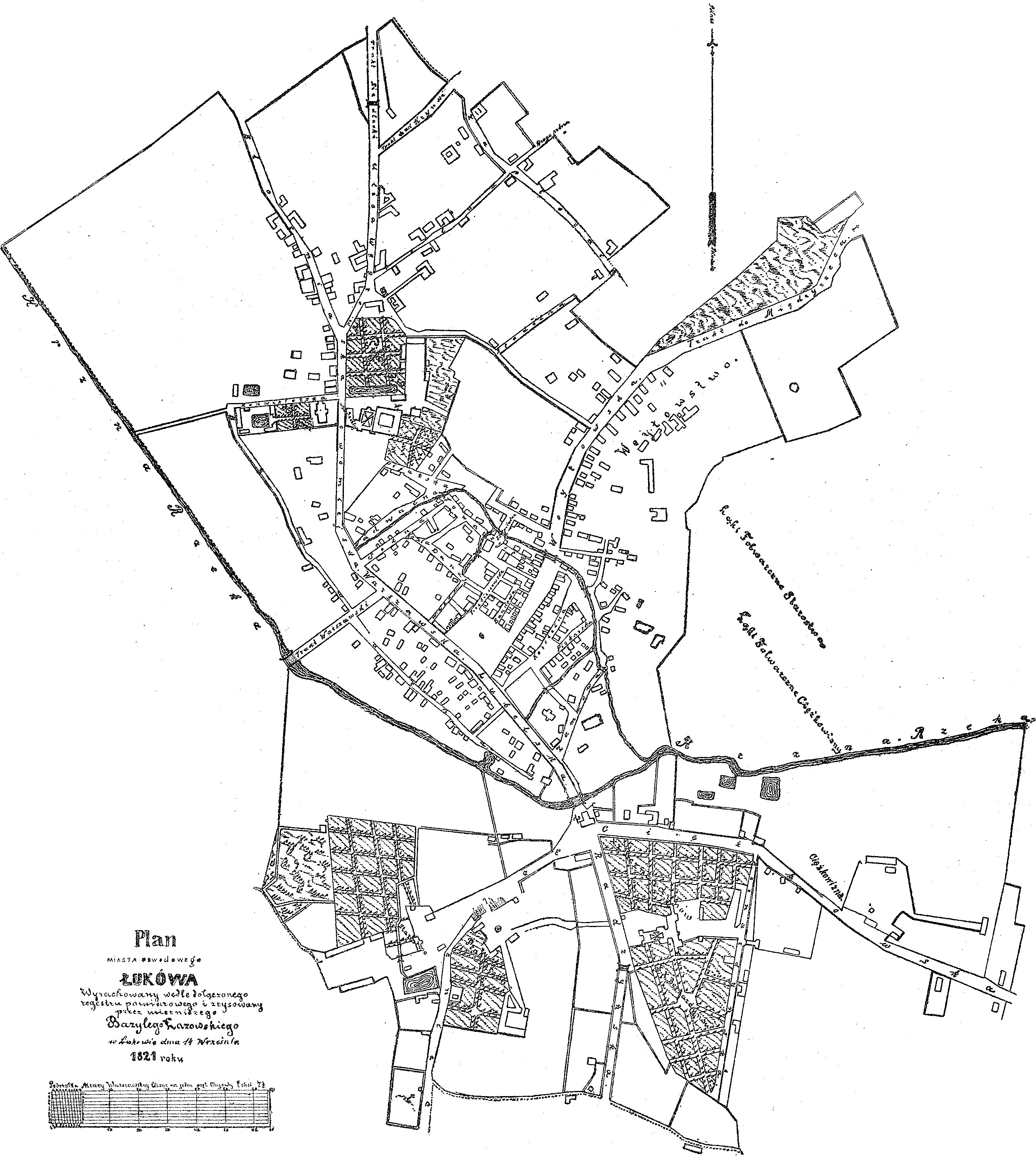
Planta da cidade de 1821, feito por Bazyli Łazowski, fonte: Łuków, uma cidade do condado na província de Lublin: monografia

Em 1795, como resultado da Terceira Partição, Łuków encontrou-se sob o domínio austríaco (Nova Galiza); em 1809, como resultado da guerra polaco-austríaca, nas fronteiras do Ducado de Varsóvia (Departamento de Siedlce); em 1815, como resultado do Congresso de Viena, na Polônia do Congresso, na partição russa (voivodia da Podláquia, depois gubernia de Lublin, depois gubernia de Siedlce).
Em 1803, a cidade sofreu perdas em decorrência de outro grande incêndio. No século XIX e no início do século XX, ocorreram sérios danos causados por incêndios nos anos seguintes: 1812 (nesse caso, houve incêndio criminoso por tropas cossacas), 1820, 1870, 1881, 1892, 1902. Em 9 de maio de 1894, foi criada a Brigada de Bombeiros Voluntários de Łuków.
Em 1819, a cidade tinha uma população de 2 270 habitantes. Havia 348 casas na cidade, das quais 25 eram de tijolos e 323 de madeira. Em 1820, 56 edifícios de tijolos já haviam sido registrados, e em 1824 — 3 586 habitantes. Segundo o registro da pesquisa, em 1825 a área da cidade era de 3 233 hectares (32,33 km²), dos quais 133 hectares (1,33 km²) eram “lugares construídos com jardins”.
Em 5 e 6 de fevereiro de 1831, um corpo russo de vários milhares de homens sob o comando do general Fiodor Geismar estava em Łuków e foi derrotado em 14 de fevereiro na Batalha de Stoczek, travada com um corpo polonês sob o comando do general Józef Dwernicki. A população de Łuków, apesar de não ter as melhores condições de vida, sempre se caracterizou por atitudes patrióticas e participou ativamente de revoltas e movimentos de independência. Após o Levante de Novembro (em 1839), a União Patriótica, organizada por jovens de Łuków e Varsóvia, estava ativa aqui. Foi presidida por Karol Levittoux − um aluno do ginásio de Łuków. A descoberta da “conspiração” pelos russos foi a causa direta do fechamento da escola secundária em Łuków e sua transferência em 1844 para Siedlce.

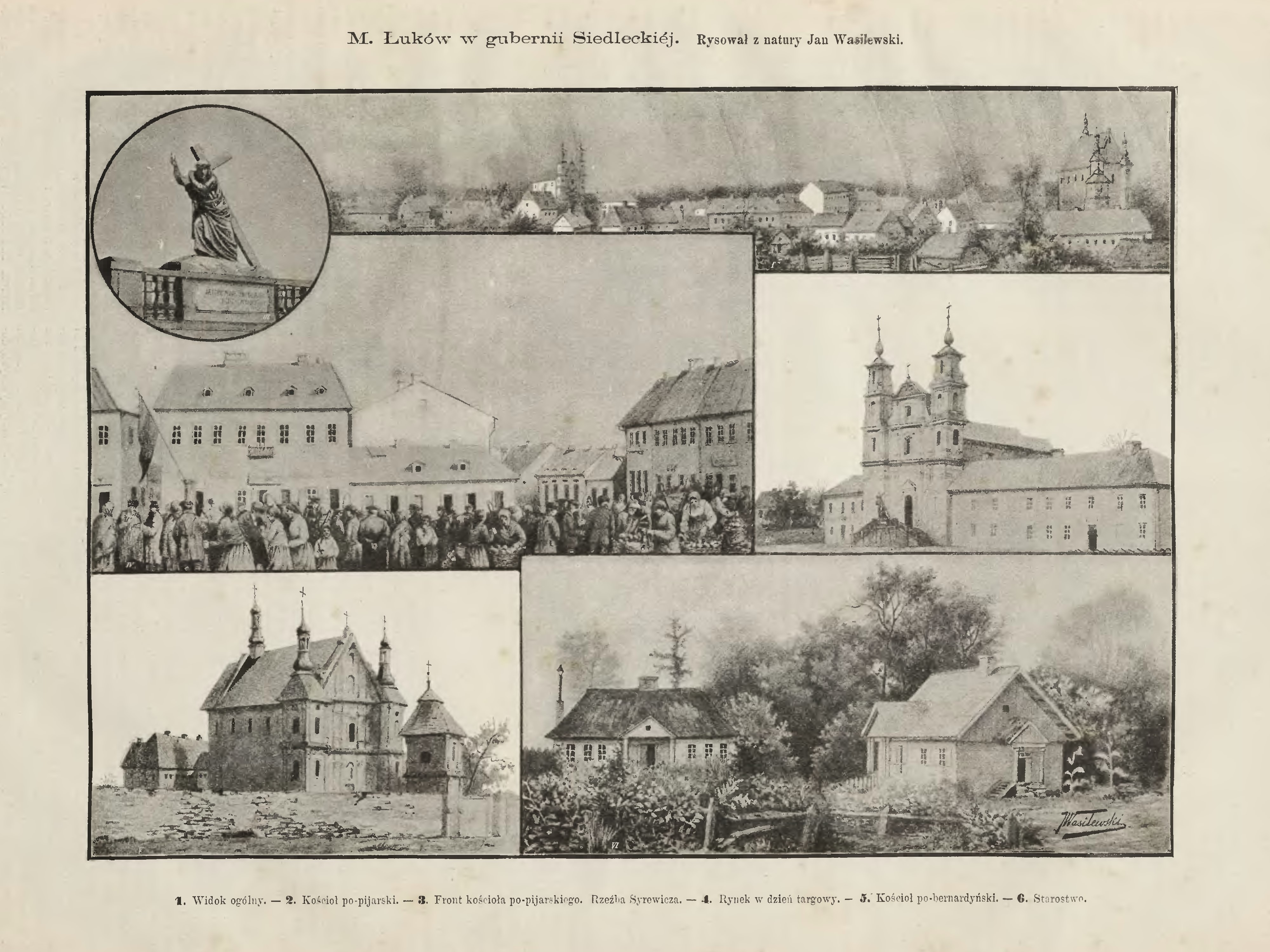
Uma gravura retratando Łuków, publicada na revista “Kłosy” em 1890

Na noite da eclosão da Revolta de Janeiro (22/23 de janeiro de 1863), ocorreu uma escaramuça com os russos em Łuków. Uma unidade de cerca de 350 insurgentes, incluindo cerca de 60 habitantes da cidade de Łuków, atacou a guarnição russa estacionada na rua Międzyrzecka, com cerca de 500 soldados das 6.ª e 8.ª companhias do 2.º batalhão do regimento de infantaria Kostroma. As perdas do lado polonês foram de 4 mortos e 3 feridos, e as perdas russas: 3 mortos e 20 feridos. Os insurgentes se retiraram da cidade. Mesmo antes do início da revolta, o vigário da paróquia da Transfiguração do Senhor, padre Stanislaw Brzóska, tornou-se o chefe militar do condado de Łuków. Ele serviu como capelão das unidades insurgentes e, em simultâneo, participou dos combates. Seu grupo atuou na área após a queda do levante, até novembro de 1864. Capturado pelos russos em 29 de abril do ano seguinte, foi executado em 23 de maio de 1865 em Sokołów Podlaski, com seu ajudante Franciszek Wilczyński de Łuków.

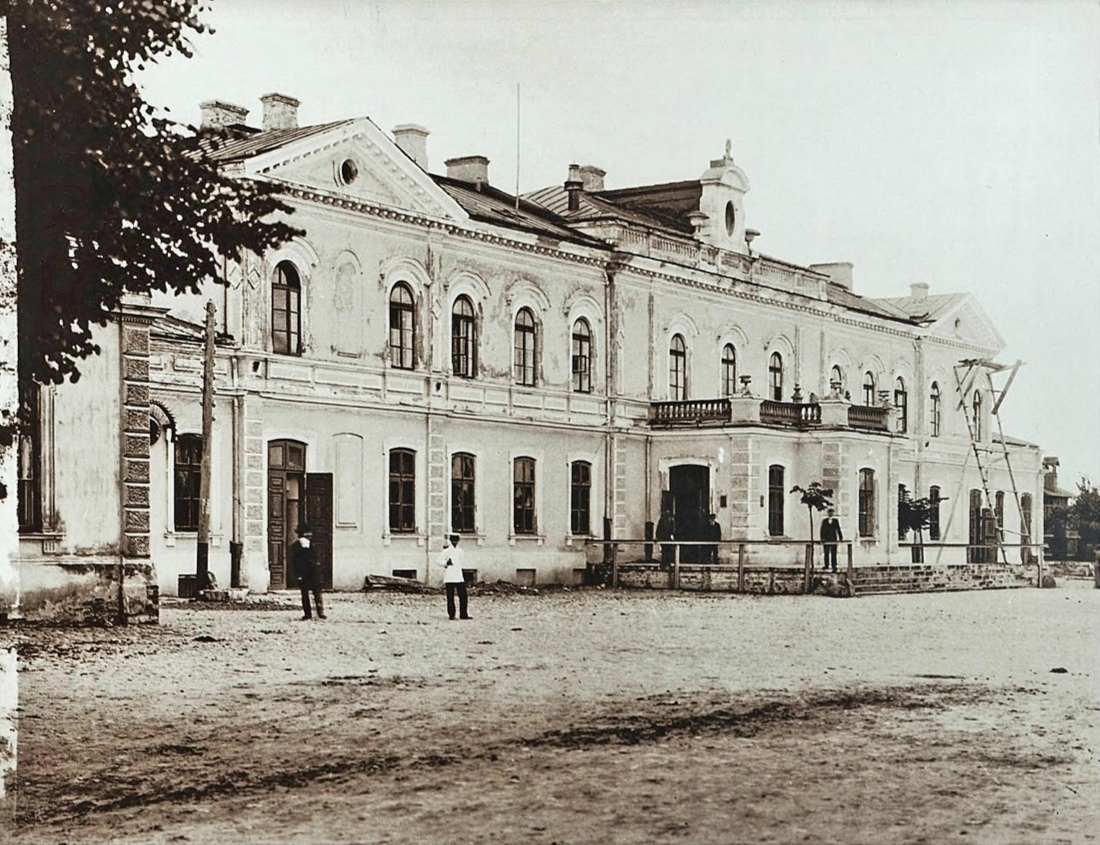
Estação ferroviária em Łuków antes de 1915, vista do lado da cidade − a aparência original do edifício

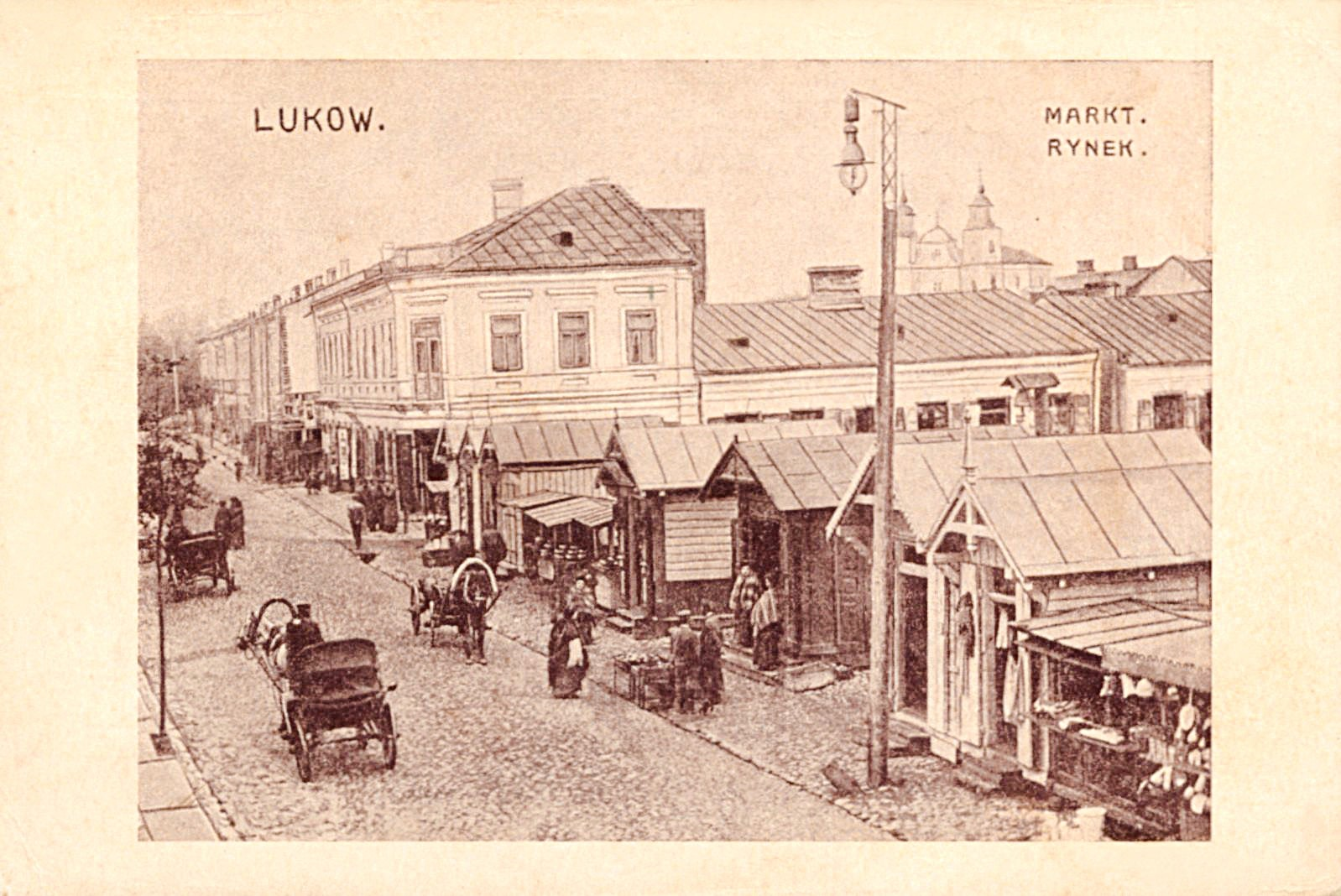
Praça do mercado de Łuków em um cartão postal alemão de cerca de 1915 (atualmente Praça Solidarności e Wolności, esquina das ruas Wyszyńskiego e Zdanowskiego)

Na segunda metade do século XIX, três linhas ferroviárias passavam por Łuków. A cidade se tornou um importante entroncamento de transporte, o que muito contribuiu para o seu desenvolvimento. A ferrovia Varsóvia — Terespol foi inaugurada em 18 de setembro de 1867, com o trecho Siedlce — Łuków começando a operar no inverno de 1866/1867. Em 1 de dezembro de 1866, o primeiro trem chegou à estação de Łuków vindo de Siedlce. Ao mesmo tempo, entre 1866 e 1867, o prédio da estação ferroviária foi construído. Em 3 de fevereiro de 1873, foi tomada a decisão de construir outra linha ferroviária passando por Łuków − conectando a fortaleza em Dęblin com a fortaleza em Brest. A construção foi concluída em 1880. Em 1898, a linha de Łuków a Lublin foi concluída.

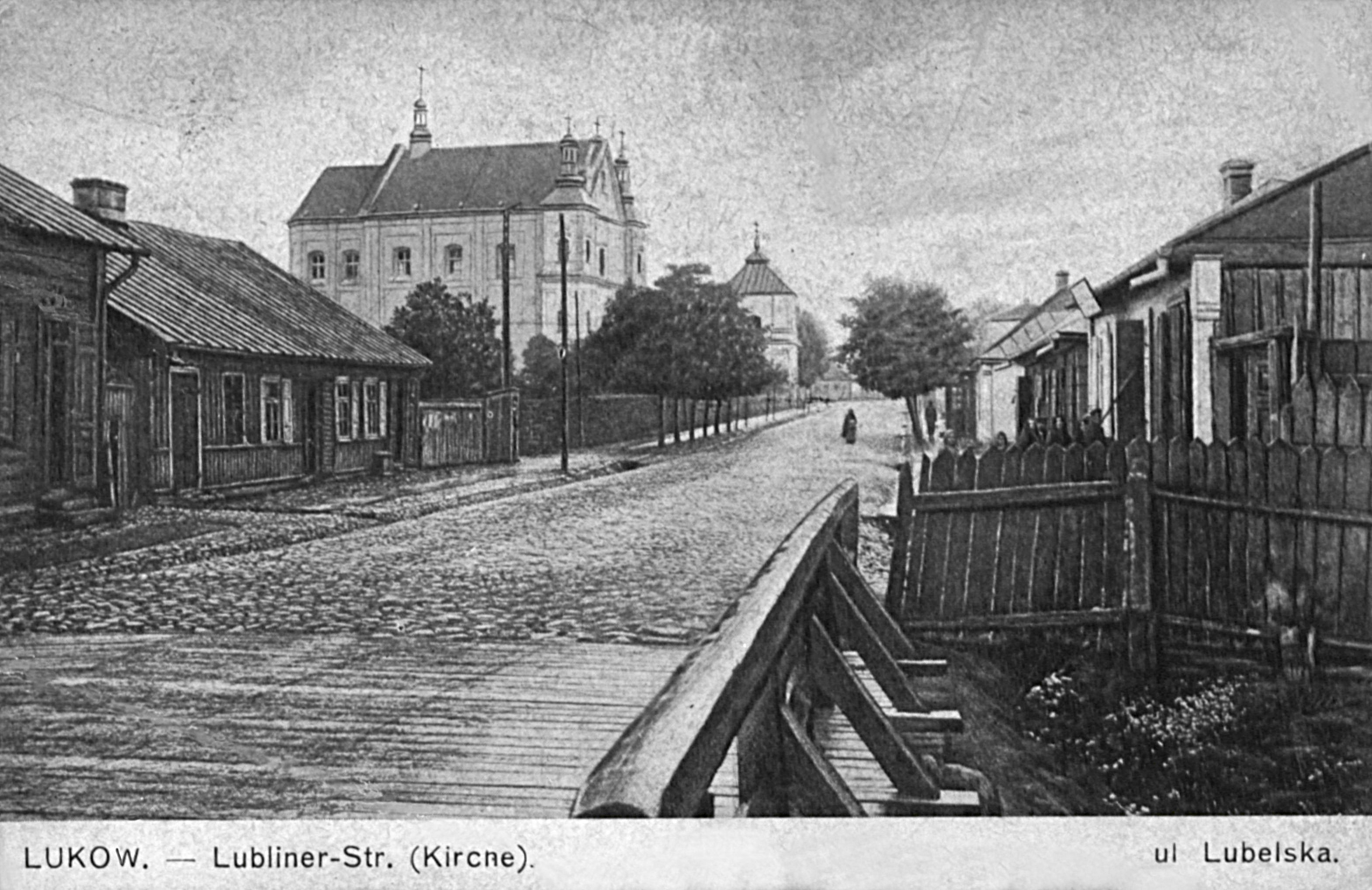
Rua Lubelska vista da ponte sobre o rio Krzna do Sul em um cartão postal alemão de cerca de 1916. Em um trecho da rua Wyszyńskiego, é possível ver a igreja da Elevação da Santa Cruz

A política de russificação realizada no século XIX trouxe o colapso da educação. Muitos cidadãos esclarecidos de Łuków se esforçaram para criar uma escola em um prédio pós-mosteiro ao lado da igreja pós-bernardina (ameaçada de ser convertida em uma igreja ortodoxa). Foi apenas em 1902 que o superintendente concordou com uma escola de 4.ª série com o nível de quatro classes iniciais do ensino médio, com o polonês como disciplina opcional. Em 1899, foi criada uma escola particular de duas classes para meninas (internato feminino). A partir do ano letivo de 1911/1912, graças aos esforços de Stanisław Szałowski, presidente da Sociedade Educacional polonesa em Łuków, a Escola de Comércio começou a funcionar. Era uma instituição particular de quatro turmas, existente ao lado da antiga escola municipal de quatro turmas. Em 1916, passou a se chamar Escola Real de seis séries. No que lhe concerne, em 1919 foi transformada no Escola secundária estatal Tadeusz Kosciuszko.

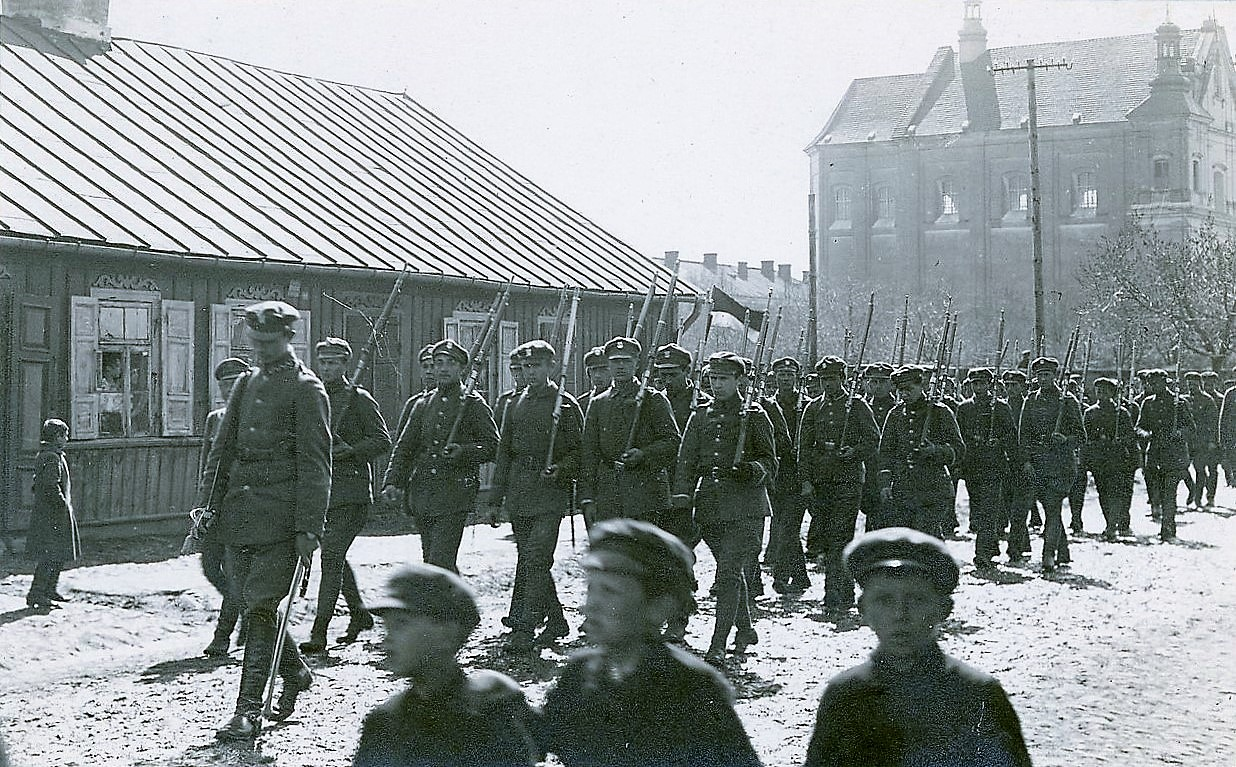
Marcha da companhia da Organização Militar Polonesa sob o comando de Stanisław Zdanowski passa por Łuków

Em 1912, Łuków tinha uma população de 12 777 habitantes, incluindo as nacionalidades: 3 752 — poloneses; 8 173 — judeus; 730 — “bielorrussos”; 40 — “grandes bielorrussos”; 82 — alemães. Em 1914, a população da cidade era de 13 332 habitantes. A eclosão da Primeira Guerra Mundial causou um êxodo da população russa para o interior do Império Russo em agosto de 1915. Em 12 de agosto de 1915, Łuków foi ocupada por tropas austro-húngaras e alemãs. Até outubro de 1915, a cidade esteve sob controle austro-húngaro, depois sob controle alemão por três anos. Os alemães introduziram a administração civil. Durante a ocupação, atuaram organizações polonesas únicas no país: o Conselho Distrital de Łuków e a Câmara Municipal, bem como a Milícia Distrital de Łuków. Em 3 de maio de 1916, ocorreu uma grande manifestação nacional por ocasião do 125.º aniversário da adoção da Constituição de 3 de maio; uma placa comemorativa foi colocada na parede do antigo edifício escolápio. Em 1917, por regulamento das autoridades de ocupação alemãs, foram incorporados à cidade de Łuków: Cieszkowizna, Glinki, Zimna Woda e a antiga propriedade Starosty (após a divisão da propriedade, Nowy Łuków foi fundada nesta área). Nos anos 1917-1918, os alemães construíram uma capela de madeira no cemitério de guerra (que pegou fogo em 1972). Em 10 de novembro de 1918, a Câmara Municipal apelou aos alemães para que entregassem o poder aos poloneses. No dia 11 de novembro, tropas da Organização Militar Polonesa entraram na cidade. Em 12 de novembro, as formações alemãs foram desarmadas.

### Após 1918

#### 1919–1939

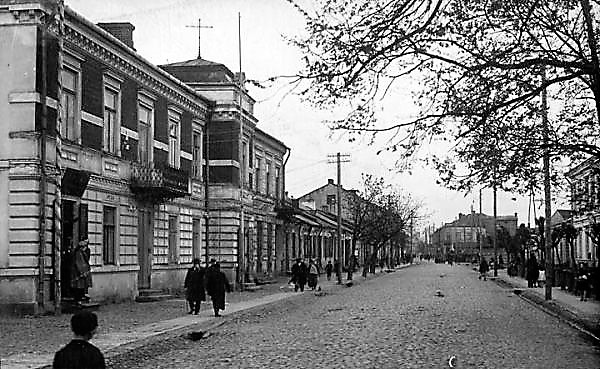
Rua Chącińskiego, no centro de Łuków, em 1929, à esquerda o prédio da então Associação Cultural e Educacional “Ogniwo” e do Clube Municipal; atualmente as instalações da Biblioteca Pública Municipal Henryk Sienkiewicz

De 11 a 17 de agosto de 1920, durante a Guerra polaco-bolchevique, Łuków ficou sob ocupação soviética. Em 17 de agosto, as tropas polonesas entraram na cidade, e Józef Piłsudski fez uma breve visita. No mesmo dia, começou um pogrom contra a população judaica que durou vários dias e sua causa imediata, foram as acusações de simpatia comunista dirigidas aos judeus. Soldados e civis poloneses saquearam casas e lojas de judeus. Vários judeus foram assassinados, incluindo um padeiro local e 10 homens mortos em uma execução em massa a poucos quilômetros da cidade; muitos outros ficaram gravemente feridos. O pogrom envolveu a população polonesa local e os soldados das tropas de Poznań.

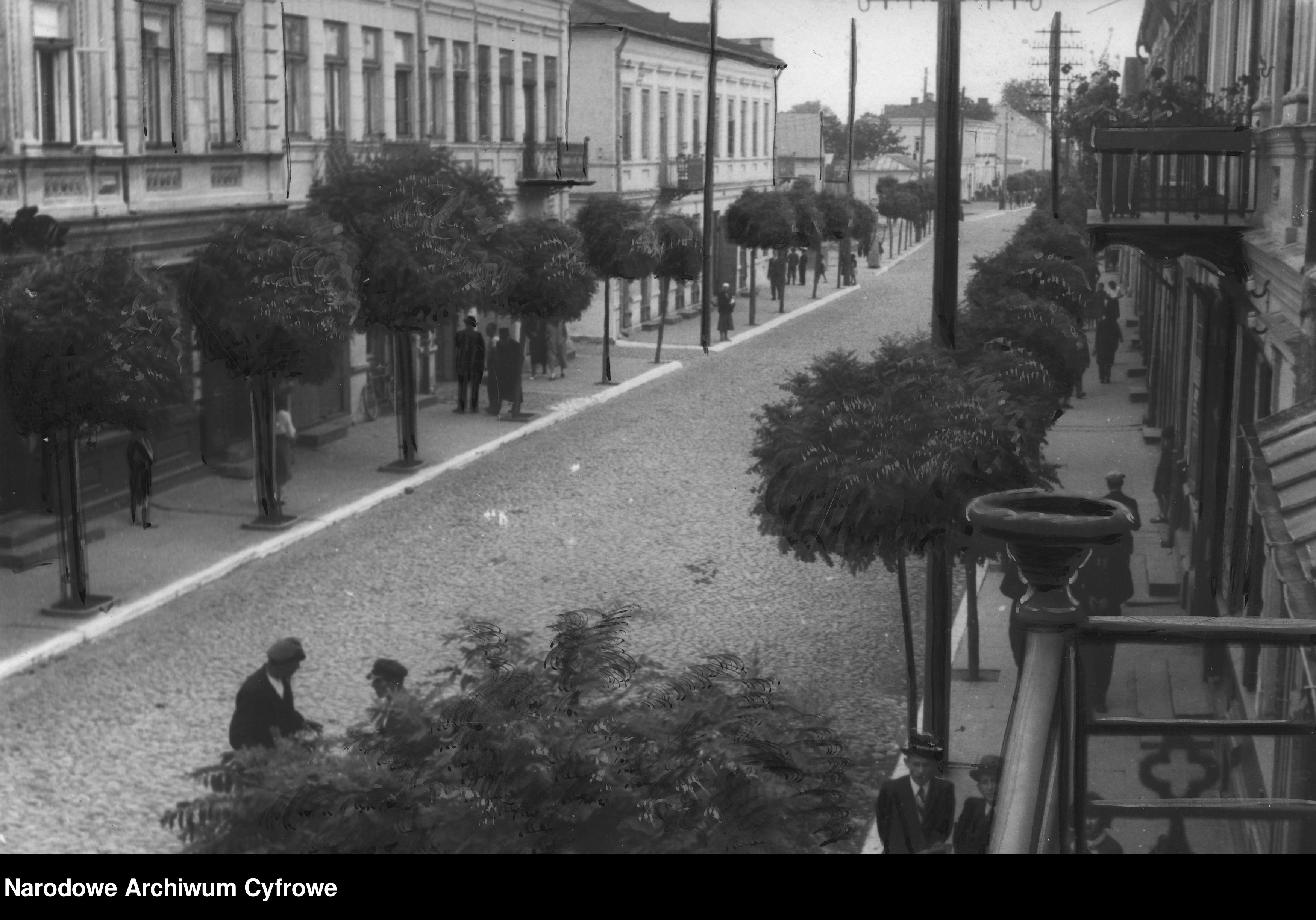
Rua Chącińskiego em 1930 (agora um trecho da rua Wyszyńskiego: do outro lado da rua são visíveis os sobrados n.ºs 7, 9, 11 e 13, ainda hoje existentes)

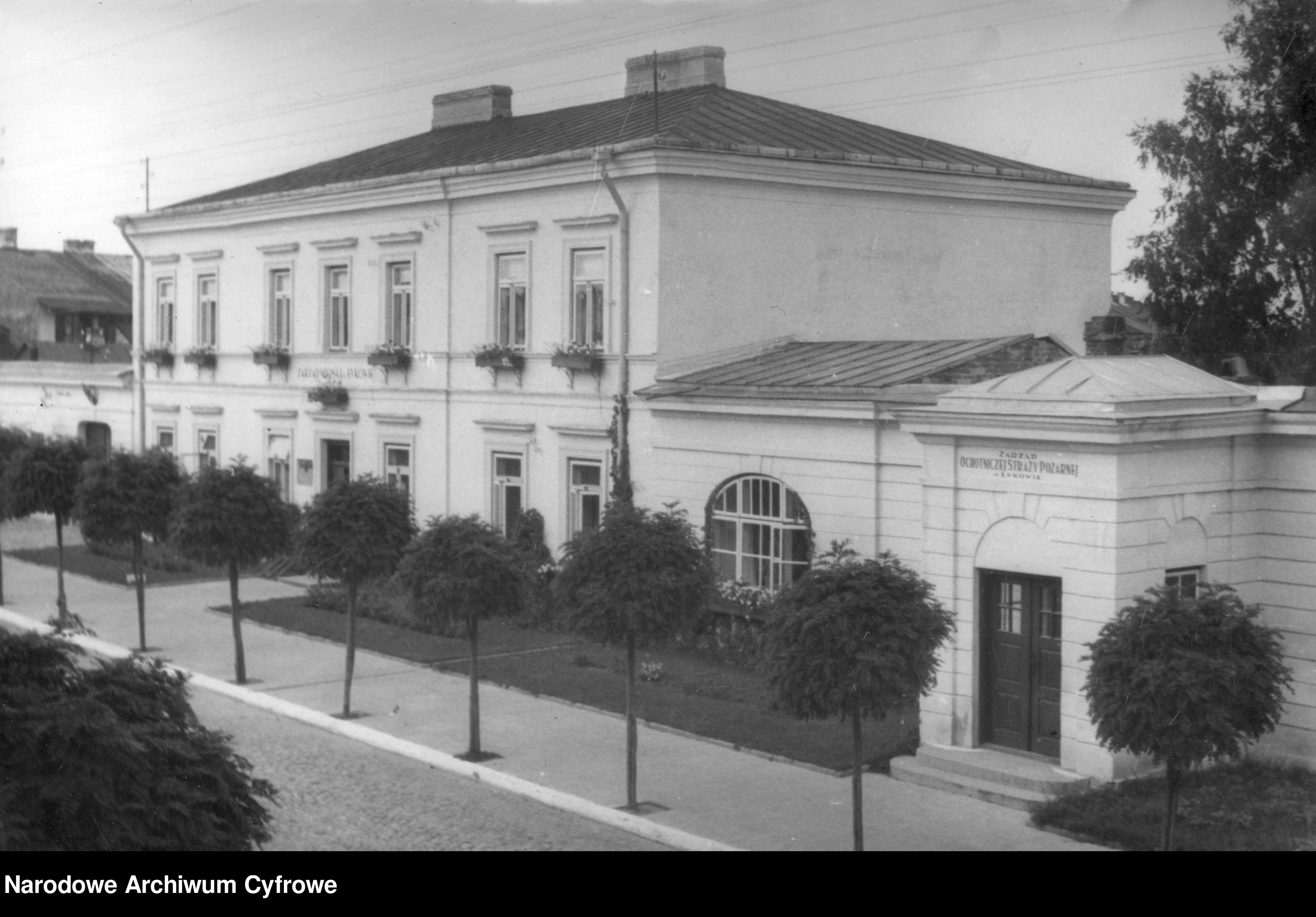
Prefeitura de Łuków da primeira metade do século XIX em uma fotografia anterior a 1939; o prédio foi destruído em 1944 e não foi reconstruído

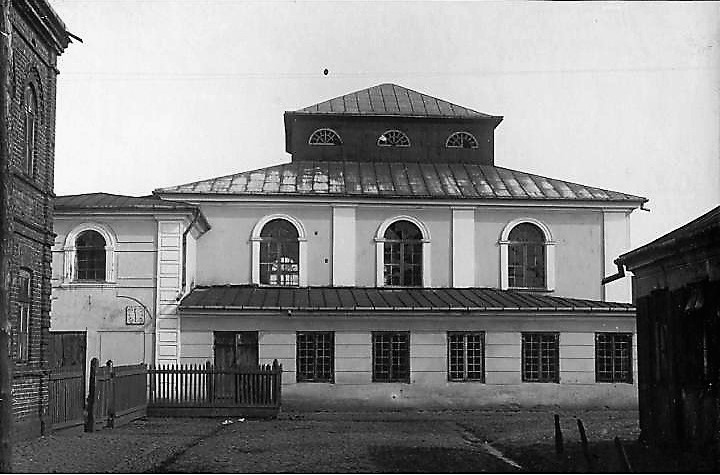
Sinagoga da segunda metade do século XVIII (em 1929) no cruzamento das ruas Bóżniczna (atual Zdanowskiego) e Staropijarska; destruída em julho de 1944 durante bombardeios alemães

O primeiro censo populacional após a recuperação da independência da Polônia em 1921 registou 12 570 habitantes, incluindo as seguintes nacionalidades: 6 332 - poloneses; 6 238 – judeus. Em 1924, havia 850 casas residenciais na cidade, das quais 150 eram edifícios de tijolos.
No período entreguerras, esquadrões de reserva estavam estacionados em Łuków: o 25.º Regimento de Lanceiros da Grande Polônia, o 26.º Regimento de Lanceiros da Grande Polônia, nomeado após Grande Hetman da Lituânia, Jan Karol Chodkiewicz e o 27.º Regimento de Lanceiros Rei Stefan Batory.
Vários investimentos importantes foram feitos no período entre guerras. Em 1925, uma usina elétrica foi inaugurada na rua Warszawska (então ainda Żelechowska). Ao lado da usina, mais perto do rio, foi inaugurado em 1924 um balneário municipal. Em 1926, foi inaugurado o edifício da Escola primária n.º 3. No início da década de 1930, os rios Krzna do Sul e do Norte tiveram seus cursos naturais d’água alterados. Em 1933, de 18 de maio a 10 de setembro, foi celebrado o 700.º aniversário de Łuków; nesta ocasião, entre outros, um monumento a Henryk Sienkiewicz foi inaugurado.

#### Segunda Guerra Mundial
No final da tarde de 4 de setembro de 1939, a Luftwaffe bombardeou as proximidades da estação ferroviária. O próprio edifício sobreviveu, mas as casas vizinhas e os vagões com pessoas evacuadas da vizinhança de Mława e Ciechanów, parados na estação, foram atingidos, resultando em um número desconhecido de mortos e feridos. Outro bombardeio pesado ocorreu em 7 de setembro. Desta vez, o alvo era o centro da cidade, onde as embaixadas britânica e francesa em evacuação estavam instaladas. O ataque causou um massacre de civis, incluindo pelo menos várias dezenas de pessoas morreram nos escombros de um edifício residencial destruído na rua Piłsudskiego 4. No total, cerca de 260 pessoas morreram como resultado de ambos os atentados. Em 18 de setembro de 1939, antes de a cidade ser ocupada, as tropas alemãs realizaram uma “expedição criminosa” na qual realizaram a primeira execução em massa, matando 34 pessoas na Praça Narutowicza. Os alemães também incendiaram muitos edifícios na rua Warszawska, Browarna, Staropijarska e Piłsudski. Cerca de 200 homens correram a pé para Węgrów; muitos deles foram baleados no caminho. Seguindo o Pacto Molotov-Ribbentrop, os soviéticos entraram na cidade no final de setembro e se retiraram para trás da linha acordada com os alemães no início de outubro. Após reconquistar a cidade, em 19 de outubro, os nazistas fuzilaram 70 judeus retirados da fila do pão na praça do mercado.

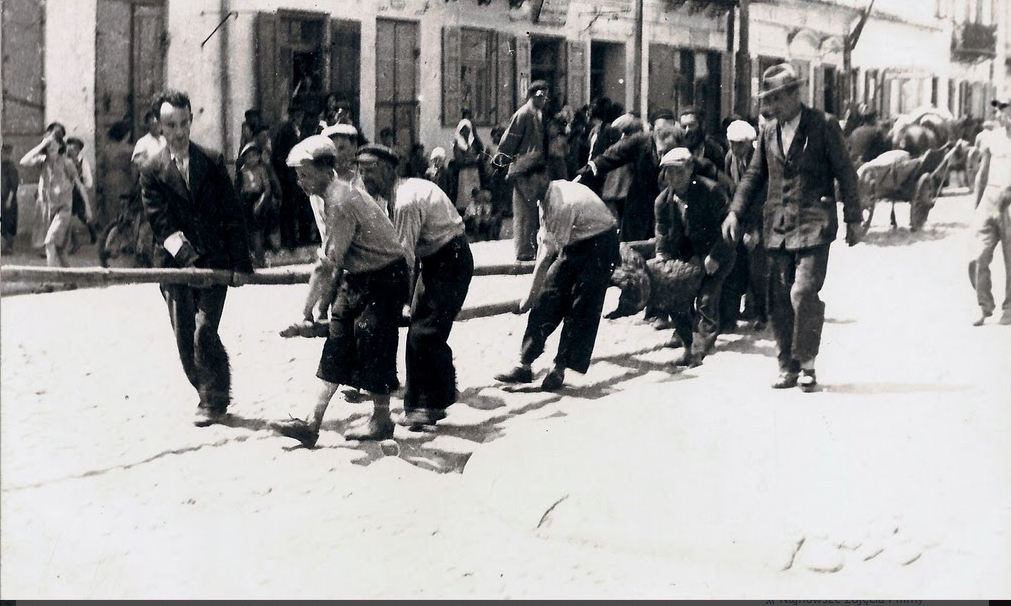
1940 — judeus forçados pelos nazistas a carregar a águia do monumento demolido aos insurgentes da Revolta de Janeiro (para posteriormente ser derretida para fins de guerra)

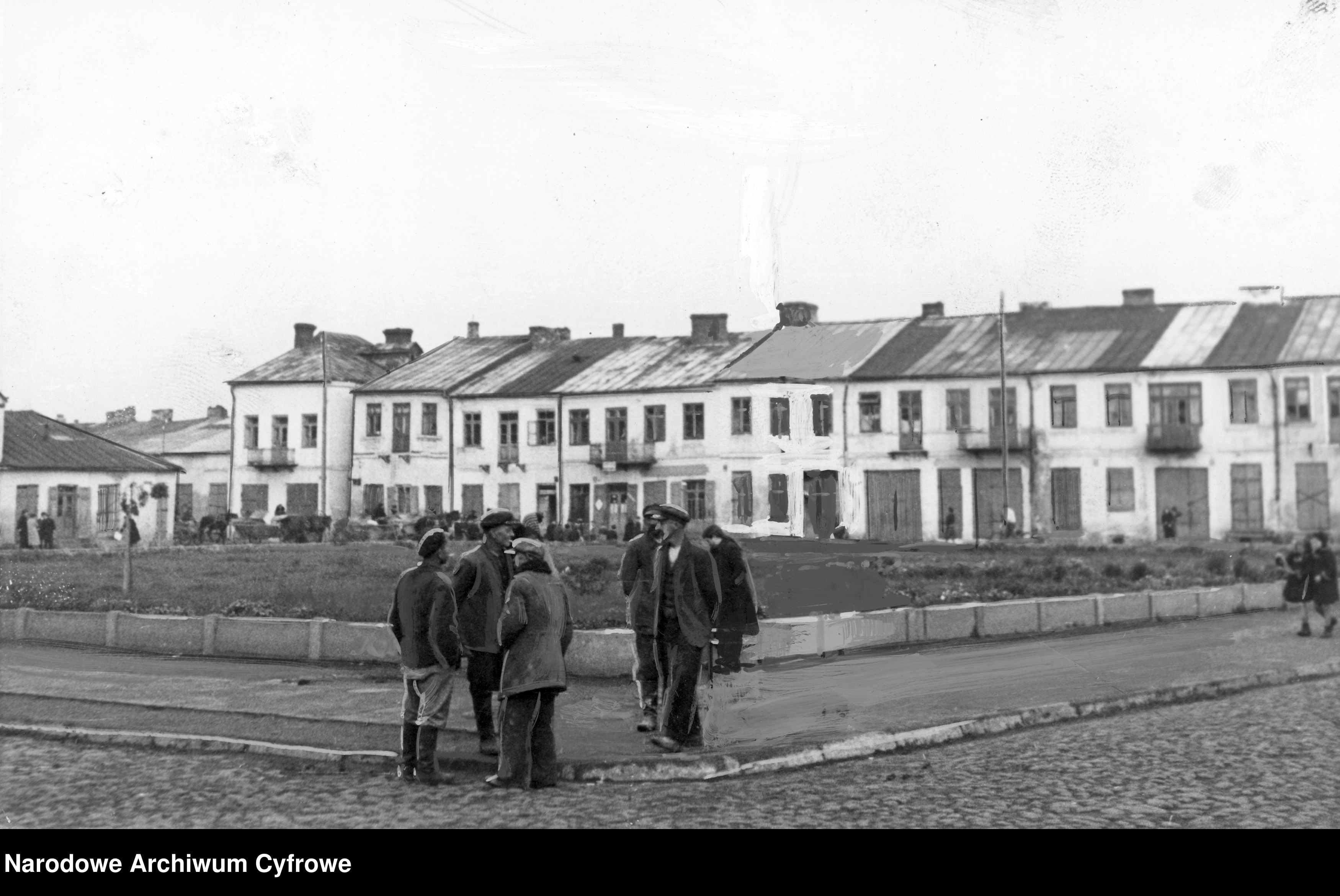
Praça do mercado (agora praça Solidarności e Wolności) em fevereiro de 1942. Ao fundo, prédios na rua Miedzyrzecka

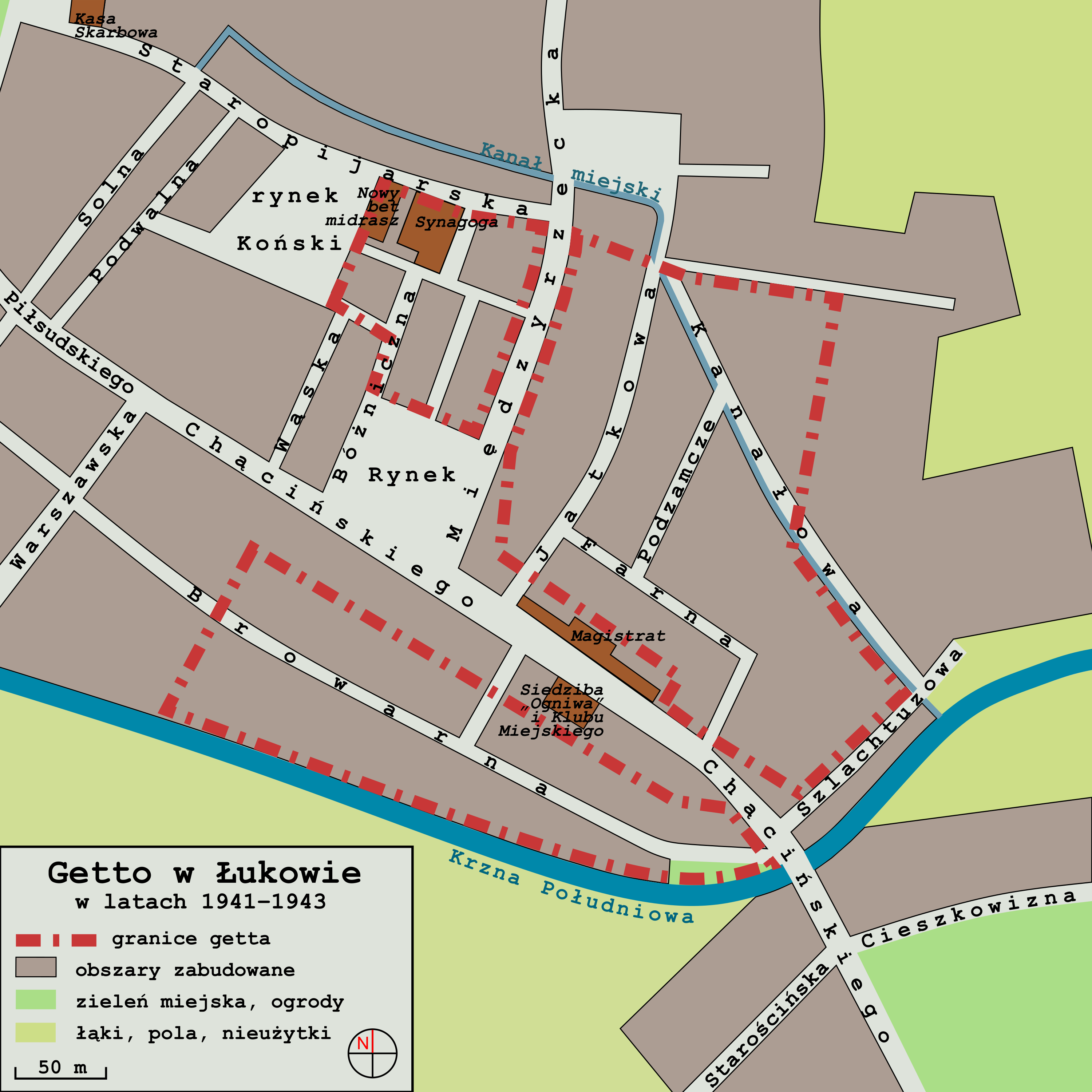
Planta mostrando as fronteiras aproximadas do gueto judeu estabelecido pelos ocupantes alemães em 1941–1943.

Após a criação do Governo Geral em outubro de 1939, os ocupantes continuaram seu terror. Em maio de 1942, os alemães mataram 63 prisioneiros de guerra soviéticos no cemitério e, em janeiro de 1943, 25 homens foram presos. No outono de 1939, eles reassentaram 2 500 judeus de Serock, Nasielsk e Suwałki na cidade, em 1940 − 1 000 judeus de Mława, em maio de 1942 − mais de 2 mil judeus de Michalovce. Em maio de 1941, eles criaram um bairro judeu, que mais tarde foi transformado em gueto e cercado em setembro de 1942. Na véspera da liquidação, quase 11 500 judeus estavam lotados ali. Em 5 de outubro de 1942, iniciou-se a liquidação do gueto, realizada por policiais alemães do 101.º Batalhão de Reserva e oficiais da Ordnungspolizei trazidos de Radzyń, assistidos por ajudantes ucranianos, lituanos e letões da SS (Hiwis). A deportação foi realizada de forma muito brutal − os algozes assassinaram cerca de quinhentas pessoas no local e durante a operação. Entre 5 e 8 de outubro, aproximadamente 7 mil pessoas foram transportadas em carroças para o campo de extermínio de Treblinka. Simultaneamente à ação de extermínio, em outubro e início de novembro, aproximadamente 4 500 pessoas foram levadas para o gueto, entre outros lugares, judeus de Adamów, Wojcieszków, Kock, Tuchowicz, Trzebieszów, Stanin e Ulan. Outros transportes para Treblinka ocorreram: 26 a 27 de outubro (aproximadamente 2 mil pessoas) e 5 e 7 a 8 de novembro (de 3 a 4 mil pessoas). Perto da estrada de terra que leva a Malcanów os alemães cometeram assassinatos em massa de judeus. Em outubro (640 vítimas), 7 a 10 de novembro e, por ordem do comandante do gueto alemão, em dezembro (500 a 600 vítimas). Nos dias 11 e 14 de novembro, atiraram entre 1 000 e 1 100 pessoas, algumas das quais mataram no pátio do prédio municipal; ali, no dia 7 de novembro, o comandante do gueto ordenou o assassinato de 80 a 200 crianças menores de 6 anos. Em 2 de maio de 1943, partiu o último transporte para Treblinka (de 2 a 3 mil pessoas). Após essa data, os nazistas continuaram a atacar e assassinar judeus escondidos. Em última análise, de uma população de mais de 6 000 antes da guerra, cerca de 150 pessoas da comunidade judaica da cidade sobreviveram à guerra, quase todas emigraram logo após o fim das hostilidades.

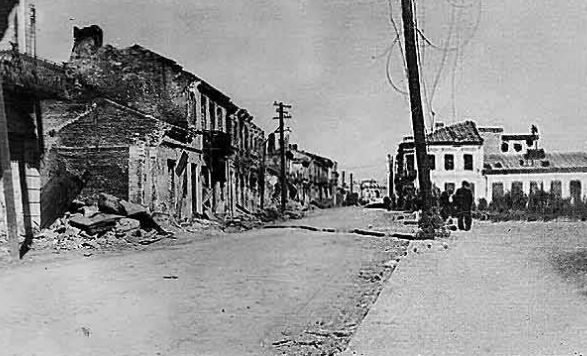
Destruição da cidade após o bombardeio de 1944. A foto mostra a atual rua Wyszyński na praça Solidarności i Wolności. No lado direito da foto pode-se ver um prédio na rua Wyszyńskiego 13, na esquina com a rua Zdanowski

A cidade e seus arredores foram a área de atuação do movimento de resistência polonês, incluindo o Exército da Pátria, Batalhões Camponeses e as Forças Armadas Nacionais. De maio até o final de julho de 1944 havia um acampamento do Exército da Pátria em Jata, na floresta inacessível de Łuków, que servia como um local de refúgio para os soldados com maior risco de execução e também treinava forças de choque à disposição do Comando Distrital AK de Łuków. Um acampamento das Forças Armadas Nacionais também operou em suas proximidades entre o outono de 1943 e meados de junho de 1944.
No verão de 1944, os alemães começaram os preparativos para a defesa e possível retirada. Em junho, obrigaram a população a cavar trincheiras ao redor da cidade. Em 20 de julho, ocorreu uma escaramuça perto de Gręzówka, durante a qual 25 guerrilheiros do acampamento do Exército da Pátria em Jata foram mortos na luta contra os alemães.
Em 22 de julho, aviões soviéticos bombardearam a área da estação ferroviária. À tarde, em 23 de julho de 1944, unidades do 11.º Corpo Blindado Independente e do 2.º Corpo de Cavalaria de Guardas da Primeira Frente Bielorrussa do Exército Vermelho entraram em Łuków. Os alemães se retiraram às pressas depois de uma breve batalha com as formações soviéticas e outros soldados do Exército Nacional. De 24 a 30 de julho, ocorreram bombardeios alemães locais, que causaram os maiores danos à cidade durante toda a Segunda Guerra Mundial. Os mais devastadores foram os de 24 e 25 de julho. Łuków foi destruída, segundo várias estimativas, em 70% ou mais de 80%; o centro da cidade ficou particularmente em ruínas. As minas terrestres alemãs espalhadas na área tornaram-se a causa de muitos acidentes fatais após o fim das operações militares.

#### Após 1945
Em 1945, a cidade tinha 7 894 habitantes (57% da população de 13 785 habitantes de 1939). Os primeiros anos do pós-guerra foram um período de terror usado pelo Ministério da Segurança Pública da Polônia e NKVD para consolidar o poder do stalinismo. Soldados da resistência anticomunista foram detidos, torturados e mortos na sede do Gabinete Provincial de Segurança Pública. Na noite de 23 para 24 de janeiro de 1946, uma unidade da Associação Liberdade e Independência (WiN) realizou um ataque ao prédio do gabinete distrital de segurança pública. O gerente do escritório, dois policiais e uma mulher foram mortos e 27 prisioneiros foram libertados.
Em 1954, Poważe, Wójtostwo e Zapowiednik foram anexados a Łuków. Nos anos 1951-1954, a linha ferroviária n.º 12 (Skierniewice – Łuków) foi construída. A recuperação econômica foi provocada pela construção de duas grandes fábricas: a fábrica de calçados Łukbut (inaugurada em 1958) e a Fábrica de Carnes (inaugurada em 1973). Nos anos de 1957 a 1962, um novo complexo hospitalar foi erguido. Em 1951, foi criado o Centro Cultural Distrital e, a partir de 1975, o Centro Cultural de Łuków. Em 1958, foi inaugurado o edifício da Escola primária n.º 1. Em 1960, foi instalado o Museu Regional no edifício do antigo internato. No mesmo ano, foi inaugurado o prédio dos correios. Em 1963, foram inaugurados o edifício do Tribunal Distrital na rua Staropijarska e a loja de departamentos Associação Nacional de Auditoria da Cooperativa de Consumo “Społem” (PSS). Em 1966, foi inaugurada a estação municipal de tratamento de esgoto, ampliada até 1975. Em 1968, foram concluídos: estação rodoviária da Empresa de transporte automotivo em Łuków (PKS), o quartel-general dos bombeiros e elevador de grãos. Em 1970, foi inaugurado o edifício da Escola primária n.º 4, e em 1972 − os edifícios de escritórios da Powszechny Zakład Ubezpieczeń (PZU) e do Powszechna Kasa Oszczedności Bank Polski (PKO). Em 1975, o reservatório Zimna Woda foi inaugurado. Em 1979, foi inaugurada uma central de aquecimento na rua Świderska. Em 1989, foi inaugurada a Escola primária n.º 5 Nos anos da República Popular da Polônia, foram construídos quatro grandes conjuntos habitacionais: Chącińskiego (entre 1968 e 1975), Klimecki (entre 1975 e 1977), XXX-lecia PRL (agora Unitów Podlaskich; entre 1977 e 1983) e o Sienkiewicz (entre 1983 e 1992). Houve um aumento significativo no número de habitantes (quase triplicou nos anos 1960–1990: de 11 001 em 1960 para 31 249 em 1990).
No início do século XXI, a fábrica Łukbut entrou em falência (atualmente parte da fábrica funciona como a empresa “Łukbut” Sp. z o.o.). As fábricas de processamento de carne foram privatizadas.

## Traçado urbano

### Cidade Velha
O traçado histórico das ruas e praças da Cidade Velha, com o centro perto da curva do rio Krzna do Sul, bem como o panorama de seu vale com vista para ambas as igrejas barrocas, estão sob proteção de conservação. As principais ruas da cidade são: rua J. Piłsudski, rua Cardeal Stefan Wyszyńskiego e começando também na Cidade Velha, a rua Miedzyrzecz. Na interseção das duas últimas, há a praça Solidarności i Wolności − a histórica praça principal da cidade. A praça G. Narutowicza, perto da igreja colegiada, é a antiga praça Pijarski. O berço da fortaleza do castelão, localizado na curva do rio Krzna do Sul, não é um distrito representativo da cidade. Até a Segunda Guerra Mundial, era habitada principalmente por judeus e, durante a ocupação, os nazistas criaram um gueto dentro dela.
Os prédios residenciais e de utilidade pública erguidos na Cidade Velha são em sua maioria de um e alguns de dois andares.
No centro da cidade existem praças:
- Praça Solidarności i Wolności − com um relógio de rua e uma escultura de H. Sienkiewicz;
- Na fonte da esquina da rua Międzyrzecka e Staropijarska;
- Em torno da estátua do Papa João Paulo II − nas ruas Piłsudski, Spółdzielcza e Czerwonego Krzyża.

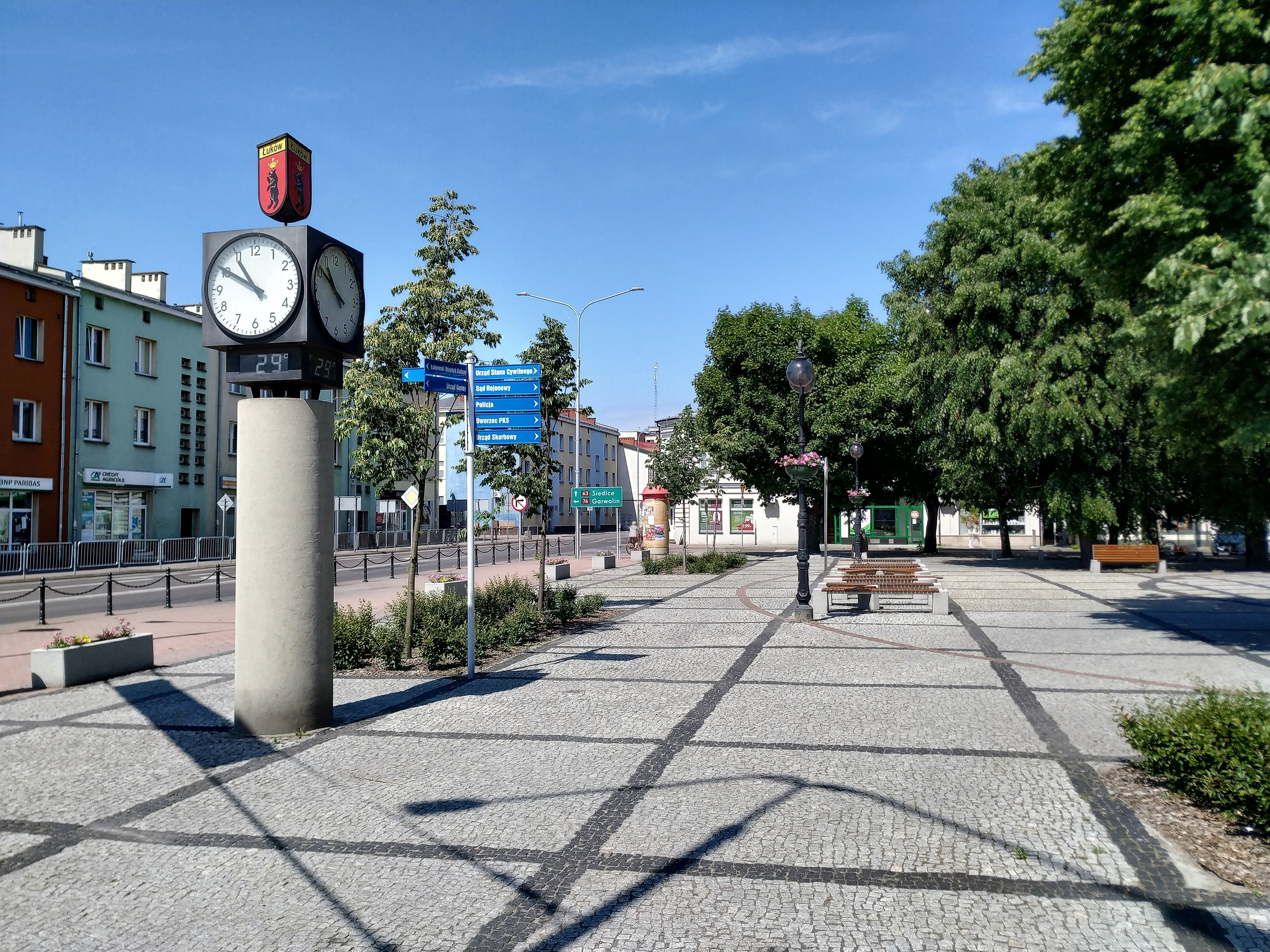
Praça Solidarności i Wolności − antiga praça principal da cidade
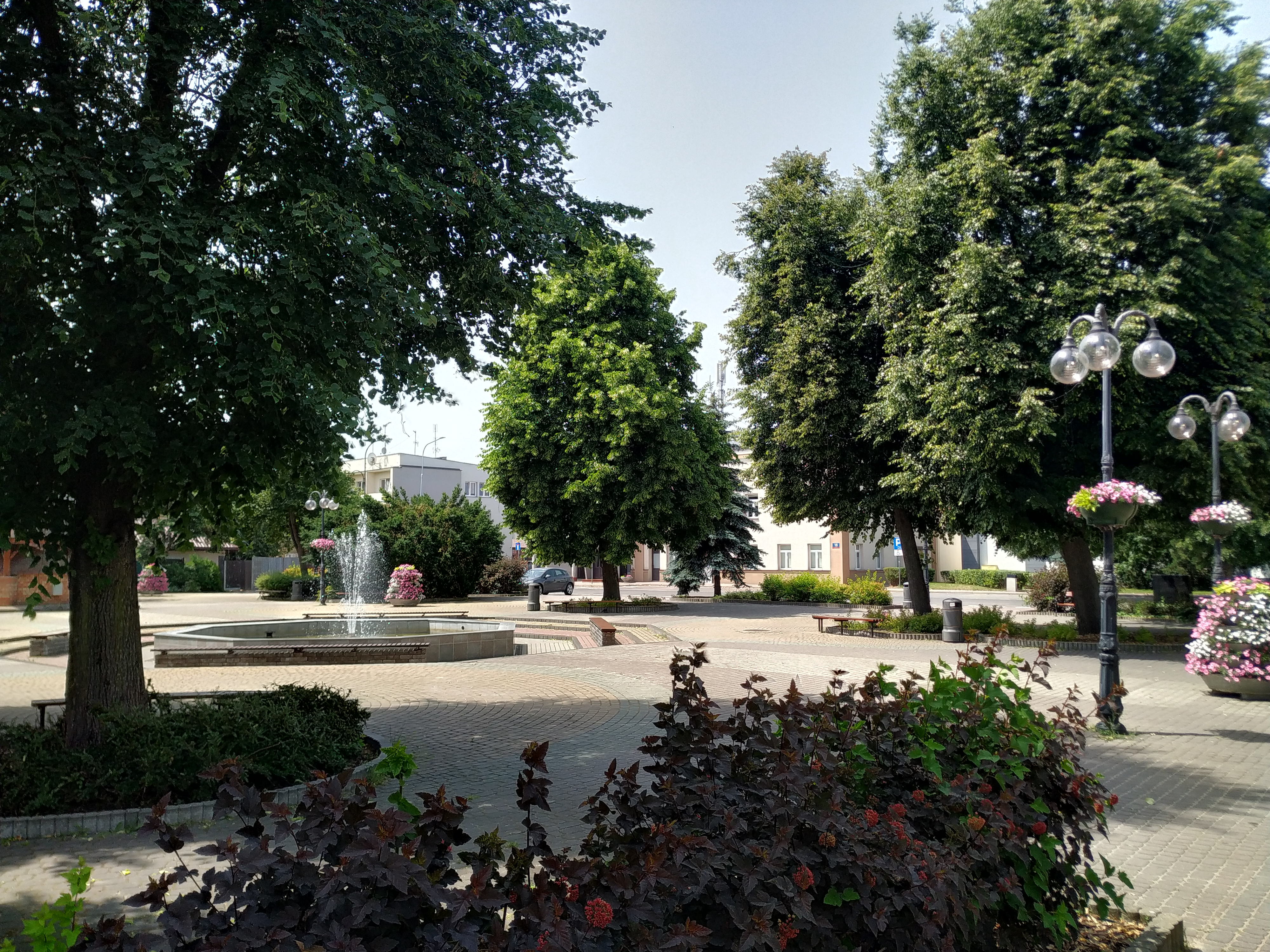
Praça “junto à fonte” (na esquina das ruas Międzyrzecka e Staropijarska)
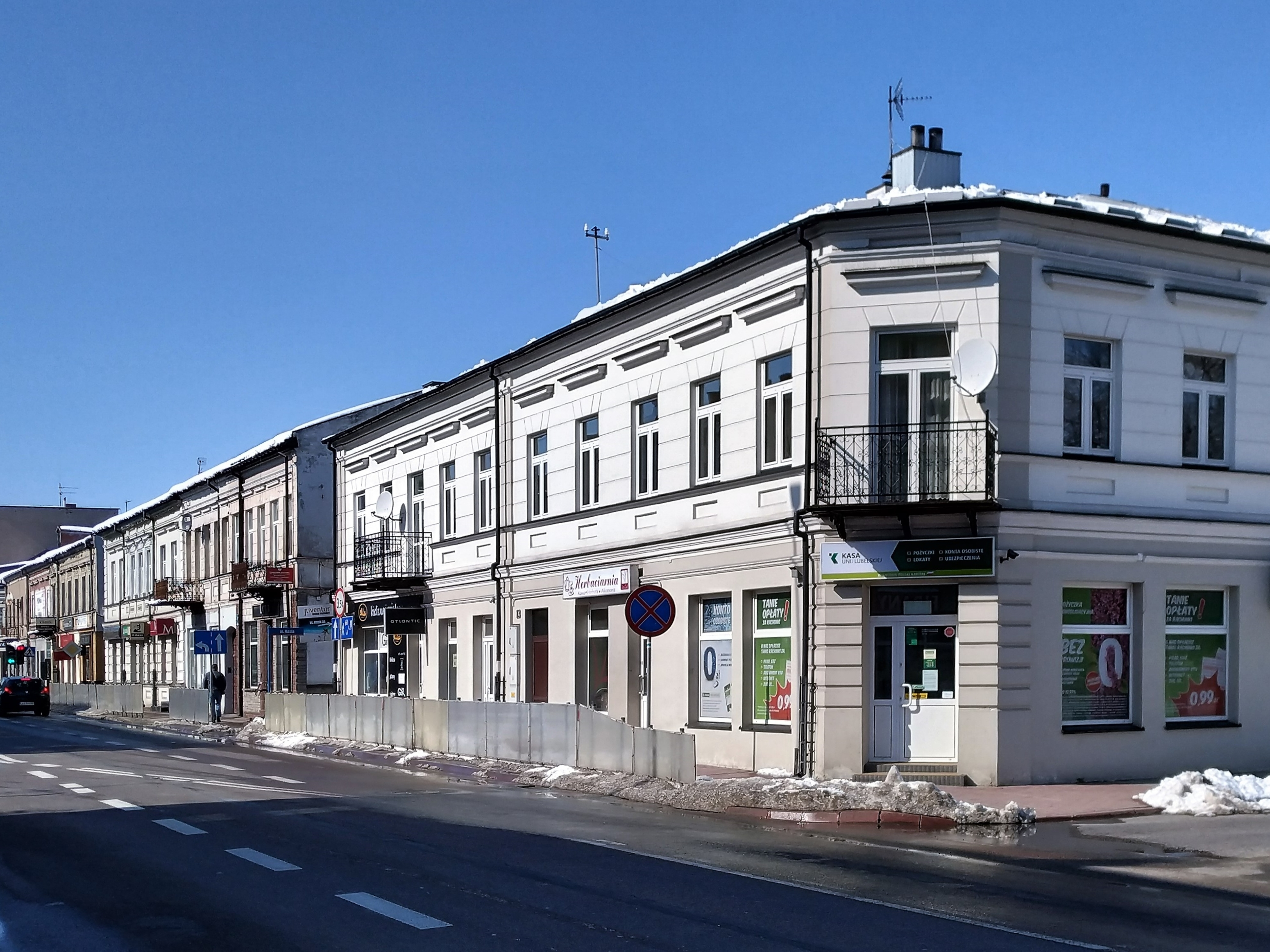
Sobrado em estilo Art nouveau[86] na esquina das ruas Wyszyńskiego e Zdanowskiego (final do século XIX)
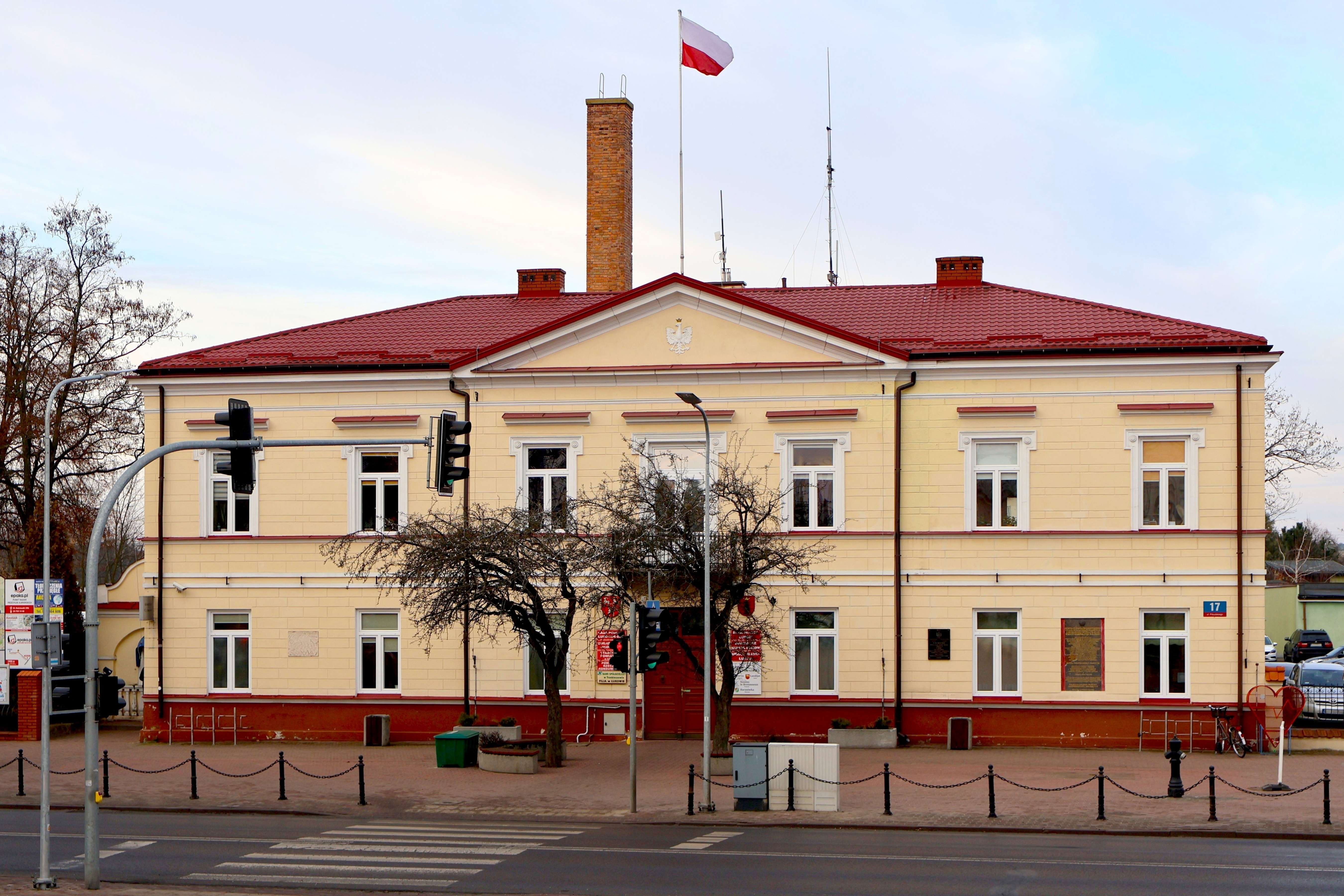
Edifício que hoje é a sede do Conselho Distrital e Municipal (entre 1836 e 1868)[20])
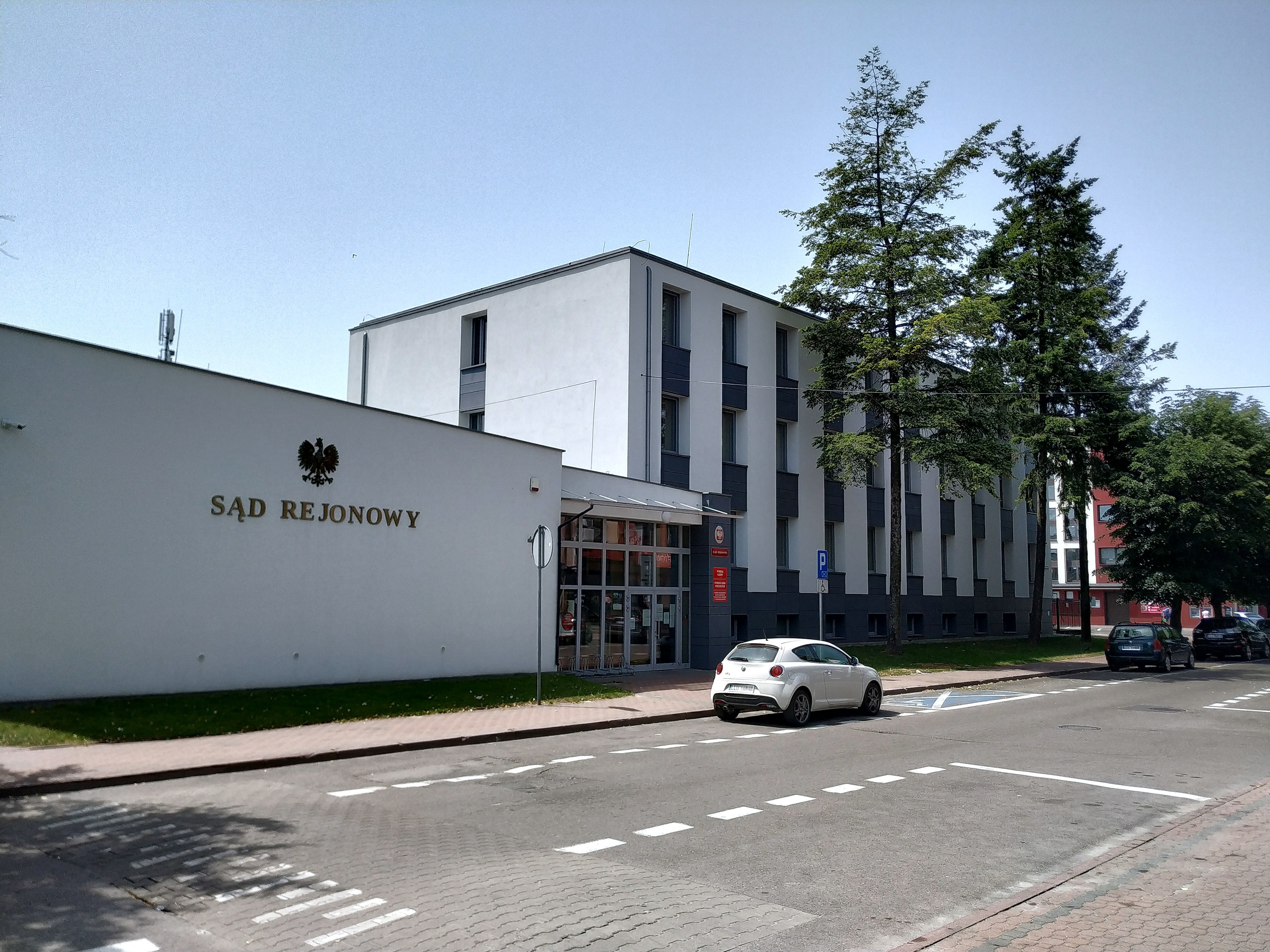
Prédio do Tribunal Distrital na rua Staropijarska
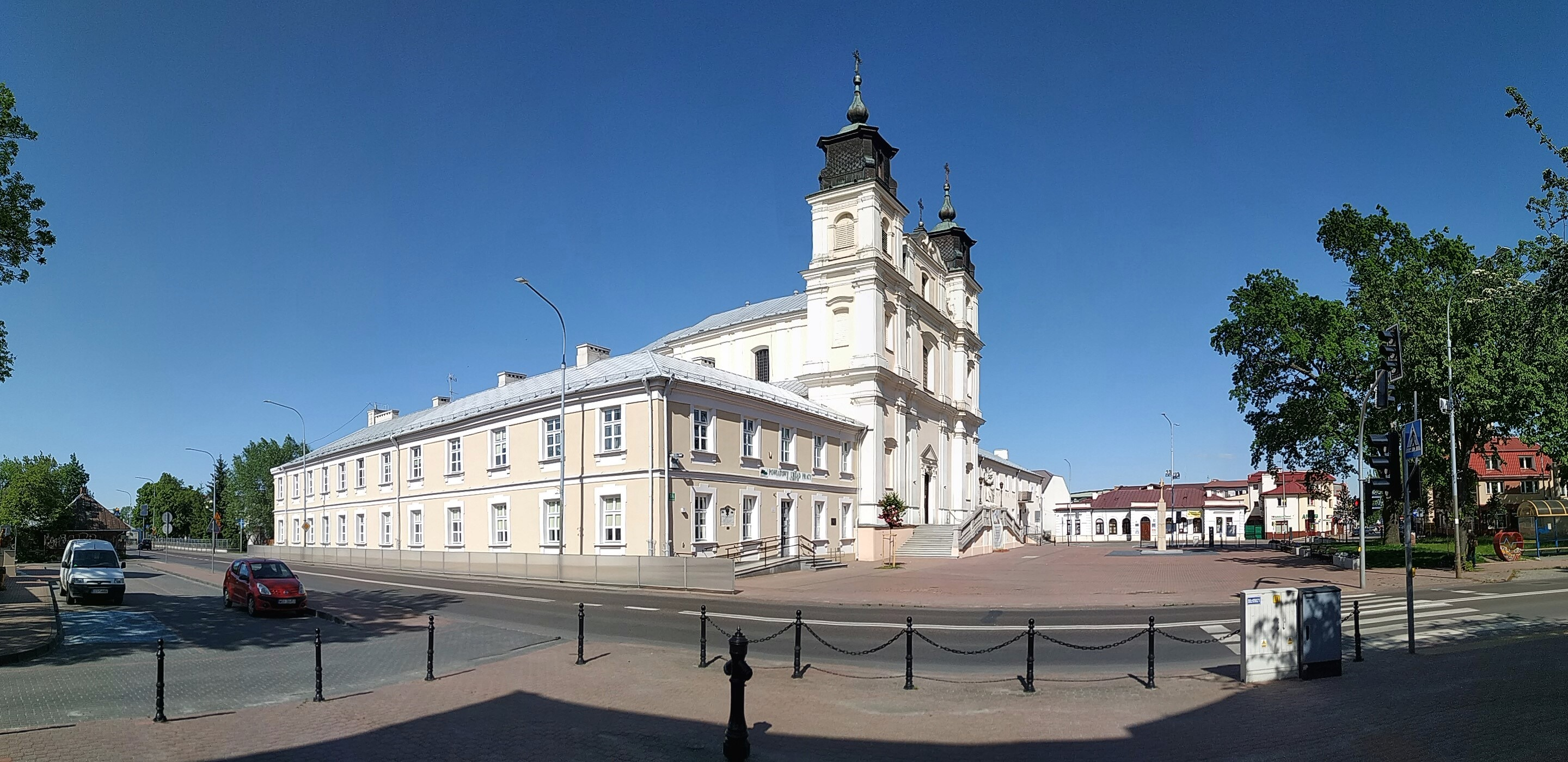
Igreja colegiada da Transfiguração com o antigo complexo do mosteiro e a praça Gabriel Narutowicz
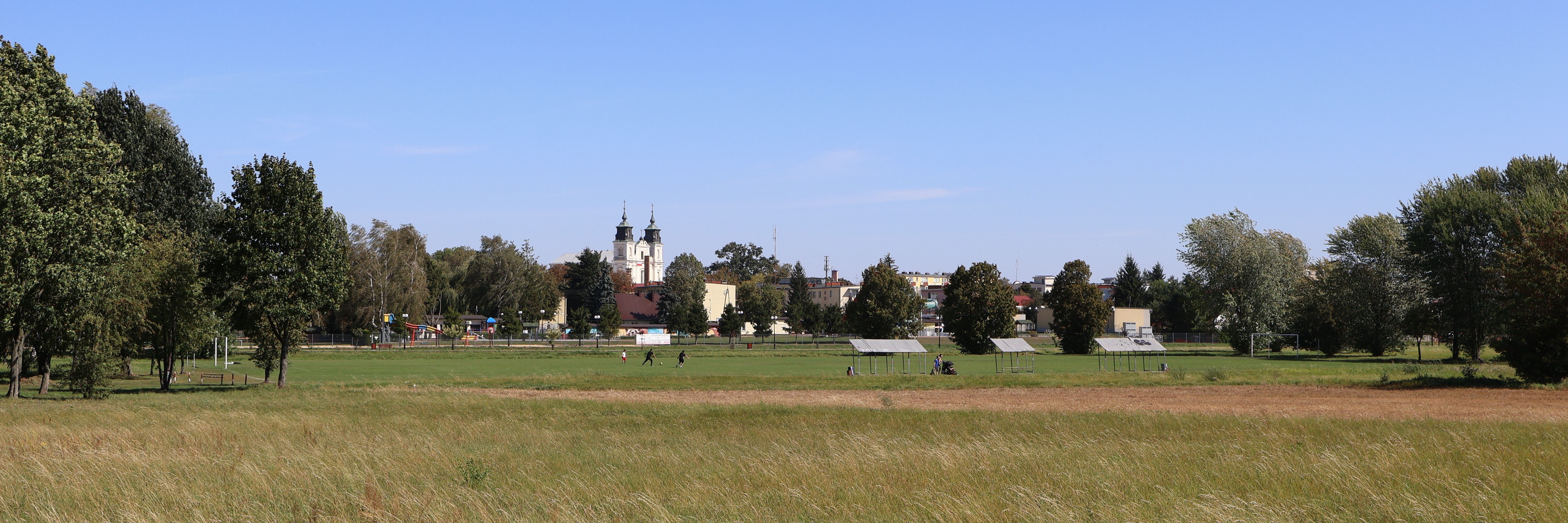
Vista do centro da cidade a partir da rua Parkowa

### Conjuntos habitacionais multifamiliares

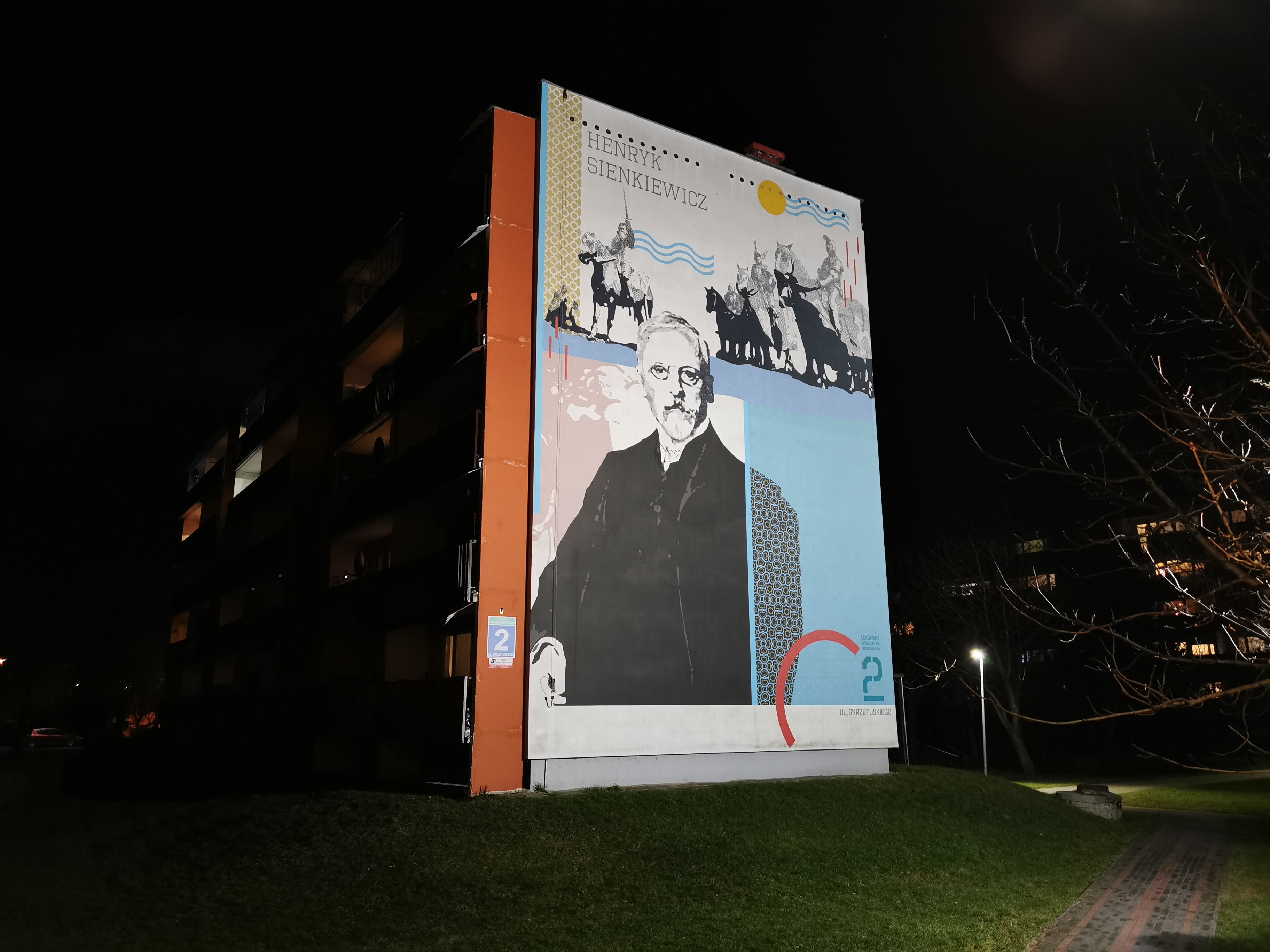
Mural no conjunto habitacional Henryk Sienkiewicz retratando seu patrono

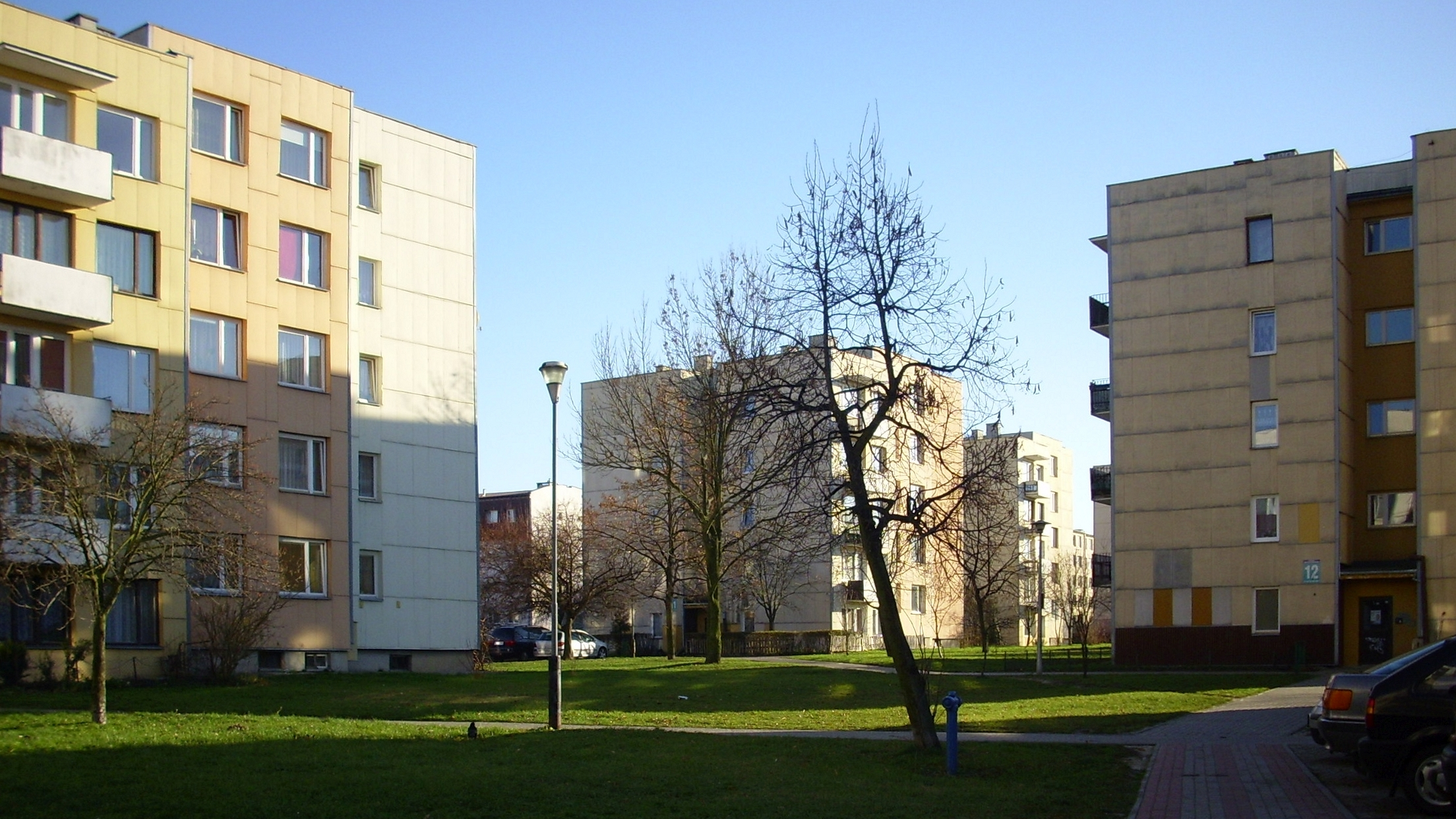
Conjunto residencial Unitów Podlaskich

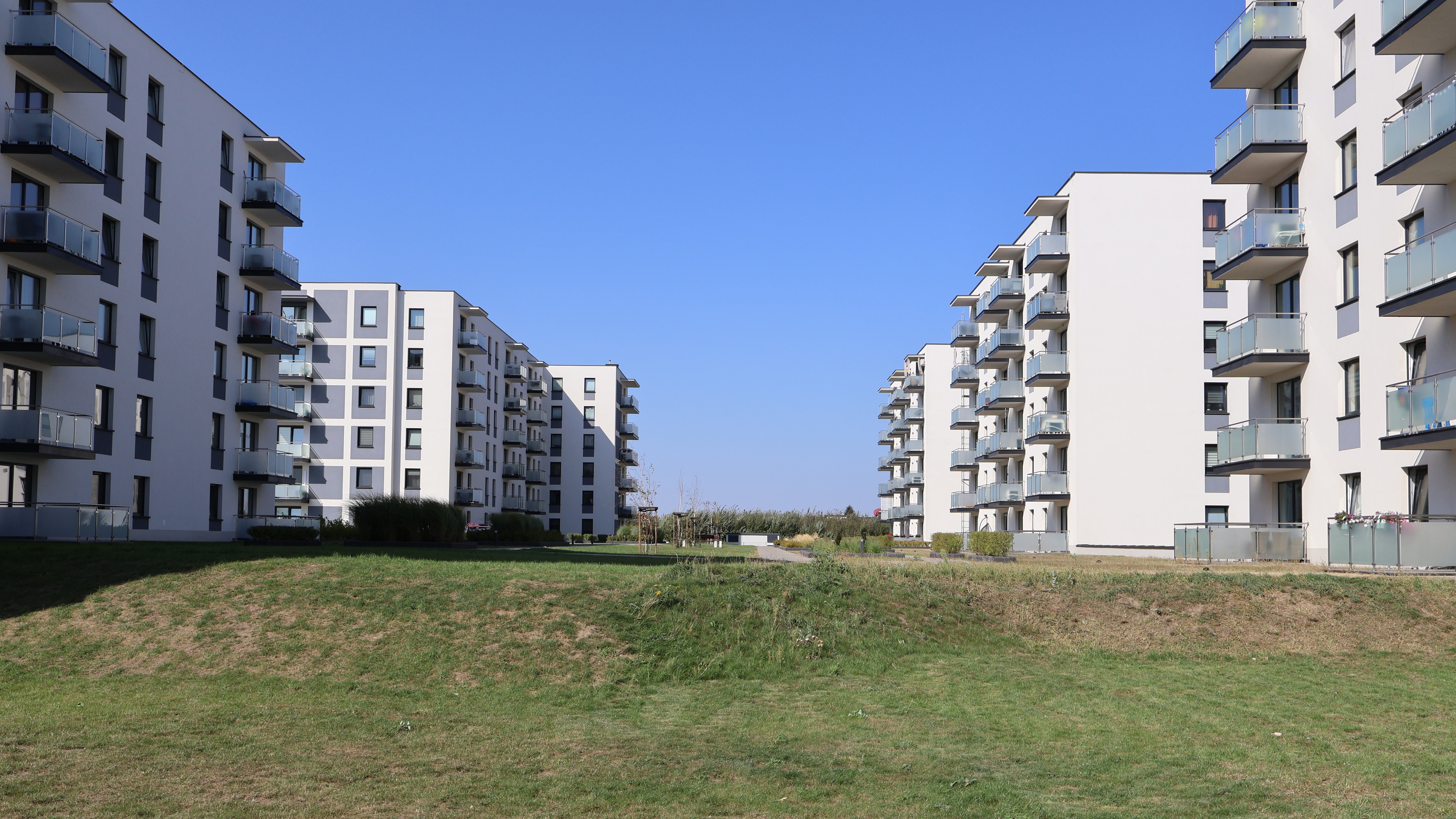
Conjunto residencial na rua Wileńska

Os maiores conjuntos habitacionais de blocos de apartamentos são os seguintes:
- Bronislaw Chęciński
- Leon Klimecki
- Unitów Podlaskie (anteriormente XXX-lecia PRL)
- Henryk Sienkiewicz
- Complexo de edifícios residenciais multifamiliares na rua Przemysłowa e rua Pe. Brzoski[88]
- Conjunto habitacional na rua Wileńska e na rua Kresy Wschodnie

Esses quatro conjuntos habitacionais mais antigos, administrados pela Cooperativa Habitacional de Łuków, consistem em blocos de quatro andares com uma a dez escadas.
Pequenos conjuntos habitacionais de blocos de apartamentos incluem:
- Spokojna − entre a rua Partyzantów e a rua Spokojna
- Stodolna–Siedlecka
- Conjunto habitacional na rua Zbożowa
- Conjunto habitacional Kościuszki — na avenida Kościuszki, perto da estação ferroviária.[89]

### Áreas industriais e de armazenamento
Durante o período de industrialização da cidade, grandes fábricas de produção foram instaladas em sua parte oriental (provavelmente devido aos ventos predominantes de oeste e à proximidade da principal linha ferroviária leste-oeste), enquanto empresas comerciais com armazéns foram instaladas perto da estação Łuków Łapiguz  (parcialmente após o quartel pré-guerra). As instalações de muitas fábricas estatais que não existem mais, especialmente na parte leste da cidade, são ocupadas por empresas comerciais.
Nos termos do regulamento de 24 de julho de 2012, a Zona Econômica Especial de Tarnobrzeg “Europark WisłoSan” foi, entre outros, ampliada por uma área de investimento em Łuków. Esta zona, com uma área de 13 hectares, situa-se na zona oeste da cidade, na rua Strzelnicza, no lado norte da rua Łapiguz, sendo um trecho da estrada nacional Łuków-Stoczek Łukowski-Garwolin. No outono de 2014, foi concluída a construção da infraestrutura para futuros investimentos. Custou 3,5 milhões de PLN, incluindo mais de 2,3 milhões de PLN do Programa Operacional da Economia Inovadora da União Europeia. No início de novembro de 2014, foi inaugurada na cidade a Subzona dos Arcos da Zona Econômica Especial de Tarnobrzeg. (A primeira parte da Subzona de Łuków, desde 2007, é a área de investimento de Łazy localizada na comuna vizinha, onde os primeiros empreendimentos já estão operando.)

### Vegetação urbana

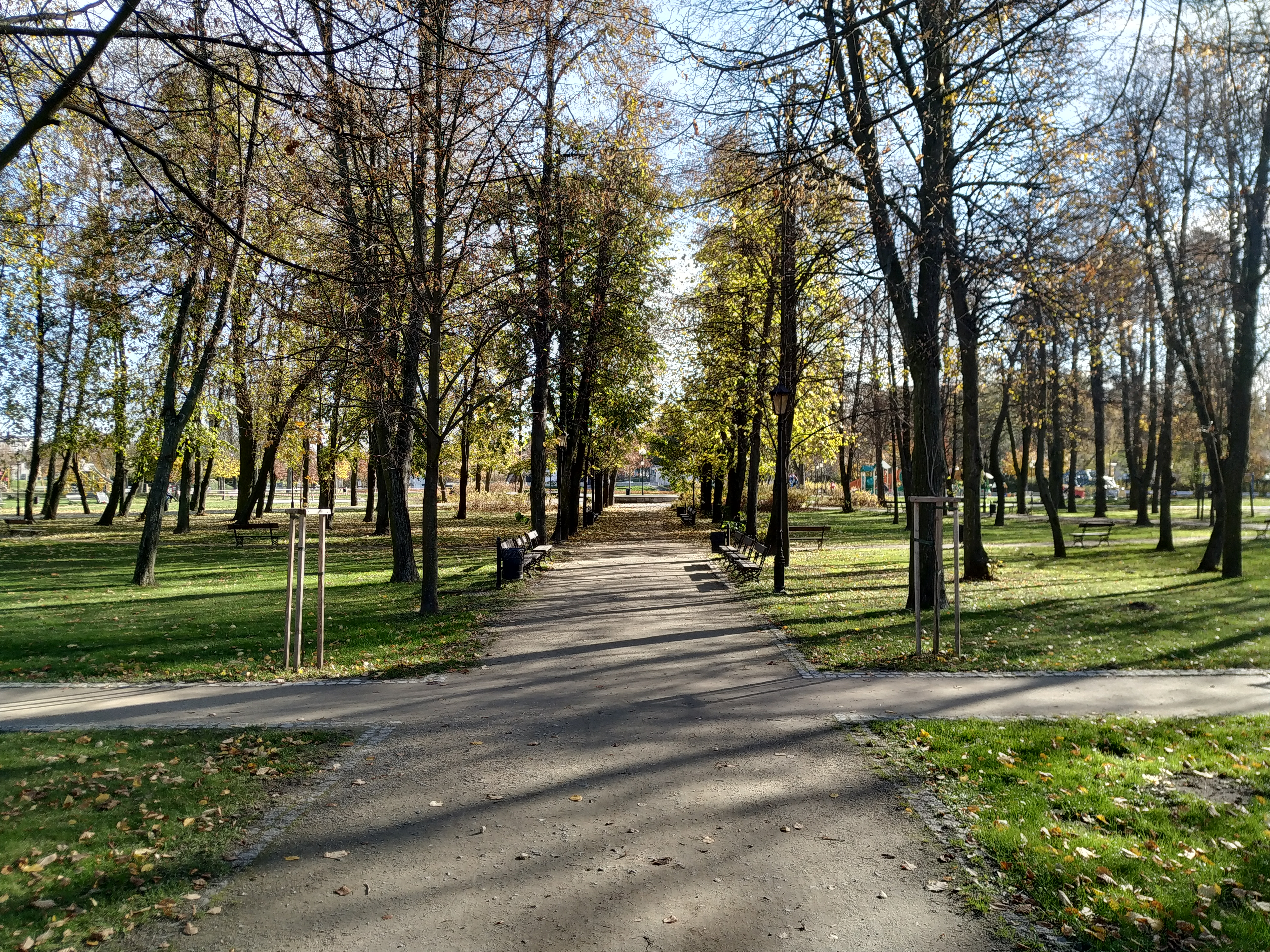
Alameda no parque municipal

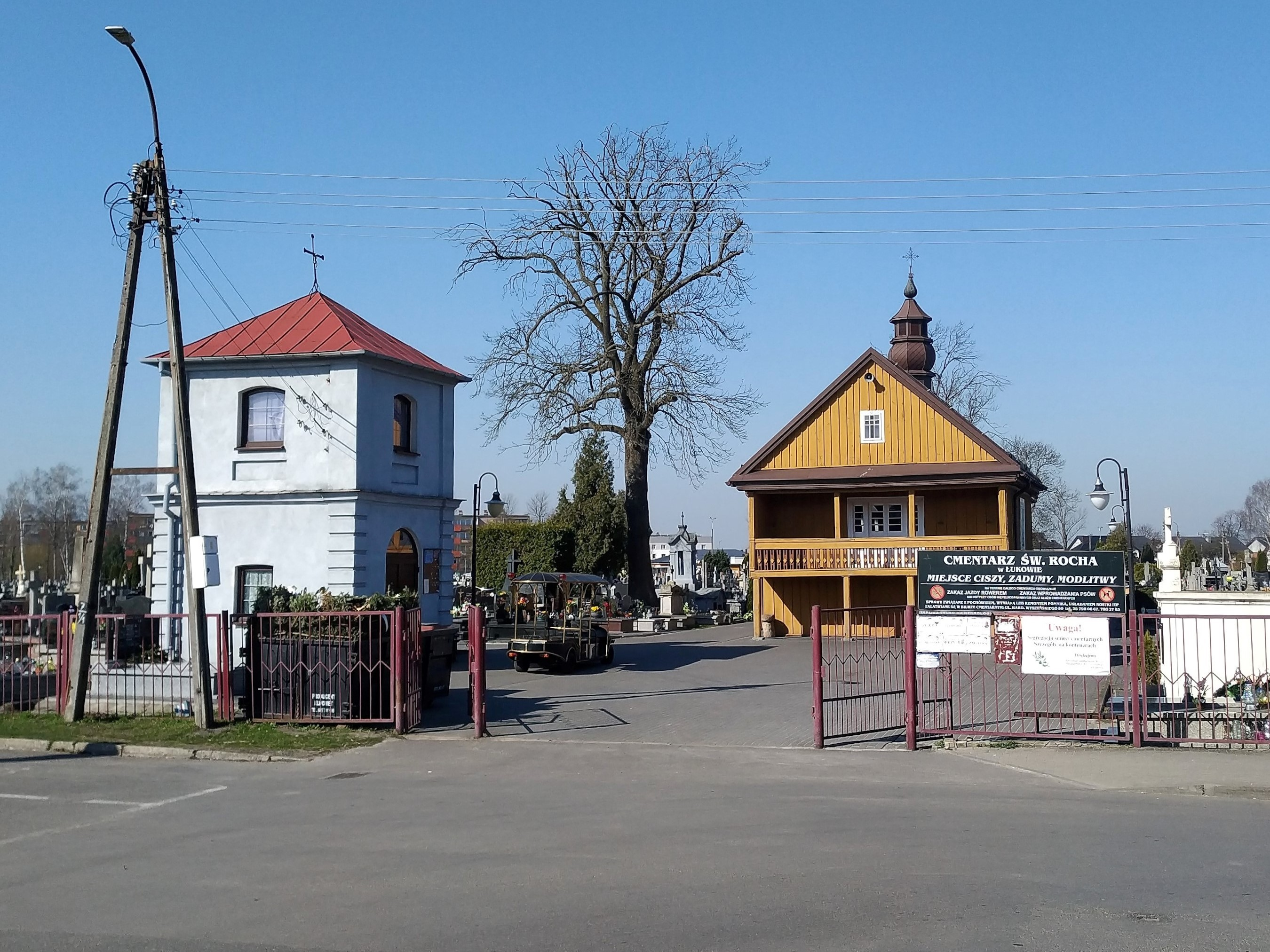
Cemitério paroquial católico de São Roque. Igreja de madeira visível de 1829 e torre sineira de tijolos da primeira metade do século XIX

#### Parques
- Parque municipal — no vale do rio Krzna do Sul, nas proximidades da Cidade Velha; nos anos 2008−2010 foi modernizado, com a construção de instalações recreativas em suas instalações.[94] Em 2015, foi inaugurado ali um anfiteatro.
- Parque Hospitalar (reduzido em 2015 do lado da rua Partyzantów)

#### Hortas
- Horta Familiar “Kamieniak” − estendendo-se desde o caminho na margem esquerda do rio Krzna do Sul até a rua Armii Krajowej e a avenida Wojska Polskiego para a linha ferroviária Łuków − Dęblin
- Horta Familiar “Promyk” − leste de avenida Wojska Polskiego e para o nordeste da rua Parkowa
- Horta Familiar “Słonecznik” − leste de avenida Wojska Polskiego e no sudoeste da rua Parkowa, na encosta direita do vale do rio Krzna do Sul.
- Horta Familiar “Strumyk”[95] − da rua Parkowa até o caminho na margem direita do Krzna do Sul, em frente à rodoviária em Łuków
- Horta Familiar “Niedźwiadek” — leste do final da rua Pastewnik para a rua Prusa e à margem esquerda do Krzna do Sul — fundada em 1969, é composta por 259 hortas.[96]

#### Cemitérios
Entre as ruas Świderska, Cmentarna e 700-lecia (agora entre o conjunto habitacional Unitów Podlaskie e o conjunto habitacional Sienkiewicza) há um cemitério de São Roque, fundado na primeira metade do século XIX. É administrado pela paróquia católica da Exaltação da Santa Cruz. No Cemitério de Guerra na rua Strzelnicza, em Łapiguza, estão enterrados soldados de várias nacionalidades que morreram durante a Primeira Guerra Mundial e soldados poloneses que morreram em batalhas durante a guerra polaco-bolchevique. No final da rua Zapowiednik existe um cemitério municipal, consagrado em 2016.

## Monumentos históricos
Objetos inscritos no registro de monumentos:
- Complexo do mosteiro bernardino da segunda metade do século XVIII, rua Cardeal Stefan Wyszyńskiego 41-43. O complexo é composto por:
  - Igreja paroquial da Exaltação da Santa Cruz no estilo barroco de 1655 a 1770,[98]
  - Torre sineira de 1766,
  - Mosteiro bernardino (a maior parte do edifício foi utilizada pela Escola Secundária T. Kościuszko n.º 1, agora pertence inteiramente à Paróquia da Exaltação da Santa Cruz);
- Complexo do mosteiro piarista dos séculos XVIII e XIX, rua J. Piłsudskiego 14. O complexo é composto por:
  - Igreja colegiada da Transfiguração dos anos 1733–1762[99] no estilo barroco tardio,
  - Colégio piarista e edifícios do mosteiro (atualmente o Escritório Distrital do Trabalho),
  - Muro com portão;
- Internato Szaniawski no estilo barroco de 1728–1733,[100] financiado pelo bispo Konstanty Felicjan Szaniawski; atualmente o prédio abriga o Museu Regional, rua Piłsudskiego 19;
- Edifício da antiga Fazenda Pública de meados do século XIX, praça Narutowicza 3;
- Estação ferroviária de finais do século XIX, reconstruída após a destruição na Primeira Guerra Mundial;
- Cemitério de Guerra no subúrbio de Łapiguz;
- Edifício na rua Piłsudskiego 28 (esquina com Aleje Kościuszko) de 1933[101]

Edifícios tombados
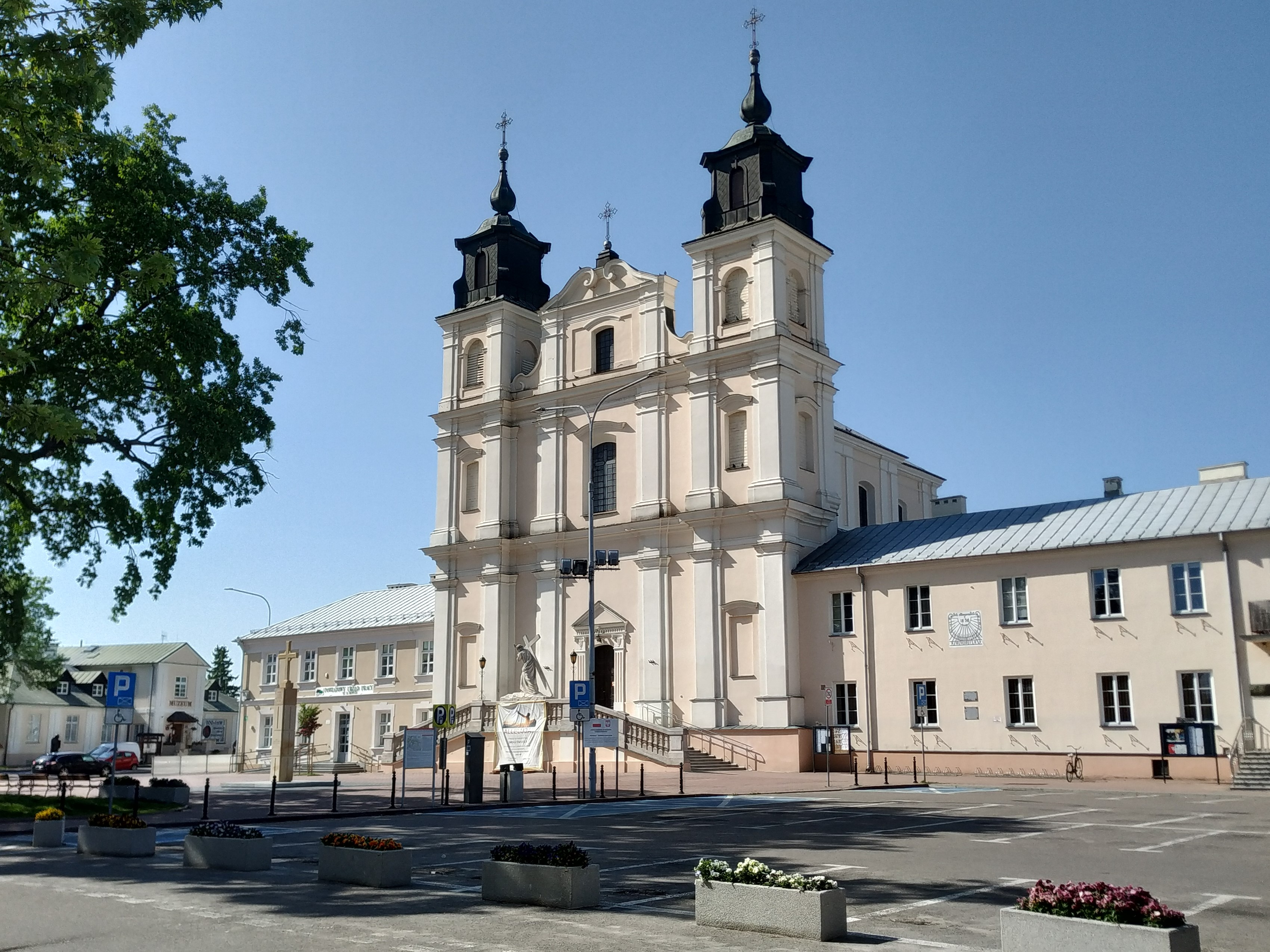
Igreja colegiada da Transfiguração (construída em 1733–1762 conforme o projeto de Antonio Solari) e os edifícios do antigo mosteiro piarista
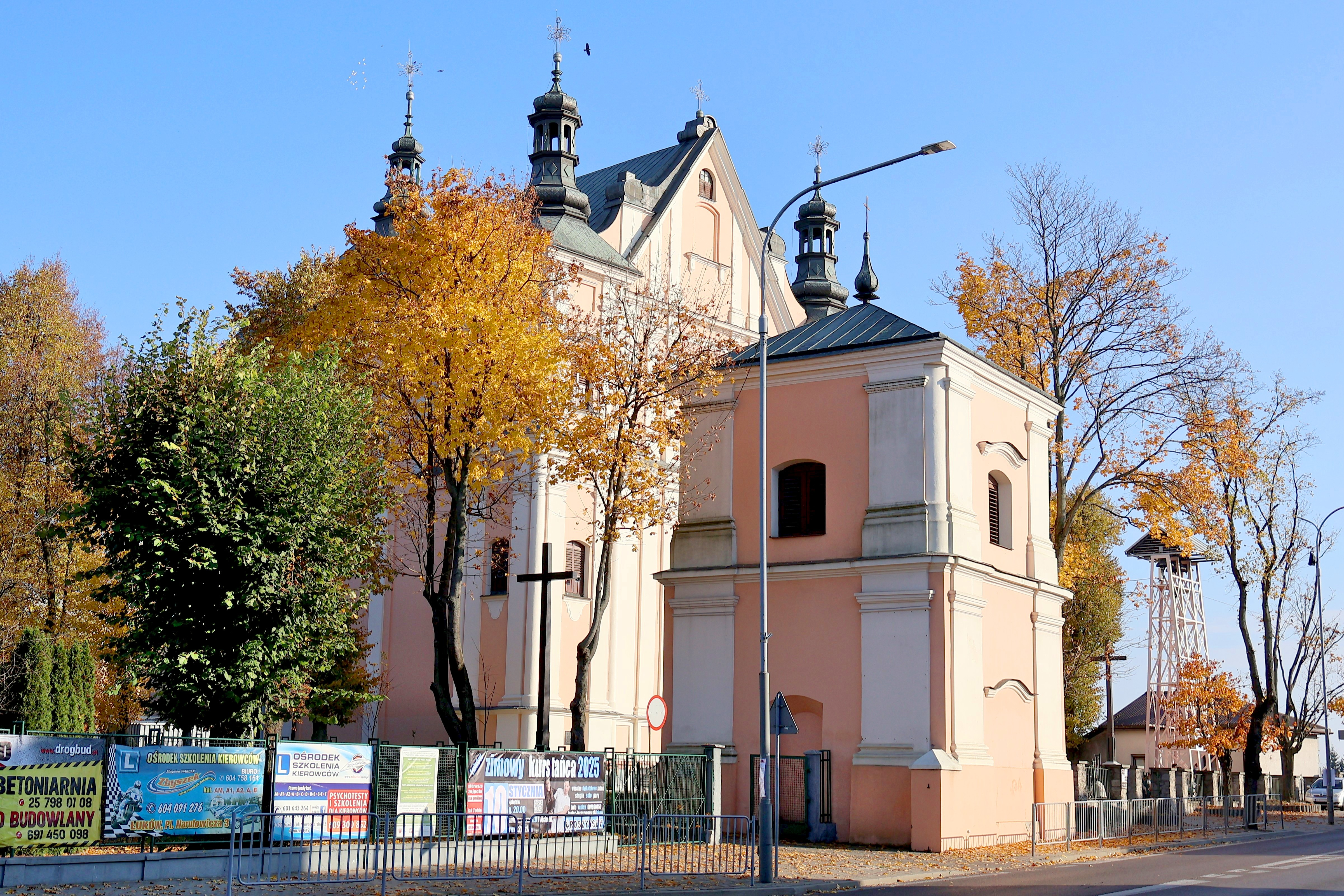
Igreja paroquial da Exaltação da Santa Cruz (construída em 1655–1770)
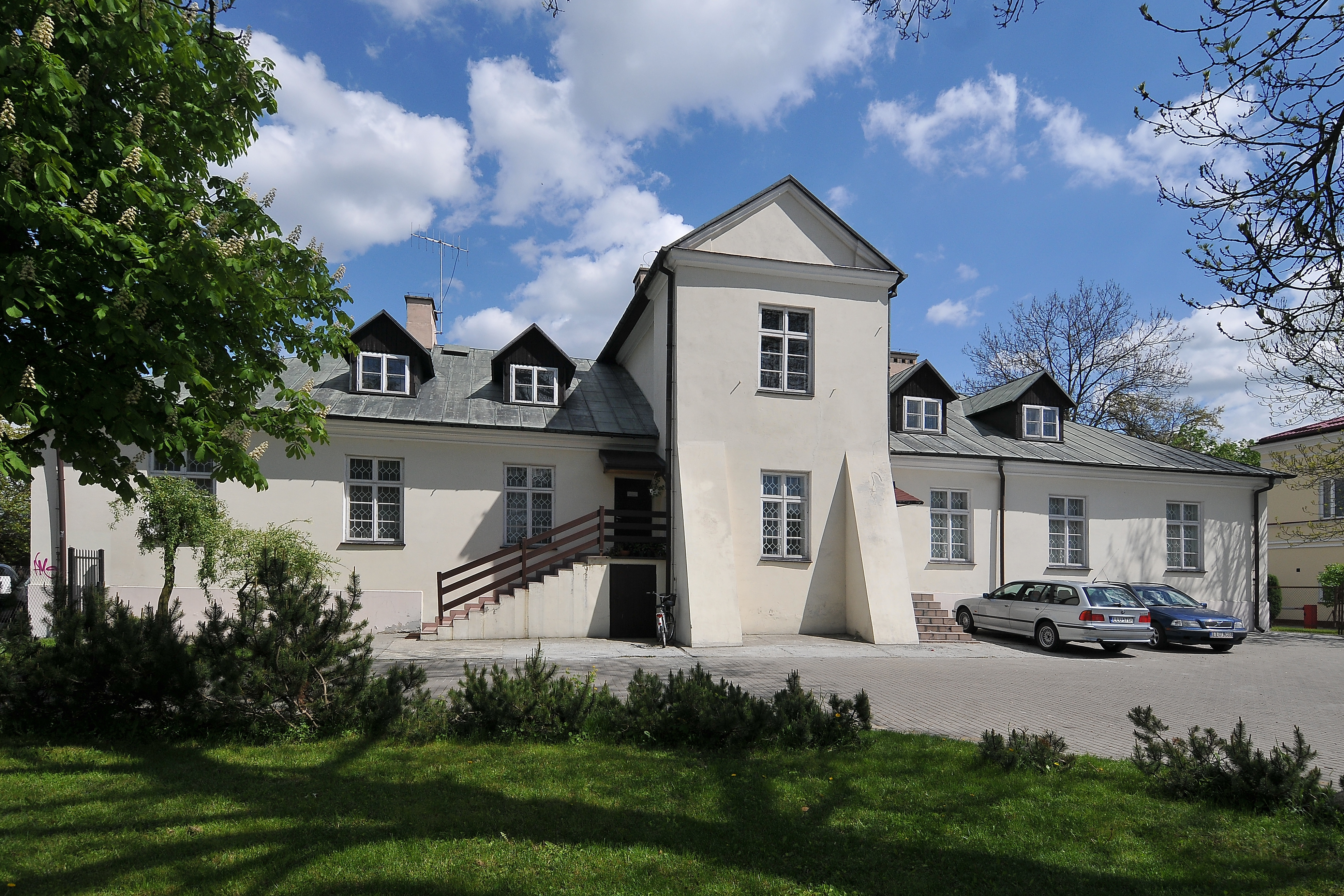
Convento Szaniawski (1731–1733[102]) do lado do pátio, atualmente sede do Museu Regional
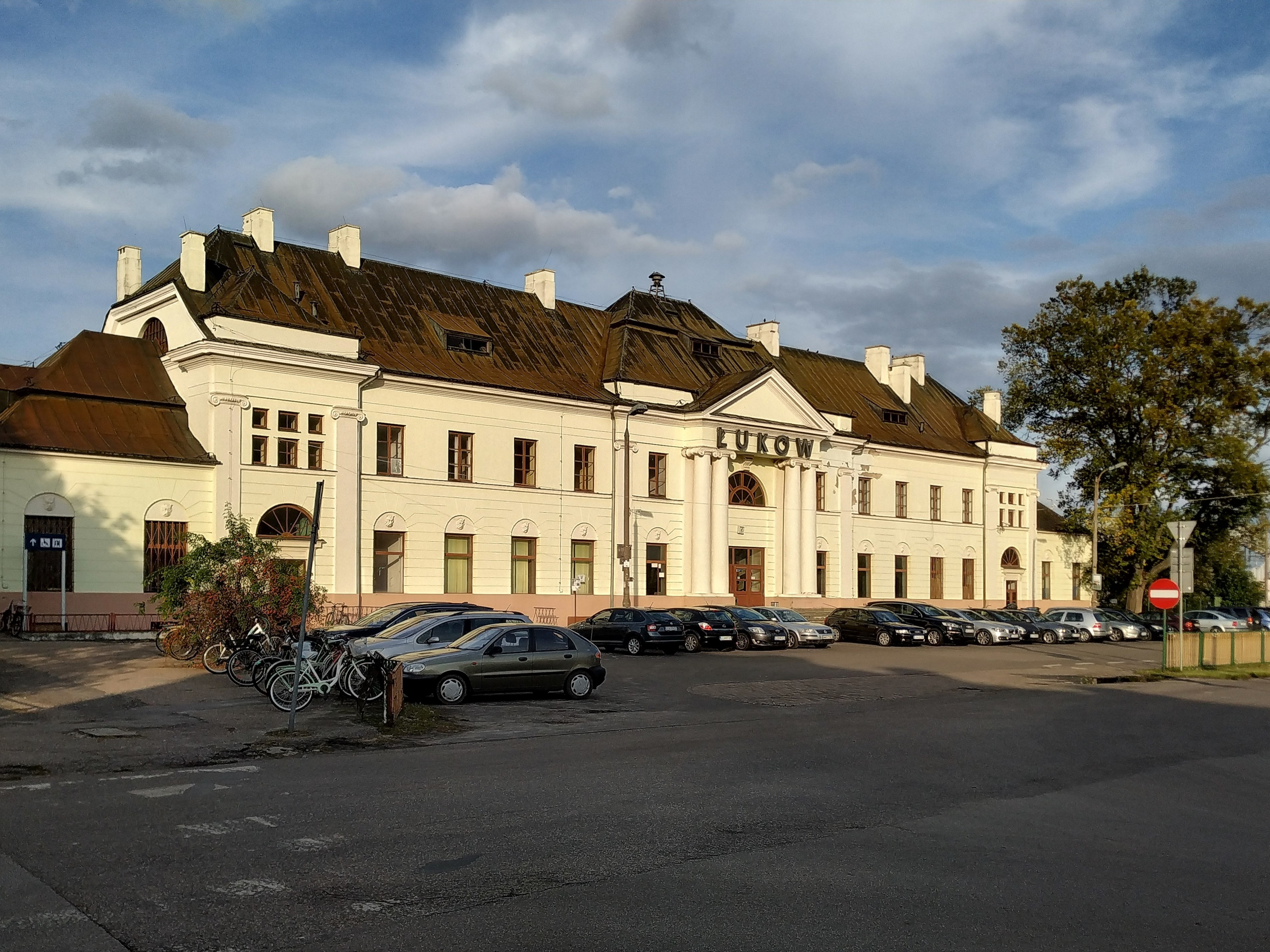
Estação ferroviária em Łuków (1866–1867, c. 1920[103]) na rua Dworcowa
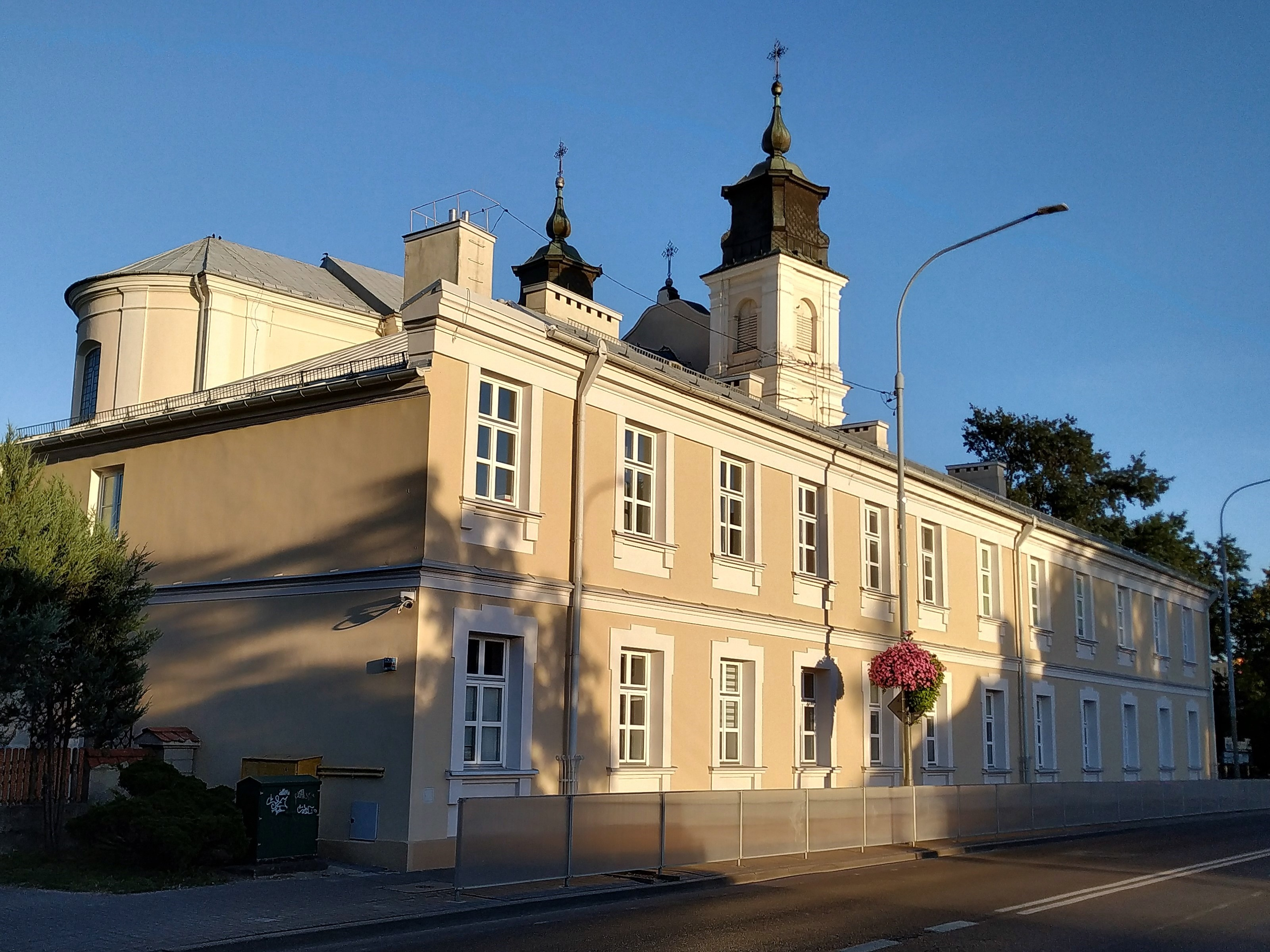
Edifício do antigo Colégio piarista (1817–1819[104]) na igreja colegiada da Transfiguração
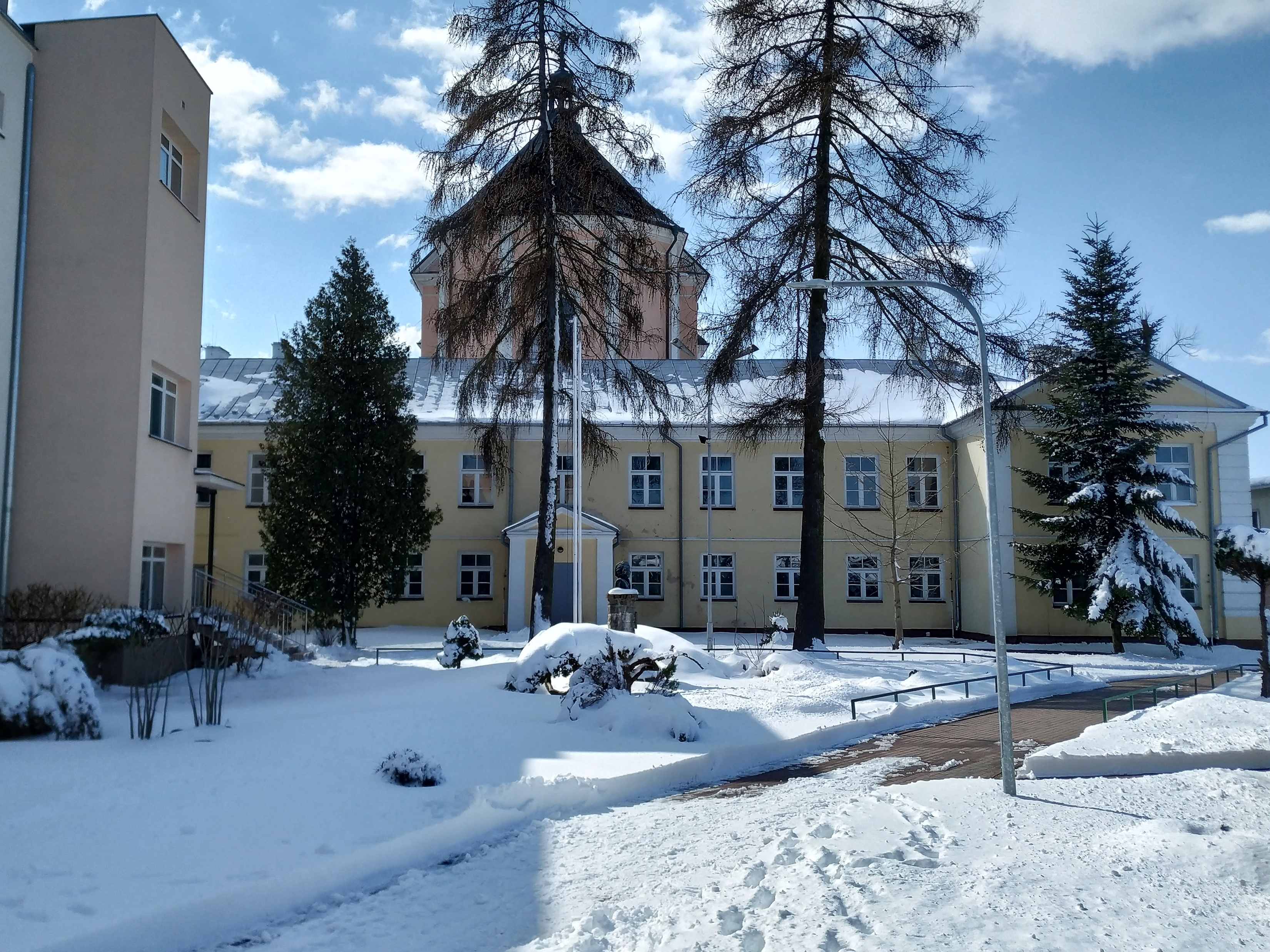
Edifício bernardino (entre 1725 e 1770, 1902[105]), que abrigava o Ginásio Estadual Tadeusz Kościuszko e, mais tarde, a Escola de Ensino Médio Tadeusz Kościuszko
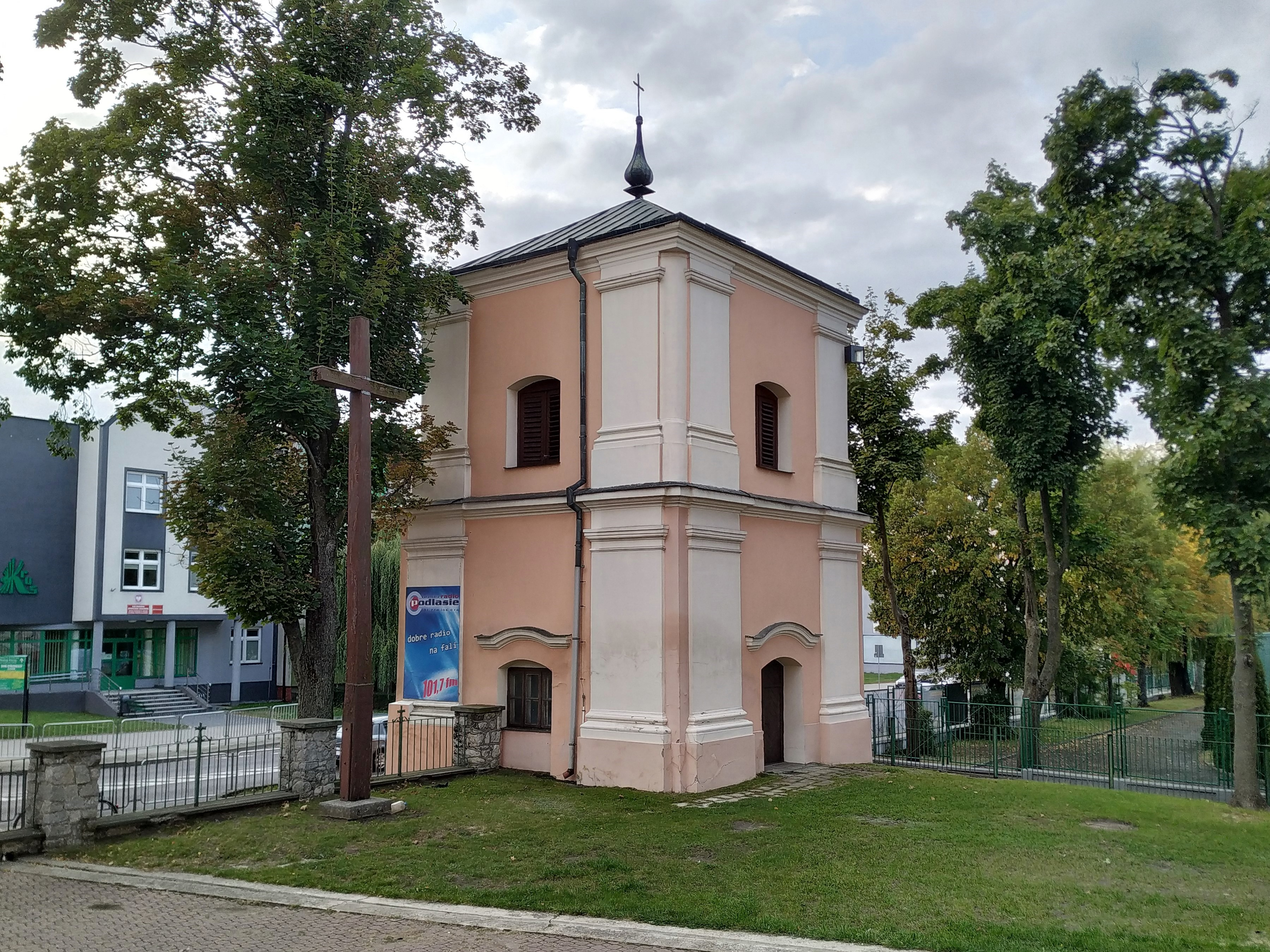
Campanário de 1766 na igreja da Exaltação da Santa Cruz
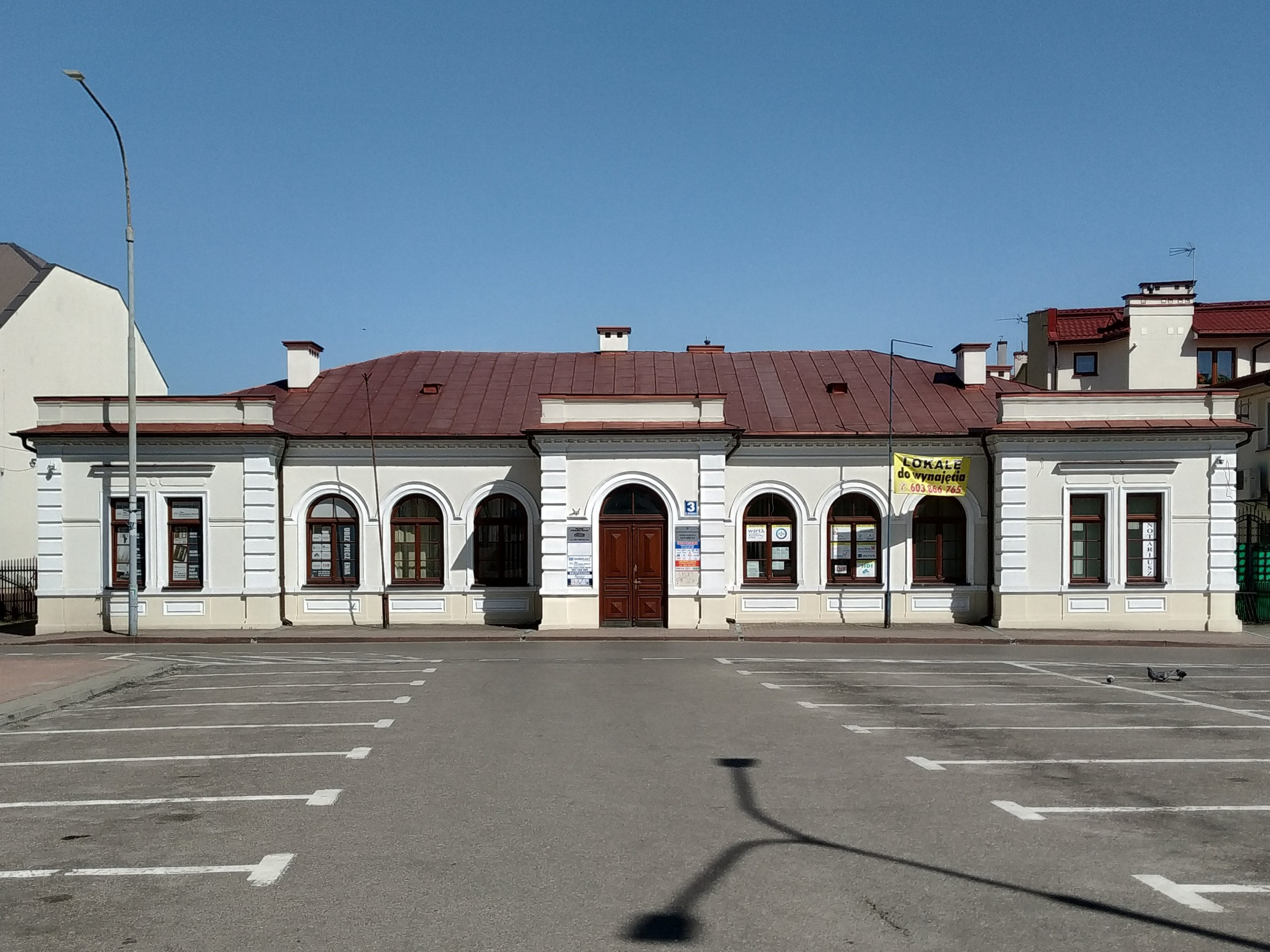
Edifício do antigo Gabinete do Tesouro (meados do século XIX)
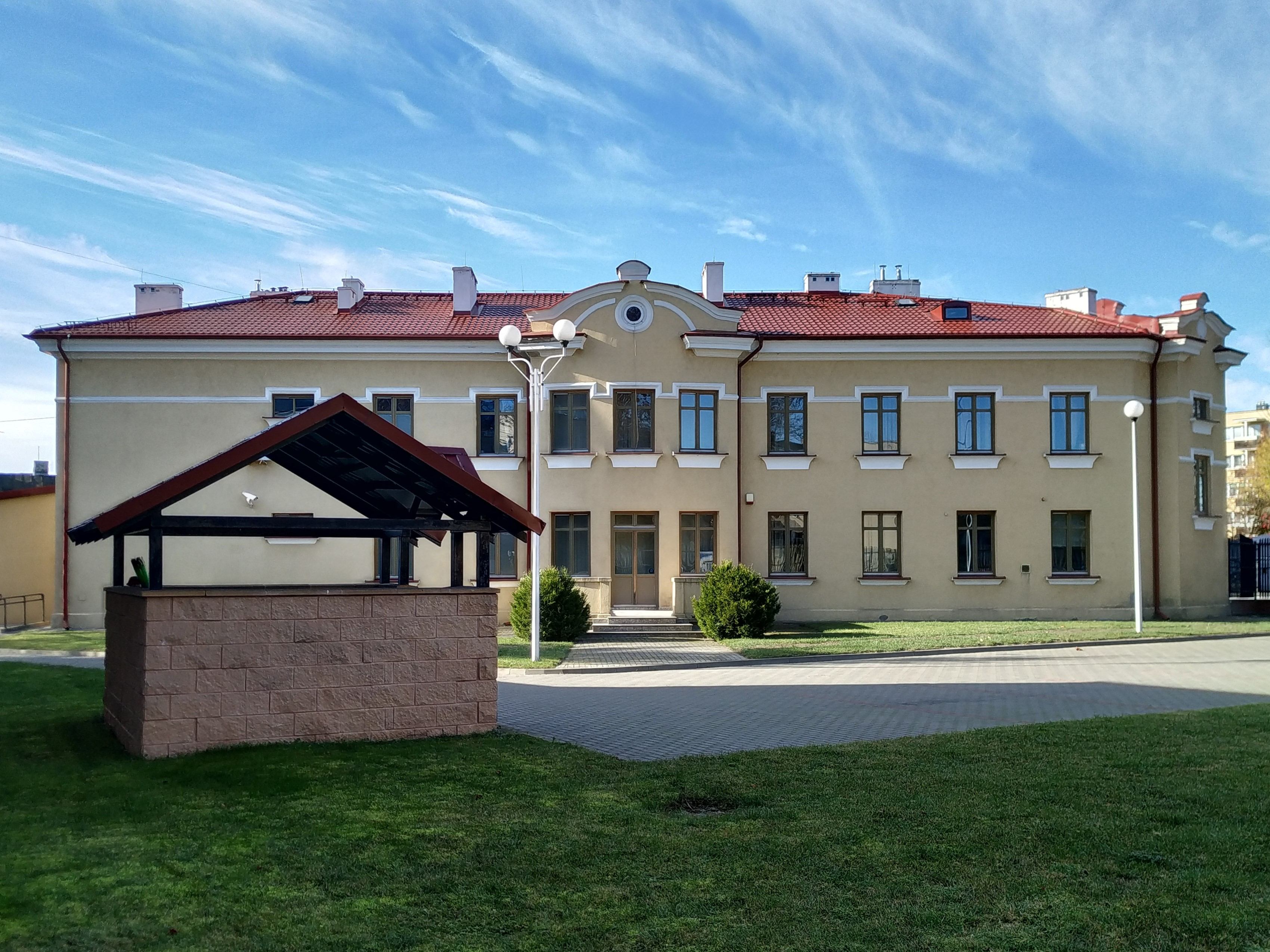
Edifício de 1933 na rua Piłsudskiego 28, sede da Procuradoria Distrital
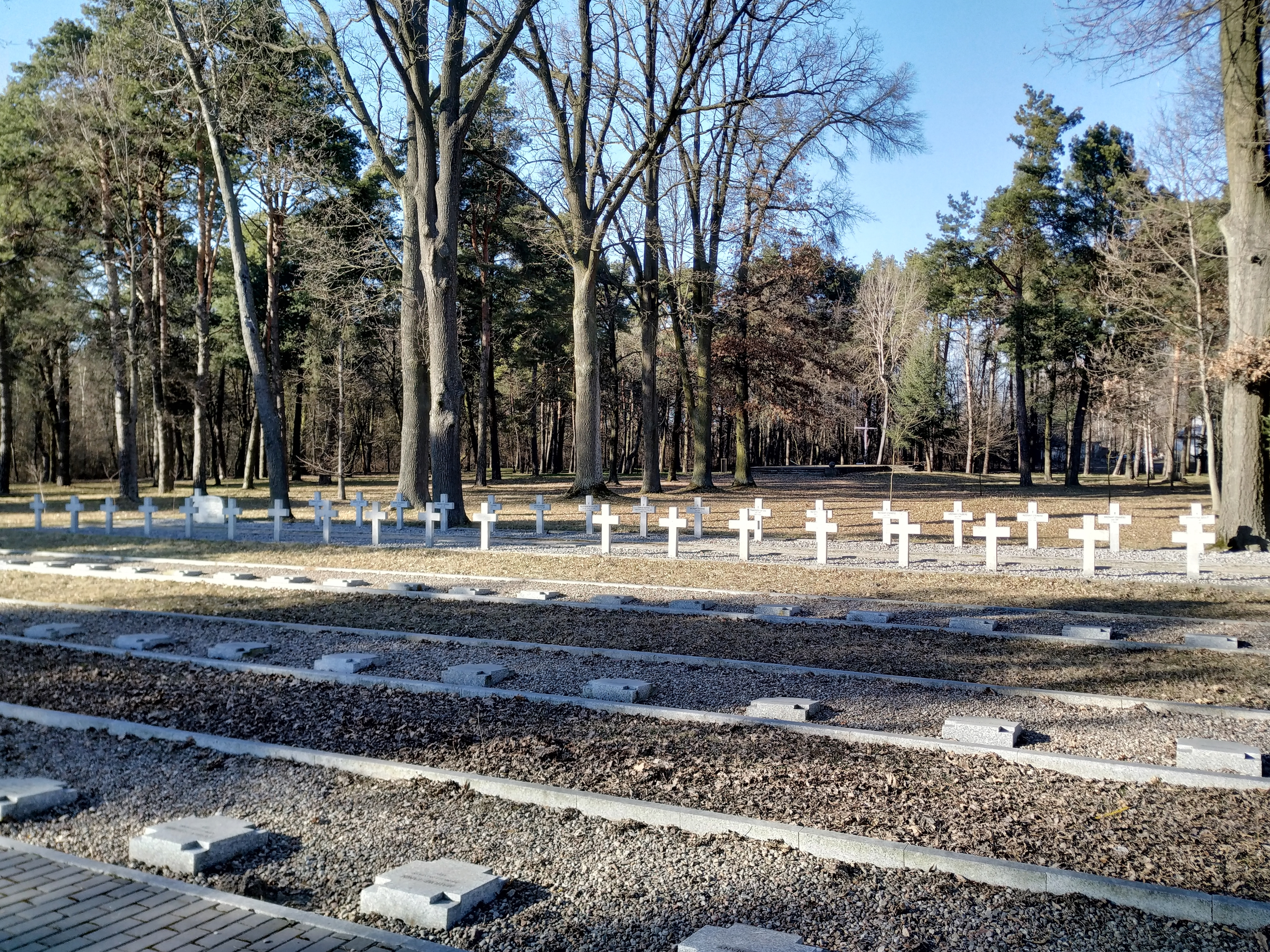
Cemitério de guerra na rua Strzelnicza (da Primeira Guerra Mundial e da Guerra polaco-bolchevique)

Objetos selecionados inseridos no Registro de Monumentos Provinciais e no Registro de Monumentos Comunais
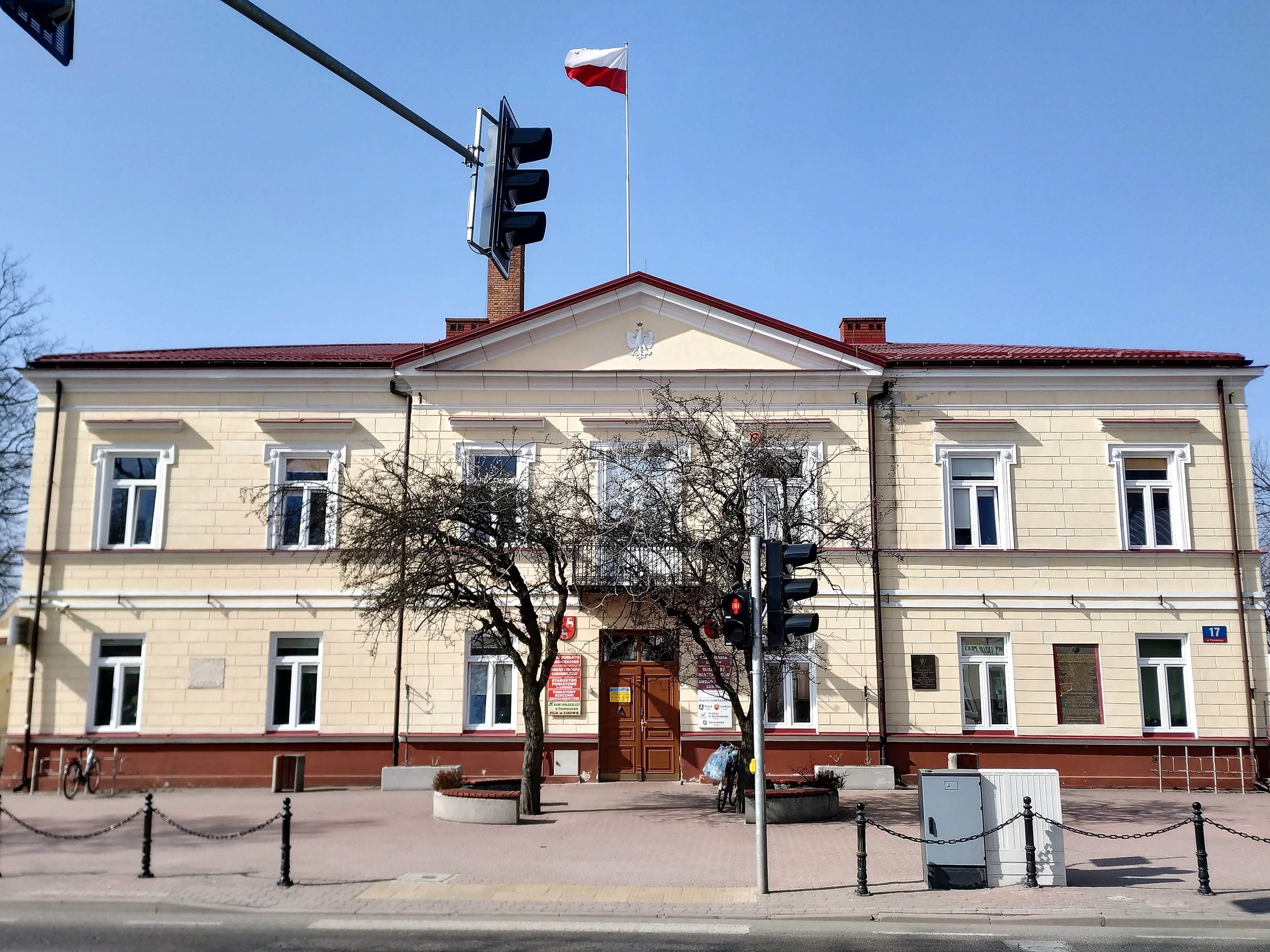
Edifício sede da Prefeitura (construído em meados do século XIX segundo o projeto de Mateusz Ornano-Chiaratelli[24])
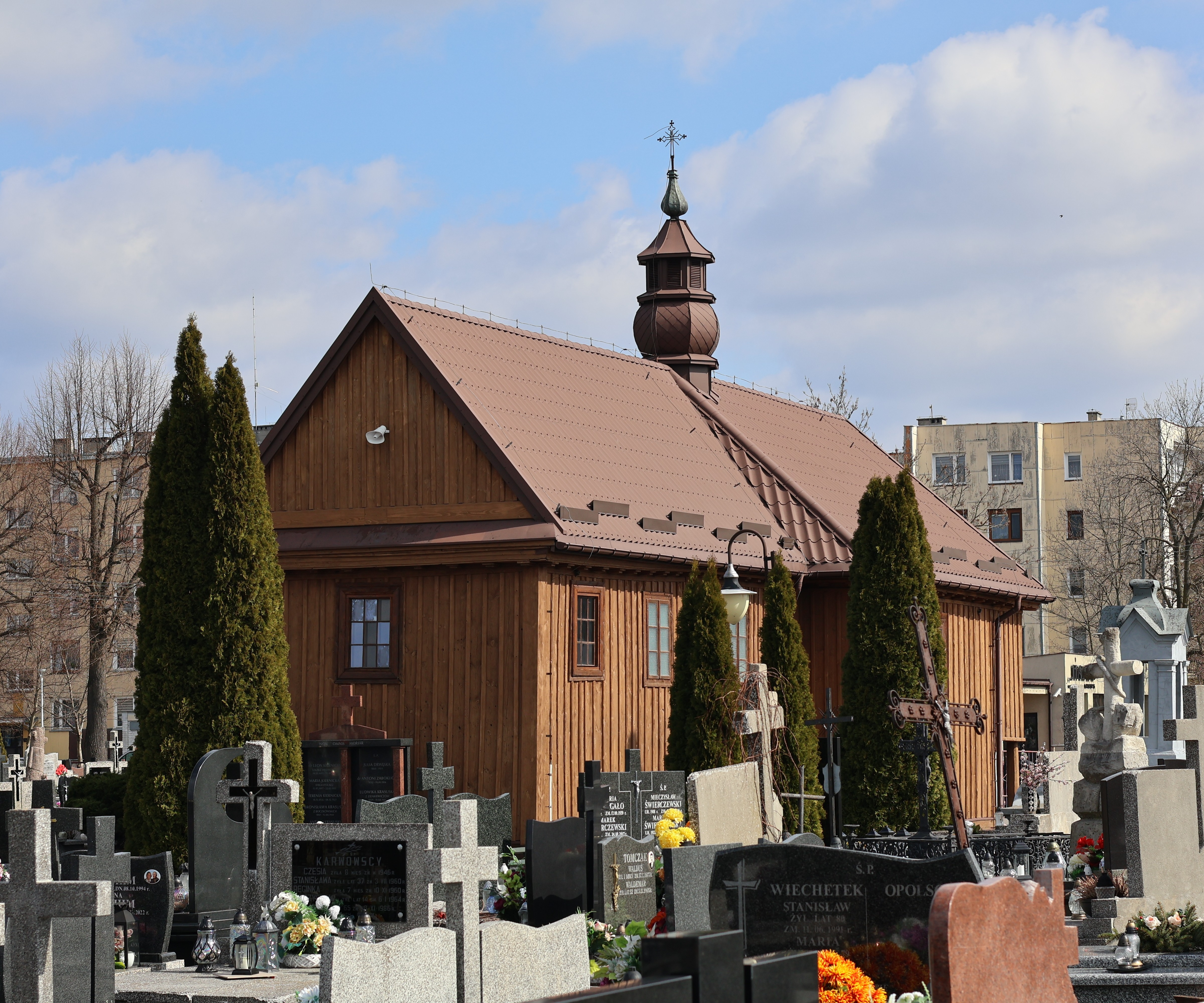
Igreja no cemitério de São Roque (construída na primeira metade do século XIX)
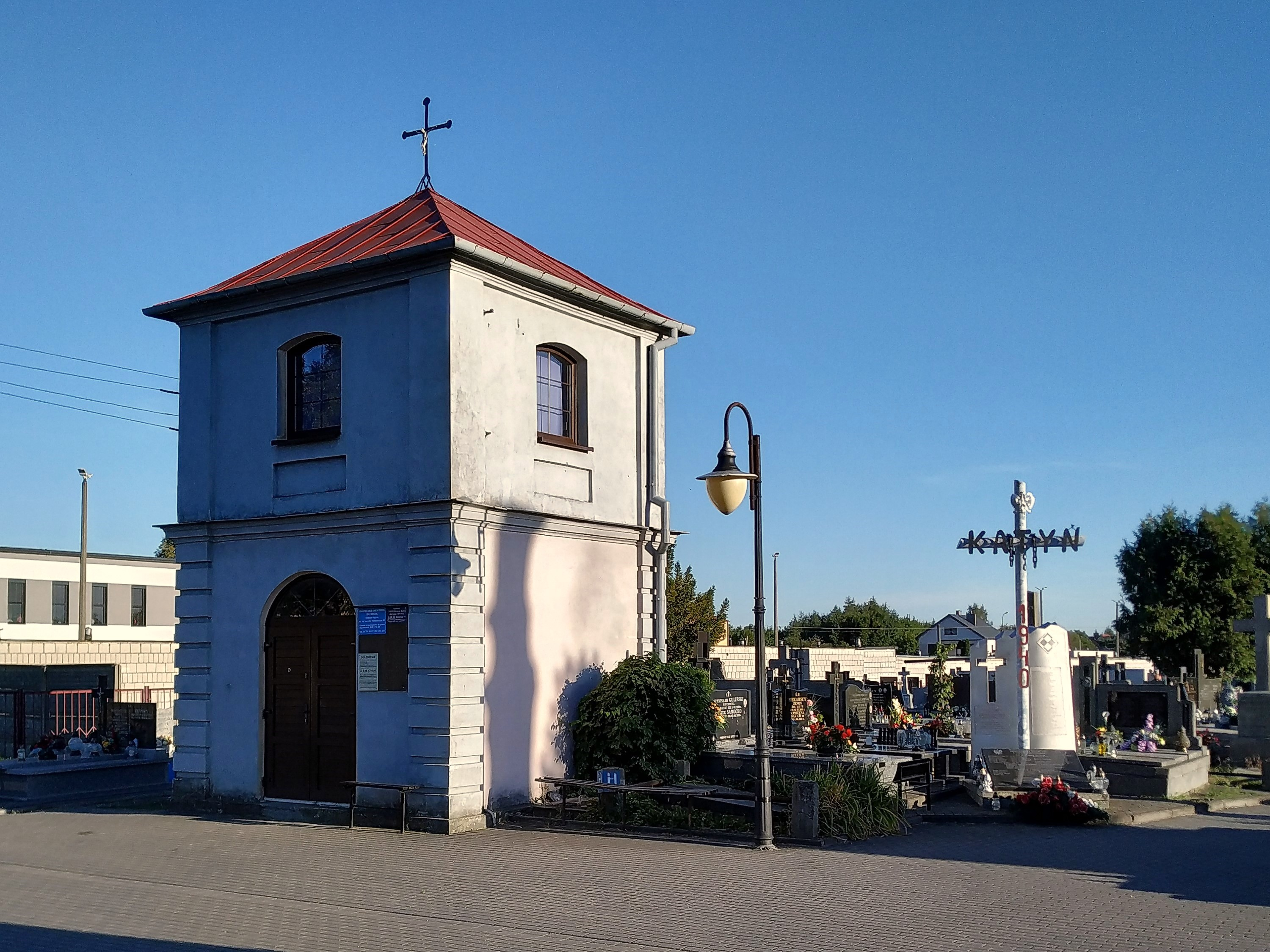
Torre sineira da primeira metade do século XIX no cemitério de São Roque
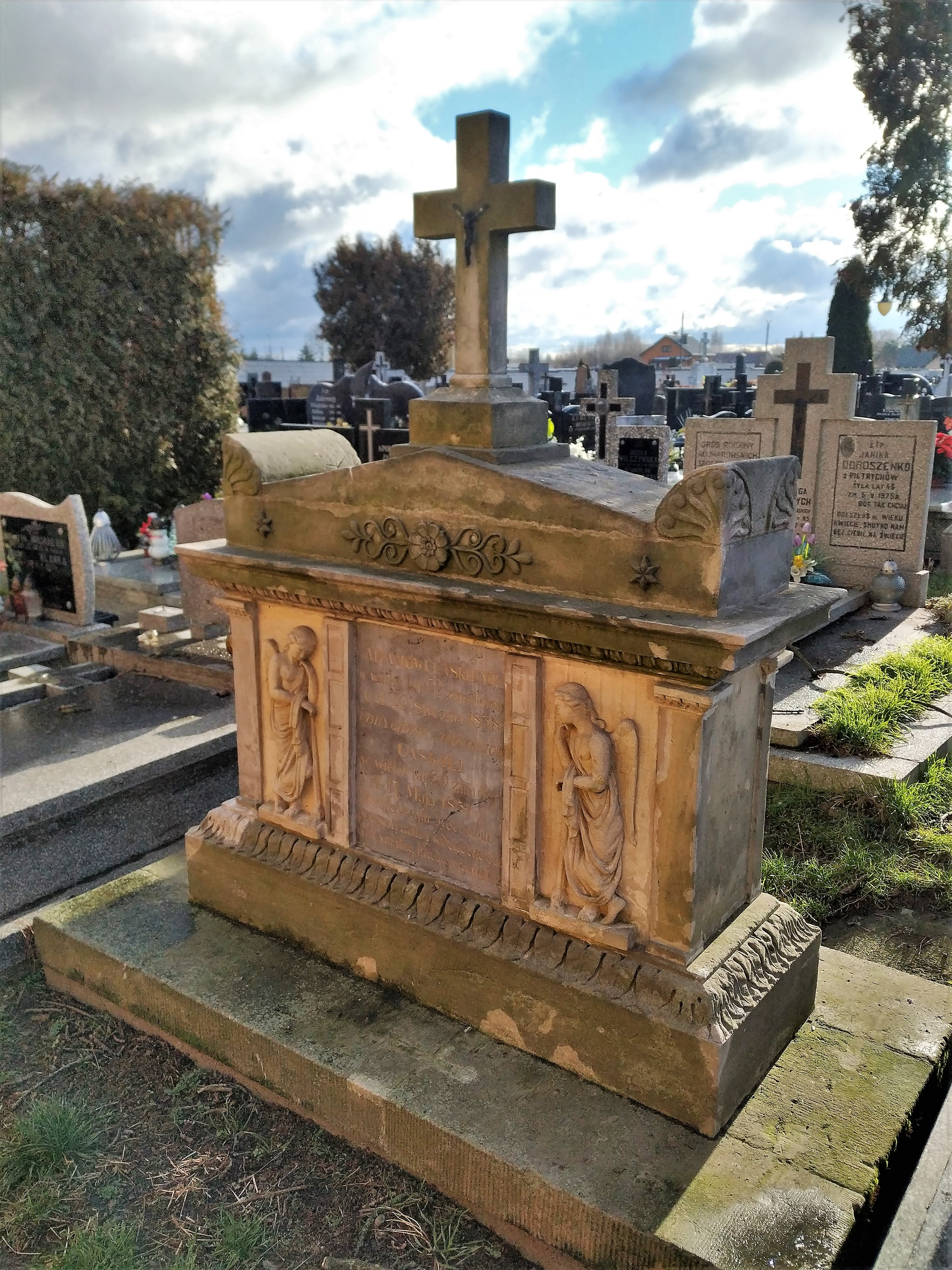
Túmulo da família Łaski de 1831 − a mais antiga lápide preservada no cemitério de São Roque
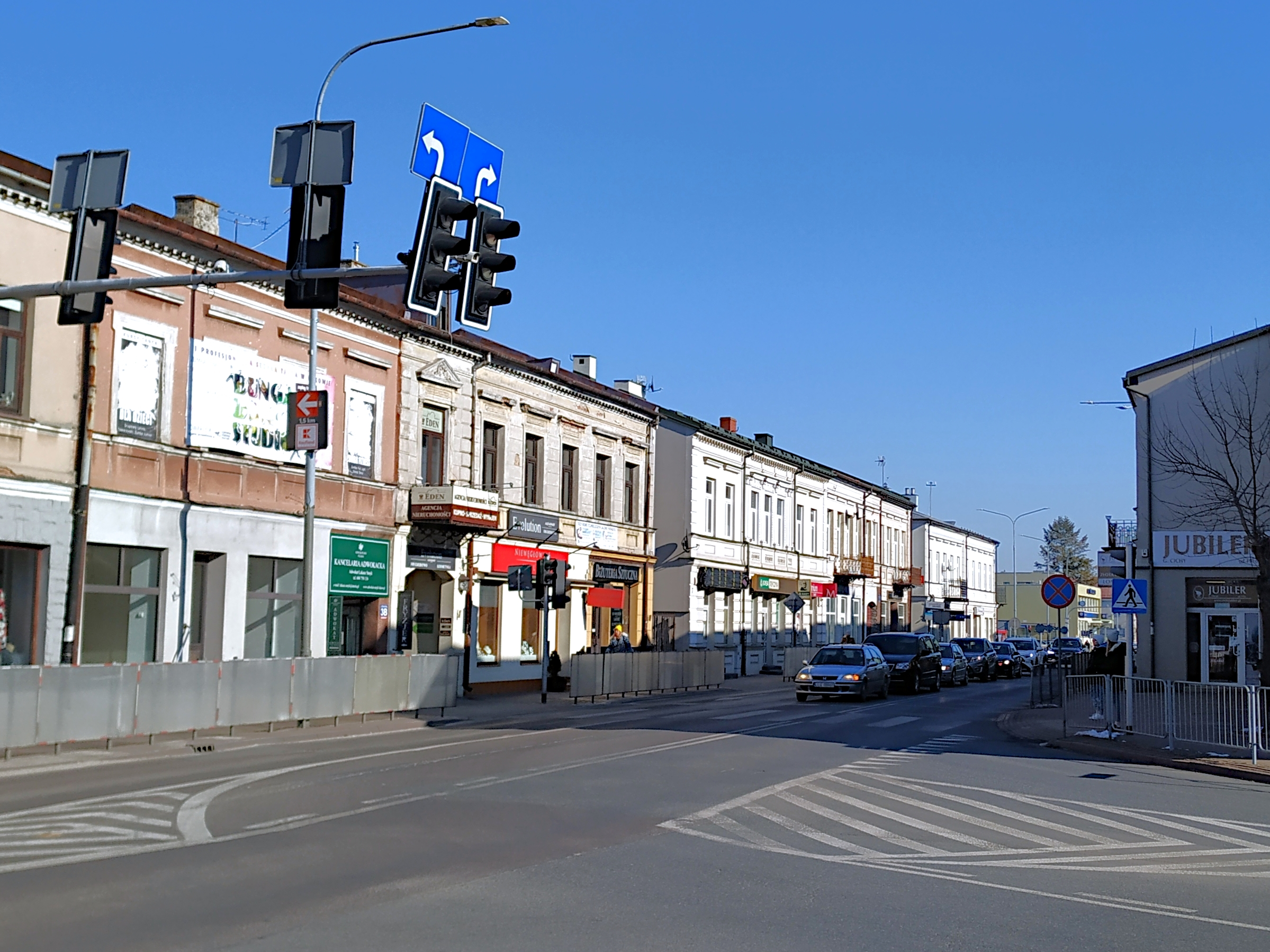
Prédios residenciais em estilo Art nouveau[86] na rua Wyszyński no centro da cidade (construídas no final do século XIX[87])
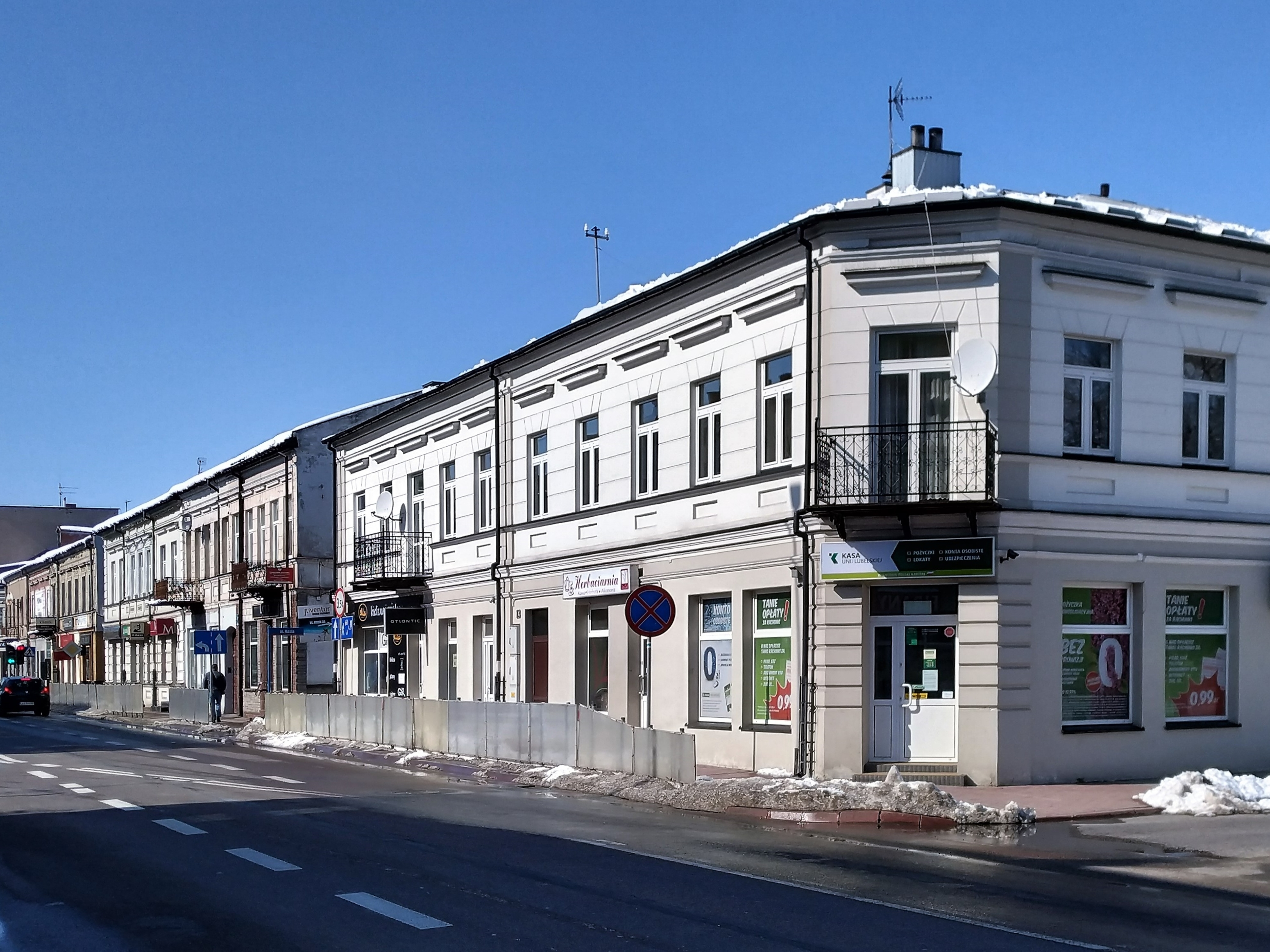
Prédio residencial na esquina das ruas Wyszyńskiego e Zdanowskiego (construído no final do século XIX[87])
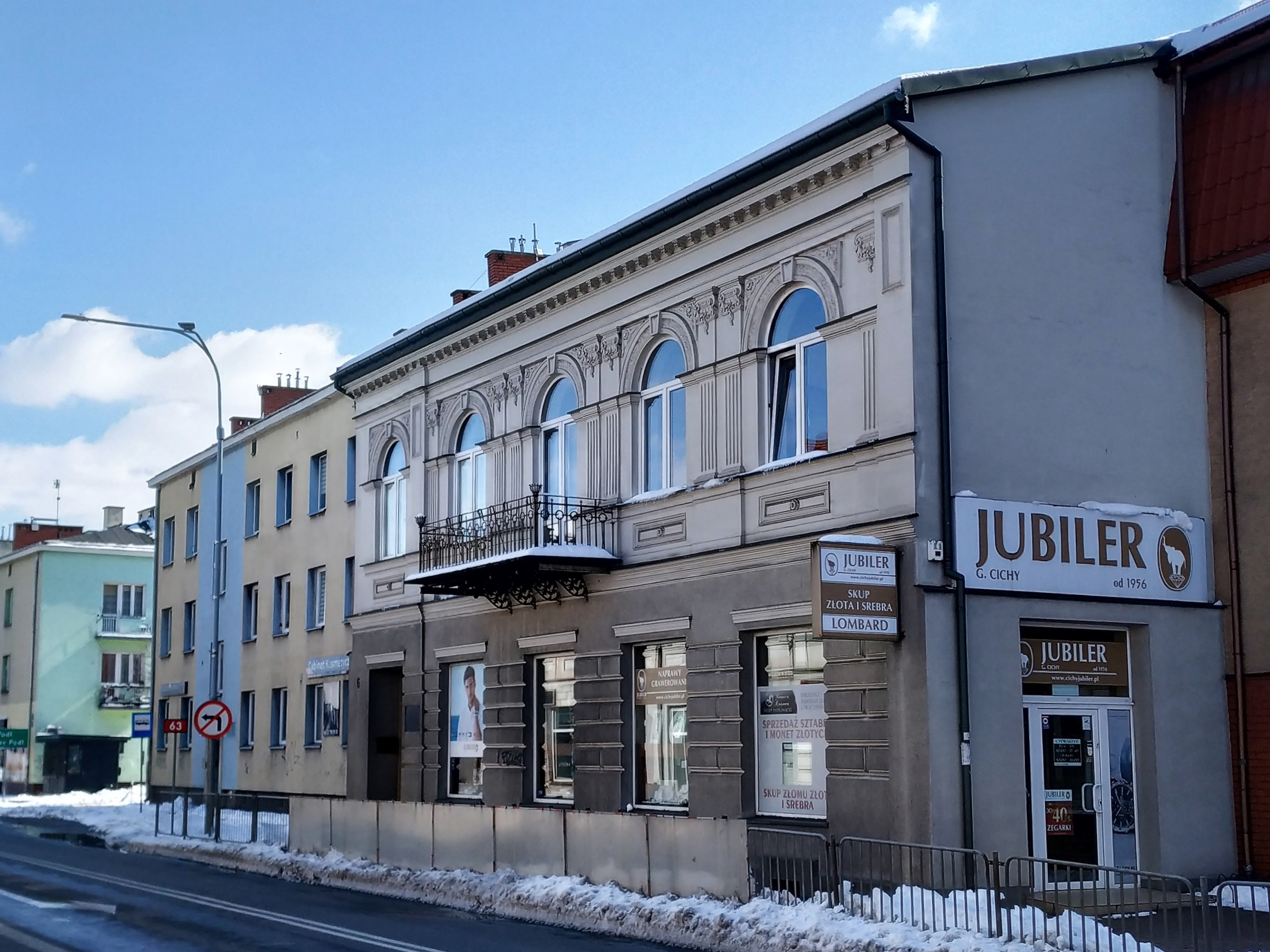
Edifício na rua Wyszyńskiego 6, onde Bronisław Chęciński viveu nos anos 1897−1922[107] (construído no final do século XIX[87])
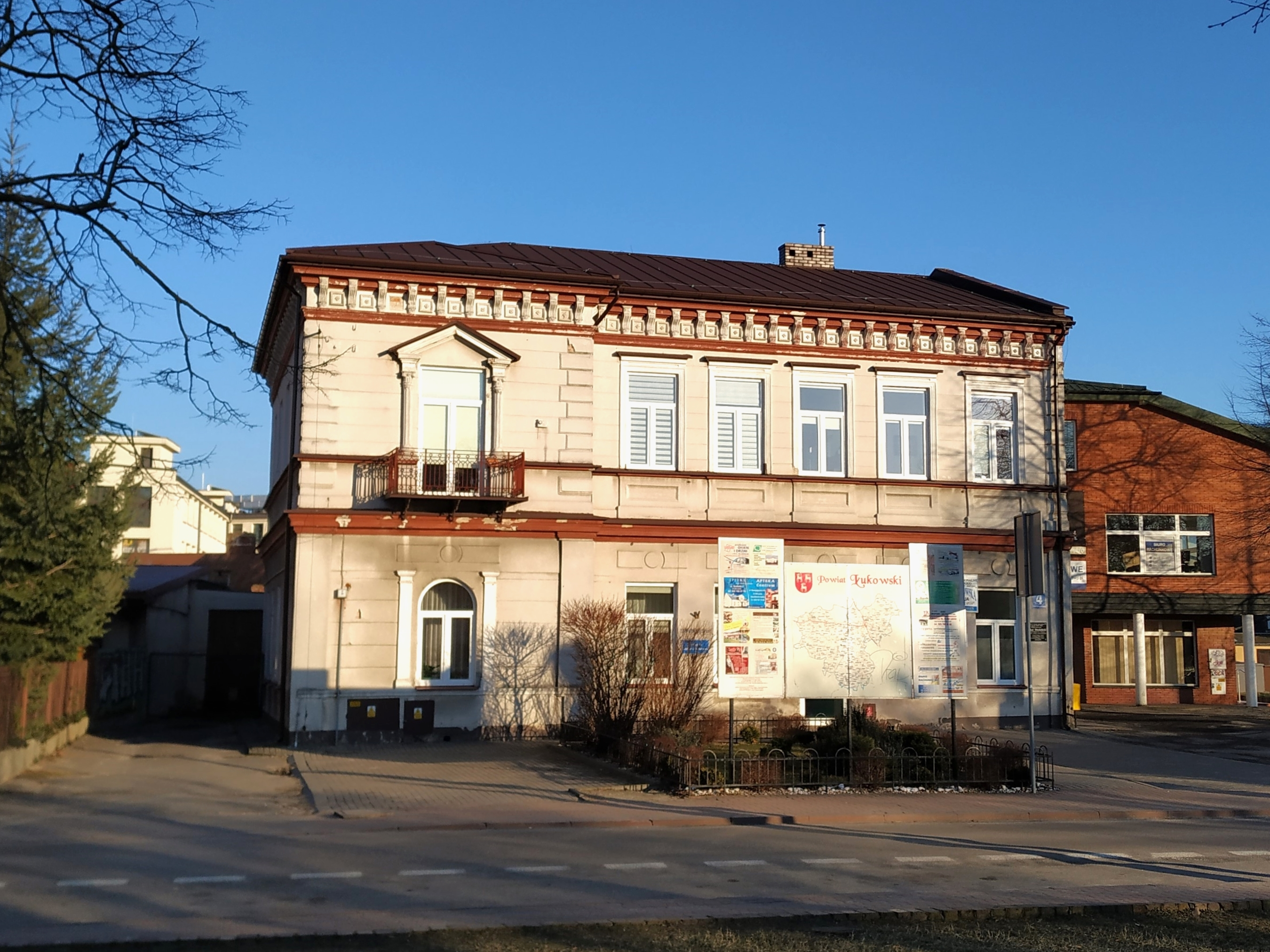
Edifício na rua Czerwony Krzyż 4, onde ficava a redação da Nowa Gazeta Łukowska (construído no final do século XIX[87])
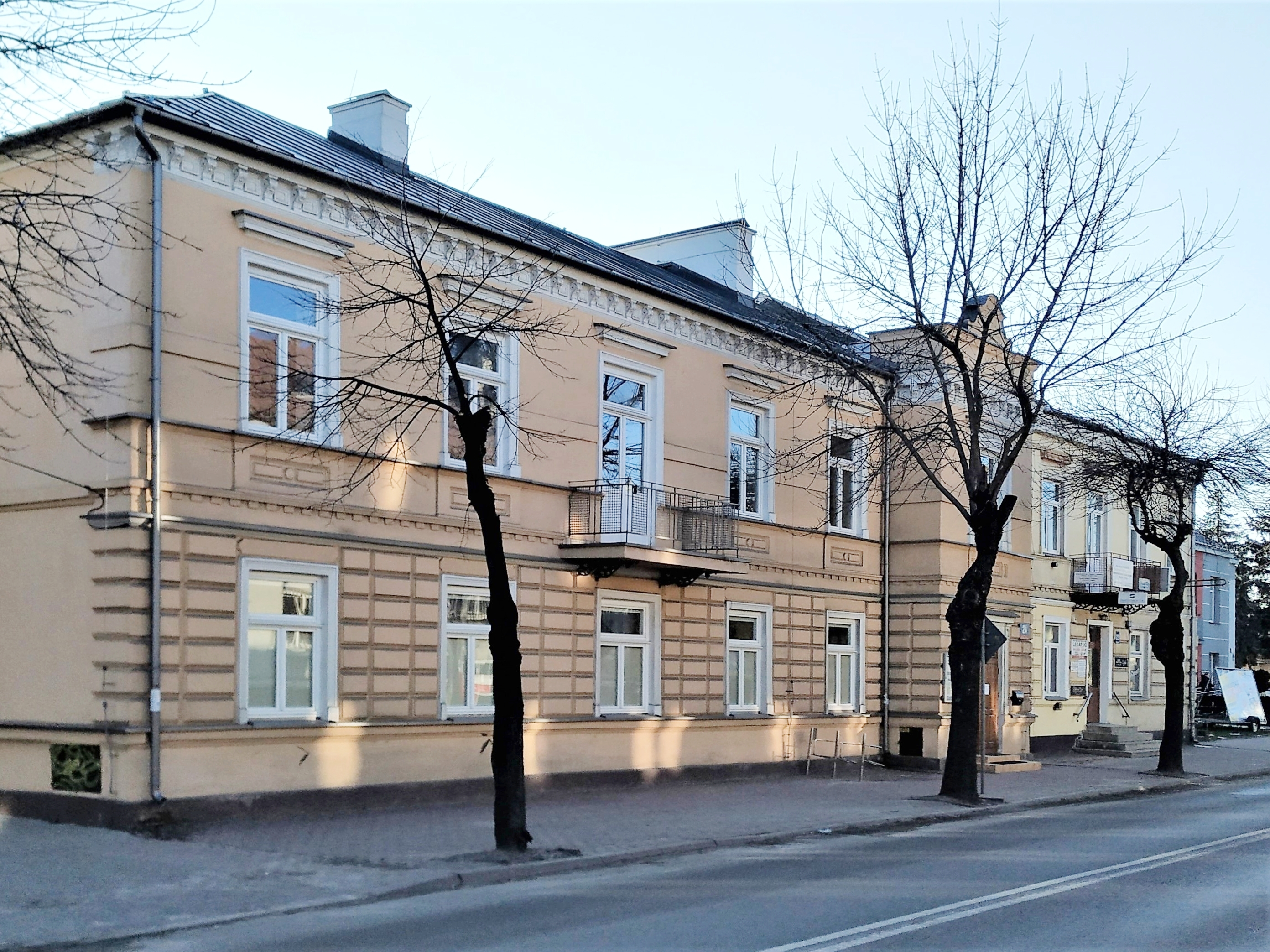
Edifício da Biblioteca Pública Municipal Henryk Sienkiewicz (construído por volta de 1903–1905[49])
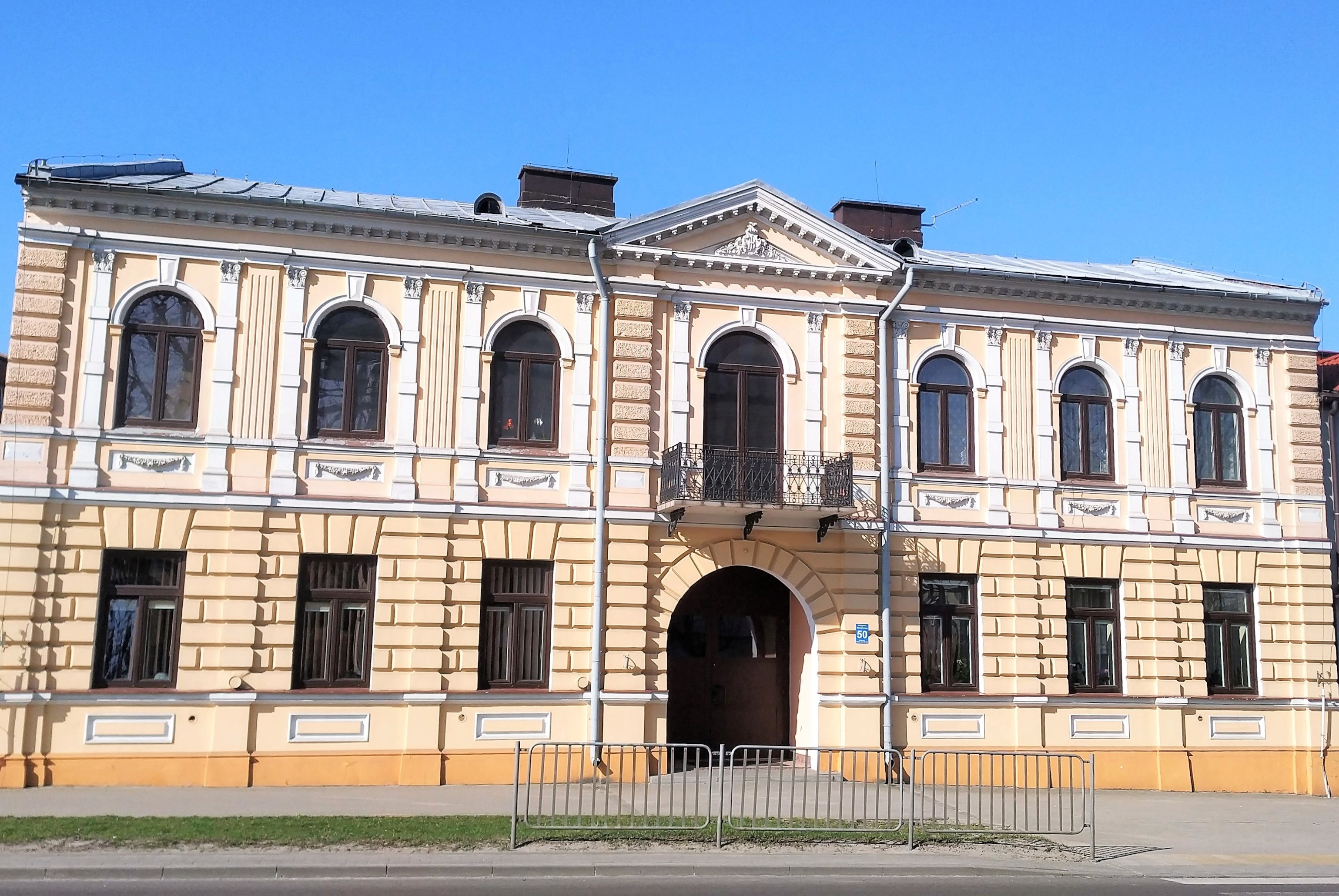
Edifício do antigo presbitério[108] na rua Wyszyńskiego 50 (construído no terceiro quarto do século XIX[87])
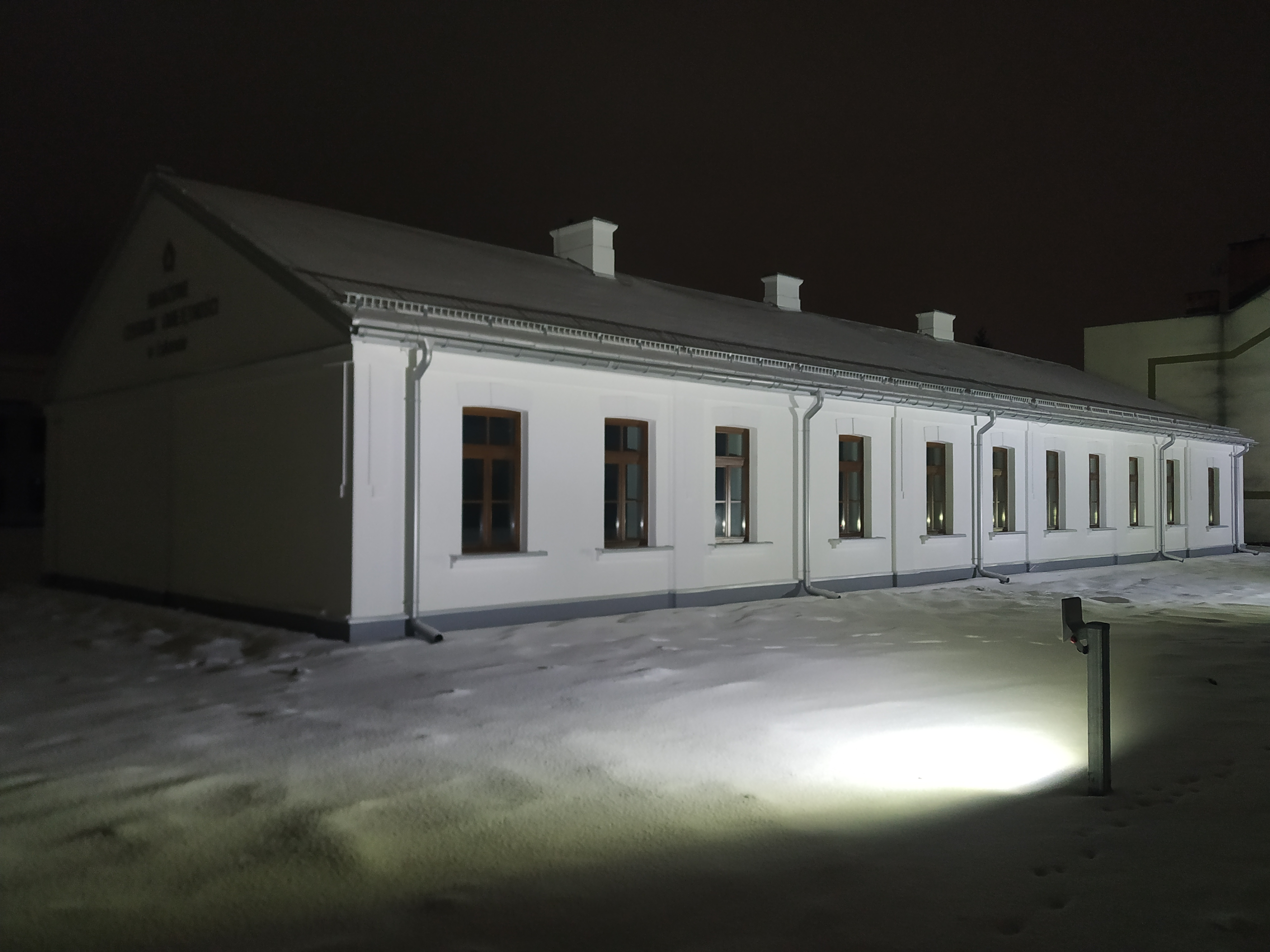
Edifício na Avenida T. Kosciuszko, 10A (do final do século XIX), originalmente a igreja de São Nicolau;[109] atualmente o Centro de Habilidades Industriais no Complexo Escolar n.º 1
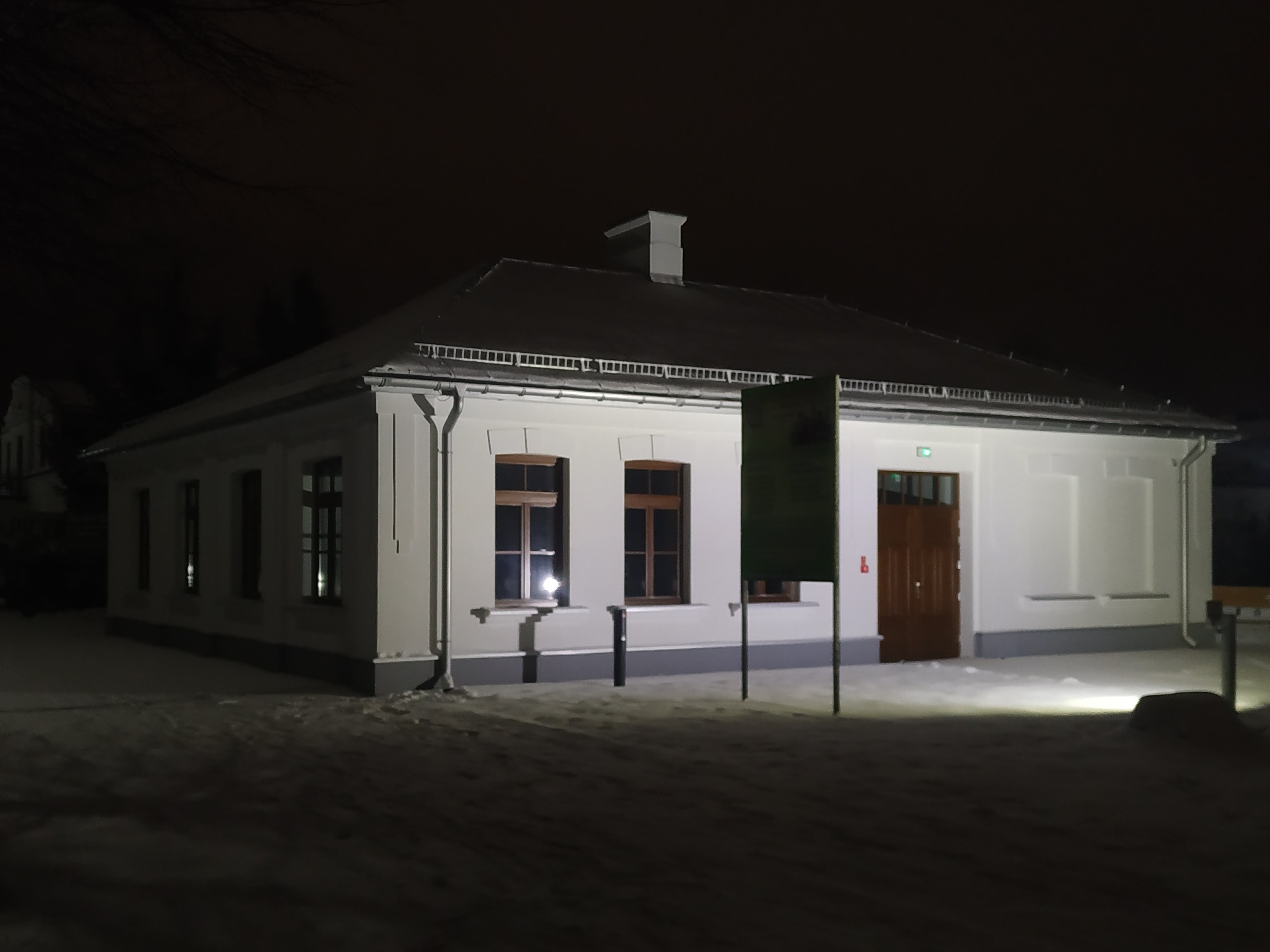
Edifício na Avenida Kościuszki, 10B (do final do século XIX), originalmente uma escola da igreja
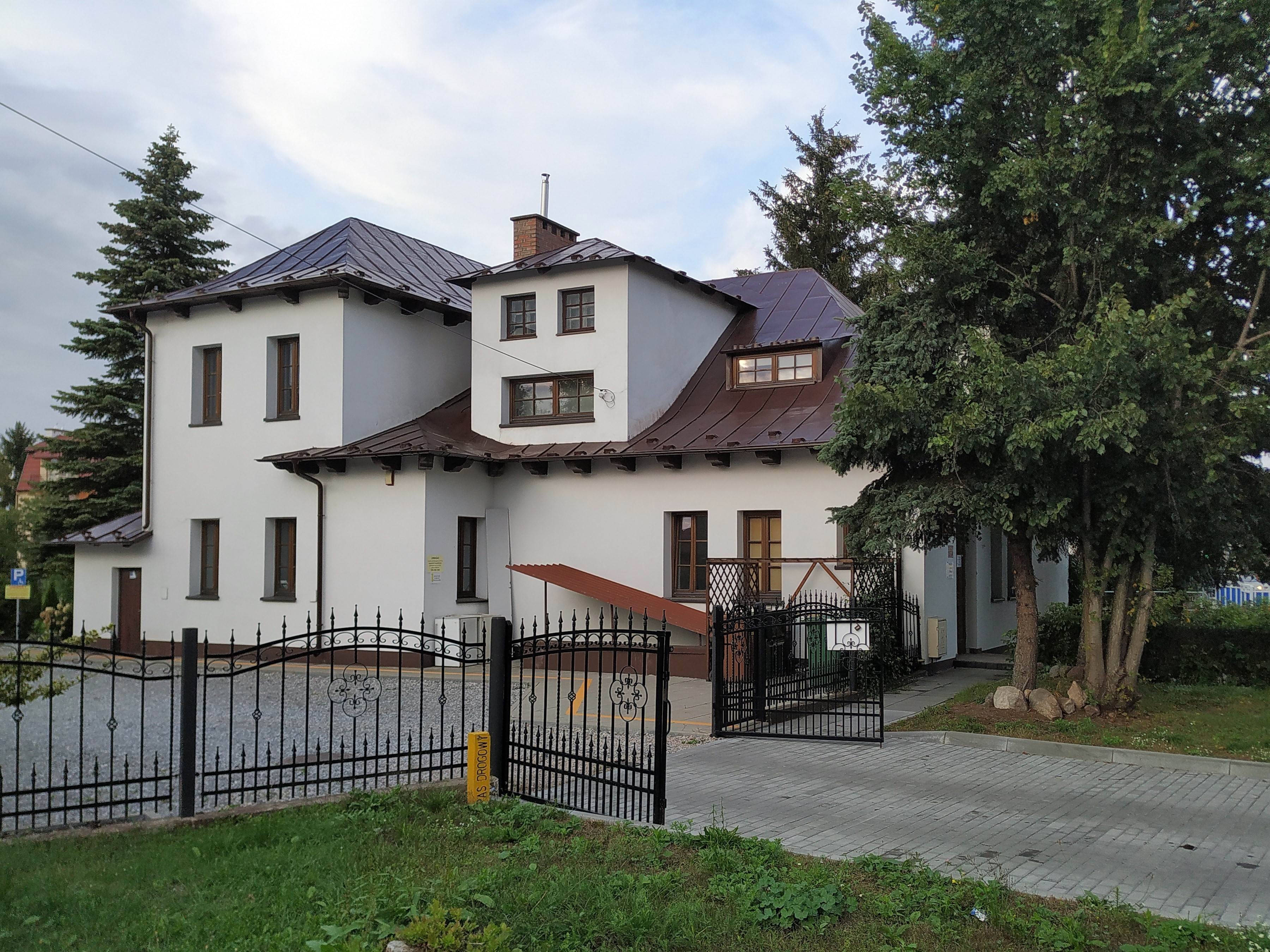
Antigo prédio do balneário municipal de 1924 na rua Warszawska, 16
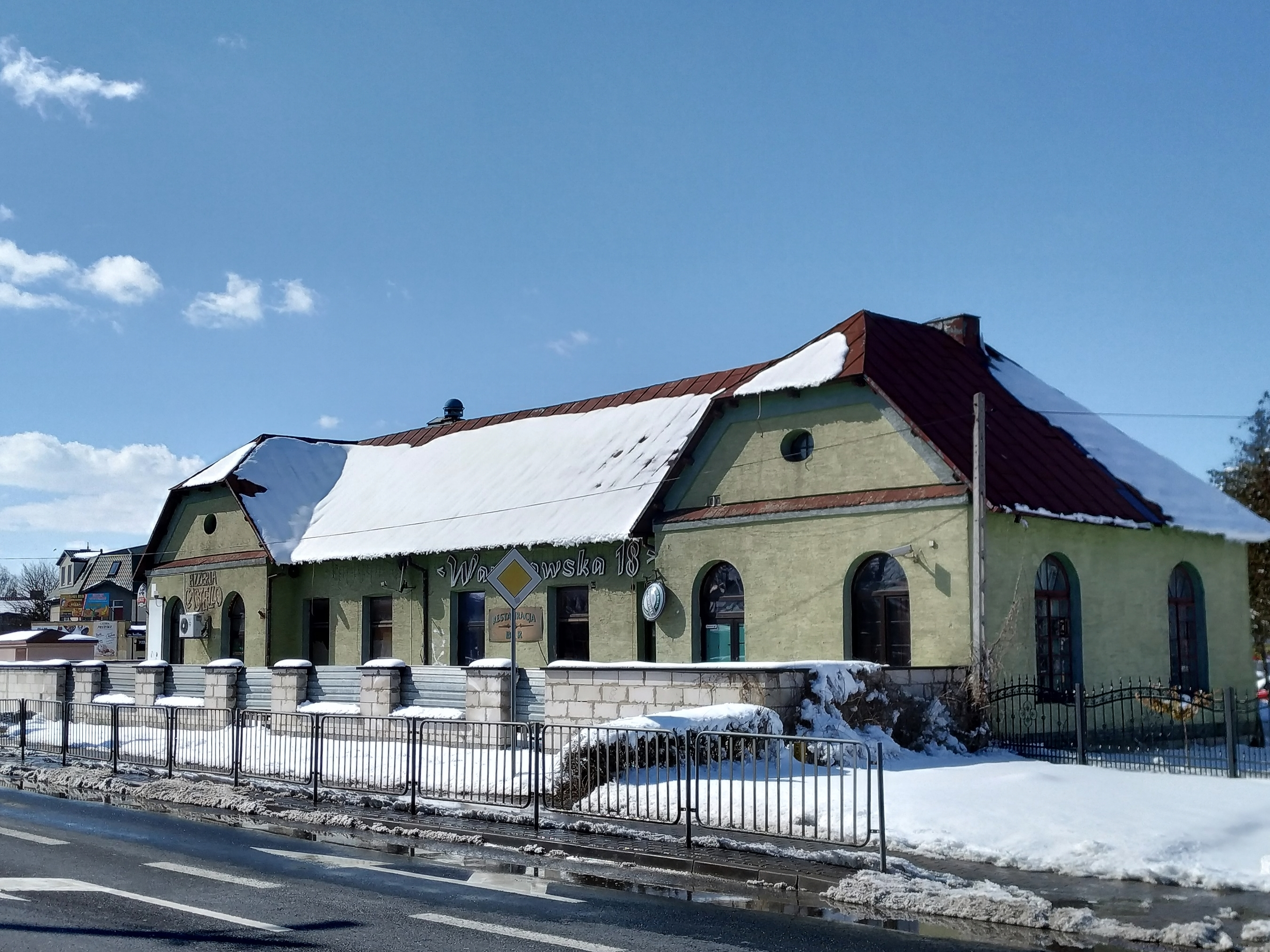
Antigo prédio da usina elétrica de 1925 na rua Warszawskie, 18
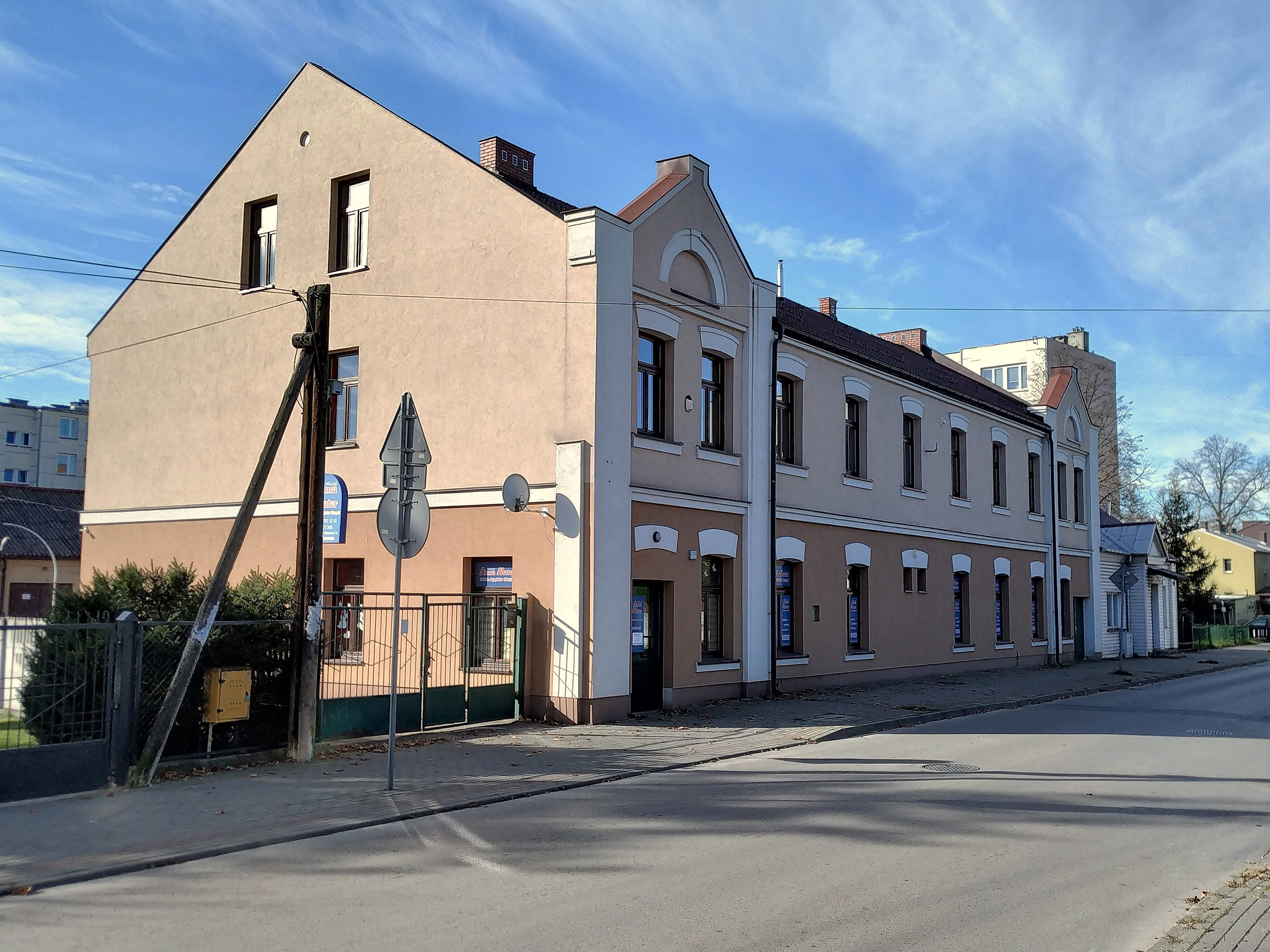
Edifício na rua Listopada, 12, 11; antiga sede do Escritório de Segurança Pública do Condado
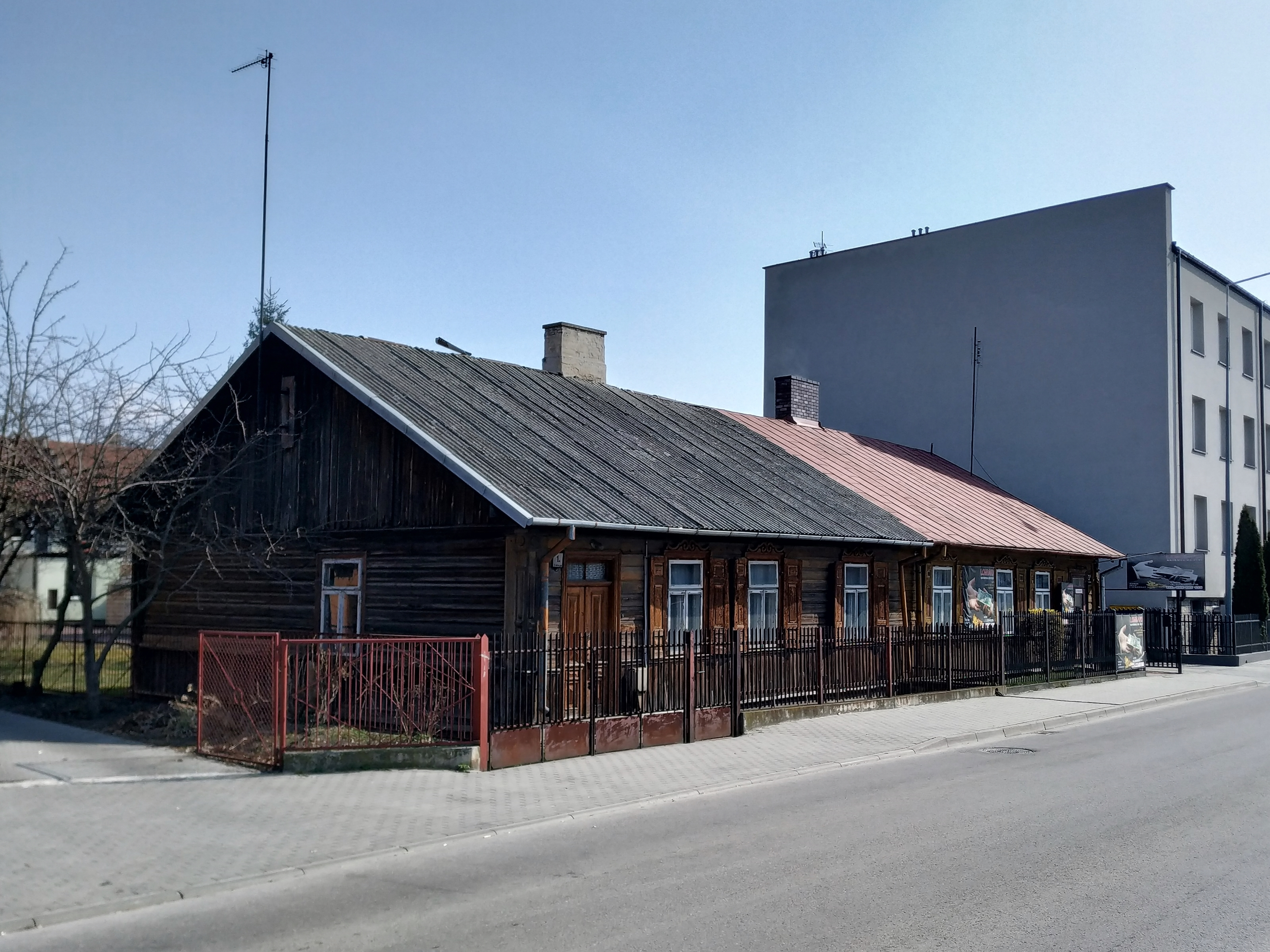
Prédio da rua Listopada, 11, é um exemplo dos prédios de madeira preservados da cidade antes da Segunda Guerra Mundial
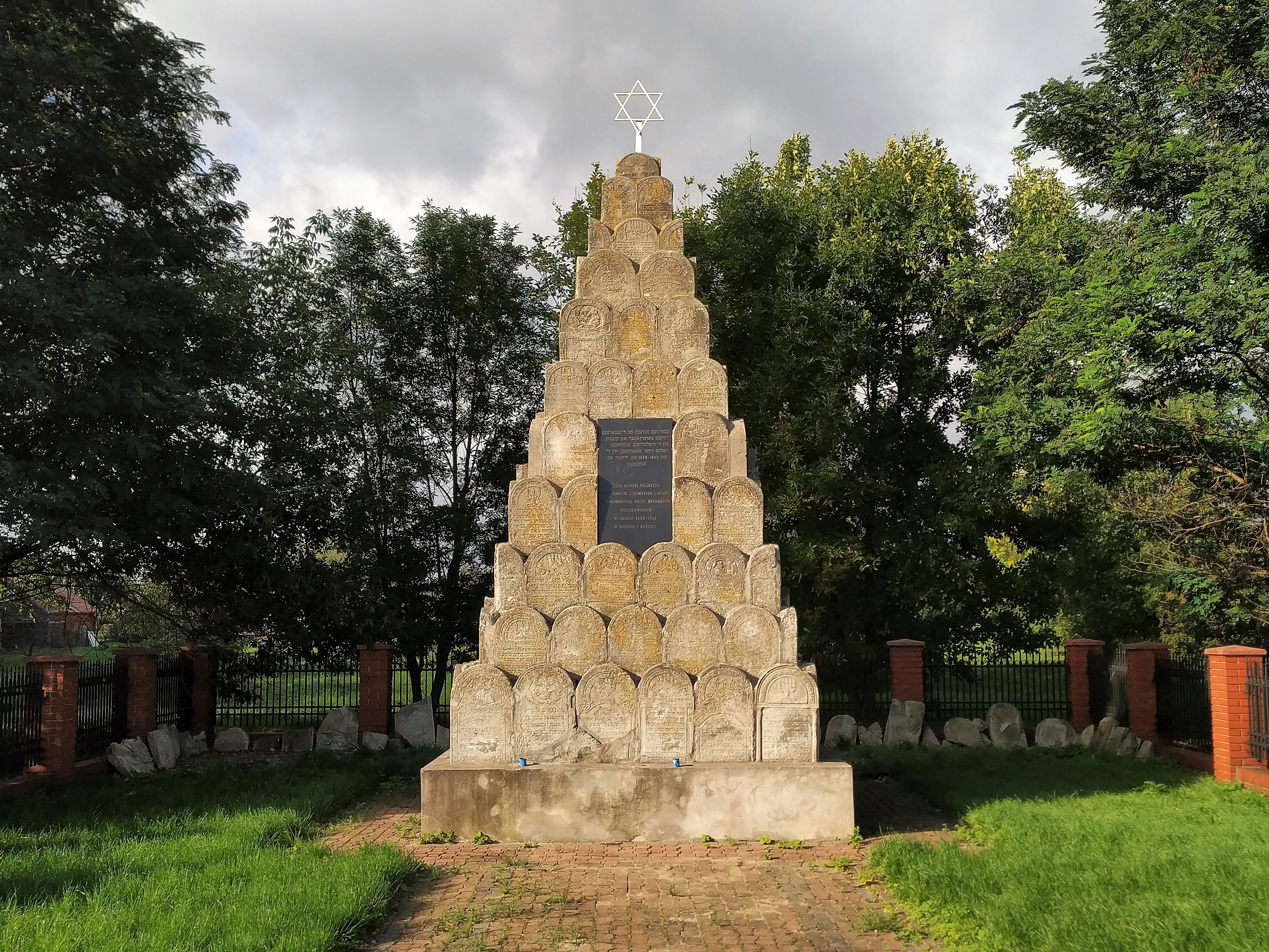
Cemitério judaico na rua Warszawska — um lapidário construído após o fim da Segunda Guerra Mundial, composto por matzeva preservadas

## Monumentos e placas memoriais
Eles estão listados na ordem cronológica das pessoas ou eventos comemorados.

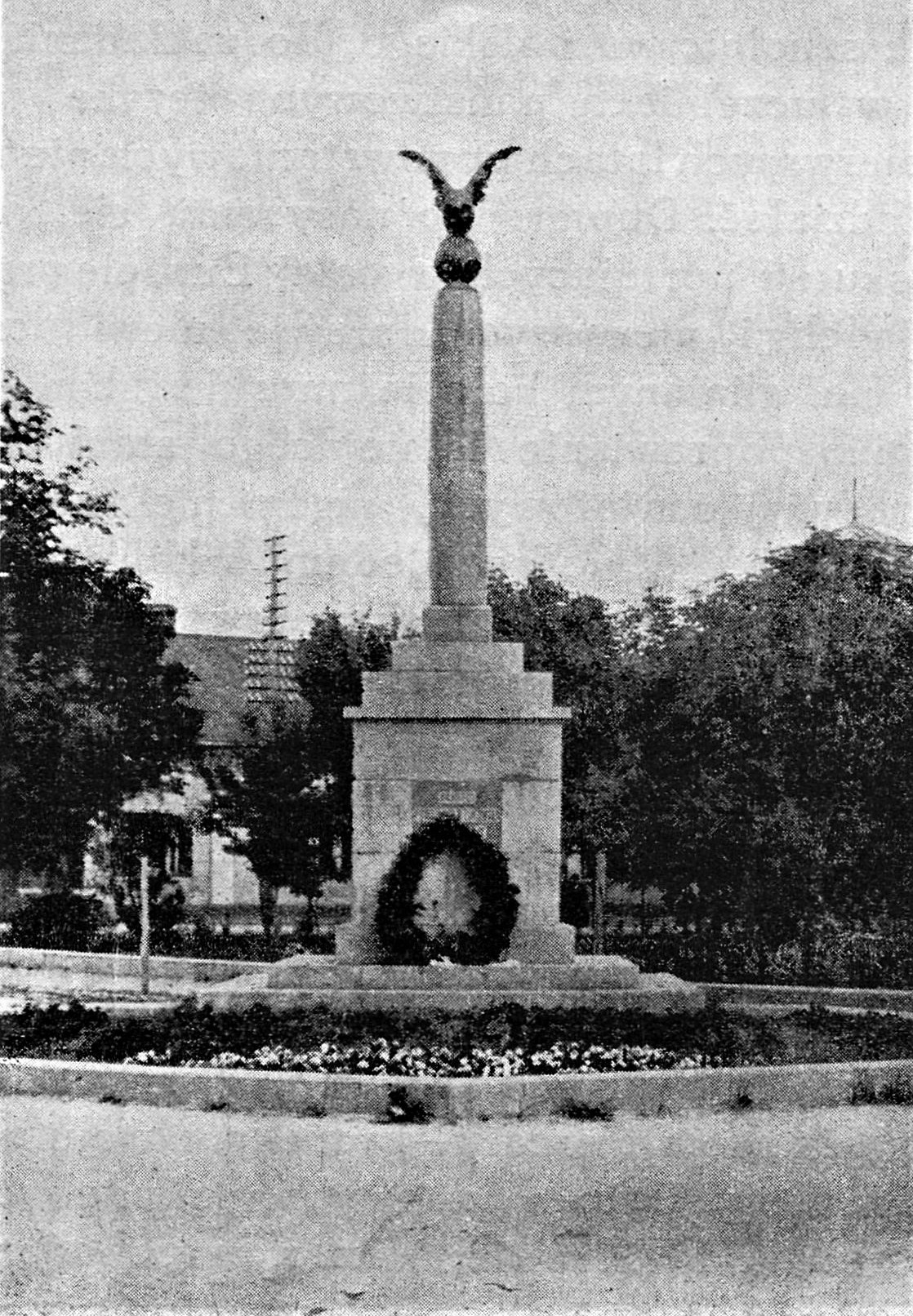
Monumento aos Insurgentes de Janeiro, fotografado antes de 1931. Inaugurado a 22 de Janeiro de 1926, destruído em 1940. Foi reconstruído e inaugurado novamente em 22 de janeiro de 1963 em outra parte da Praça Gabriel Narutowicz

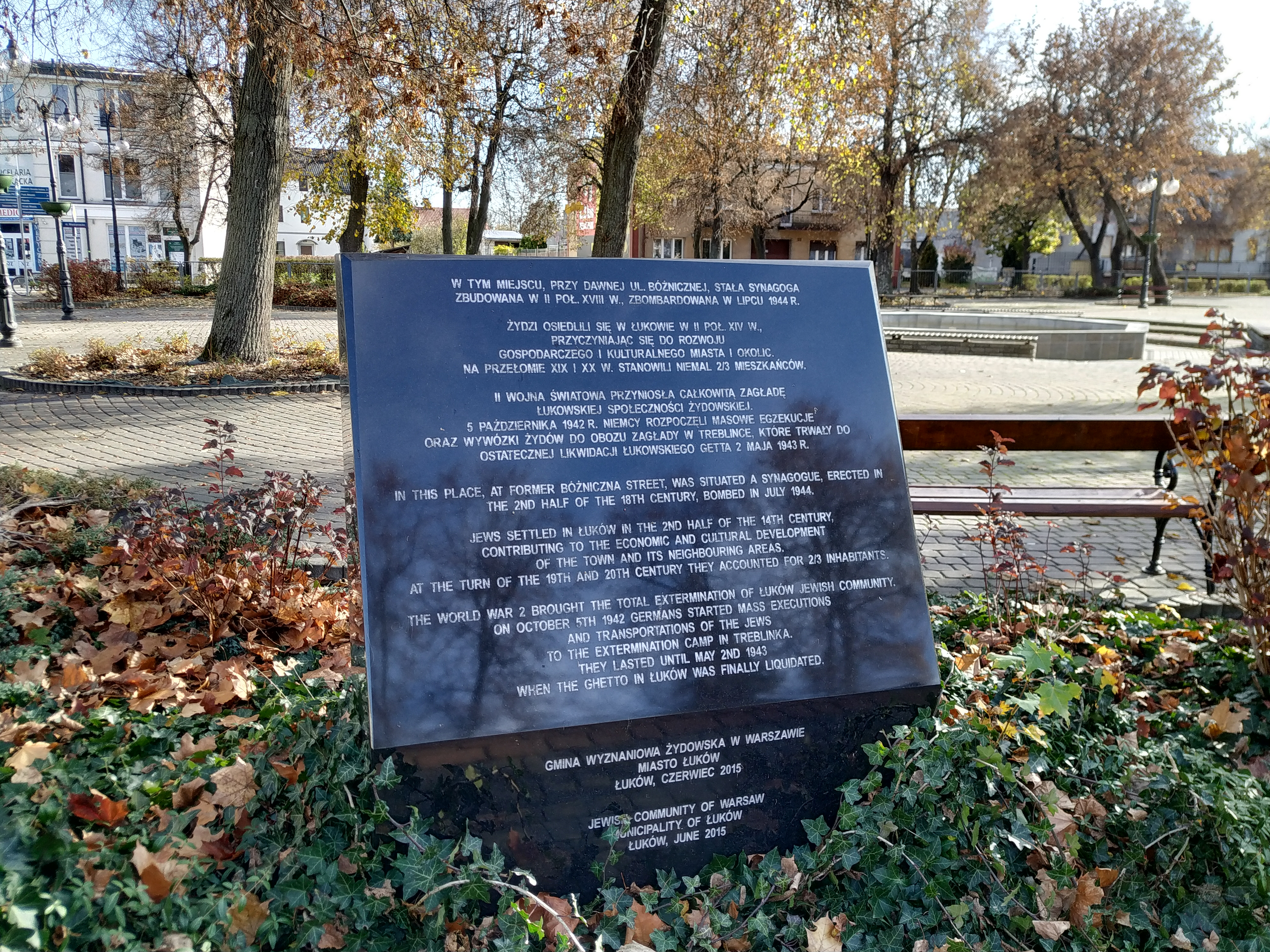
Monumento dedicado à comunidade judaica de Łuków, no local da sinagoga demolida em 1944 (na esquina das ruas Staropijarska e Zdanowskiego)

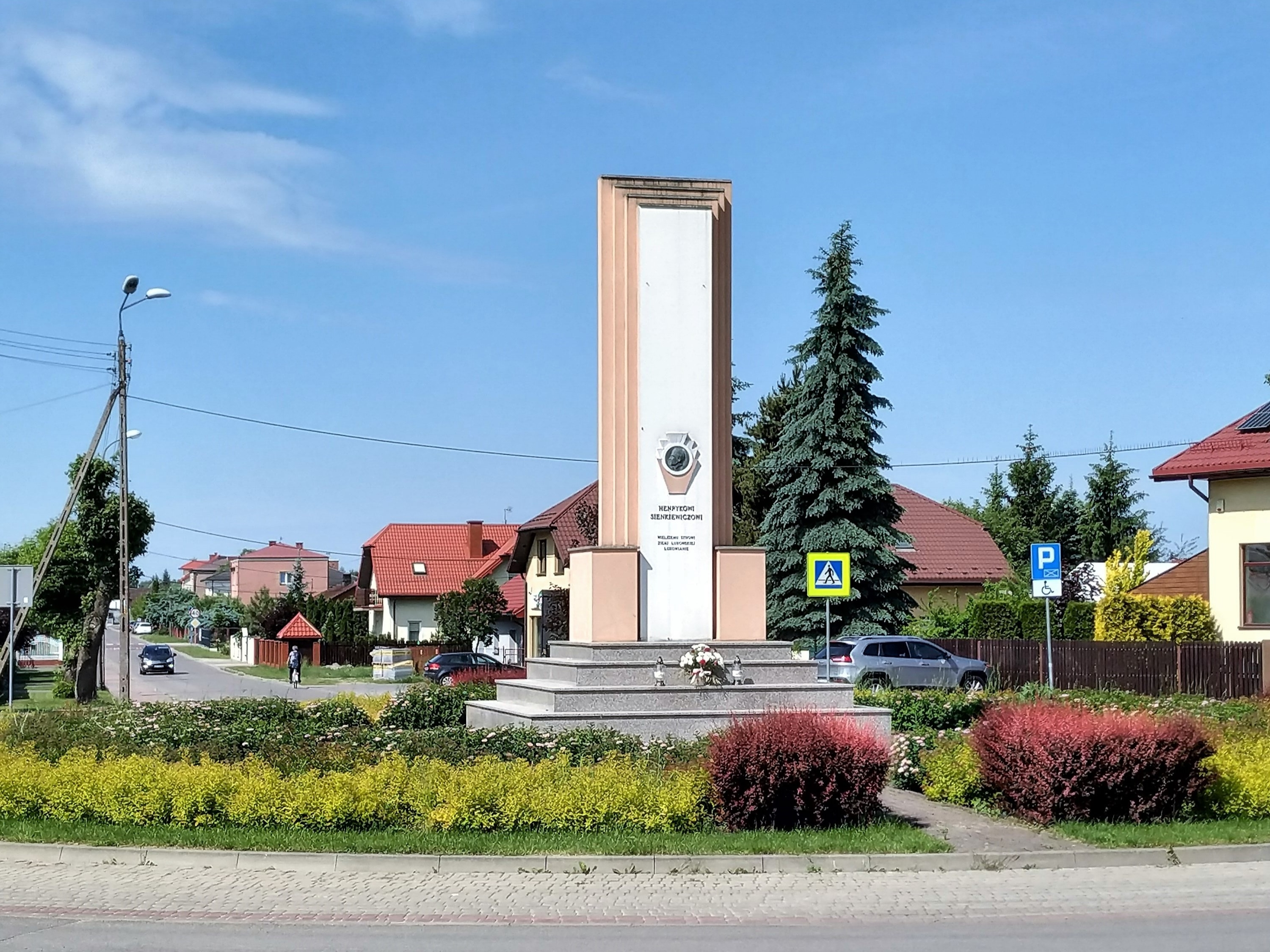
Monumento a Henryk Sienkiewicz de 1933 na rua que leva seu nome

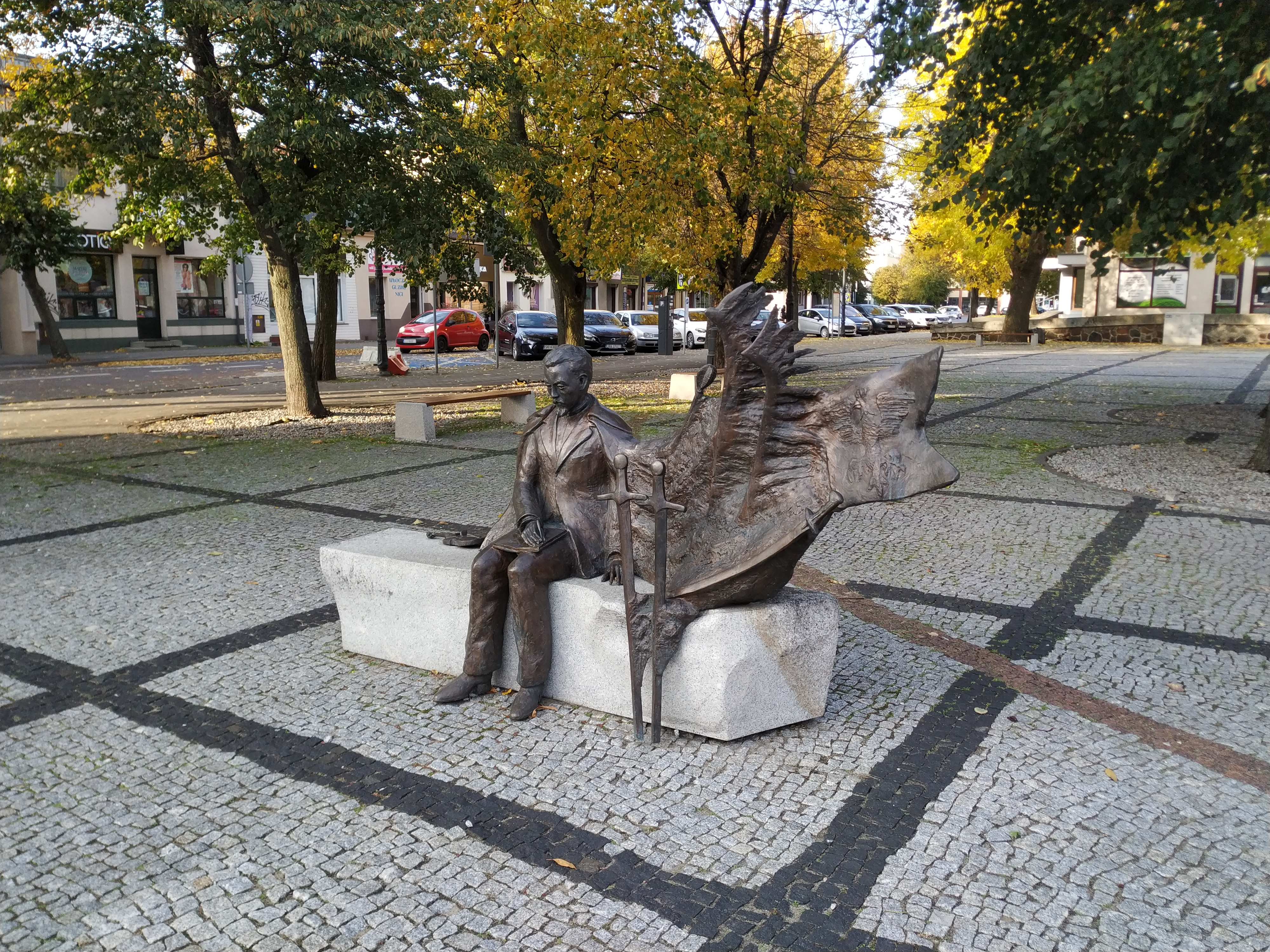
Escultura de Henryk Sienkiewicz na praça Solidarności i Wolności

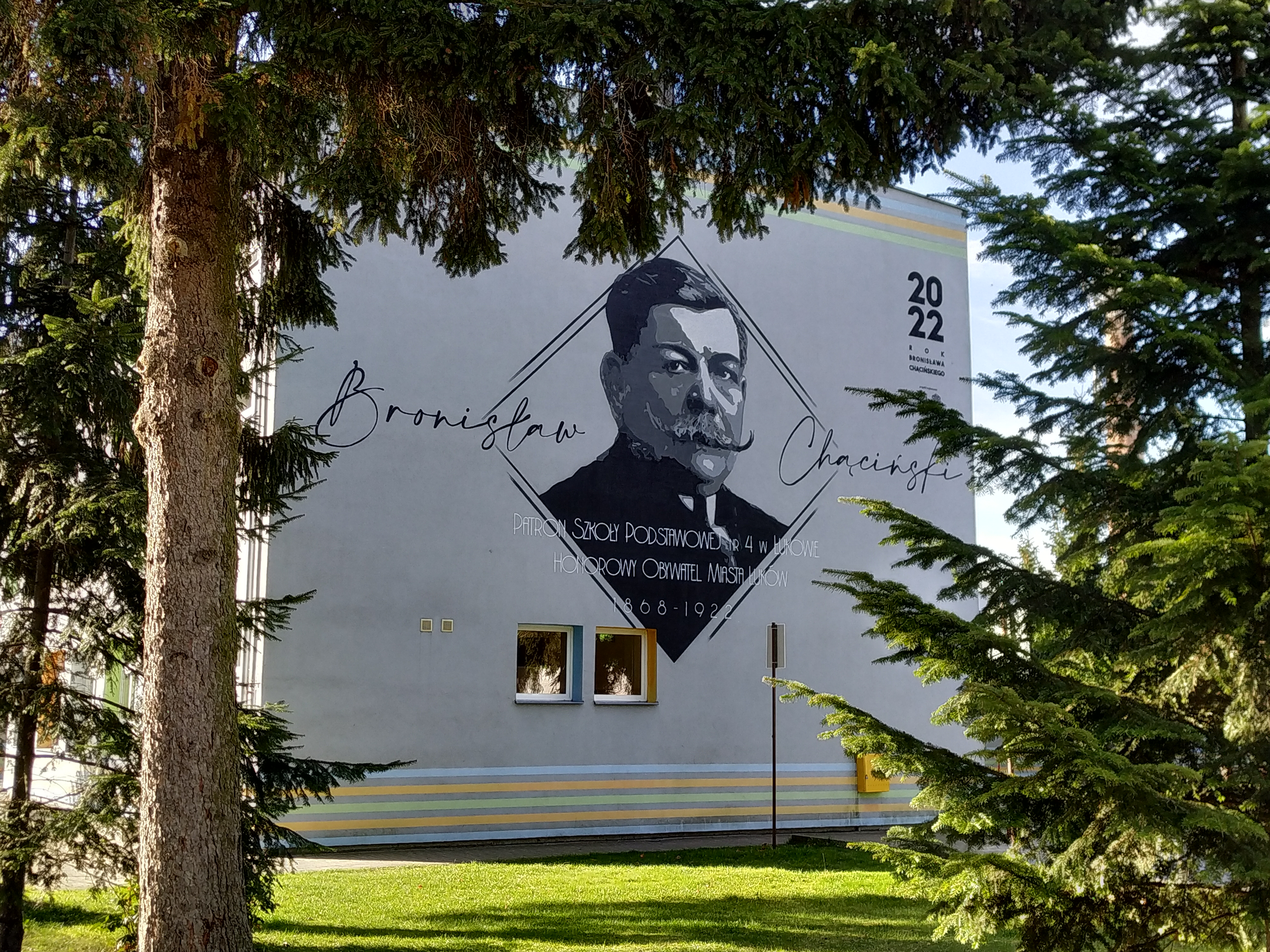
Mural comemorativo de Bronisław Chąciński na parede da Escola Primária n.º 4 com o seu nome

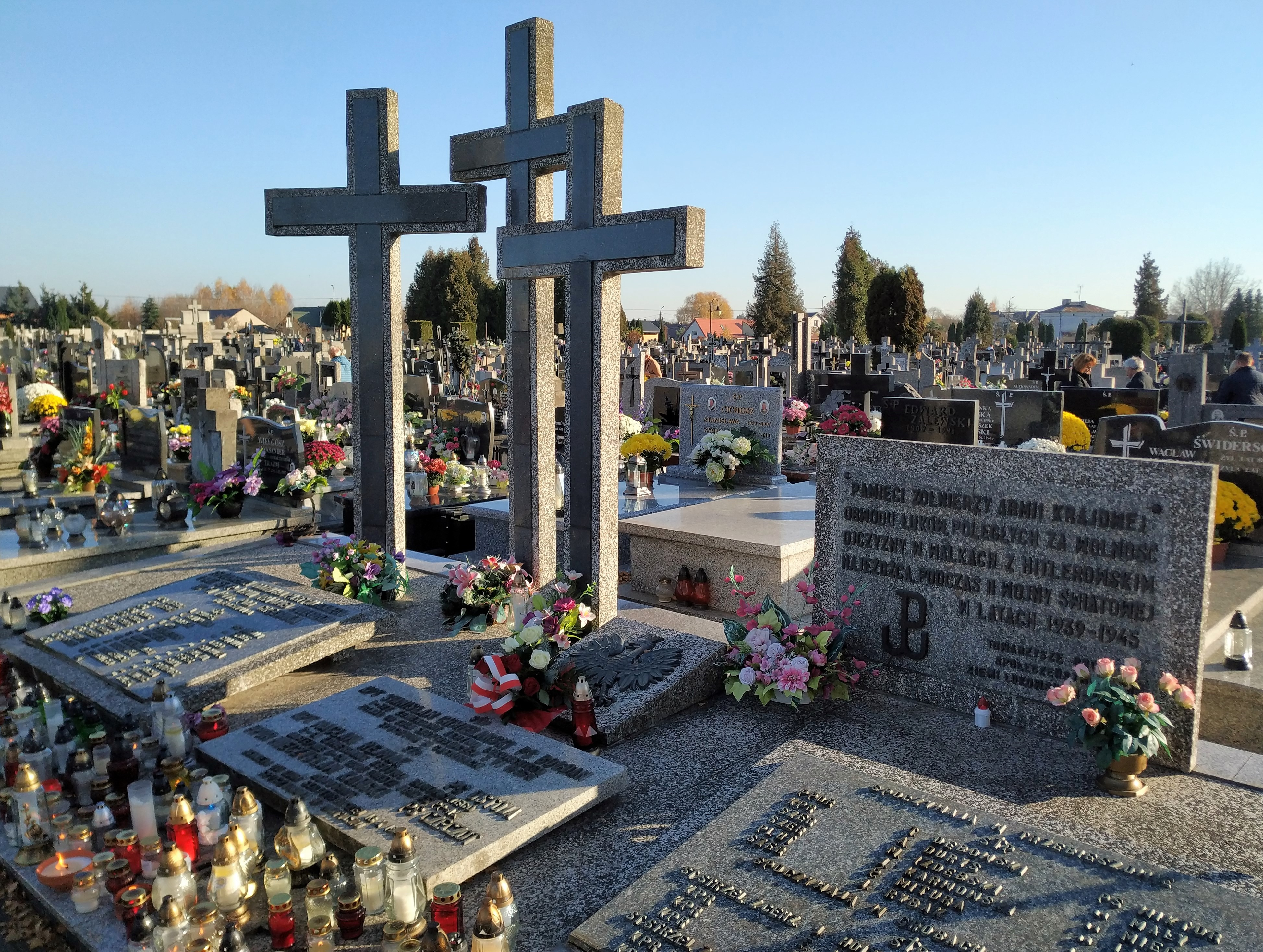
Monumento aos “Soldados do Exército da Pátria do Distrito de Łuków, que morreram pela liberdade da Pátria” no cemitério de São Roque

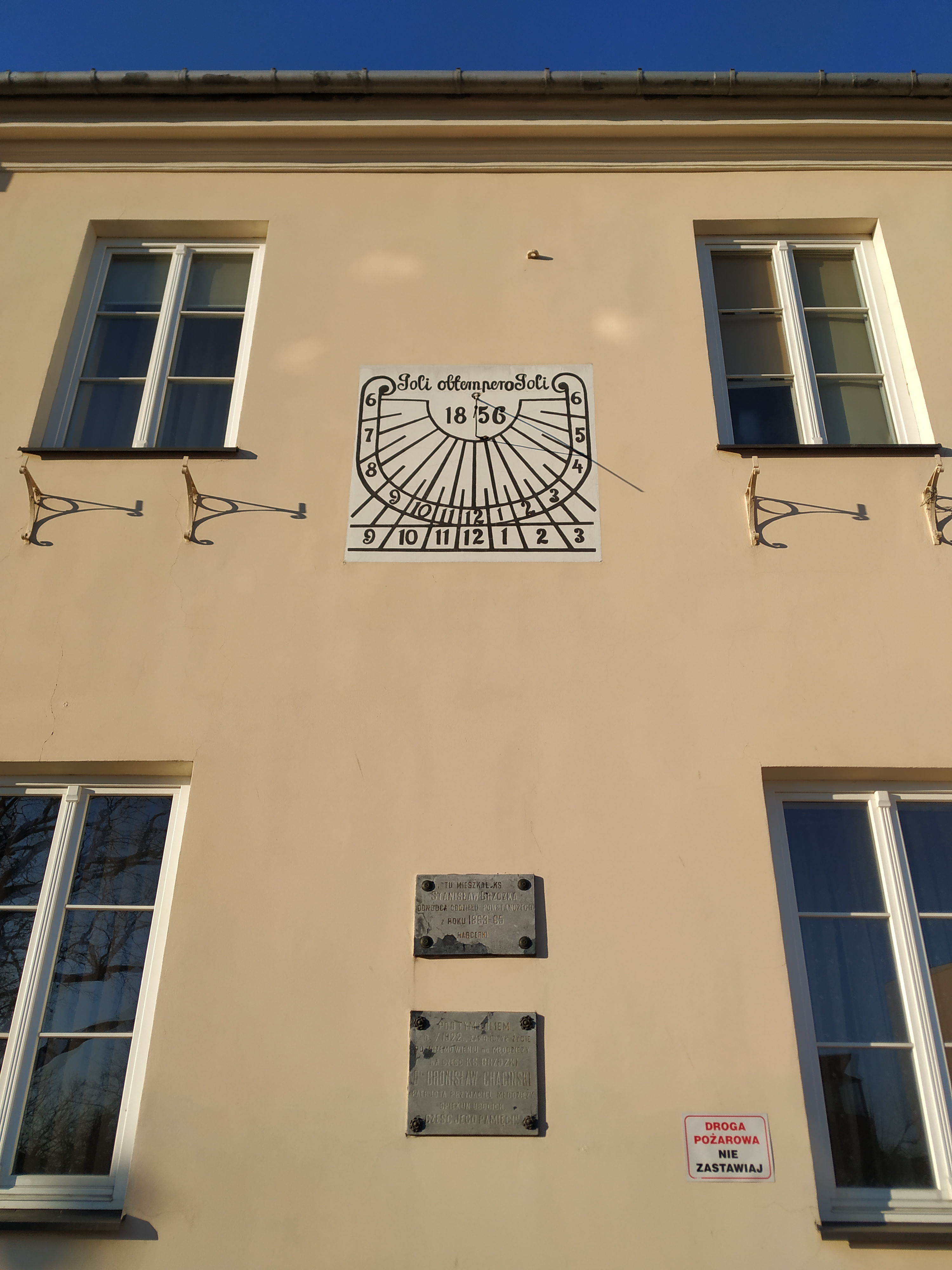
Relógio de sol de 1856 na parede do edifício pós-piarista da igreja colegiada da Transfiguração. Abaixo estão as placas comemorativas do padre Stanisław Brzóska e de Bronisław Chąciński

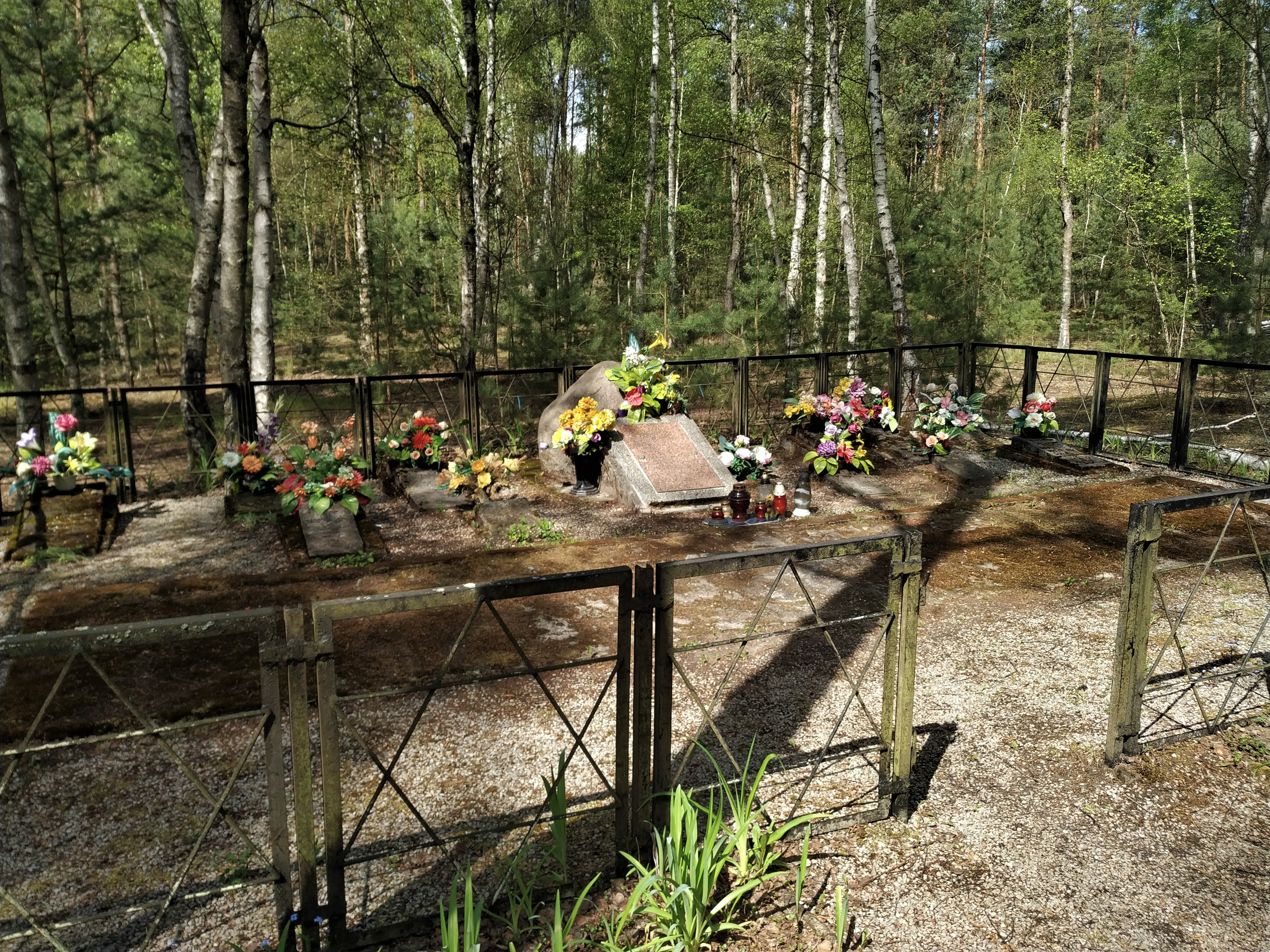
Memorial na floresta Kierkut, também conhecida como Floresta Malcanowski. Até 1944, os nazistas assassinaram centenas de judeus na pedreira localizada ali naquela época, e as vítimas foram enterradas em valas comuns. Após a guerra, alguns dos restos mortais foram transferidos para a área do cemitério pré-guerra na rua Warszawska. Em 1989, as autoridades de Łuków financiaram uma placa

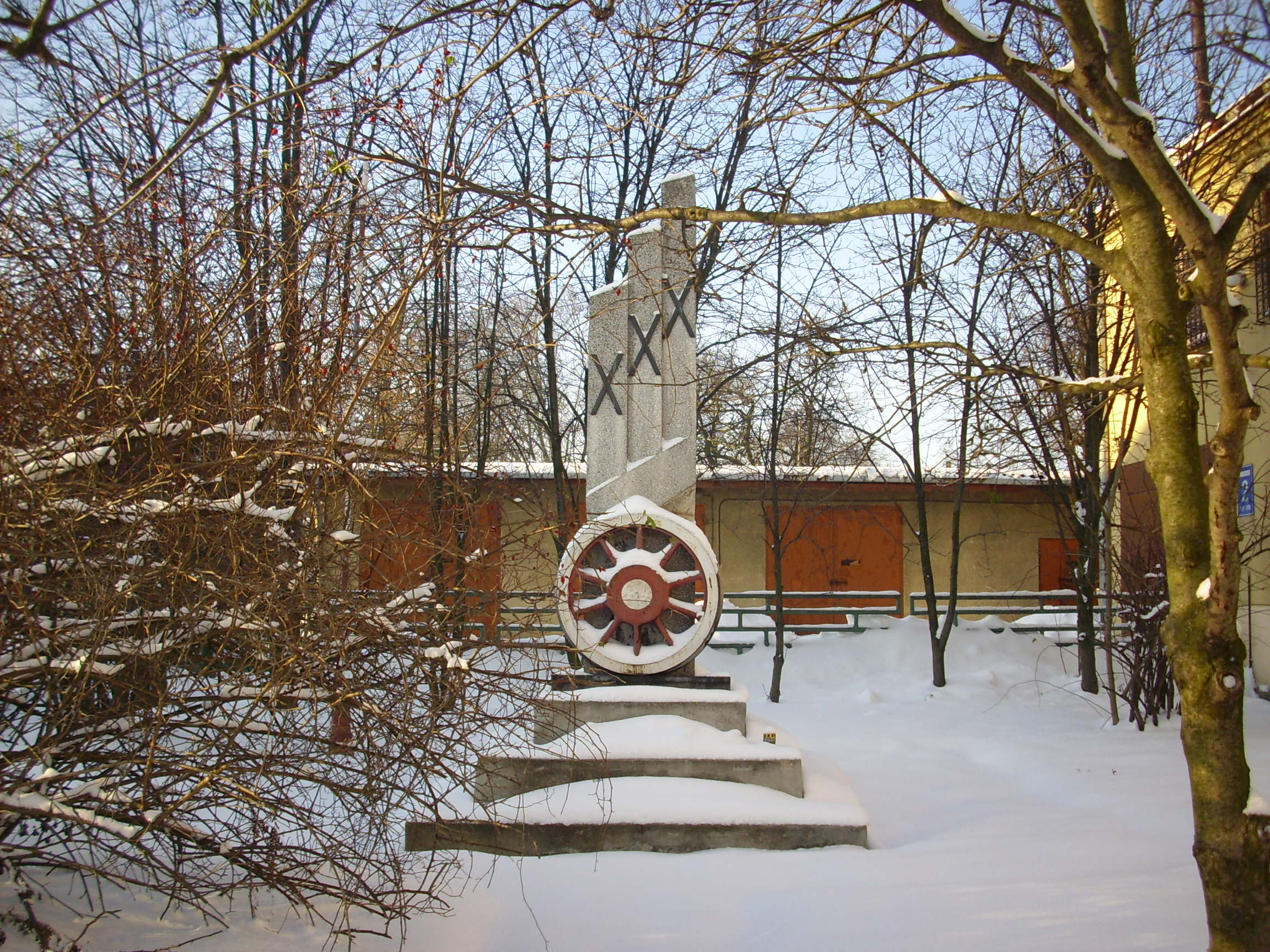
Monumento dedicado aos “Ferroviários que morreram pela pátria nos anos 1939–1945”, junto à estação ferroviária

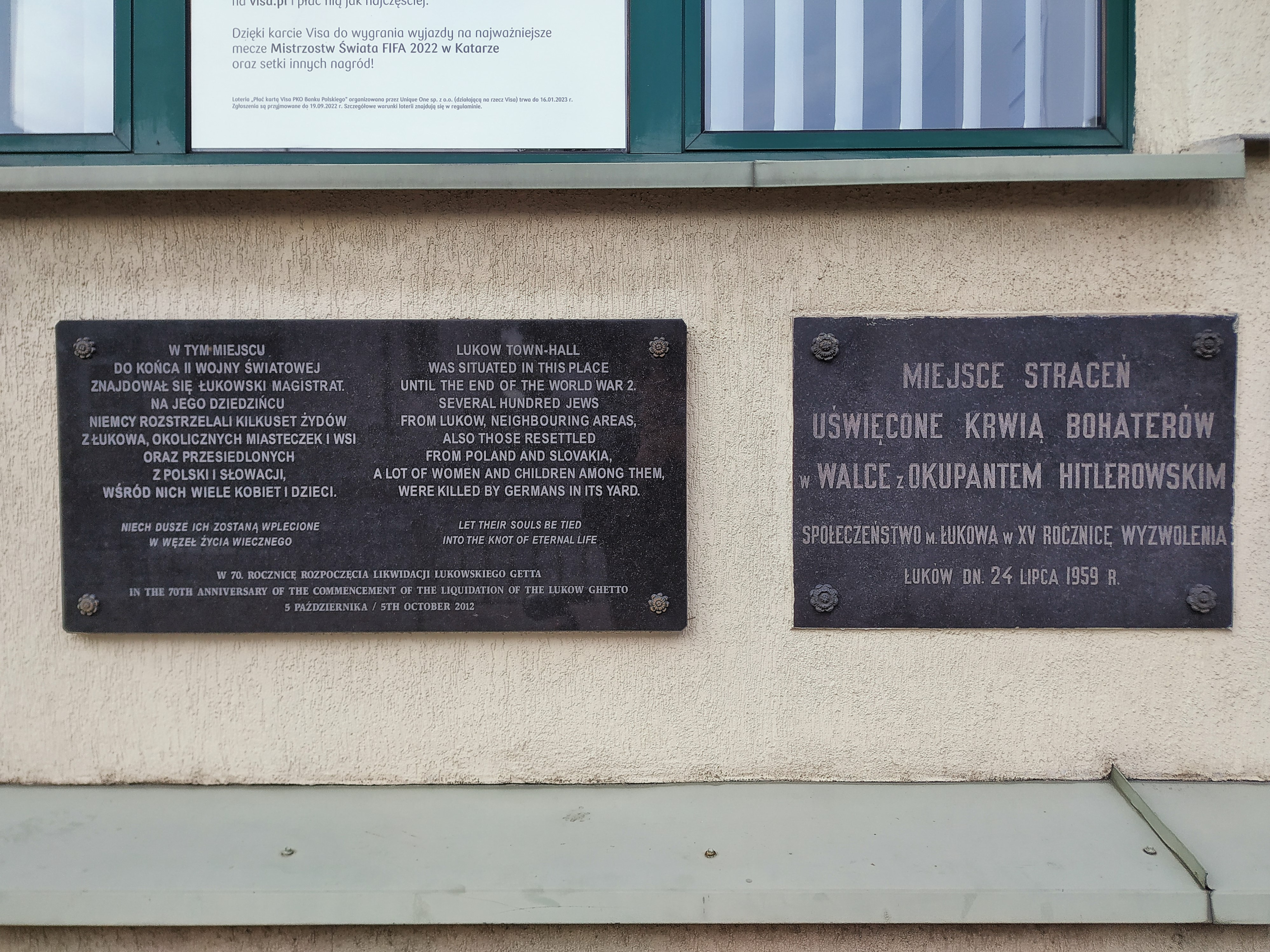
Placas comemorativas na parede do prédio da rua Wyszyńskiego 19 (Banco PKO BP) − próximo ao local do fuzilamento em massa de judeus pelos alemães no pátio do (inexistente) prédio municipal

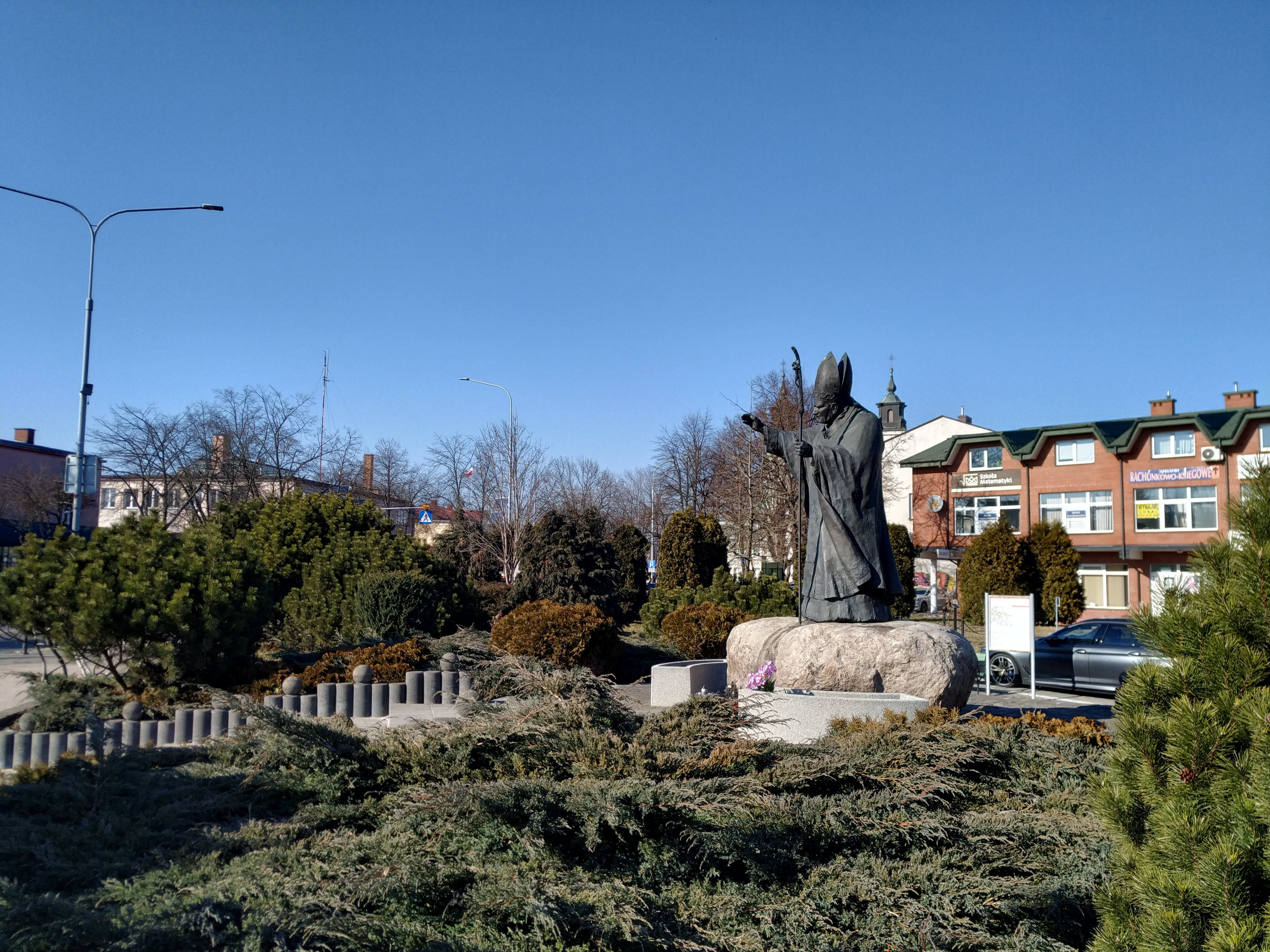
Monumento a João Paulo II

- Pedra com placa 1233–1983. 750 anos de Łuków, na rua J. Piłsudski
- Monumento vivo: uma ginkgo biloba comemorando o 600.º aniversário do recebimento da Lei de Magdeburgo por Łuków, na rua da Czerwonego Krzyża
- Monumento dedicado à comunidade judaica de Łuków, no local da sinagoga demolida em 1944, no cruzamento das atuais ruas Zdanowskiego e Staropijarska; revelado em 19 de junho de 2015[114]
- Pedra com placa, “pedra falante”, comemorando Franciszek Salezy Jezierski (1740–1791), inaugurada no Parque municipal em 3 de maio de 2022.[115]
- Placa comemorativa em 1916 do 125.º aniversário da promulgação da Constituição de 3 de maio, à esquerda da igreja colegiada de Łuków, na praça G. Narutowicz
- Estátua de Tadeusz Kościuszko, em forma de busto; inaugurada em 1990 em frente ao então edifício da Escola Secundária com o seu nome
- Pedra com placa, “pedra falante”, comemorando Piotr Ludwik Napoleon Czerniewicz (1812–1881); inaugurada no Parque municipal em 29 de junho de 2016
- Pedra com placa, “pedra falante”, comemorando Charles Levittoux (1820–1841), inaugurada no Parque municipal em 10 de maio de 2014
- Placa comemorativa padre Stanisław Brzóska (1832–1865) e Franciszek Wilczyński (1842–1865), na praça G. Narutowicz
- Pedra com placa, “pedra falante”, dedicada ao padre Stanisław Brzóska e Franciszek Wilczyński, inaugurada no Parque municipal
- Monumento aos Insurgentes de Łuków de 1863, na praça G. Narutowicz
- Monumento a Henryk Sienkiewicz (1846–1916), obelisco de 1933[116] na rotatória da rua com o seu nome
- Escultura de rua da figura de H. Sienkiewicz sobre um “banco”, com elementos referentes a suas obras, ambientada em junho de 2016 na praça Solidarności i Wolności
- Placa em homenagem ao Dr. Bronisław Chąciński (1868–1922), à direita da igreja colegiada de Łuków, na praça G. Narutowicz
- Placa comemorativa dos 110 anos do Corpo de Bombeiros do Estado em Łuków; inaugurada em 2004 em uma pedra em frente à Sede Distrital do Corpo de Bombeiros do Estado, na rua Partyzantów
- Monumento aos Bombeiros, no cemitério de São Roque
- Pedra com placa, “pedra falante”, dedicada a Wincenty Tomasiewicz (1899–1939), comandante do Navio da República da Polônia “Nurek”; inaugurada no Parque municipal em 2016
- Pedra com placa, “pedra falante”, em homenagem ao prof. Konstanty Pietrzak (1907–1998), nascido em Łuków, físico nuclear; inaugurada no Parque municipal em 12 de abril de 2018
- Placa comemorativa dos Soldados da Organização Militar polonesa, no edifício do Gabinete Distrital, na rua J. Piłsudski
- Placa em homenagem àqueles que lutaram e morreram pela liberdade da Polônia, em memória das vítimas civis de guerras e perseguições, inaugurada em uma pedra em frente ao Escritório da Comuna de Łuków na rua Świderska em 23 de outubro de 2018, por ocasião do 100.º aniversário da reconquista da independência pela Polônia
- Pedra com placa, uma “pedra falante”, comemorando Eugeniusz Kwiatkowski (1888–1974), vice-primeiro-ministro, ministro da indústria e comércio, ministro do tesouro da Segunda República Polonesa, cidadão honorário da cidade de Łuków; inaugurado no Parque municipal em 11 de novembro de 2018.
- Dąb Wolności — um monumento vivo de novembro de 1918, comemorando a reconquista da independência pela Polônia e uma placa comemorativa posterior, na praça Narutowicz
- Monumento aos soldados do Exército polonês mortos na guerra de 1920, no Cemitério de Guerra da rua Strzelnicza
- Pedra com placa, uma “pedra falante”, comemorando Jerzy Walerian Skolimowski (1907–1985);[117] inaugurada no Parque municipal em 22 de abril de 2012
- Estátua de Janusz Korczak, em forma de baixo-relevo, em frente à sede do Faculdade Profissional de Medicina que leva seu nome
- Pedra com placa no local do edifício que até 1942 serviu como casa de oração judaica (antiga rua Browarna 12), dedicada à memória dos judeus de Łuków que aqui viveram, rezaram e morreram durante o Holocausto − a Pedra da Memória na praça em ŁOK da rua Browarna, inaugurada em 5 de outubro de 2021[118]
- Cruz de Katyn e um monumento dedicado às vítimas da catástrofe de Smolensk, no cemitério de São Roque
- Pedra com placa, uma “pedra falante”, para comemorar os ex-prisioneiros dos campos de concentração alemães dos habitantes da Terra de Łuków, inaugurada no Parque municipal no 75.º aniversário da libertação do campo de Auschwitz-Birkenau em 27 de janeiro de 2020
- Placa comemorativa do coronel Piotr Nowiński ps. Paweł (1913–1994), desde 1940 soldado do ZWZ-AK, organizador e primeiro comandante do destacamento guerrilheiro I/35 p.p. Pátria do Exército na Reserva de Jata 1944, inaugurada em 2001 na fachada da igreja da Exaltação da Santa Cruz no 57.º aniversário da Operação “Burza”
- Placa em memória do capitão Stefan Lemieszek PS. Alf (1915–1946), soldados e oficiais do Exército Nacional do Distrito de Łuków e da Associação “WiN” do Distrito de Łuków, torturados e assassinados pelos funcionários do Gabinete de Segurança em Łuków; inaugurada em 15 de novembro de 2019 no prédio na esquina da rua Piłsudskiego 28 e avenida T. Kościuszko (sede temporária da UB na década de 1940)[119]
- Monumento ao capitão/tenente-coronel Wacław Rejmak ps. Ostoja (1917–1945), rua Armia Krajowa
- Monumento aos Soldados do Exército Nacional do Distrito de Łuków que morreram pela liberdade da Pátria nos anos 1939–1945 − um monumento no túmulo no cemitério de São Roque
- Monumento aos escoteiros e escoteiras que morreram por sua pátria nos anos 1939–1945 − um monumento, um túmulo simbólico, no cemitério de São Roque
- Monumento aos trabalhadores ferroviários que morreram pela Pátria em 1939–1945, no cruzamento das ruas Dworcowa, S. Konarskiego e avenida T. Kosciuszko
- Monumento aos escoteiros do Grupo Szare Szeregi assassinados pela Gestapo após a operação bem-sucedida de obtenção de munição de um vagão em 23/24 de julho de 1943; até ao outono de 2016, situando-se na rua S. Okrzei, então mudou-se para o cruzamento das ruas Zakolejna, S. Okrzei e B. Kondrackiego
- Monumento aos judeus mortos e assassinados pelos ocupantes nazistas nos anos 1939–1944 em Łuków e arredores, no local do antigo cemitério judeu na rua Warszawska
- Placa comemorativa de várias centenas de judeus fuzilados durante a ocupação pelos alemães no pátio do então Magistrado, na rua Cardeal S. Wyszyńskiego 19)[120]
- Judeus de Łuków, assassinados pelos alemães nos anos 1940–1943, no local de uma vala comum na estrada de terra que sai da rua Domaszewska (ao lado da rua Świderska) [d] para Malcanów, localizada em uma colina arenosa nos limites de Łuków, atualmente coberta por uma floresta chamada Kierkut, a 1,4 km da rua Świderska e 2,4 km da fronteira de Malcanów [e].
- Pedra com placa, uma “pedra falante” Perdedores Vencedores da Terra de Łuków − comemorando os nomes dos soldados que lutaram no Ocidente durante a Segunda Guerra Mundial; inaugurado no Parque municipal em 1 de junho de 2016
- Pedra com placa, uma “pedra falante” − dedicada aos participantes da Revolta de Varsóvia, da Terra de Łuków; inaugurada no Parque municipal em 4 de outubro de 2014
- Pedra com placa comemorativa dos tombados, assassinados e falecidos Deficientes de Guerra e Militares, na rua Partyzantów
- Obelisco com uma placa comemorativa dos Soldados do Exército da Pátria, das Forças Armadas Nacionais, da Associação Liberdade e Independência e outras organizações e grupos de independência que resistiram a uma luta desigual contra a escravização comunista − inaugurado no cruzamento da rua 11 Listopada e rua Pe. S. Brzóski, 1 de março de 2017
- Monumento com placa “Para comemorar o Dia do Ferroviário da República Popular da Polônia / 10 – 9 – 1961 / Equipe da Locomotiva a vapor / Łuków”, no Depósito de Locomotivas de Łuków[122]
- Pedra com placa, uma “pedra falante” dedicada à atriz Bożena Kurowska, 1937–1969; inaugurada no Parque municipal em 4 de outubro de 2014
- Estátua do Papa João Paulo II, na rua J. Piłsudski

Além disso, muitos “Carvalhos do Terceiro Milênio”.

## Demografia
A Terra de Łuków está no alcance do dialeto mazoviano. A semelhança dos dialetos, muitos nomes locais, assim como o tipo de povoado da pequena aristocracia, atestam a antiga colonização desta terra por pessoas de Mazóvia.
Conforme os dados do Escritório Central de Estatística da Polônia (GUS) de 31 de dezembro de 2022, Łuków é uma cidade pequena com uma população de 27 453 habitantes (8.º lugar na voivodia de Lublin e 162.º na Polônia), tem uma área de 35,8nbsp;km² (6.º lugar na voivodia de Lublin e 139.º lugar na Polônia) e uma densidade populacional de 768 hab./km² (14.º lugar na voivodia de Lublin e 436.º lugar na Polônia). Nos anos 2002–2021, o número de habitantes diminuiu 5,1%.
Os habitantes de Łuków constituem cerca de 26,02% da população do condado de Łuków, constituindo 1,36% da população da voivodia de Lublin.
| Descrição                         | Total      | Total    | Mulheres   | Mulheres | Homens     | Homens   |
| --------------------------------- | ---------- | -------- | ---------- | -------- | ---------- | -------- |
| unidade                           | habitantes | %        | habitantes | %        | habitantes | %        |
| população                         | 27 453     | 100      | 14 397     | 52,4     | 13 056     | 47,6     |
| superfície                        | 35,8 km²   | 35,8 km² | 35,8 km²   | 35,8 km² | 35,8 km²   | 35,8 km² |
| densidade populacional (hab./km²) | 768        | 768      | 402,4      | 402,4    | 365,6      | 365,6    |

### População
Łuków é uma pequena cidade com uma população de 29 170 habitantes, dos quais 52,2% são mulheres e 47,8% homens. Nos anos 2002−2021, o número de habitantes diminuiu 5,1%. A idade média dos habitantes é de 41,6 anos e é comparável à idade média dos habitantes da voivodia de Lublin e comparável à idade média dos habitantes de toda a Polônia.
56,8% dos habitantes de Łuków estão em idade de trabalhar, 19,0% em idade pré-trabalho e 24,3% da população está em idade pós-laboral.

## Economia

### Indústrias
A indústria alimentícia é desenvolvida principalmente em Łuków. Além disso, aqui operam médias e pequenas empresas das indústrias de vestuário, calçado, marcenaria, máquinas e metais, uma fábrica de forragens e uma central de energia térmica. Além de grandes frigoríficos e pequenas empresas de processamento de carne, há uma fábrica de laticínios, um frigorífico, muitas pequenas padarias e confeitarias que também enviam produtos para outras cidades.

### Construção
Existem empresas maiores envolvidas na produção de materiais de construção, habitação multifamiliar, construção de estradas, bem como canalizações de água, esgoto e aquecimento.

### Economia municipal
Em Łuków, há uma estação que fornece água para consumidores individuais, conjuntos habitacionais multifamiliares e indústrias. Foi implementado um sistema de separação de lixo doméstico. Outra usina fornece água quente para conjuntos habitacionais e outros clientes.

### Comércio

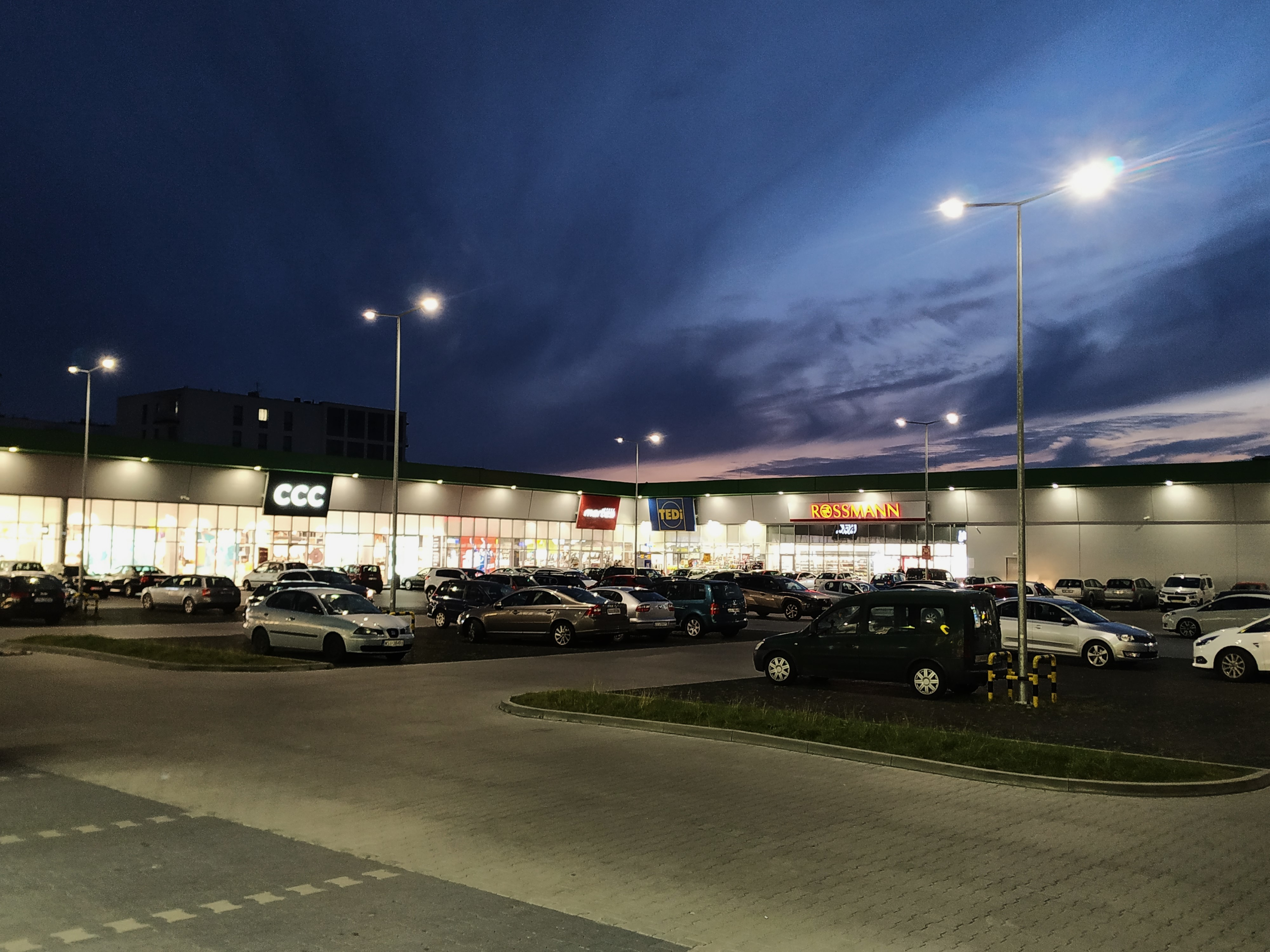
Centro comercial Vendo Park na avenida Kaczorowski

Na rua Prusa está localizada no Mercado Municipal n.º 1. O antigo mercado chamado Praça do Mercado é onde o gado, produtos agrícolas e bens industriais são comercializados. O dia de mercado em Łuków é tradicionalmente quinta-feira. Até à construção da galeria comercial da rua Kanalowa, havia um mercado municipal n.º 2, chamado mercado das verduras, onde era realizado um pequeno comércio de vegetais, laticínios, etc. Atualmente, há um local separado para isso no mercado na rua Prusa.
Existem muitos atacadistas, pequenas e grandes lojas de autosserviço na cidade, pertencentes a empresas locais e grandes redes varejistas.
Em 2020, na avenida Kaczorowskiego (parte do desvio ocidental do centro da cidade) foi construído um parque comercial.

### Artesanato e serviços
O Grêmio dos Ofícios Diversos, fundado em 1952, atua na cidade. Reúne pequenas empresas de produção, comércio e serviços.

### Número de entidades comerciais
O número de operadores econômicos em 31 de dezembro de 2008 era o seguinte:
- Um total de 3 409 unidades econômicas, incluindo 96 no setor público e 3 313 no setor privado.

Entidades de negócios por seção segundo a Classificação polonesa de Atividades (PKD):
- Atacado e varejo; conserto de automóveis, motociclos e bens pessoais e domésticos (seção G) — 1356
- Construção (F) - 383
- Serviços imobiliários, aluguel e serviços relacionados com a gestão de um negócio (K) — 363
- Processamento industrial (D) — 295
- Transporte, armazenamento e comunicações (I) — 243
- Assistência à saúde e assistência social (N) — 184
- Intermediação financeira (J) — 127
- Escolaridade (M) — 85
- Hotéis e restaurantes (H) — 72
- Agricultura, caça e silvicultura (A) — 23
- Administração pública e defesa nacional; seguro social obrigatório e seguro geral de saúde (L) — 14
- Mineração (C) — 4
- Geração e fornecimento de eletricidade, gás e água (E) — 2

## Transportes

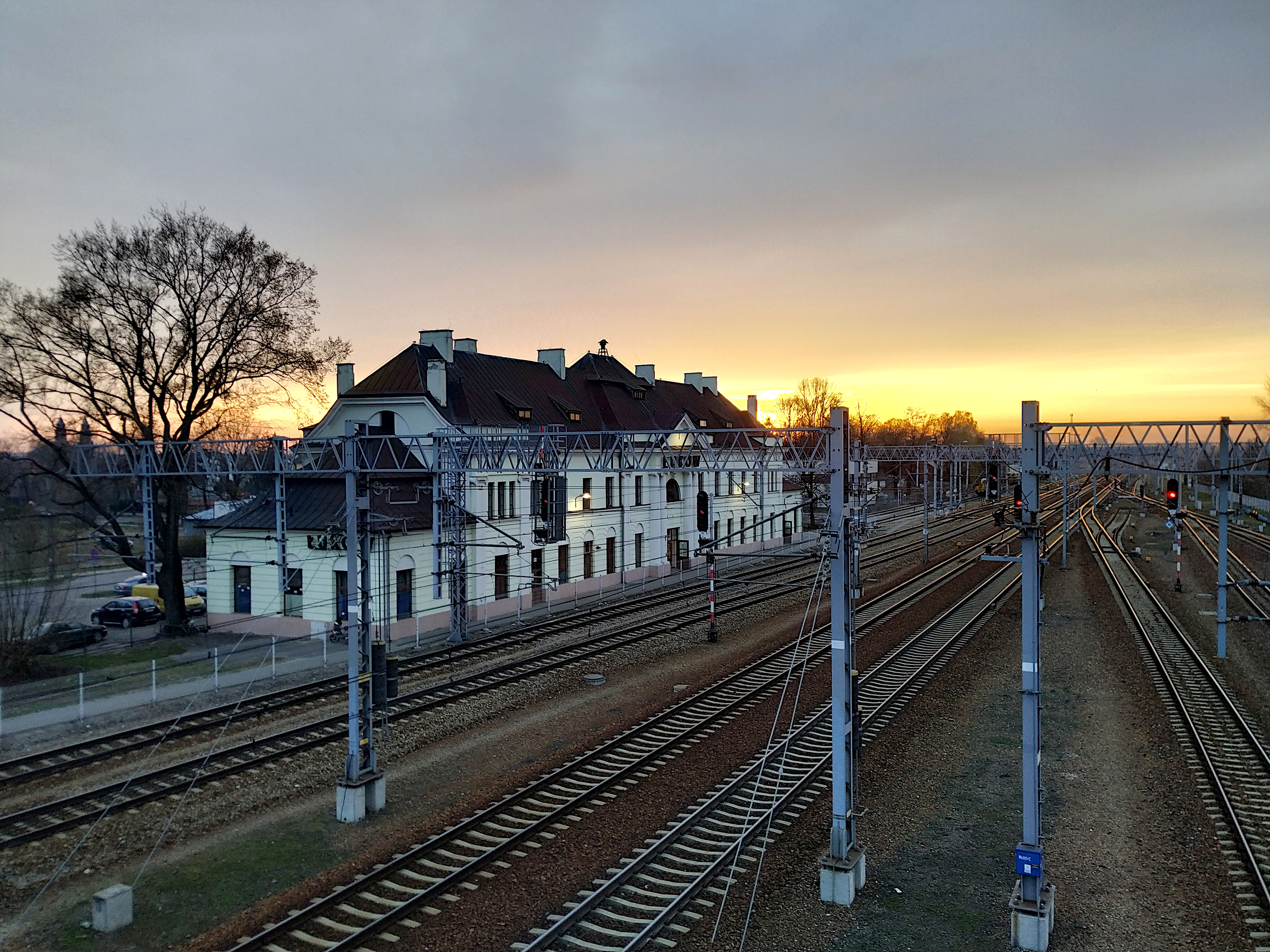
Estação ferroviária

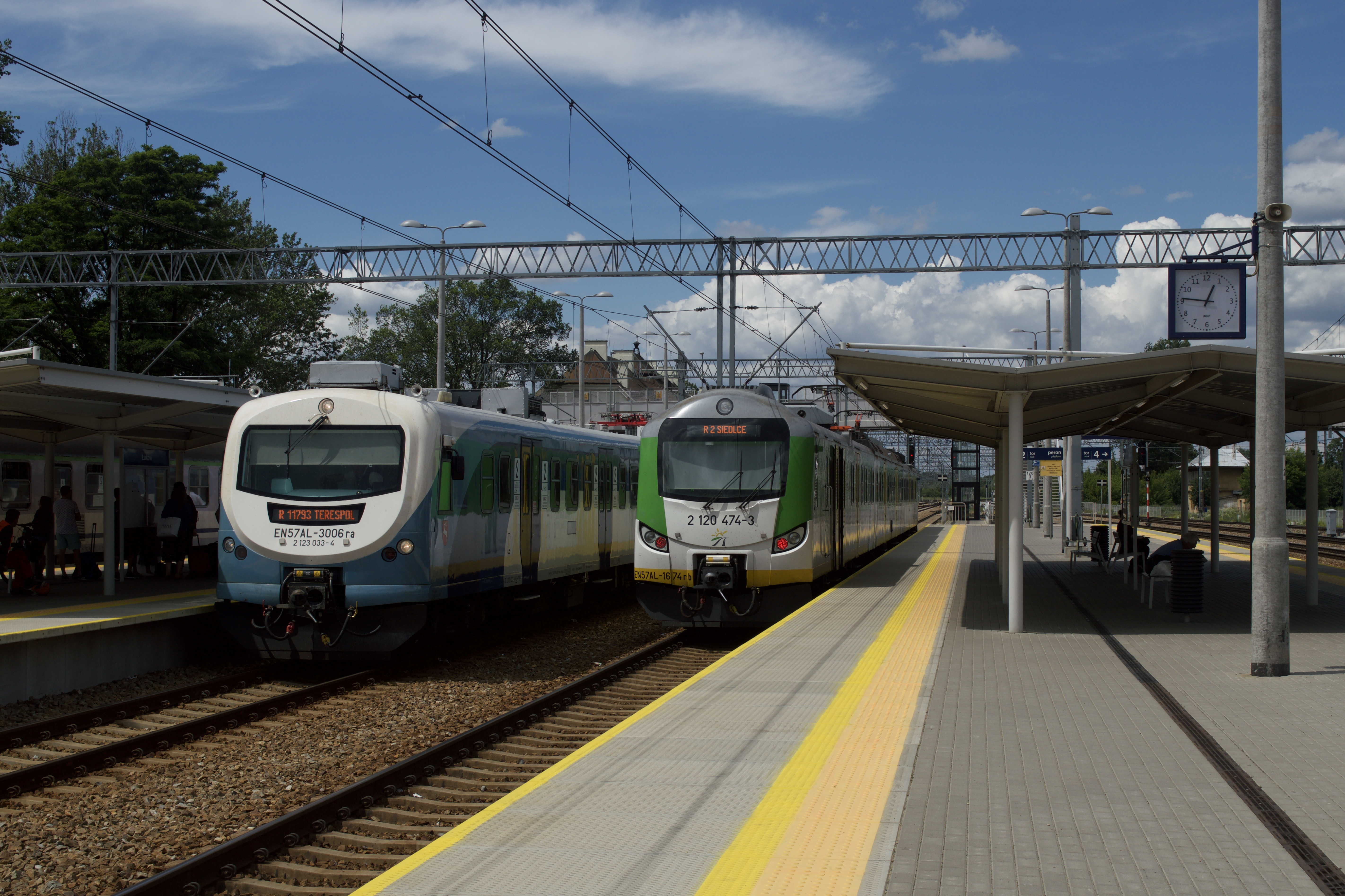
Plataforma na estação ferroviária de Łuków

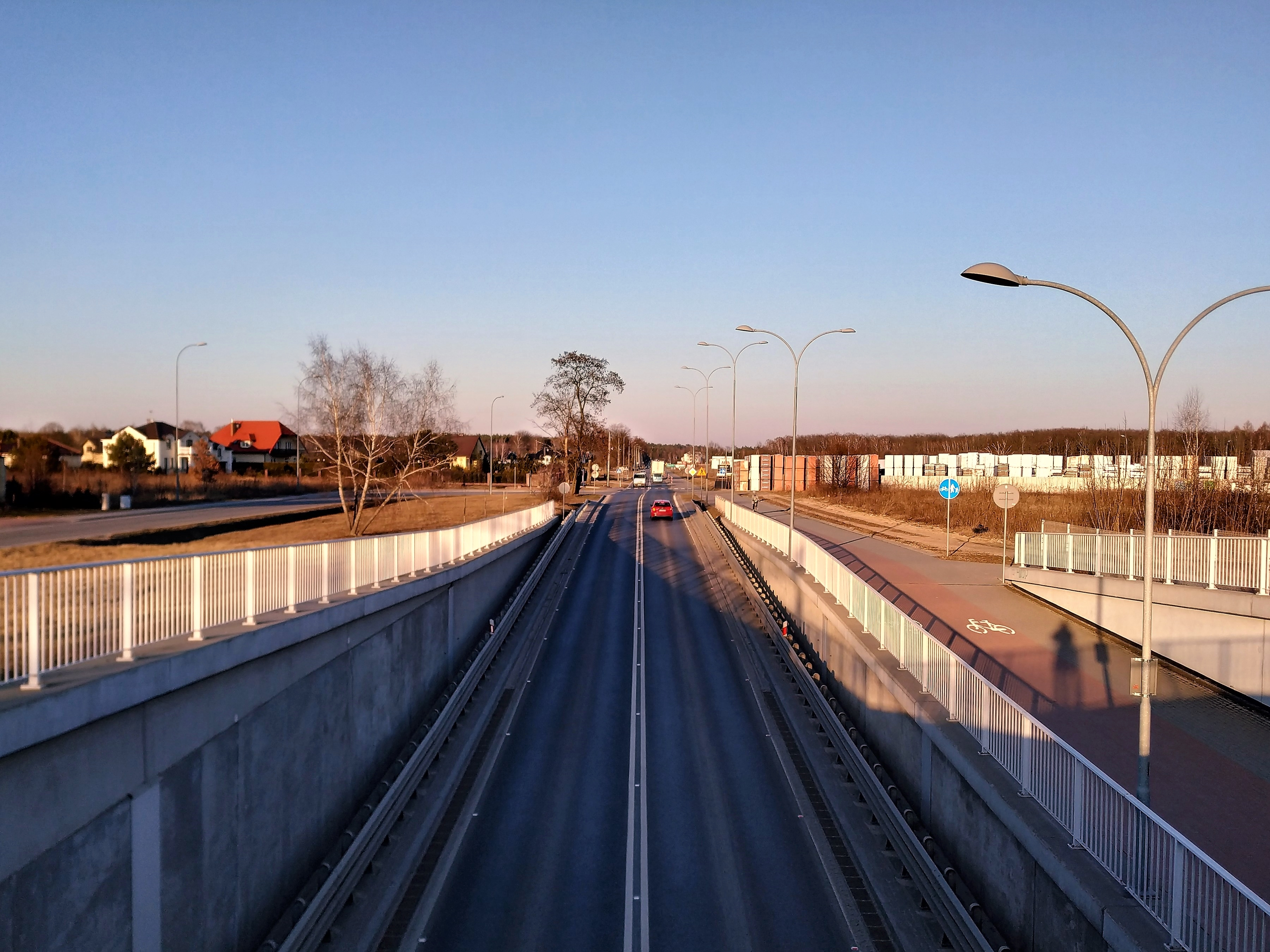
Vista da rua Międzyrzecka na passagem ferroviária sobre o túnel rodoviário

Łuków é um importante entroncamento ferroviário e rodoviário.
O transporte de passageiros, também na cidade, é realizado principalmente pela empresa PKS Łuków SA. Existem pontos de táxi perto da estação de ônibus do centro da cidade e da estação de trem. Existem zonas de estacionamento pago no centro da cidade.
Em 2011, o comprimento total das ruas em Łuków era de 104 km. Na área de atuação da Autoridade de Estradas Municipais, existe uma rede de estradas municipais com uma extensão de 66 km e estradas distritais com uma extensão de 11 km localizadas na área administrativa da cidade de Łuków.
Conforme a lista de nomes, existem 34 ruas na cidade (incluindo duas chamadas alamedas e 3 chamadas avenidas). Dez das treze rotatórias têm nomes; são rotatórias localizadas no anel viário do centro da cidade. Elas estão listadas abaixo (em ordem do lado sul da cidade e no sentido horário):
- Rotatória Cônego Franciszek Salezy Jezierski, construída em 2022 na entrada da avenida Rei Władysław Jagiełło, nomeada em 24 de novembro de 2022
- Rotatória Honorowych Krwiodawców − no cruzamento da rua Świderska, avenida R. Kaczorowskiego e avenida Króla Władysława Jagiełło, construída em 2010 (nomeada pela Resolução do Conselho de Ministros de 7 de maio de 2012)
- Rotatória Bispo Jan Mazura − cruzamento da avenida R. Kaczorowskiego, avenida L. e M. Kaczyńskich com as ruas Goplany e M. Wereszczakówny, construída em 2003, reconstruída em 2010–2011
- Rotatória Tajna Organizacja Nauczycielska − cruzamento da avenida L. i M. Kaczyńskich e avenida Wojska Polskiego com a rua Warszawska, construída em 2008
- Rotatória Jana Dębskiego − cruzamento da avenida Wojska Polskiego com a rua Parkowa, levando a Powazki (16 de junho de 2016)
- Rotatória Narodowe Siły Zbrojne − cruzamento da avenida Wojska Polskiego com a rua Ławecka (28 de junho de 2012)
- Rotatória Niezależny Samorządny Związek Zawodowy “Solidarność” − cruzamento da avenida Wojska Polskiego e rua Jerzy Popiełuszko com a rua Siedlecka (27 de abril de 2010)
- Rotatória Bispo Ignacy Świrski, construída em 2018 no cruzamento da rua Jana Pawła II e rua Pe. J. Popieluszko (27 de novembro de 2018)
- Rotatória Podharcmistrza Fryderyk Koziarz − cruzamento da rua Pe. J. Popieluszko e rua Przemysłowa com a avenida T. Kościuszko nomeada em 31 de março de 2011[135]
- Rotatória Powstańców Styczniowych, construída no cruzamento da rua Przemysłowa com a rua Stanisława Brzóski, nomeada em 24 de novembro de 2022[138]

A mais antiga, construída no início dos anos 1930, é uma rotatória com um monumento a H. Sienkiewicz, na rua que leva seu nome.
Ao longo do anel viário do centro da cidade, bem como algumas ruas que correm radialmente além dela − Świderska, Pana Tadeusza, Międzyrzecka (também pela vila de Karwacz) e Żelechowska − existem ciclovias. Elas também foram construídos na rua Parkowa, ao longo do rio Krzna do Sul da rua Warszawska para a avenida Wojska Polskiego e em trechos de ruas circulares: rua Kiernicki (parte central e norte), Cegielniana, Prusa.
A extensão das ciclovias em 2014 era de 21,5 km.

### Transporte rodoviário

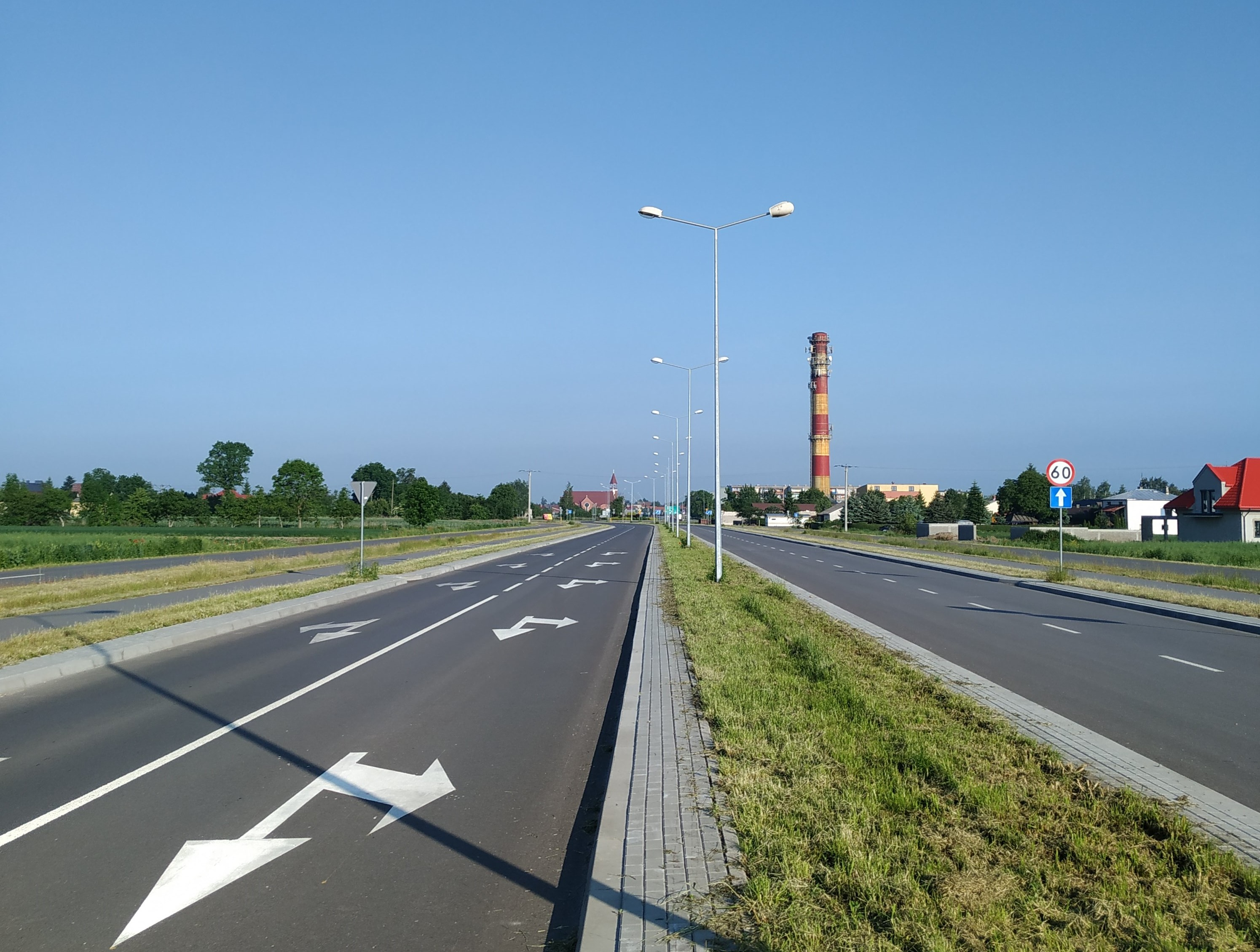
Seção sul do anel viário do centro da cidade de Łuków − avenida Króla Władysława Jagiełło

Łuków tem conexões intermunicipais por estradas:
- Condado
  -  Estrada Nacional n.º 63 — Perły — Węgorzewo — Giżycko — Orzysz — Pisz — Kolno — Łomża — Zambrów — Sokołów Podlaski — Siedlce — Łuków — Radzyń Podlaski — Sławatycze.
  -  Estrada Nacional n.º 76 — Wilga — Garwolin — Stoczek Łukowski — Łuków.
- Voivodia
  -  Estrada provincial n.º 806 — Łuków — Międzyrzec Podlaski, com um túnel sob a passagem da linha férrea na rua Międzyrzecka, inaugurado em 5 de agosto de 2016.
  -  Estrada provincial n.º 807 — Maciejowice — Żelechów — Łuków.
  -  Estrada provincial n.º 808 —  Łuków — Kock.

O transporte rodoviário desempenha um papel importante. Há uma empresa PKS w Łuków SA aqui, fornecendo conexões com Varsóvia, Siedlce, Radzyń Podlaski, Garwolin, Lubartów e Lublin, bem como com a maioria das cidades do condado. A sua oferta é complementada por operadoras privadas que mantêm ligações para Lublin, Varsóvia, Siedlce e Radzyń Podlaski.
O centro da cidade é cercado ao norte, oeste e sul por uma estrada de duas pistas, chamada de pequeno desvio (tendo em vista o desvio planejado, que deve passar perto da fronteira oeste da cidade).
Transporte urbano de passageiros

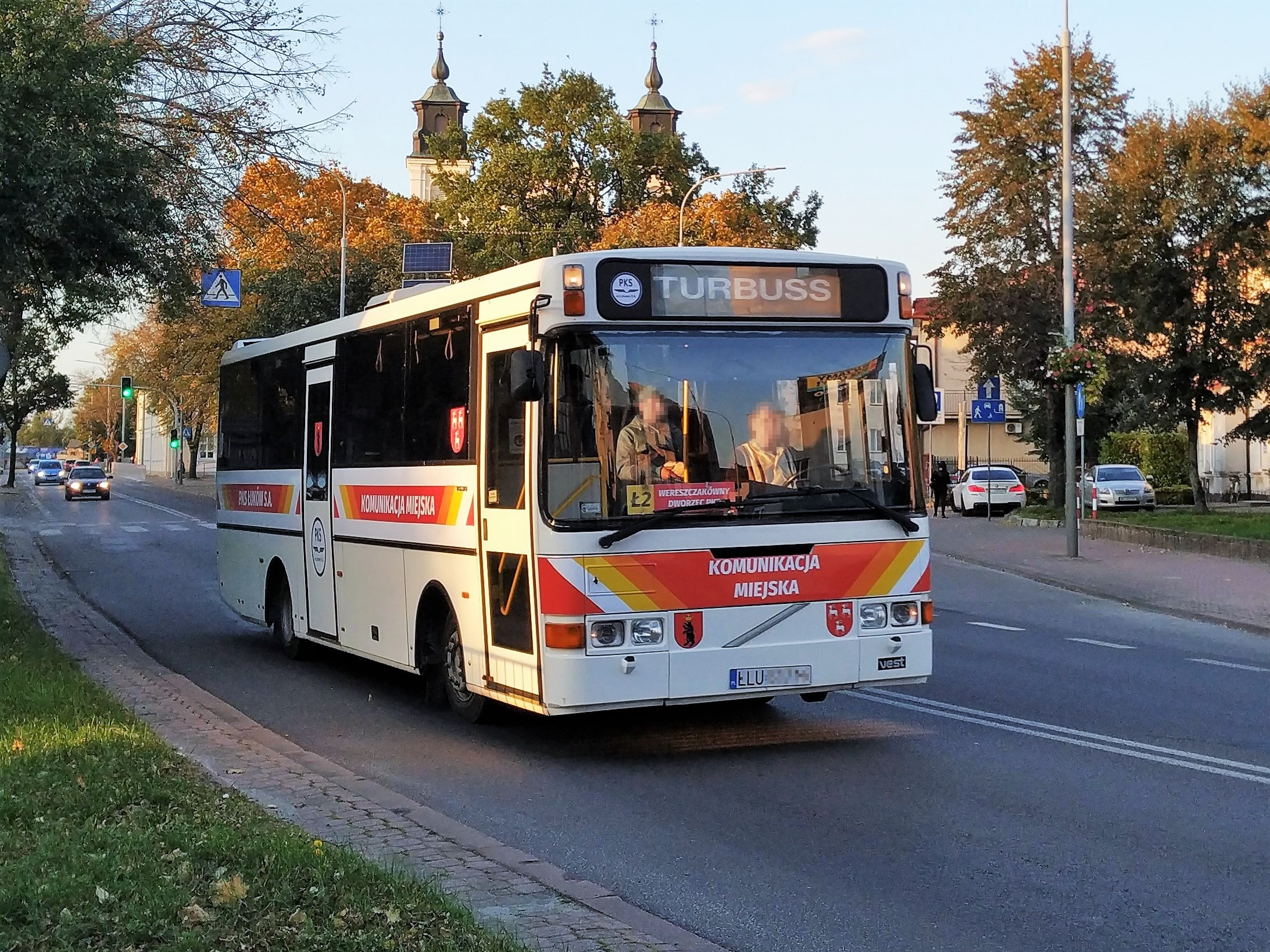
Ônibus de transporte público pertencente à PKS Łuków SA

Em 19 de junho de 2021, as autoridades de Łuków, em consulta com as autoridades do condado e a empresa PKS Łuków, lançaram uma primeira linha piloto (gratuita) de transporte urbano de passageiros. É a linha Ł1: Wereszczakówny − Ławki e vice-versa, operando todos os dias no verão. Ela conecta o conjunto habitacional Mickiewicza (Nowy Łuków II), Sienkiewicza, Unitów Podlaskie, Śródmieście, Chącińskiego, Klimecki, avenida Kosciuszko, Capitão Ostoja, moinhos de vento e um resort de férias no reservatório de Zimna Woda. No verão, os ônibus da linha Ł1 com a inscrição KOMUNIKACJA MIEJSKA circulavam diariamente, regularmente a cada hora, e a partir de 1 de setembro de 2021 apenas aos sábados e domingos, com menos frequência (em julho e agosto a cada 30 minutos). Desde então, a linha básica passou a ser Ł2 da rua Wereszczakówna para a estação ferroviária. Ao contrário da rota Ł1, rua Piłsudskiego e avenida T. Kościuszki e está adaptada para partidas de trem. Dessa forma, foi restaurado o transporte de ônibus de curta distância, que existia na década de 1970 com as cidades suburbanas. Em 3 de janeiro de 2022, foi lançada a linha Ł3 Łapiguz − Farfak, cujas paradas também estão localizadas nas ruas Warszawska, Rogalinski, Partyzantow, Międzyrzecka, 11 Listopada, avenida Kosciuszko e rua Konarski.

### Transporte ferroviário

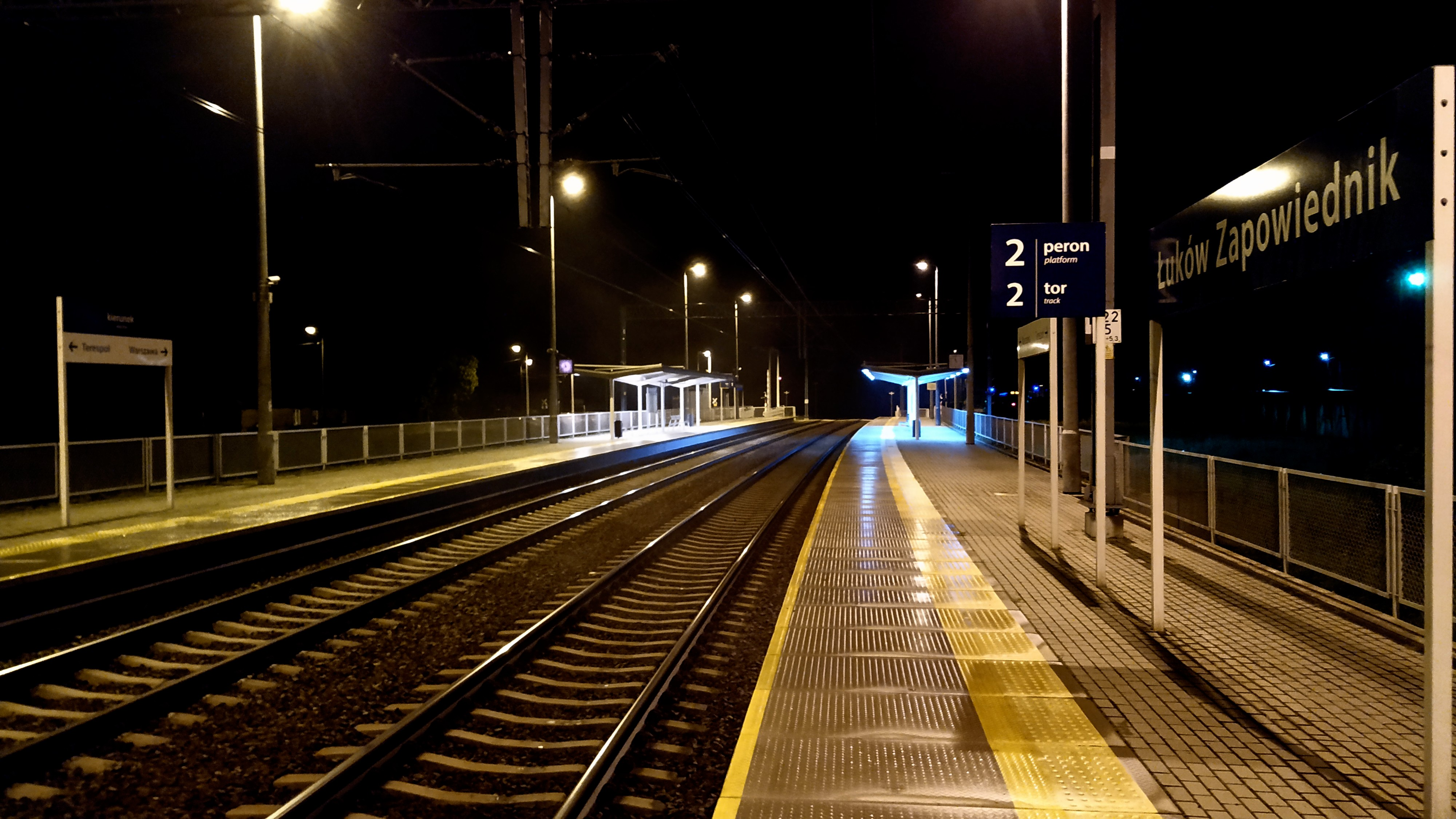
Estação ferroviária Łuków Zapowiednik

As seguintes linhas ferroviárias atravessam a cidade de Łuków:
- Linha ferroviária n.º 2, um trecho da linha ferroviária internacional E 20, que liga Berlim a Moscou via Varsóvia e Terespol;
- Linha ferroviária n.º 12, ligando Skierniewice a Łuków, apenas tráfego de mercadorias;
- Linha ferroviária n.º 26, ligando Łuków a Radom;
- Linha ferroviária n.º 30 Łuków − Lublin Północny (via Parczew), restaurada ao tráfego em junho de 2017 devido à modernização da linha ferroviária n.º 7 Varsóvia − Lublin, opera trens de Lublin para Varsóvia ou vice-versa.[142]

Existem duas estações ferroviárias em Łuków: Łuków (2 km ao norte do centro) e a estação de carga Łuków Łapiguz com uma parada ferroviária, (1,5 km a oeste do centro) e a estação ferroviária Łuków Zapowiednik na parte leste da cidade.

## Segurança Pública

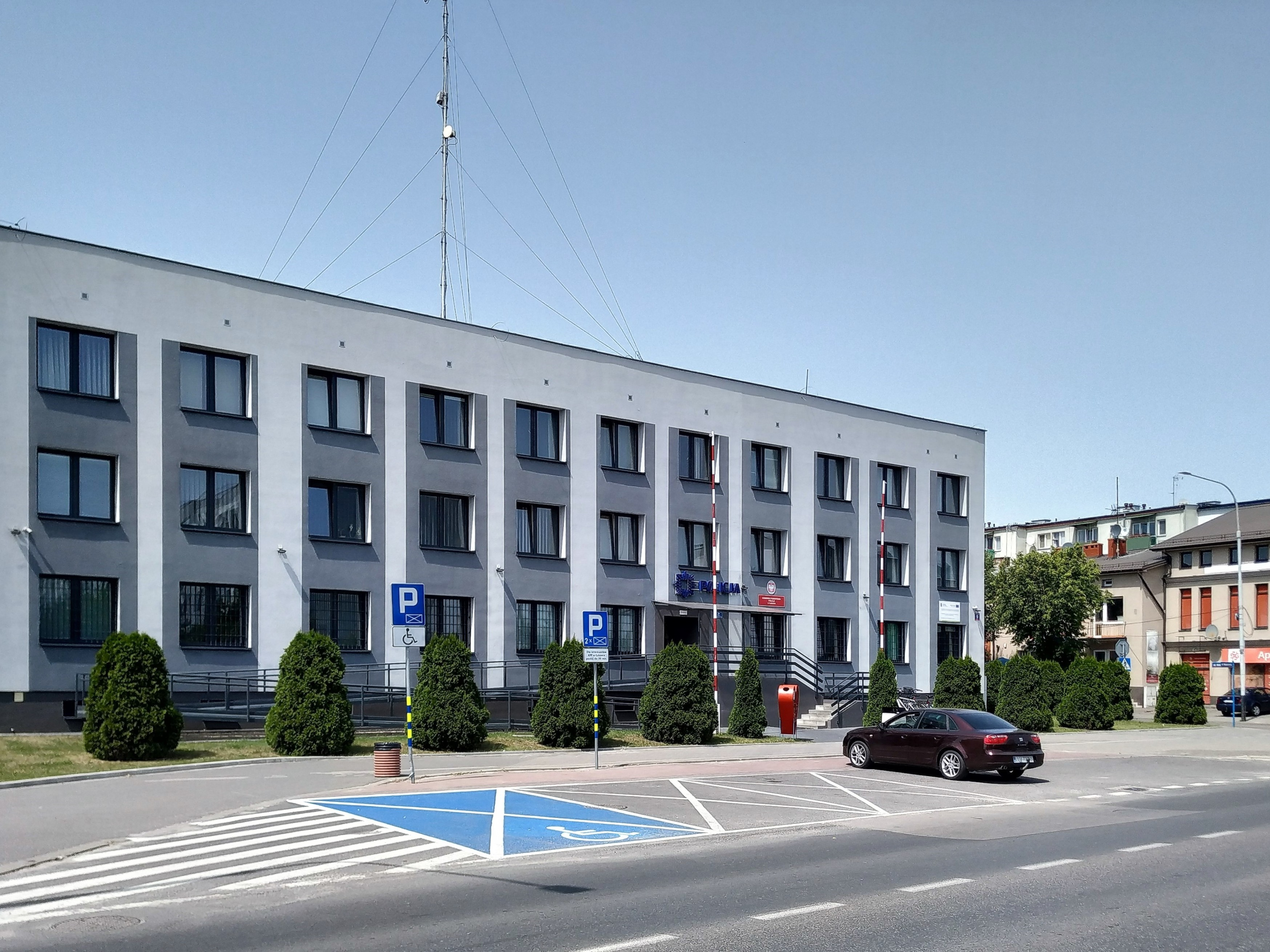
Sede Distrital da Polícia em Łuków (rua Międzyrzecka 9)

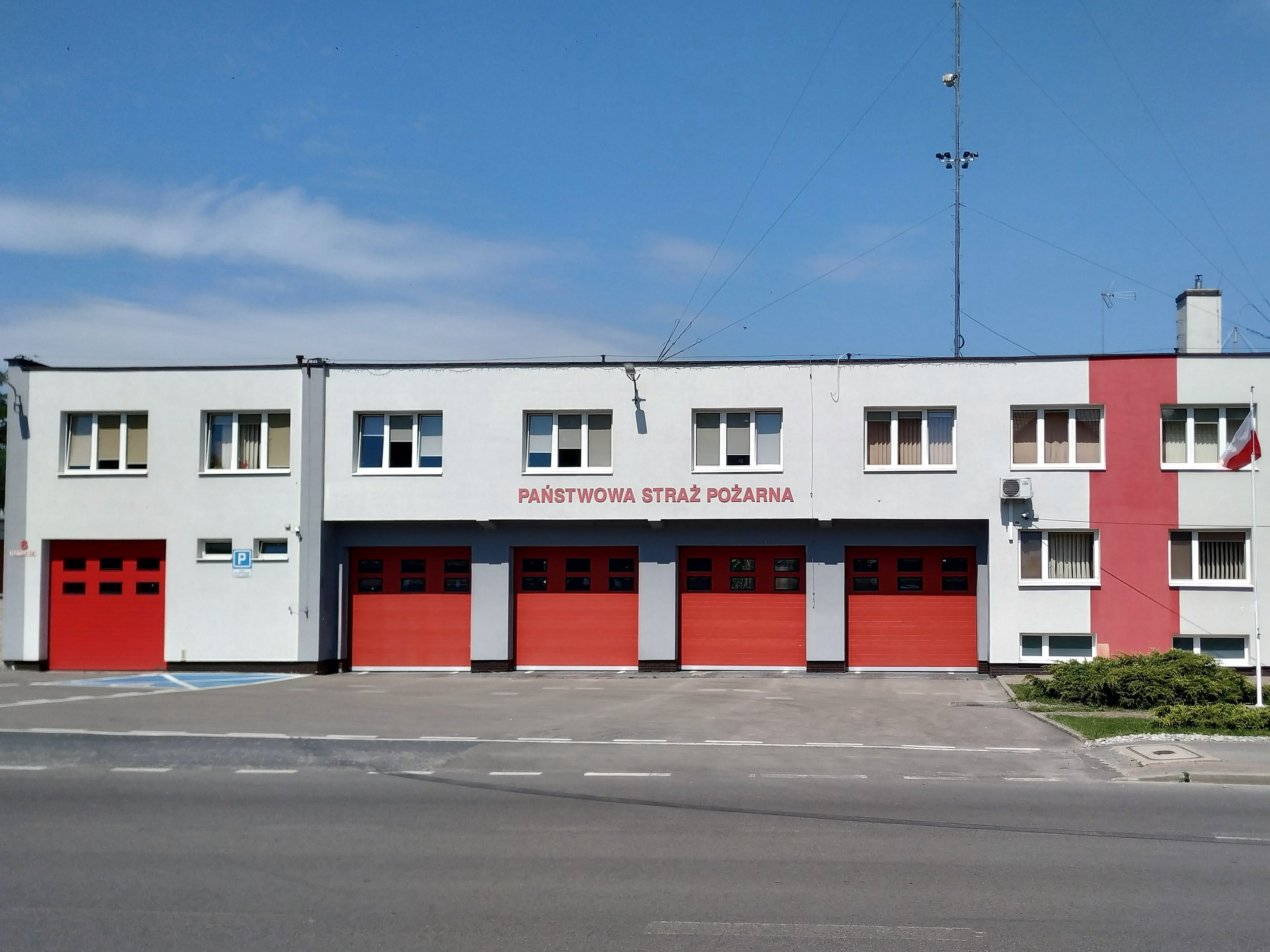
Sede Distrital do Corpo de Bombeiros do Estado em Łuków (rua Partyzantow 6

Em Łuków existem: a Sede Distrital do Corpo de Bombeiros do Estado e a Sede Distrital da Polícia.

### Serviços de saúde

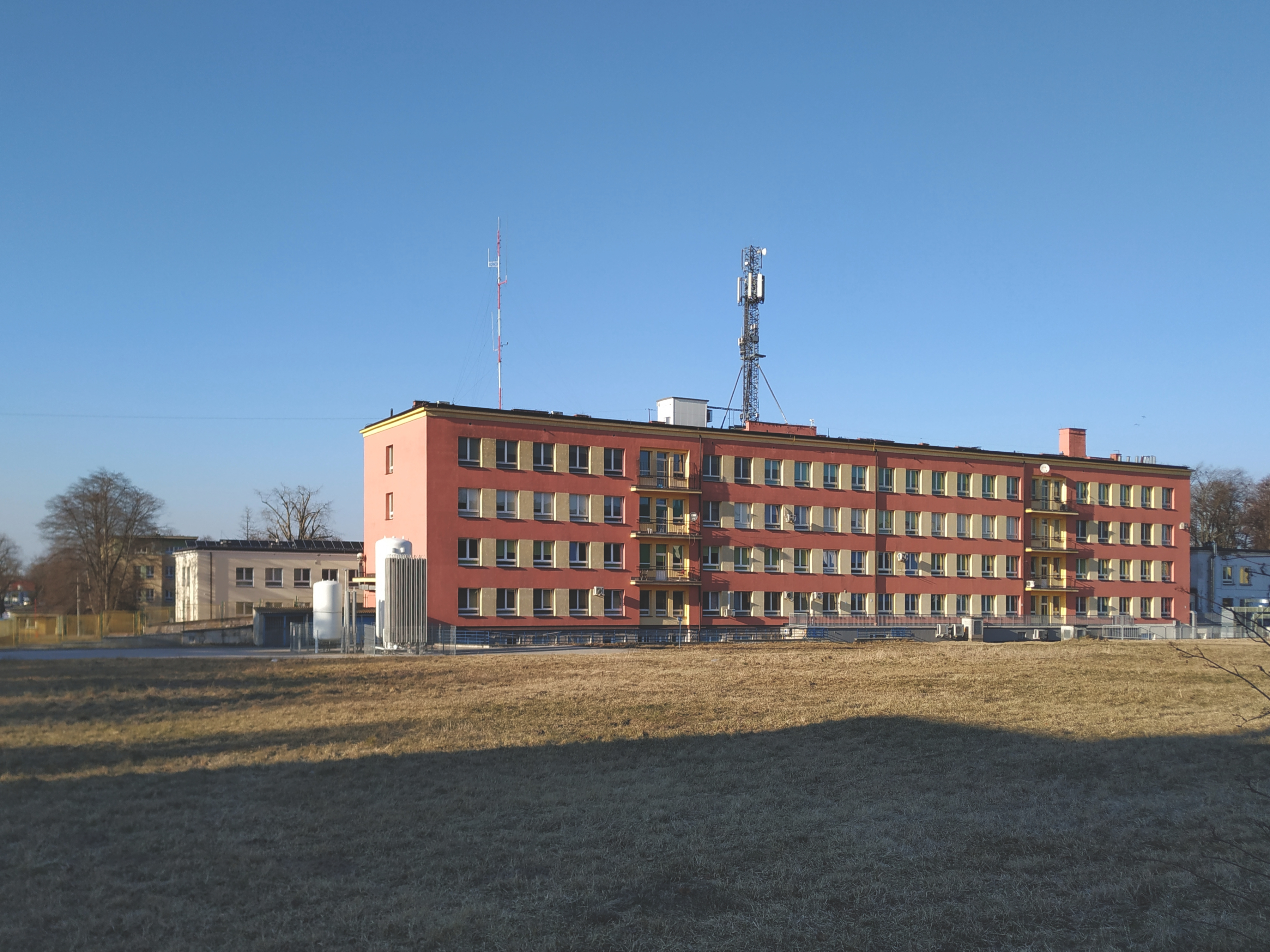
Hospital São Judas Tadeu

Em Łuków, a partir de 1991, funcionavam os seguintes estabelecimentos de saúde: Hospital Municipal, Serviço de Ambulância, clínicas distritais na rua 700-lecia (atual rua Dr. A. Rogaliński) e avenida Kościuszko, pelo menos seis consultórios médicos particulares e cinco farmácias, incluindo três particulares. Cem médicos e 439 enfermeiros trabalhavam em Łuków. O Hospital Municipal de Łuków era o maior da voivodia de Siedlce em número de leitos (667).
Atualmente, o hospital São Judas Tadeu (rua Rogaliński 3), que é o núcleo da Instituição Independente de Saúde Pública, é um dos maiores hospitais distritais da voivodia de Lublin. Ao lado, há uma Sala de Emergência do Hospital e uma Clínica Especializada. Para além da Unidade de Tratamento Hospitalar, o complexo integra as unidades básicas de saúde como a Pomoc Nocna e a Świąteczna SPOZ na rua Partyzantow 10 e a Clínica Distrital SPZOZ na avenida Kosciuszko 2a.
Há também clínicas particulares e consultórios médicos na cidade. Esses incluem estabelecimentos de saúde:
- Unidade de saúde privada (NZOZ) “Evmed”, rua A. Struga 11 (desde setembro de 1994);
- Centro de Odontologia Familiar Agnieszka Kuryło (desde janeiro de 1995), rua Struga 5;
- NZOZ Clínica Dermatológica e Alergológica, rua Międzyrzecka 60 (desde março de 1999);
- NZOZ “Kolejarz”, avenida T. Kościuszki 50a (desde setembro de 1999);
- NZOZ “Łukmed” s.c., rua Międzyrzecka 60 (desde janeiro de 2000);
- NZOZ “Łuksja-Med”, rua Staropijarska 3, entrada pela rua F. Chopina 5 (desde maio de 2005);
- “Pro-Med”, rua Międzyrzecka 60 (desde novembro de 2005);
- NZOZ São Miguel — Clínica de Médicos de Família e Clínicas Especializadas, rua H. Sienkiewicza 7a (desde julho de 2007);
- Centro Médico e Diagnóstico em Siedlce (NZOZ “Centrum”). Clínicas de saúde, rua Międzyrzecka 66 (desde julho de 2007) e rua A. Struga 11 (desde fevereiro de 2016);
- NZOZ “Amicus” Pediatria, Reabilitação (e Odontologia), avenida Wojska Polskiego 33 (desde janeiro de 2009);
- Clínica Especializada em Doenças Vasculares, rua Przemysłowa 1a;
- NZOZ “InterHem” em Bialystok. Filial em Łuków — lar de idosos, rua A. Rogalińskiego 3;
- Clínica de Medicina Ocupacional em Zakłady Mięsne “Łmeat-Łuków” SA, rua Przemysłowa 15;
- “Ortodentika” s.c. Reabilitação, Ortopedia e Odontologia, rua Kiernickich 47 (desde agosto de 2013);
- Centro Médico “Salus Med” SK em Lublin, clínica em Łuków, rua Warszawska 26a (desde outubro de 2016), e
- NZOZ Laboratório de Diagnóstico “Analiza”, rua Warszawska 68a (desde junho de 1993).

Os cuidados de enfermagem são prestados por NPZOZ “Szafir-Med”, rua Sienkiewicza 7a (desde setembro de 2010), NZOP “Zdrowie” s.c., rua Struga 11 (desde janeiro de 2011).
A Estação Sanitária e Epidemiológica do Condado está localizada na rua Spółdzielcza 4.

## Educação

Escolas primárias
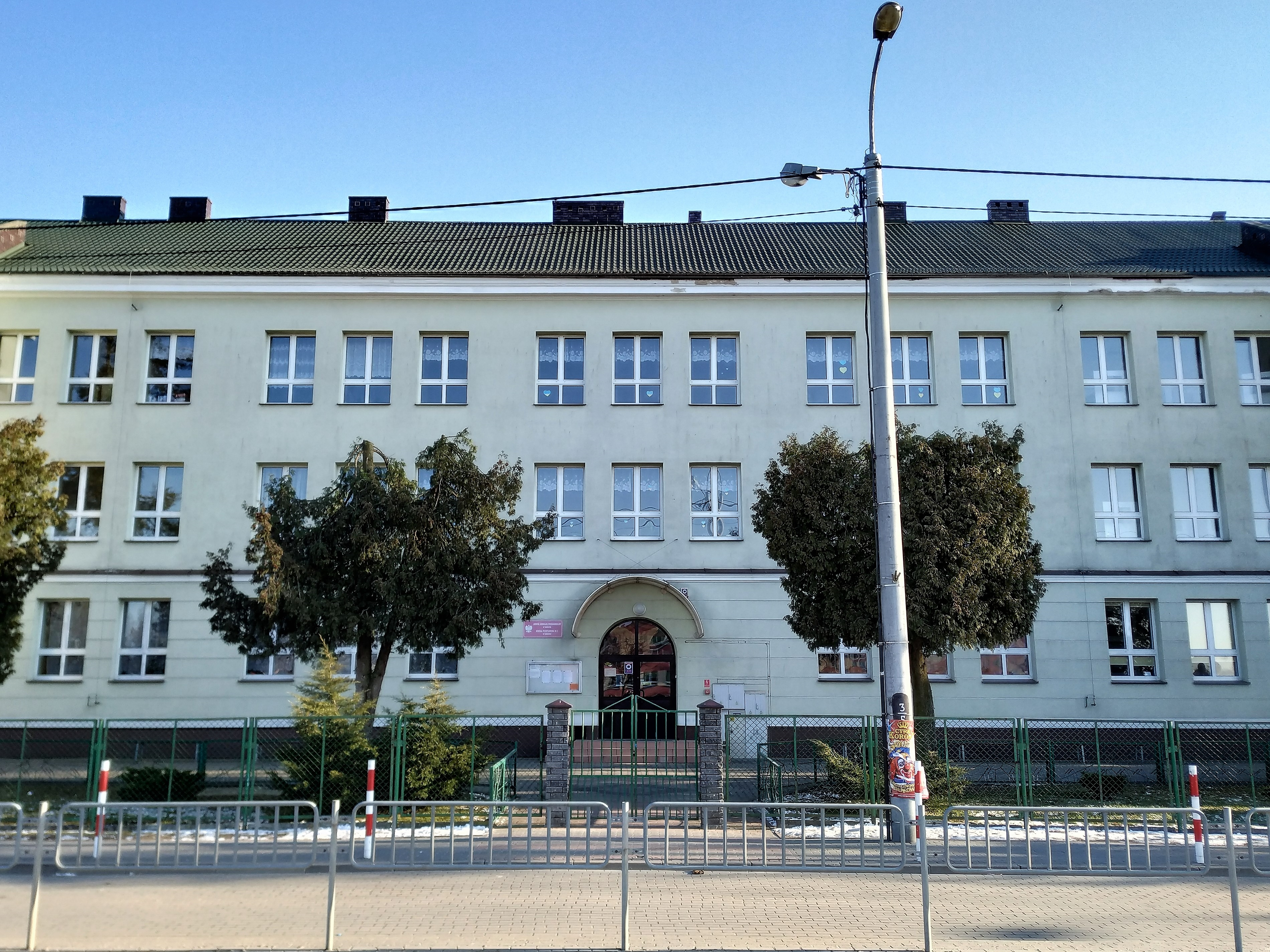
Escola primária n.º 1 Pe. Grzegorz Piramowicz
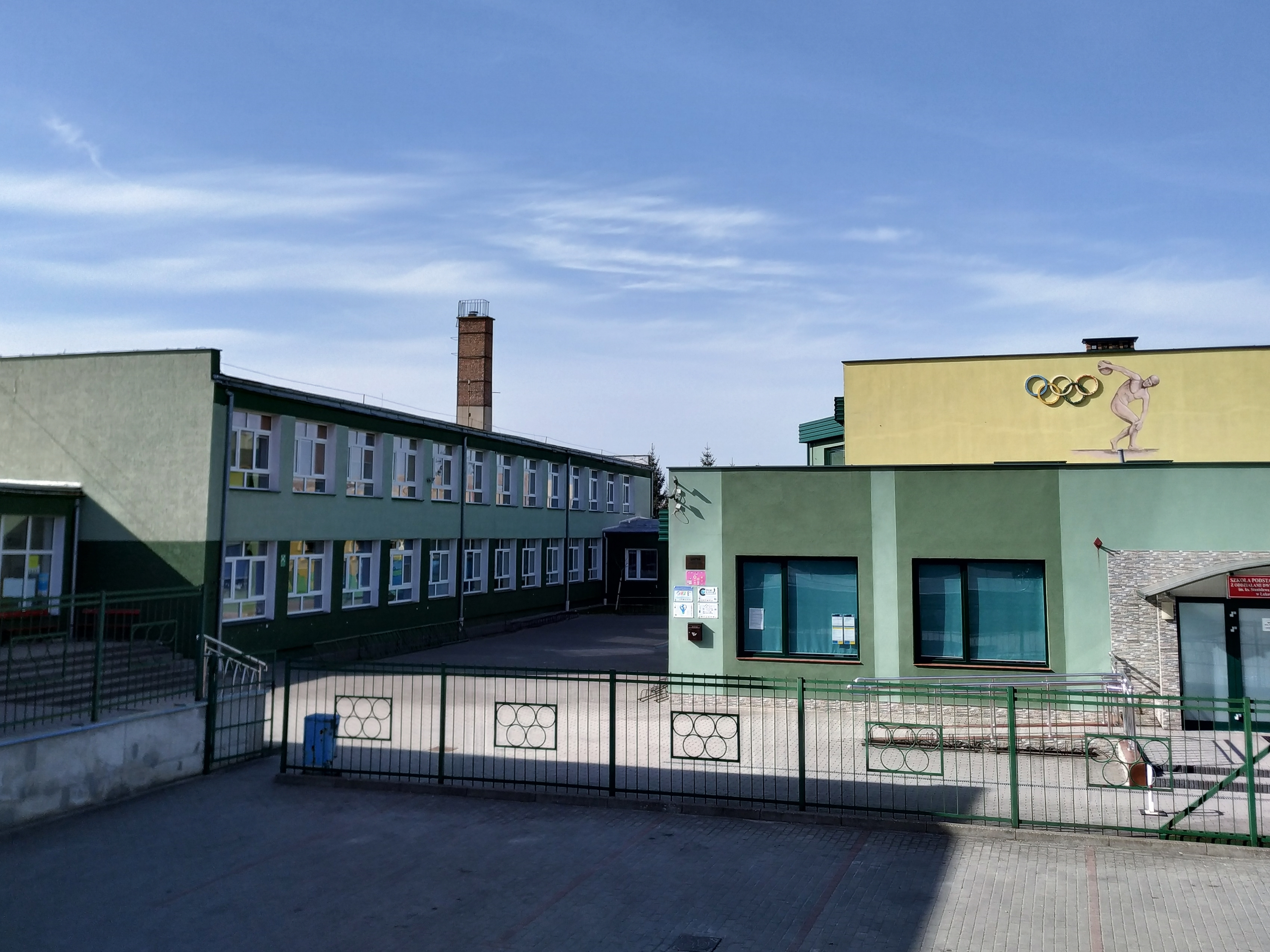
Escola primária n.º 2 com departamentos bilíngues Pe. Stanisław Konarski
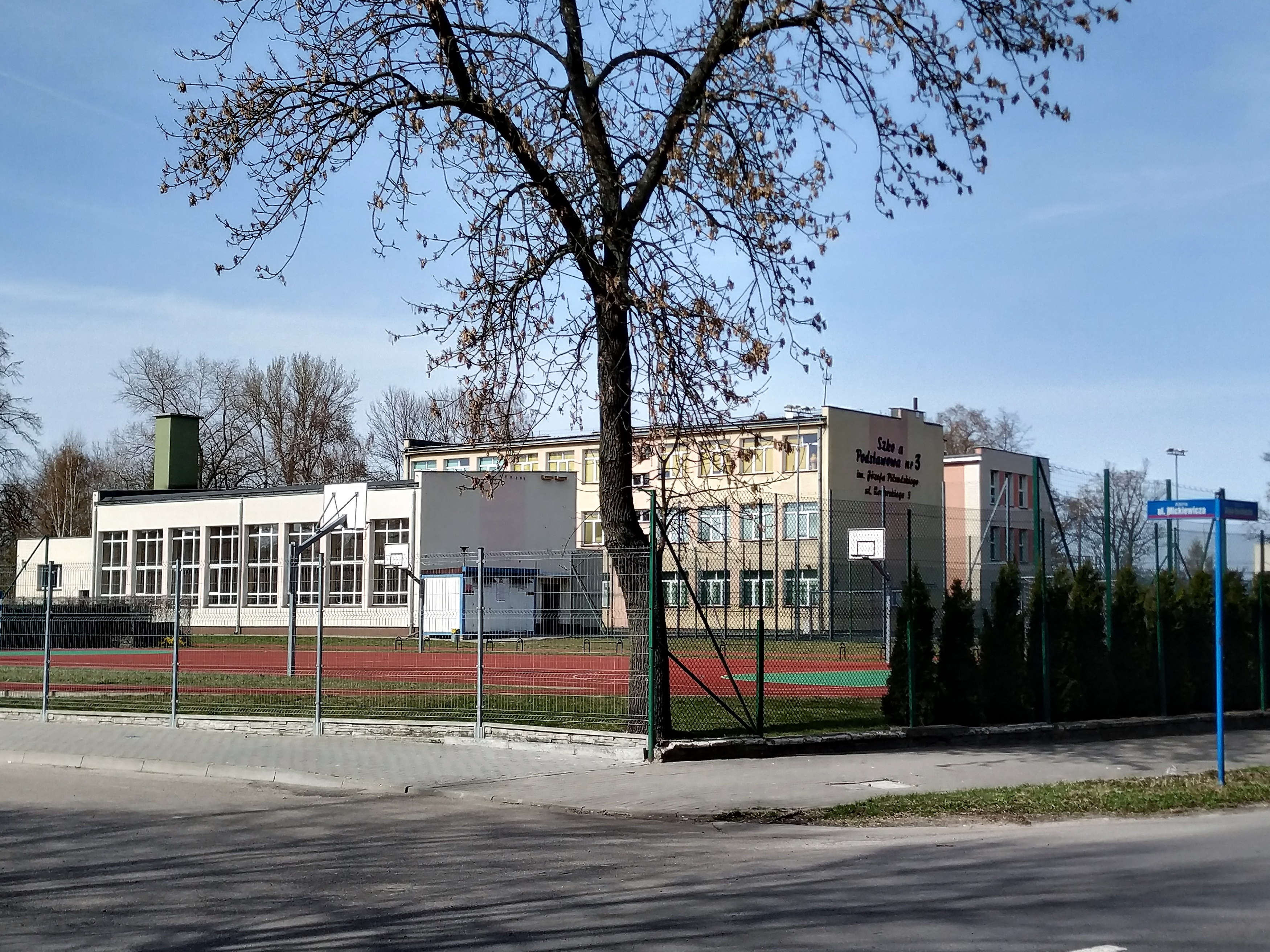
Escola primária n.º 3 Józef Piłsudski
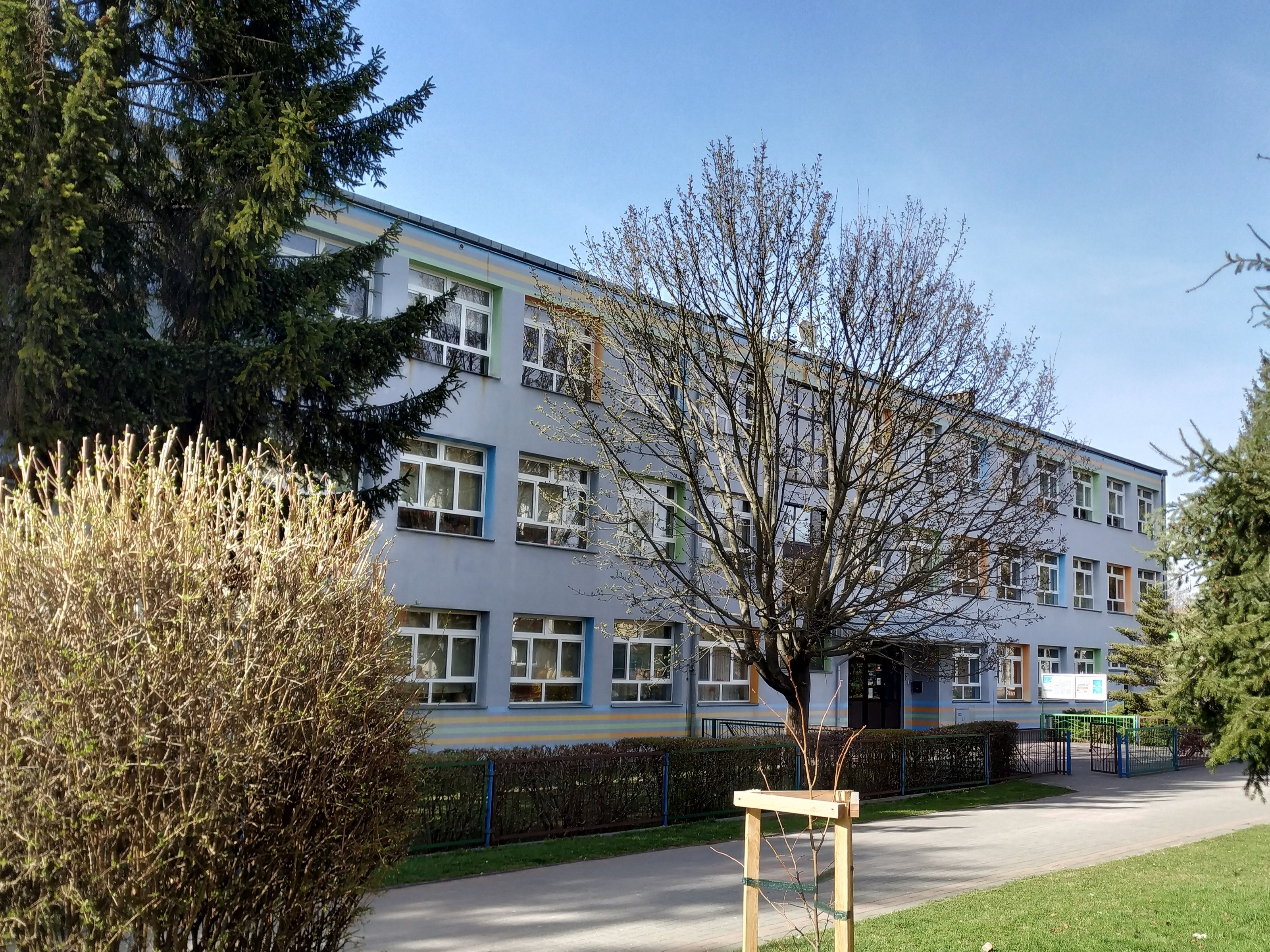
Escola primária n.º 4 com departamentos de integração Bronislaw Chęciński
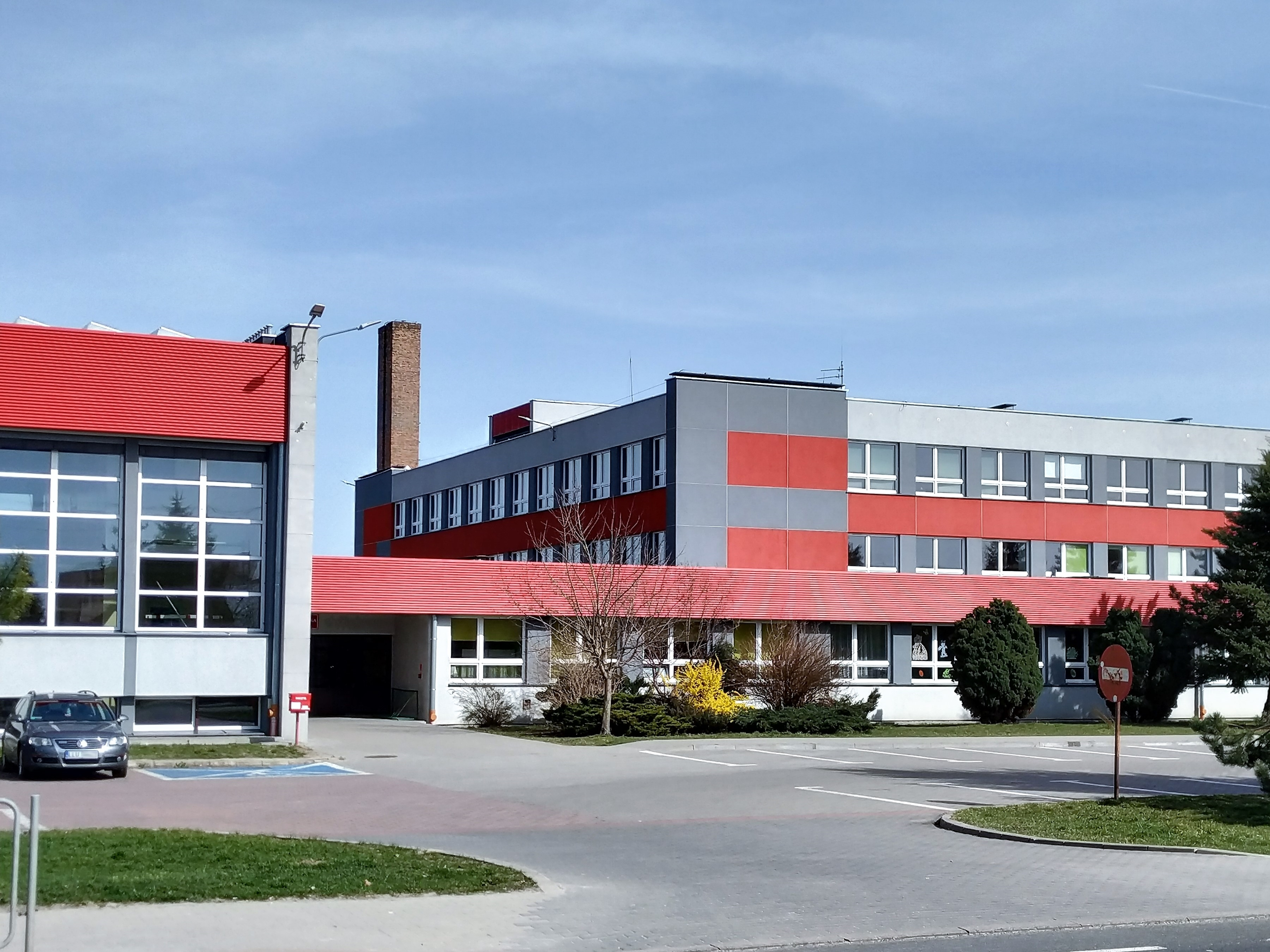
Escola primária n.º 5 General Władysław Sikorski

Escolas secundárias
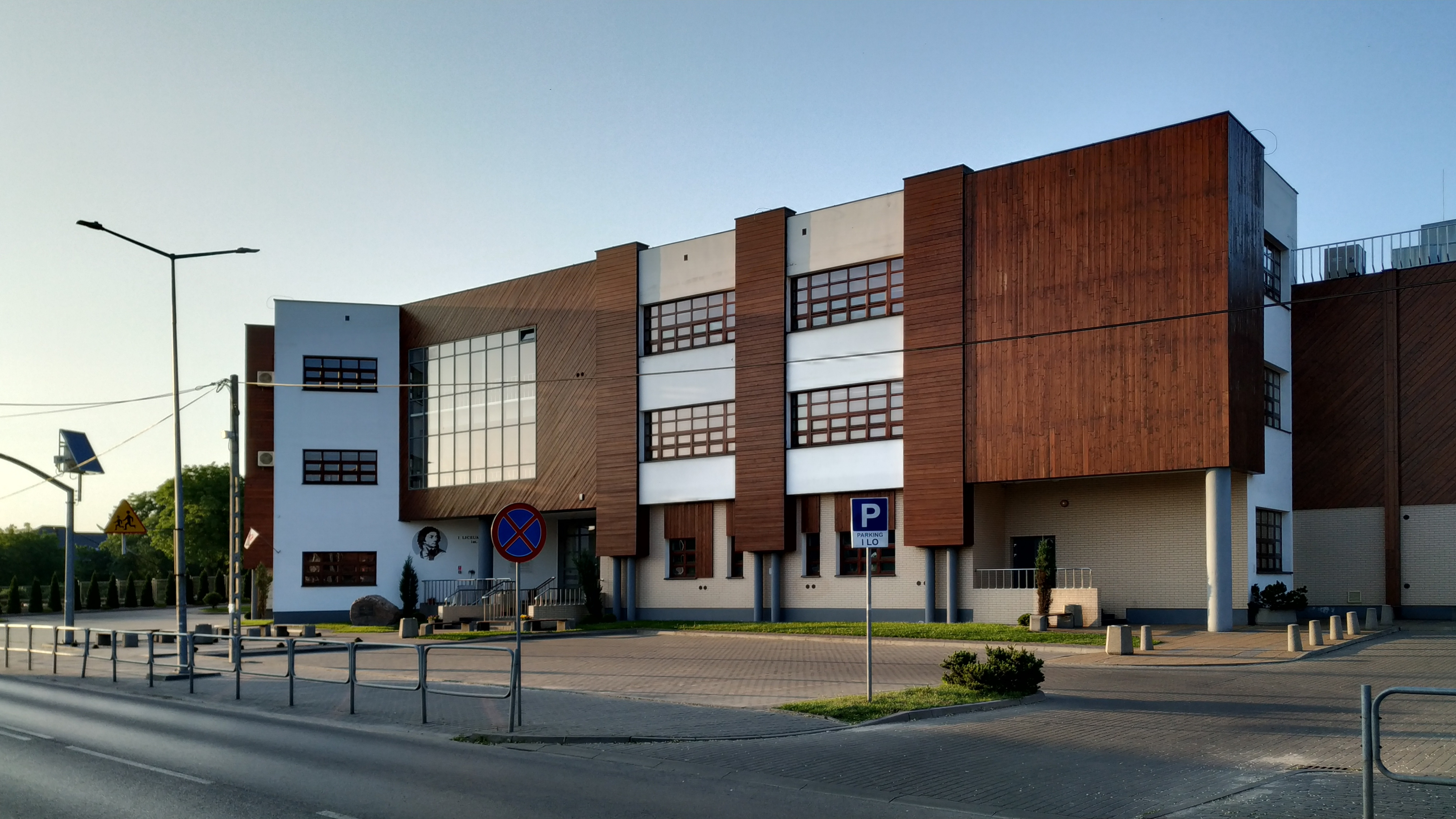
Escola secundária I Tadeusz Kosciuszko
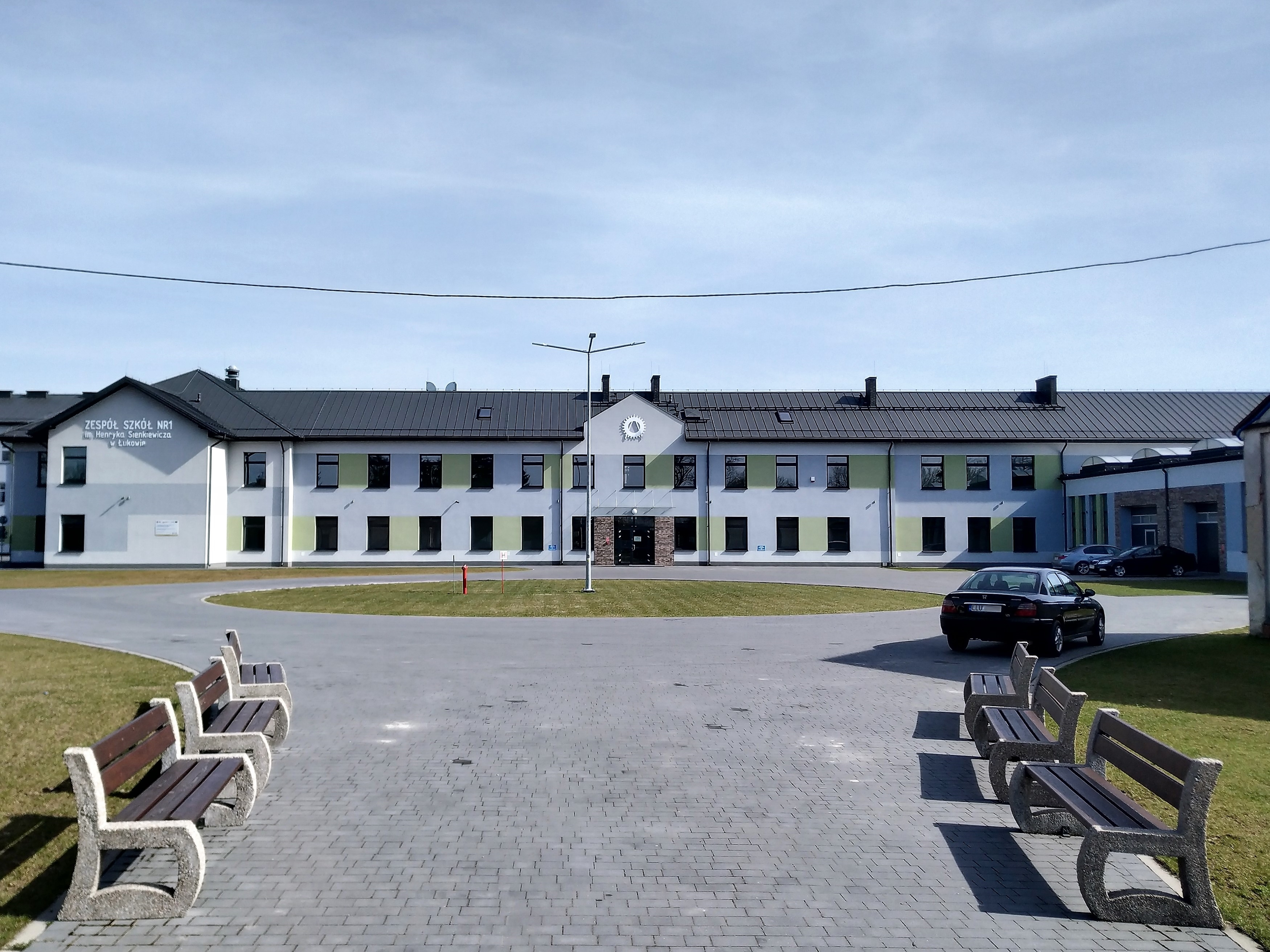
Complexo escolar n.º 1 Henryk Sienkiewicz
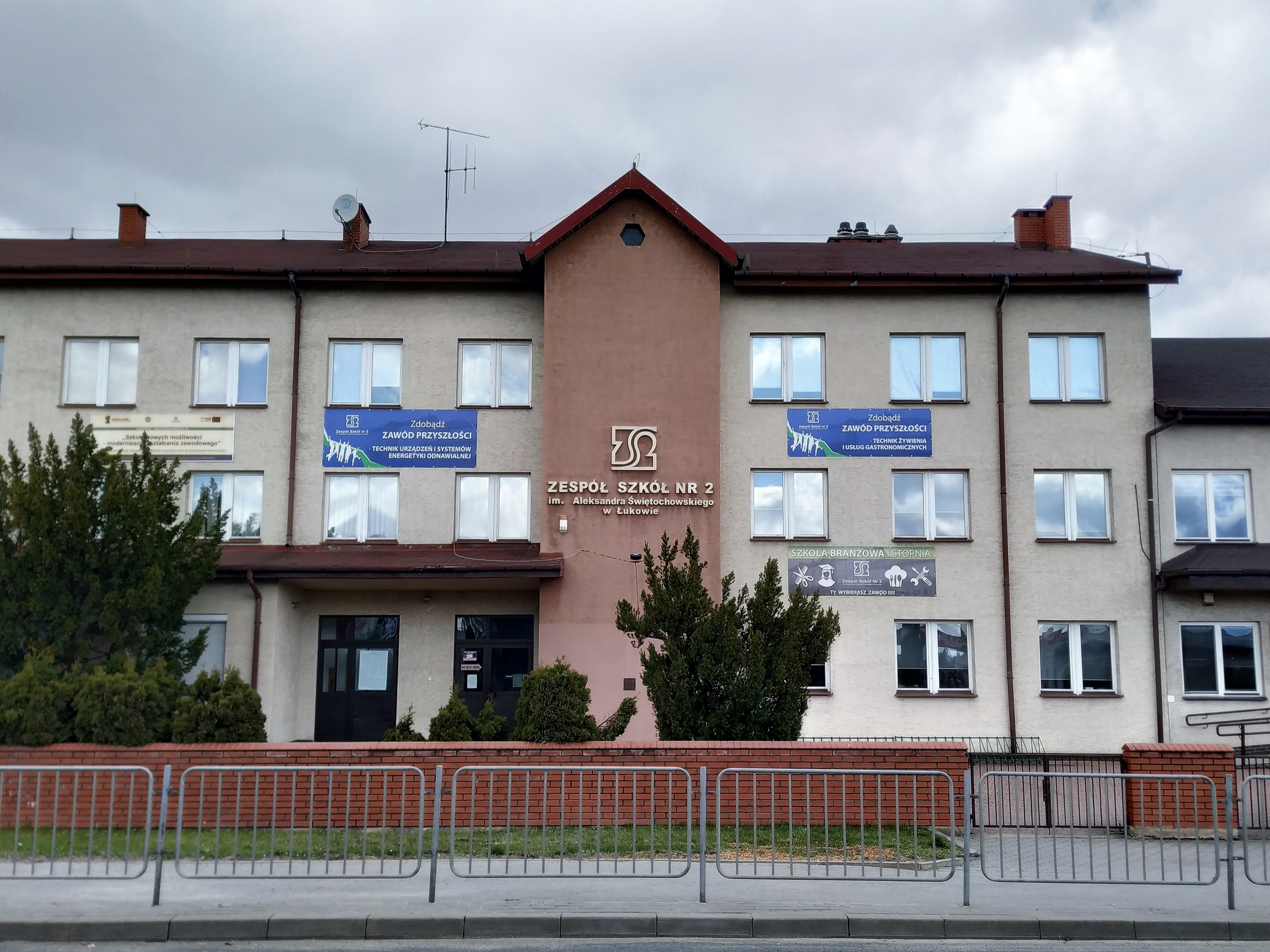
Complexo escolar n.º 2 Aleksander Świętochowski
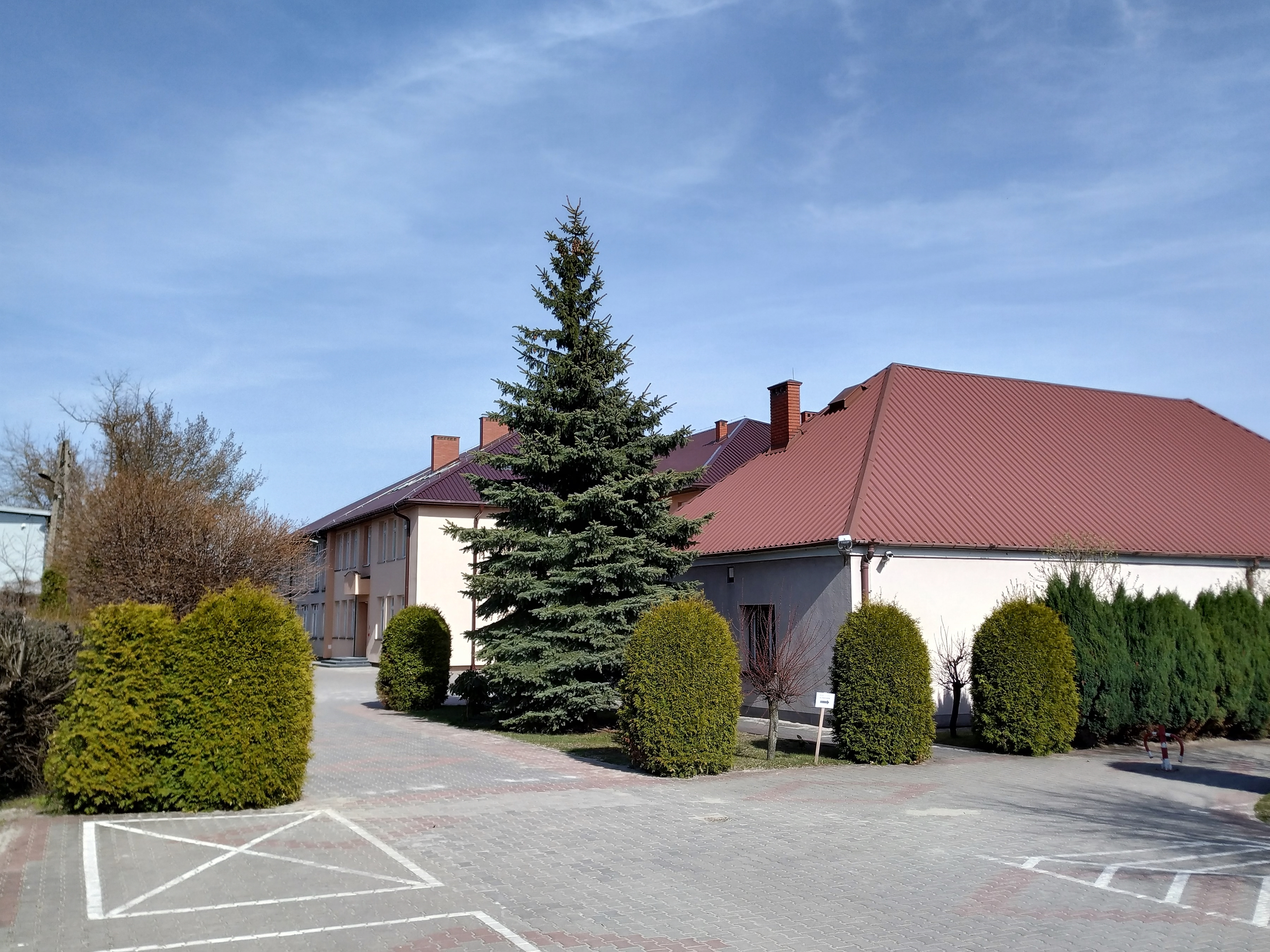
Complexo escolar n.º 3 Władysław Stanisław Reymont
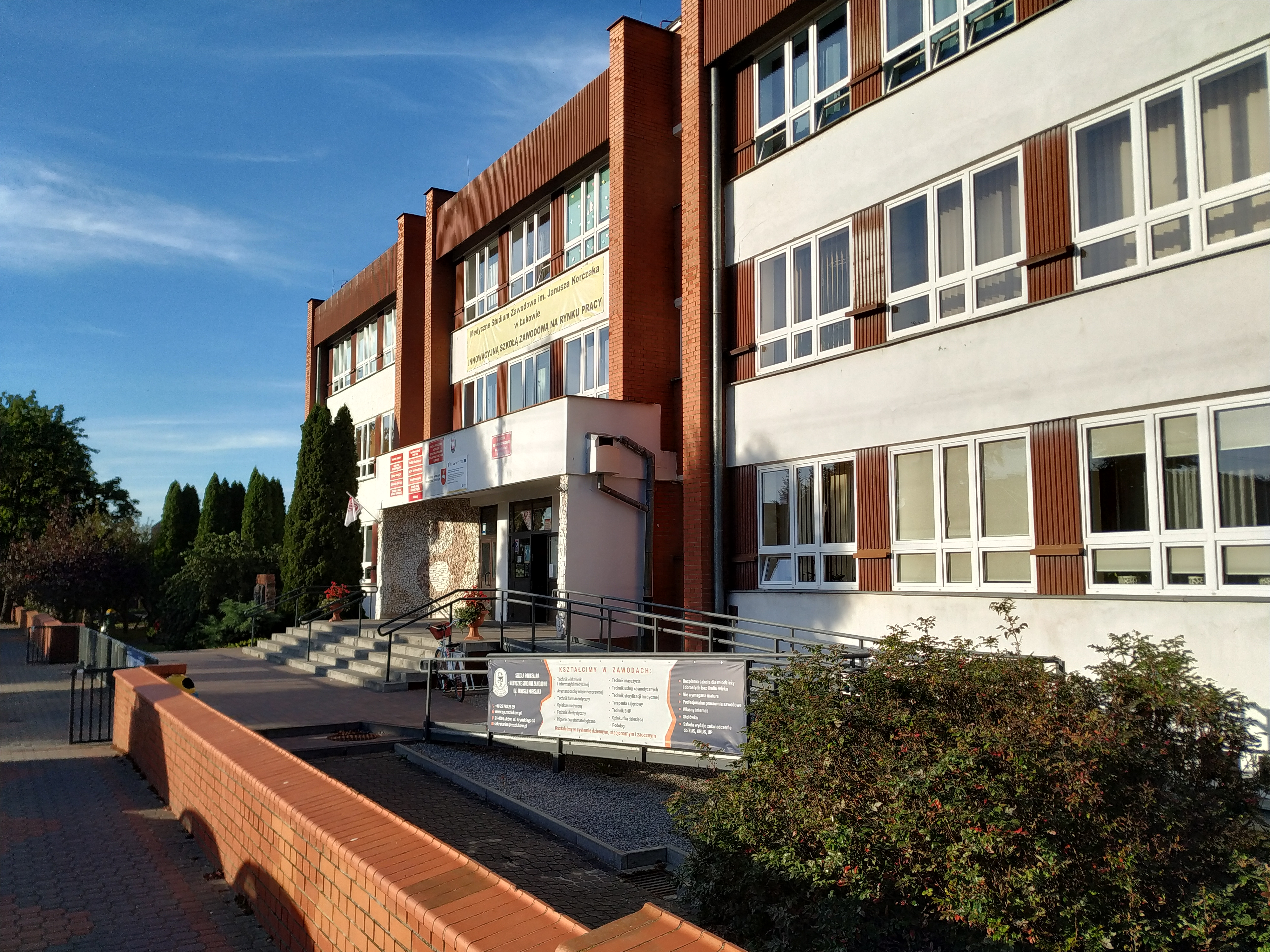
Escola secundária IV João Paulo II e Escola profissionalizante de Medicina Janusz Korczak

### Educação em 1989−1999
No início da década de 1990, as instituições de ensino público em Łuków incluíam: 9 jardins de infância, 6 escolas primárias (escolas de oito anos, incluindo 1 escola especial), uma escola secundária geral, uma escola secundária de medicina, um complexo de escolas profissionalizantes e uma escola básica agrícola.

### Educação nos anos 1999−2017/2019
Em 1 de setembro de 1999, três ginásios independentes foram fundados, incluindo dois no local de escolas primárias fechadas. Eles eram: Escola secundária n.º 1 (no bairro residencial de Chącińskiego), Escola secundária n.º 2 (em Cieszkowizna) e Escola secundária n.º 3 (perto da estação ferroviária de Łuków). Existiram escolas secundárias (III grau) até 31 de agosto de 2019. No ano letivo 2008/2009, existiam 9 jardins de infância públicos, 3 escolas primárias (seis anos) e 3 escolas médias e 3 instituições especiais, incluindo 2 geridas por congregações religiosas. As autoridades do condado tornou-se o órgão dirigente das seguintes escolas secundárias: Escola secundária I T. Kościuszko e Escola secundária IV Jana Pawła II e 3 complexos escolares (incluindo um composto apenas por escolas secundárias): n.º 1 − H. Sienkiewicz, n.º 2 − A. Świętochowski e n.º 3 − W. Reymont. Além disso, o Complexo de Instituições (antigo Complexo de Escolas Especiais) que leva o nome M. Konopnicka (fundado em 2010) e o Centro de Acompanhamento Psicopedagógico (fundado em 1975). Em 1991, foi criada a Escola Secundária Social, mais tarde a Escola Secundária Católica Cardeal S. Wyszyński, que encerrou a sua atividade no final do ano letivo 2011/2012.
No ano letivo 2015/16 existiam 6 jardins de infância municipais, incluindo um num complexo com escola primária, 3 escolas primárias (n.º 1, 4 e 5), incluindo uma (n.º 1) no referido complexo escolar, e 3 escolas secundárias inferiores (n.º 1, 2 e 3), incluindo uma (n.º 1) em equipe com uma escola primária. Estas eram unidades administradas pela cidade de Łuków. Além dos departamentos de pré-escola em escolas primárias e 6 jardins de infância públicos administrados pela cidade de Łuków (incluindo um em um complexo escolar), havia 6 jardins de infância particulares (de vários perfis) administrados por indivíduos e 3 administrados por congregações religiosas e a Igreja católica.
As escolas pós-secundárias incluem o Faculdade Vocacional de Medicina (fundada em 1976) e o Collegium — Ensino pós-secundário acadêmico.
Nos anos 2000−2006, funcionou o Centro de Ensino e Conferências da Universidade Católica de Lublin em Łuków, o que possibilitou a obtenção de educação profissional superior nas áreas de administração e informática. Em 2001, o Łuków Collegium da Academia Médica em Lublin foi aberto, educando enfermeiras. Nos anos de 2001 a 2017, a Universidade de Negócios e Administração, antecessora da Universidade de Negócios de Varsóvia, operou na cidade.

### Educação no início da década de 2020
A reforma do sistema educacional em 2017 restaurou a estrutura educacional de dois níveis. As escolas primárias e jardins de infância administrados pela cidade de Łuków e os jardins de infância particulares são as instituições educacionais das crianças. No ano letivo 2020/2021, existiam 5 escolas primárias (oito graus), incluindo a Escola primária n.º 1 num complexo com jardim de infância, 5 jardins de infância públicos, 8 jardins de infância particulares (incluindo 2 com instalações em dois pontos da cidade), 2 delas administradas por congregações religiosas.
As unidades educacionais, cujo corpo diretivo é o condado de Łuków, incluem na cidade: Escola secundária I Tadeusz Kościuszko (fundada em 1919), Complexo escolar n.º 1 Henryk Sienkiewicz (fundada em 1973), Complexo escolar n.º 2 Aleksander Świętochowski (fundada em 1994), Complexo escolar n.º 3 Władysława Stanisława Reymont (fundada em 1992) e Escola secundária IV Jana Pawła II (fundada em 1992) e o Complexo de Instituições, bem como o Centro de Aconselhamento Psicológico e Pedagógico. Os três complexos escolares acima mencionados incluem escolas técnicas, secundárias ou comerciais.
O autogoverno da voivodia de Lublin é o corpo diretivo da Escola pós-secundária − Faculdade de Medicina Vocacional Janusz Korczak.

## Cultura
- Centro Cultural de Łuków[154]

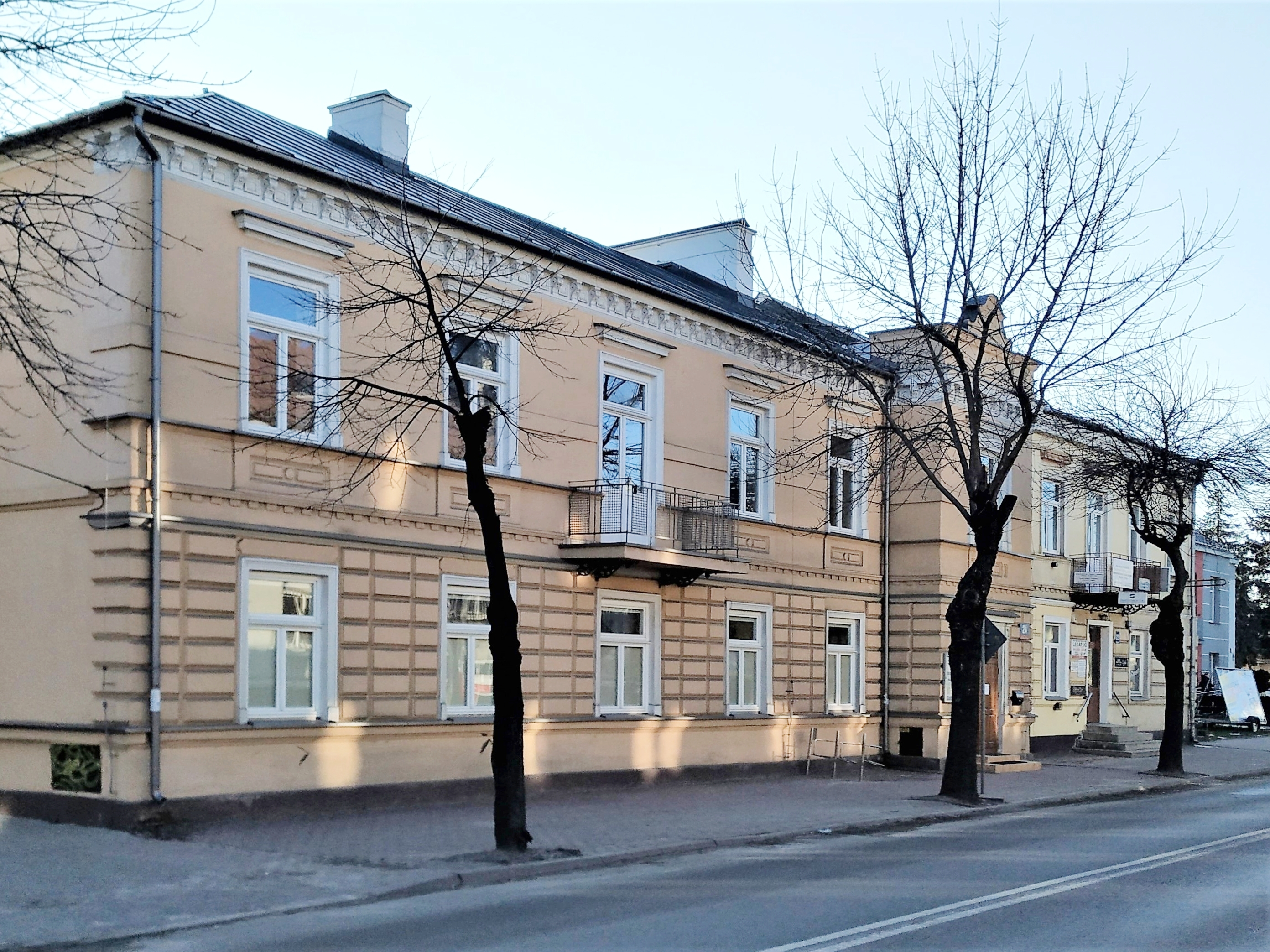
Edifício da Biblioteca Pública Municipal Henryk Sienkiewicz (1903–1905)

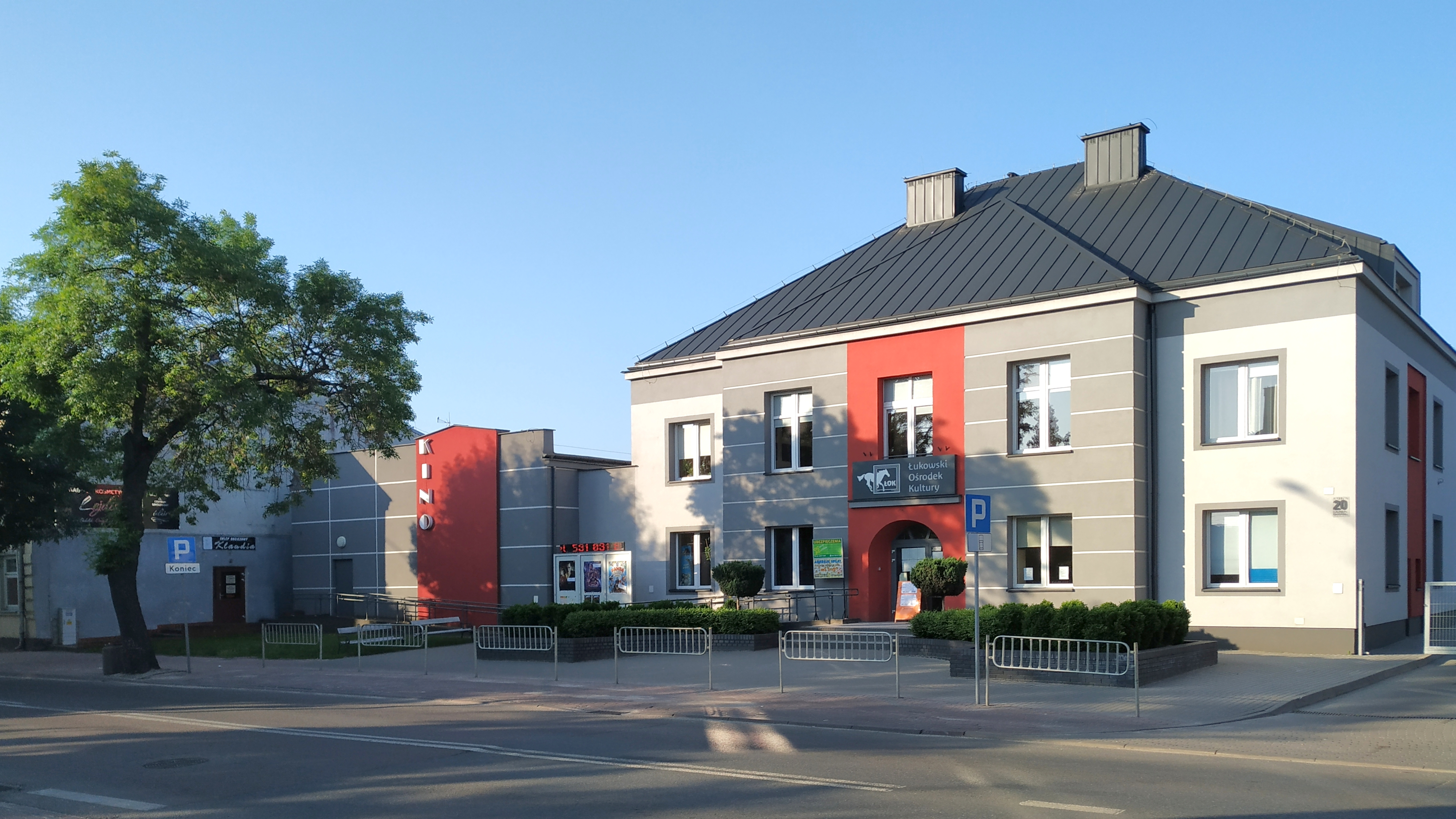
Edifício do Centro Cultural Łuków e do Cinema Łuków

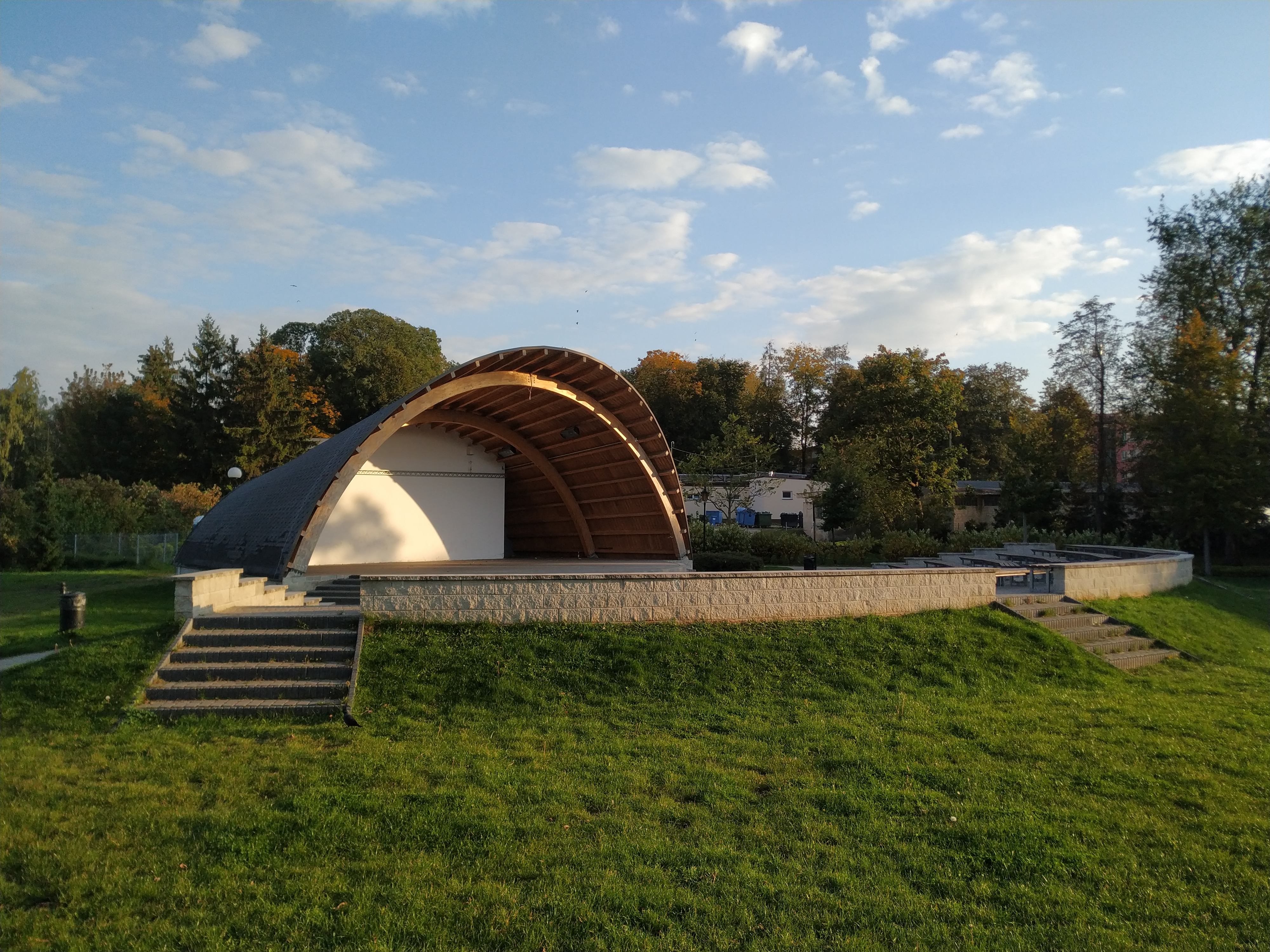
Anfiteatro no Parque da Cidade

- Cinema Łuków, anteriormente Cinema Oaza[155]
- Biblioteca Pública Municipal Henryk Sienkiewicz;[156] até ao final de 2011, funcionava na estrutura do Centro Cultural, então independente desta.[157]
- Escola Estadual de Música de 1.º grau Mieczysława Karłowicz, fundada em 1945[158]
- Clube “Apis” na Cooperativa Habitacional Łukowska; trabalha com isso
  - Irmandade Literária “Łukowianin”, fundada em 2002
  - Zaloga Obronna Kasztel Łuków − grupo de reconstrução histórica, fundado em 2002
- Coral “Lutnia” Escola secundária I T. Kościuszko, fundado em 1999 por Tadeusz Borkowski, assistente social e professor de música de várias escolas em Łuków (falecido em 3 de junho de 2012)
- Estúdio de Dança “Incognito”; o grupo foi fundado em 2004
- Grupo Regional Infantil “Kropelki Rosy” fundado em 2005

## Instituições e associações regionalistas

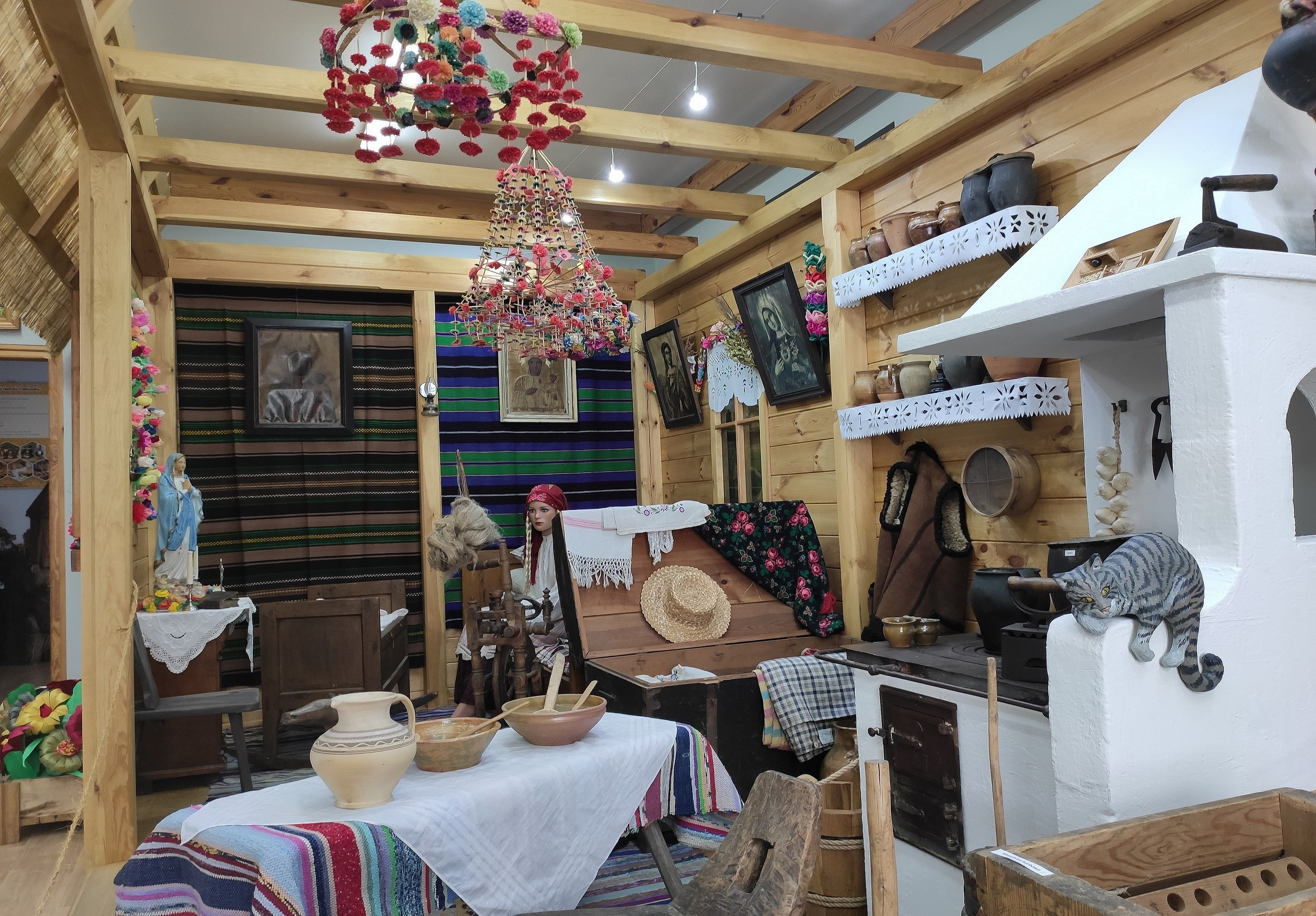
Parte da exposição “No campo e na fazenda” no Museu Regional

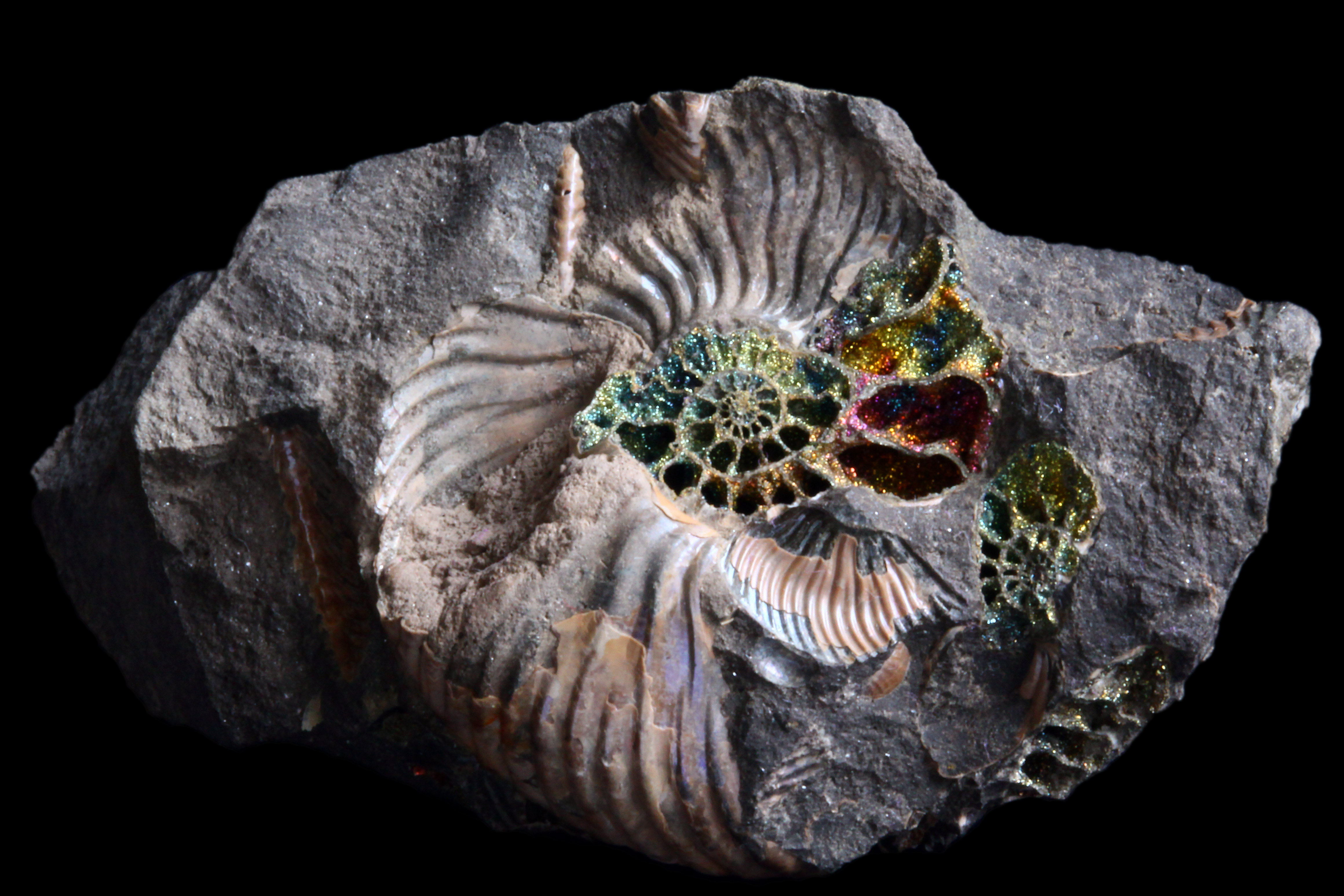
Fóssil Jurássico − amonita Quenstedtoceras sp. da região de Łuków

Instituições e associações regionais e mais amplas que realizam atividades semelhantes estão listadas aqui.
- Biblioteca Pública Municipal Henryk Sienkiewicz, fundada em 1908.
- Sociedade de Amigos da Área de Łuków, fundada em 1957. Publica, por ex., os “Zeszyty Łukowski”.
- Museu Regional em Łuków, fundado em 1960 − exposições etnográficas, artísticas, geológicas e paleontológicas (amonitas da geleira Jurássica da região de Łuków).
- Sociedade Regional de Łuków em homenagem a Jan Stanisław Majewski, fundada em 1995. Publica, por ex., “Nowa Gazeta Łukowska”, e desde o início deste século − o anuário “Łuków i Ziemia Łukowska. Kalendarium kronikarskie”.
- Associação Social e Cultural “Região de Nasz”, fundada em 2001. Em 2002–2004, publicou quinzenalmente “Puls Naszego Regionu”. Dirige o Grupo Regional Infantil “Kropelki Rosy” fundado em 2005.
- Associação de Desenvolvimento de Łuków, fundada em 2002. Entre várias atividades, dirige o Portal Histórico da Cidade de Łuków.
- Irmandade Literária “Łukowianin”, a funcionar no Clube “Apis” na Cooperativa Habitacional de Łuków, fundada em 2002.
- Associação “Nasze Dziedzictwo”, fundada em 2007
- Associação de Canto e Dança da Região de Łuków “Łukowiacy”, fundada em 1999.
- Grupo centrado no site “Łuków Historia. Historyczna galeria miasta Łuków”, fundado em 2010.
- Sociedade de História Natural “Orlik”, fundada em 2015.
- Associação “Łukowskie Forum Rozwoju”, fundada em 2015.
- Associação Alternativa para Łuków, fundada em 2016.

## Mídia local e regional

### Imprensa
A primeira revista local em Łuków depois de 1989 foi “Głos Łukowa”, nos primeiros meses − a revista da OKW NSZZ local “Solidarność”, então − o independente Obywatelski Dwutygodnik Ziemi Łukowskiej foi publicado regularmente até o final de 2006 e ocasionalmente (edições especiais) até o outono de 2008. Em 2011, de 18 de abril a 15 de dezembro, foi publicado o semanário Łukowska Gazeta Lokalna e, a partir de março, a mensal Gazeta Łukowska.
Como revista sociocultural, nos anos 1995–2020, foi publicada a Nowa Gazeta Łukowska − uma revista mensal da Sociedade Regional J. S. Majewski em Łuków.
Atualmente, uma revista é publicada e distribuída em Łuków, cobrindo o escopo do condado de Łuków:
- Wspólnota Łukowska − um dos semanários da região norte de Lublin, publicado pela “Wspólnota”.

Além disso, o condado de Łuków está ao alcance dos seguintes semanários sub-regionais:
- Tygodnik Siedlecki − redação em Siedlce
- Echo Katolickie − redação em Siedlce
- Słowo Podlasia − redação em Biała Podlaska
- Życie Siedlce − redação em Siedlce
- Gazeta Ogłoszeniowa − redação em Siedlce

Nos anos de 2005−2015, elas foram publicadas em forma de livro “Roczniki Wyższej Szkoły Biznesu i Administracji w Łukowie”. Esta revista científica relacionada com o perfil da universidade continha artigos individuais relacionados com a história do condado de Łuków.

### Rádio
As estações de rádio que informam sobre a situação na cidade são:
- Katolickie Radio Podlasie[160]
- Radio Lublin
- Radio Eska

### Televisão
- Łukowski Program Telewizyjny, ou Master TV Łuków — televisão a cabo recebida na rede UPC em todos os conjuntos habitacionais em Łuków e, em resolução mais baixa, na Internet.
- Lukman TV — não está mais em opração
- Magnes.TV — televisão a funcionar em 2012-2020 disponível na rede de fibra ótica do operador de telecomunicações FEROmedia e na Internet

A televisão regional recebida no condado de Łuków é a TVP Lublin.

### Internet
Numerosos sites locais do autogoverno e instituições sociais, algumas paróquias, sites de indivíduos e empresas privadas. Quase todas as redações dos meios de comunicação acima mencionados possuem seus próprios sites. O site mais antigo sobre a “cidade no rio Krzna” não é mais atualizado Łuków Virtual, online desde 1996. O primeiro site não oficial da cidade de Łuków. A primeira versão do site oficial da cidade de Łuków, criada em 1999, era rica em escopo.
Existem também serviços de informação local na Internet, como Lukow24.pl e Kurier Łukowski.

## Esporte e lazer

### Instituições, associações, clubes esportivos
- Centro Esportivo e Recreativo de Łuków, que possui, entre outras coisas, piscinas de verão no centro da cidade, uma piscina coberta e uma lagoa no vale do rio Krzna do Sul nas proximidades da floresta Zimna Woda.[163]
- Clube esportivo de Łuków “Orlęta Łuków”, fundado em 1923.[164]
- Clube esportivo interescolar municipal “Amonit”, fundado em 1994.
- TKKF Ognisko “Niedźwiadek”, em atividade desde 1995.
- Associação de Jogadores de Xadrez “Szachpol” em Łuków, fundada em 1995, administra um clube esportivo de xadrez
- Clube esportivo interescolar “Delfinek”, em Łuków, fundado em 2000.[165]
- Clube de tiro esportivo “Orlik” em Łuków, ativo desde 2002.
- Associação de Desenvolvimento de Łuków foi fundada em 2007 e administra o clube esportivo “ŁSR Orlik 2006 Łuków” para futebol masculino.[166]
- Associação de Handebol “Łukovia” Łuków, fundada em 2002, administra um clube esportivo de handebol feminino.[167]

### Instalações de infraestrutura
- Campo de futebol ŁKS "Orlęta" Łuków[168]
- Campos “Orlik”
- Piscinas de verão na rua Browarna[169]
- Piscina coberta “Delfinek” na rua Siedlecka[170]
- Lagoa Zimna Woda, revitalizada na primeira fase em 2017–2018 e na segunda fase até junho de 2021 — juntamente com a expansão de sua infraestrutura recreativa
- Academia ao ar livre no Parque da Cidade
- Várias áreas de atividades sociais, em conjuntos habitacionais, criadas com o programa OSA do governo
- Skatepark no Parque da Cidade
- Calçadão com uma ciclovia na margem do rio Krzna do Sul, da rua Warszawska até a avenida Wojska Polskiego, concluída em 2018.

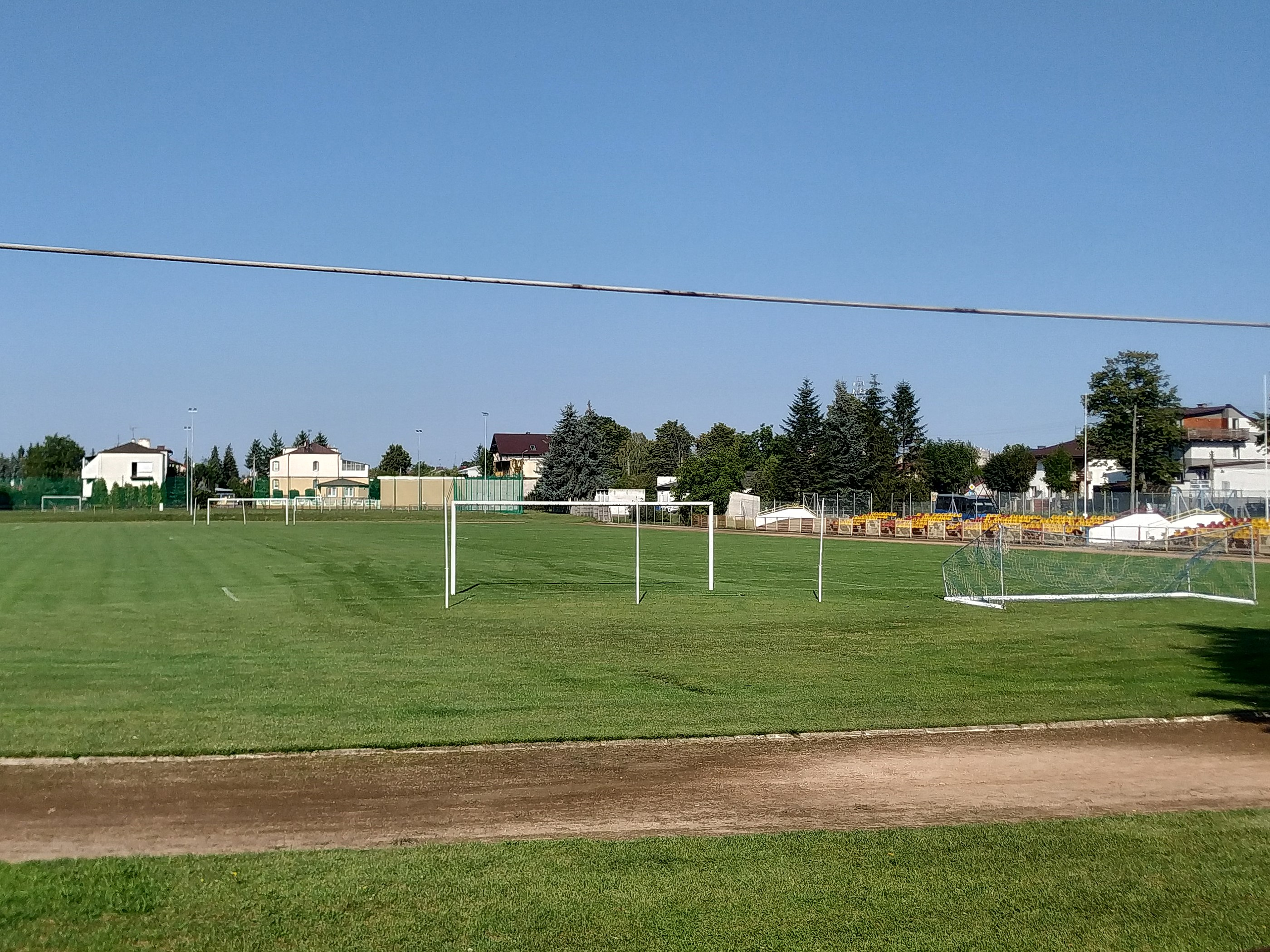
Estádio do clube Orlęta Łuków
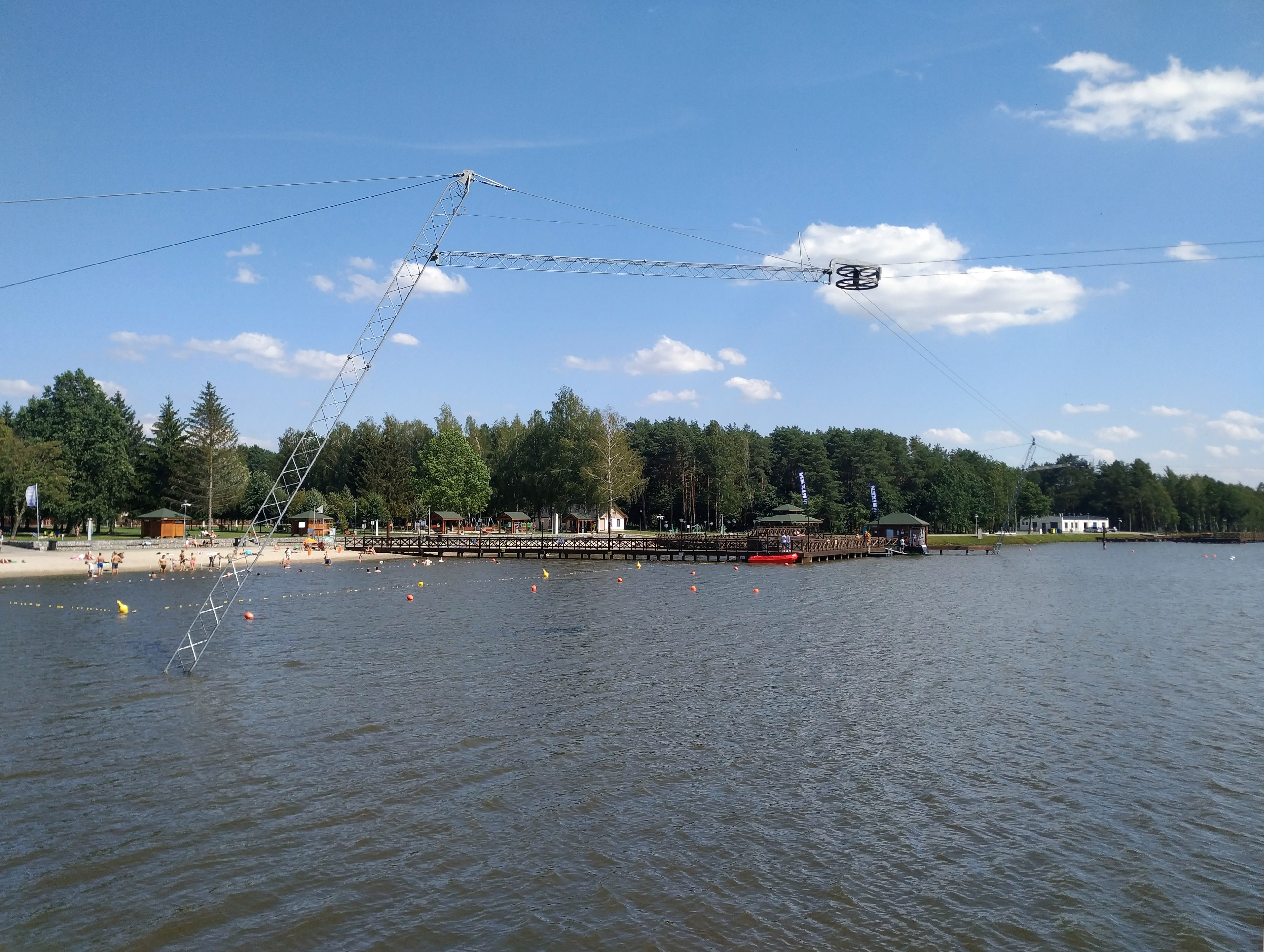
Lagoa Zimna Woda (após a revitalização)
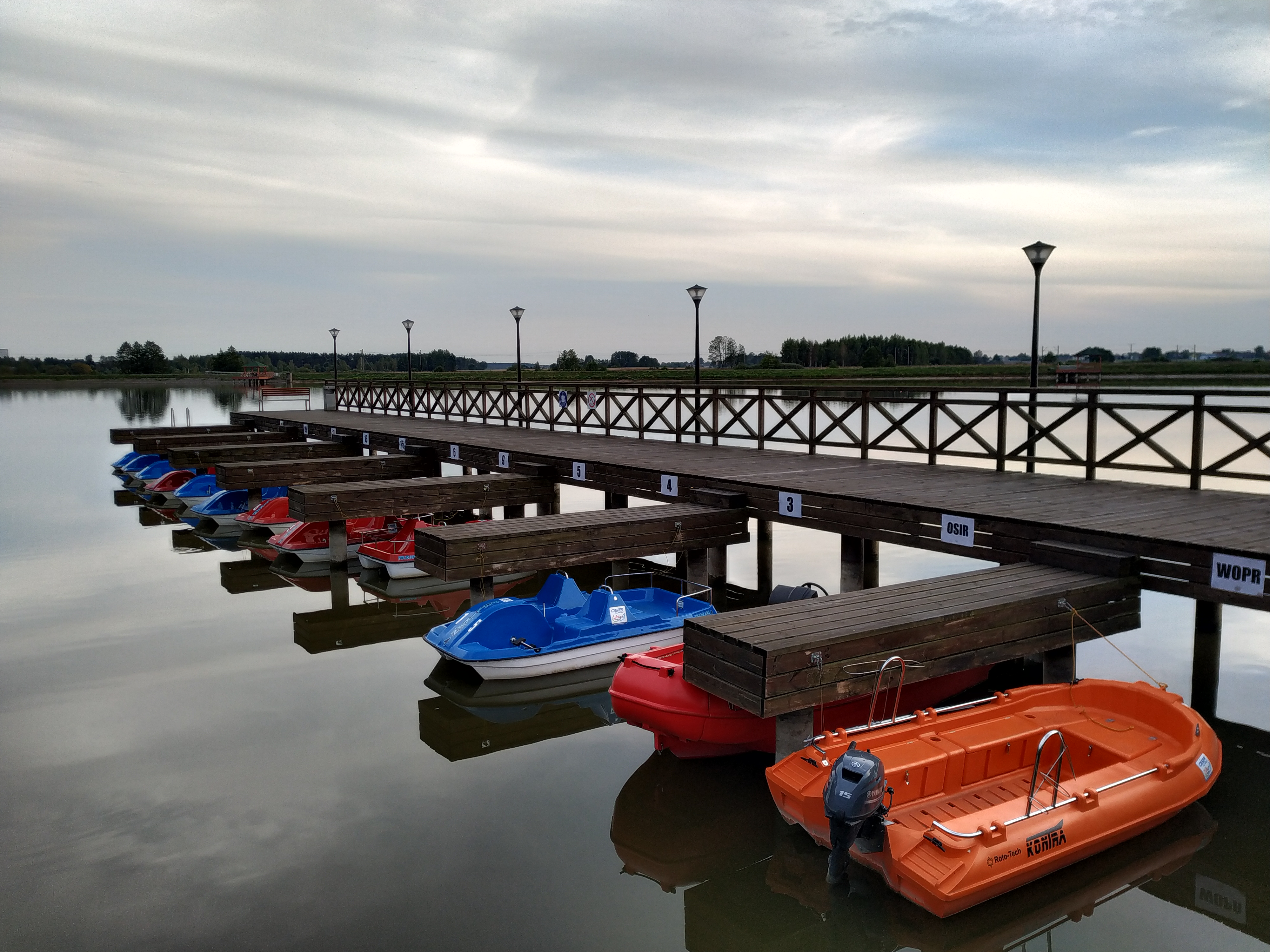
Lagoa Zimna Woda − um paraíso para equipamentos aquáticos
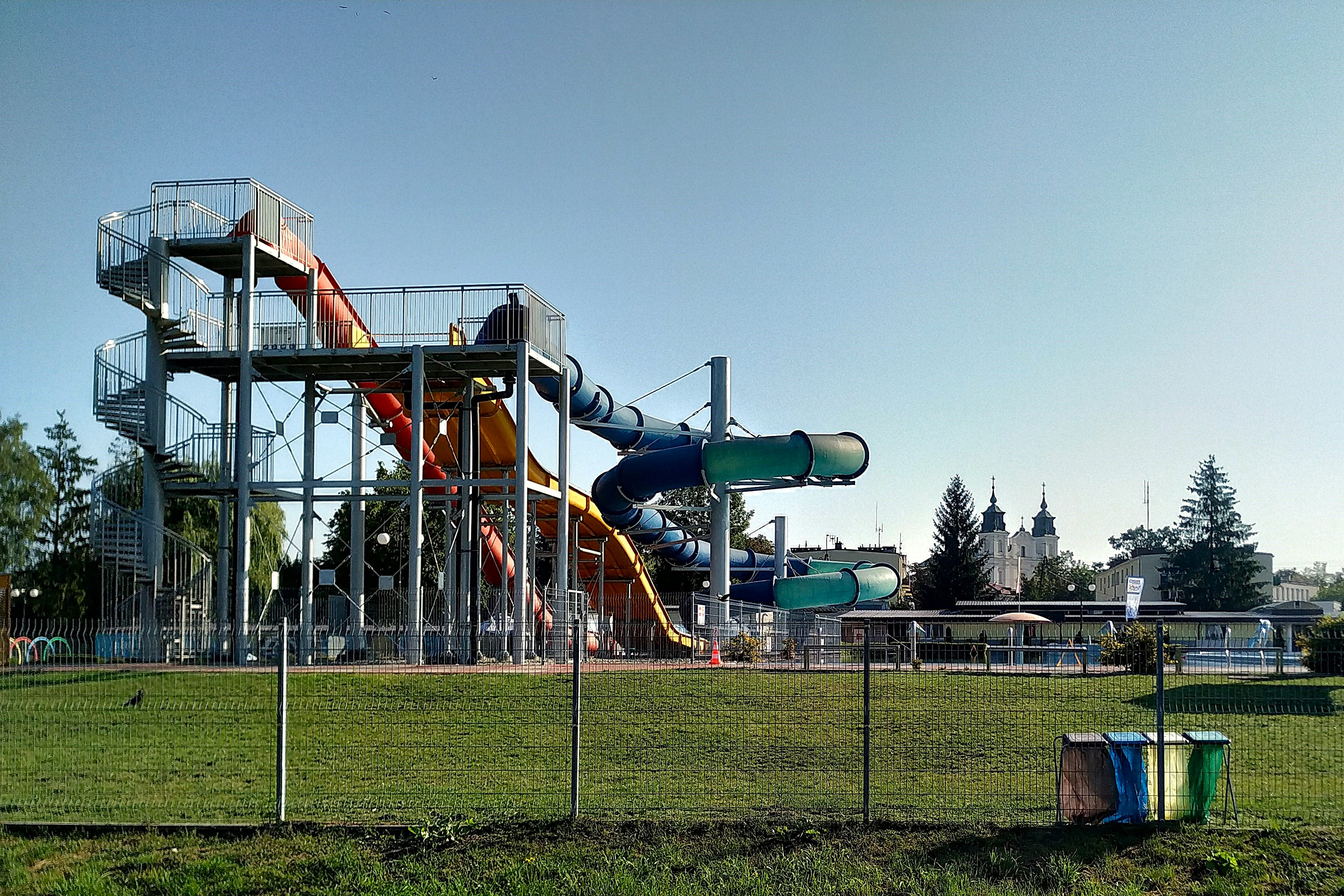
Piscina de verão “Delfin”
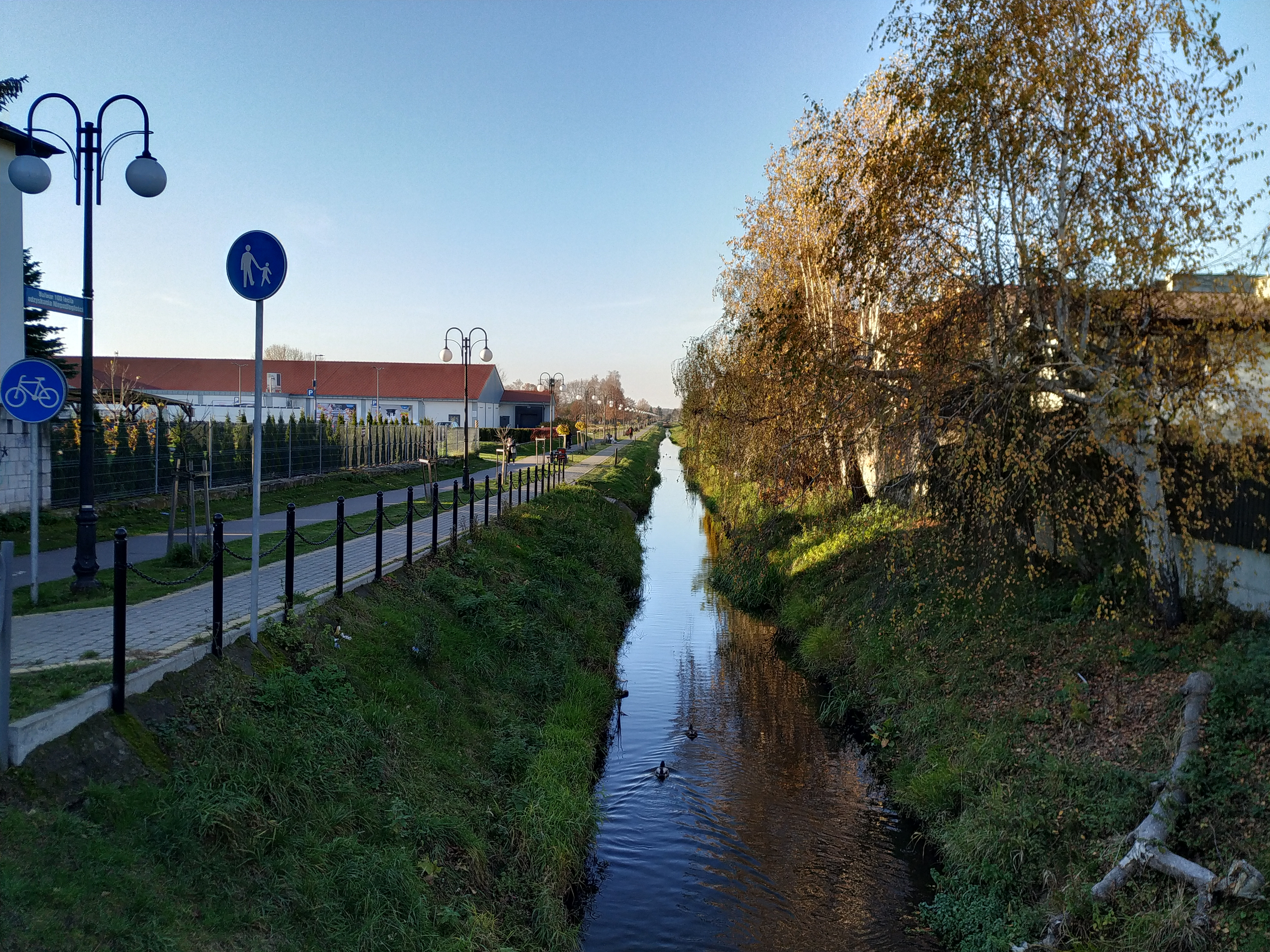
Krzna do Sul e a avenida do 100.º aniversário da Recuperação da Independência

## Religião

Igrejas paroquiais católicas
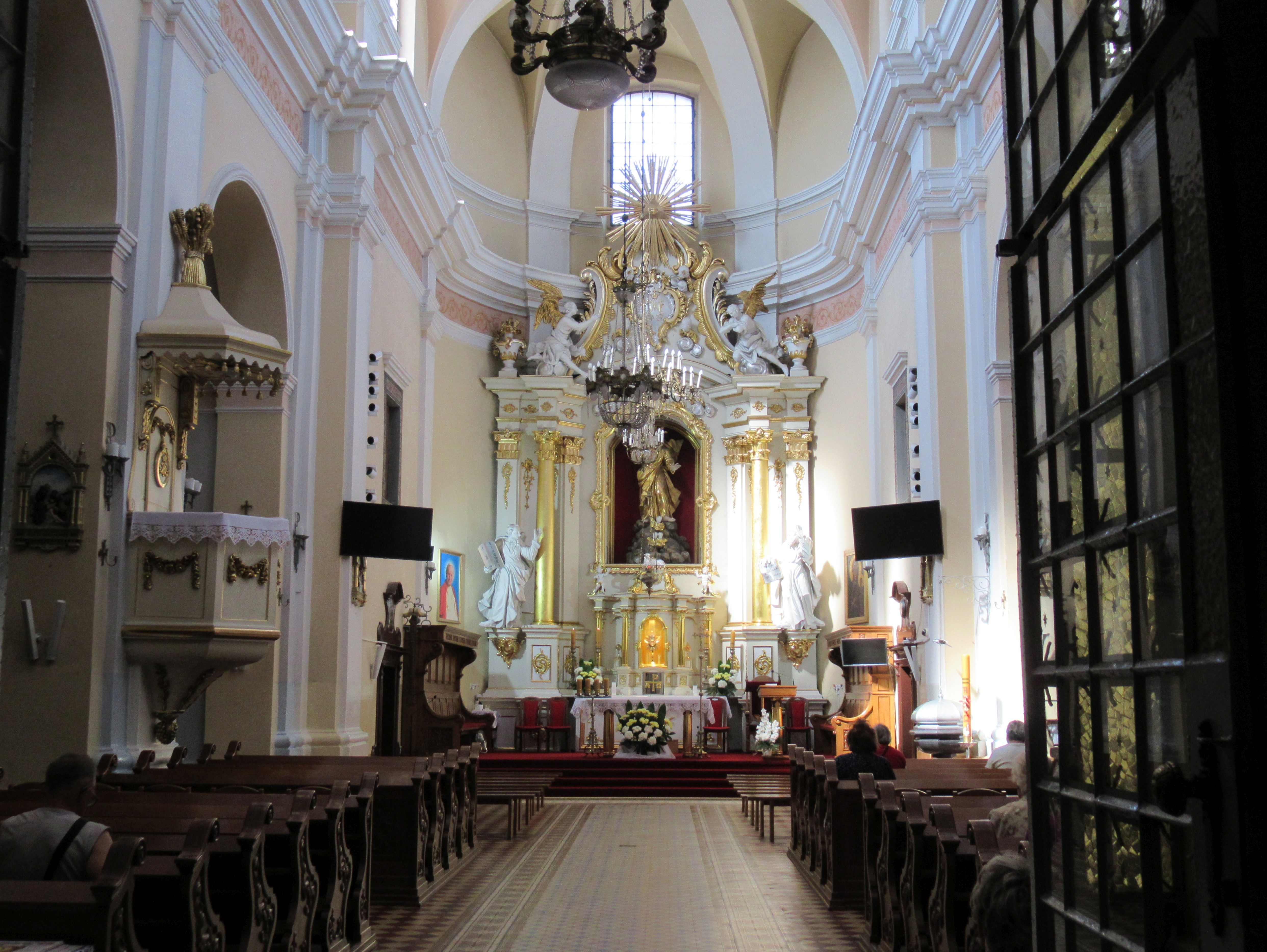
Interior da igreja colegiada da Transfiguração
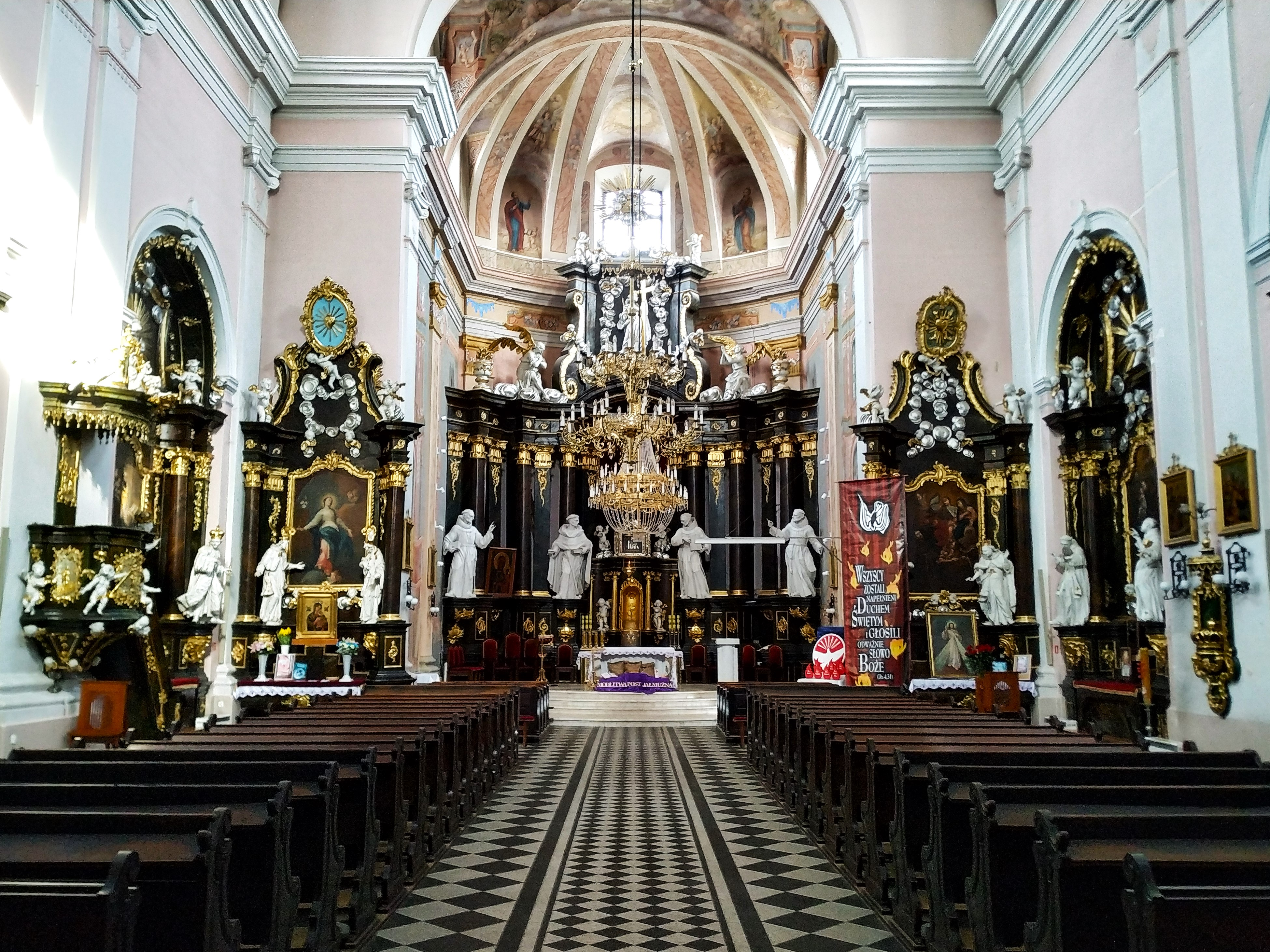
Interior da igreja da Exaltação da Santa Cruz
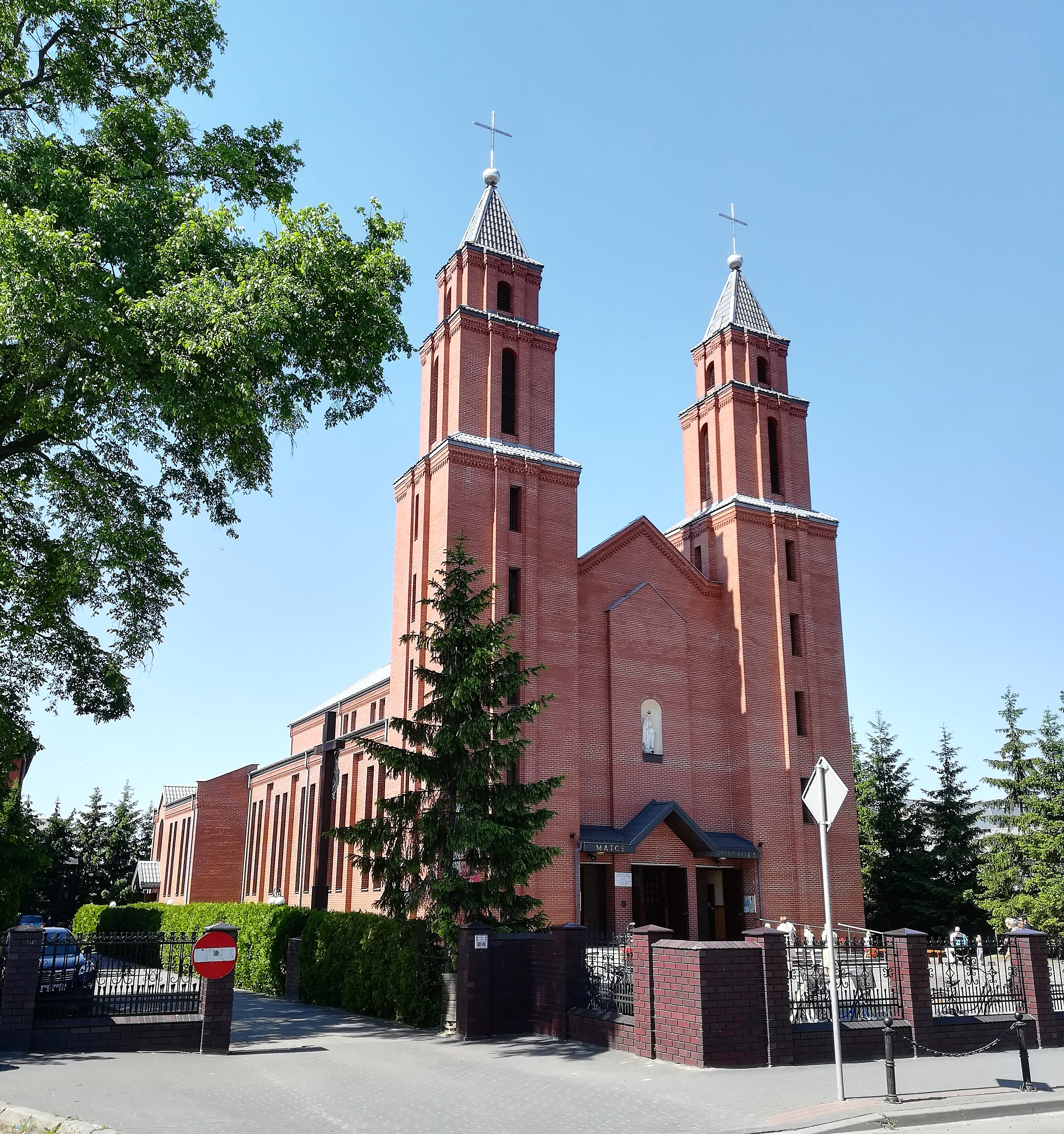
Igreja paroquial da Bem-Aventurada Virgem Maria, Mãe da Igreja
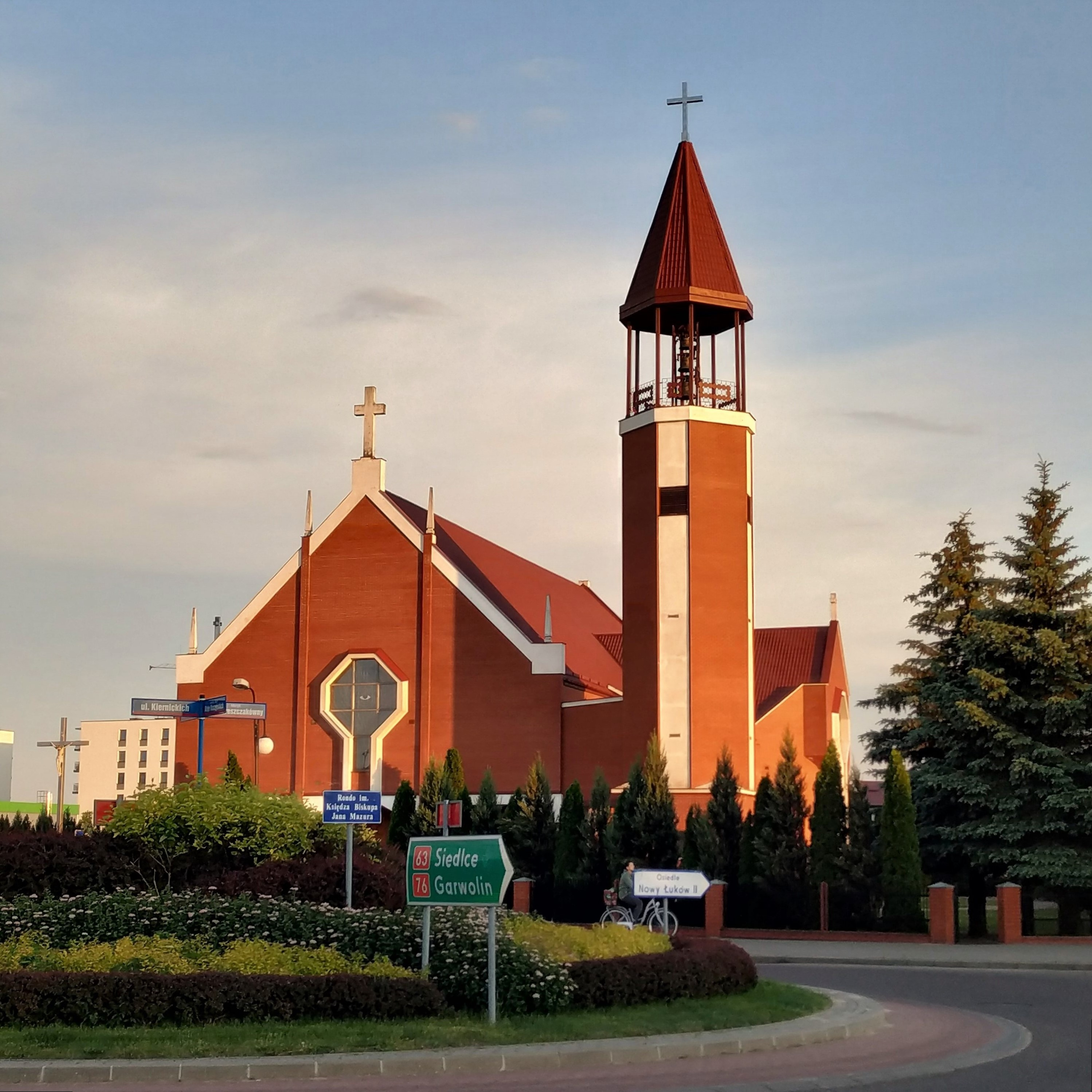
Igreja paroquial de Santo Irmão Alberto

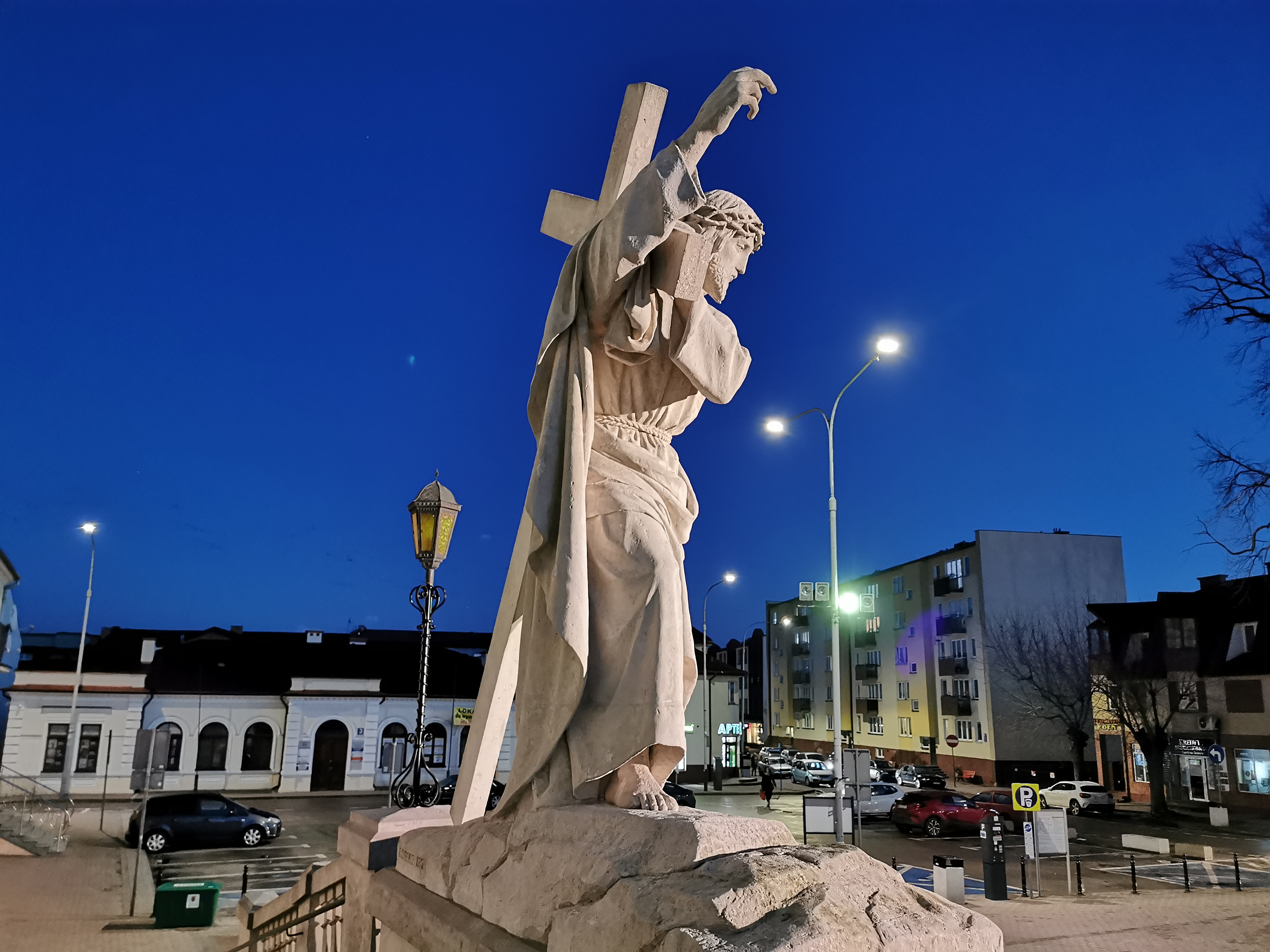
Estátua de Jesus Cristo de 1883 de Bolesław Syrewicz na balaustrada em frente à entrada da Igreja Colegiada da Transfiguração

Łuków com a área circundante, inicialmente num raio de 20−40 km, pertenceu desde o século XII à paróquia de Łuków do Arquidiácono de Radom da Diocese de Cracóvia. Em 1790, a paróquia foi incorporada à diocese de Chełm e, em 1807, à recém-criada diocese de Lublin. Em 1818, quando a diocese de Janów, ou seja, Podláquia, foi fundada, ela também incluía áreas pertencentes ao reitor de Łuków. Em 1867, sob a ordem do czar Alexandre II, a diocese da Podláquia foi dissolvida e anexada à diocese de Lublin. Este estado durou até 1918, quando a diocese da Podláquia foi reativada.
Existem 4 paróquias católicas romanas em Łuków:
- Paróquia colegiada da Transfiguração, herdeira das igrejas mais antigas de Łuków.[171]
- Paróquia da Exaltação da Santa Cruz, erigida em 1920.[172]
- Paróquia de da Bem-Aventurada Virgem Maria, Mãe da Igreja, erigida em 1989.[173]
- Paróquia do Santo Irmão Alberto, erigida em 1992.[174]

Existem duas congregações religiosas em Łuków:
- Congregação das Irmãs da Sagrada Família de Nazaré − Irmãs de Nazaré, que administram um internato para crianças e jovens com deficiência e um jardim de infância particular[175]
- Congregação das Irmãs da Caridade de São Vicente de Paulo, que administram um Centro de Educação Especial na cidade[176]

O número de pessoas de outras denominações vivendo nas quatro paróquias de Łuków (incluindo três de caráter urbano-rural) é estimado em aproximadamente 340 de 35 142 paroquianos católicos romanos, o que é aproximadamente 1%.
Em Łuków, a atividade pastoral também é realizada pela Igreja Adventista do Sétimo Dia e pelo posto avançado missionário da Igreja dos Cristãos Evangélicos.
A congregação dos Arcos das Testemunhas de Jeová também realiza atividades de pregação na cidade, que possui um Salão do Reino na avenida Tadeusz Kościuszko 46